# Bunuri mobile din domeniul artă decorativă clasate în patrimoniul cultural național al României aflate în municipiul București (fond)
Acestă listă conține bunurile mobile din domeniul artă decorativă clasate în Patrimoniul cultural național al României aflate la momentul clasării în municipiul București.
| Foto | Informații generale                                      | Detalii tehnice | Descriere | Deținător                                        | Legături |
| ---- | -------------------------------------------------------- | --- | --- | ------------------------------------------------ | -------- |
|      | Pahar Autor: Sebastian Hann                              | Datare: 1690 Material: argint aurit | Pahar din argint aurit, cu poanson SH pe partea posterioară a bazei, datat, decorat prin gravare cu blazonul orașului Sibiu; în formă de trunchi de con. | Colecții particulare, București                  | Cimec    |
|      | Cană cu capac Autor: Ivan Petovici Khlebnicov            | Datare: 1/4 sec. XX Școală: Atelier Khlebnikov, Moskova (1908-1917) Material: cristal; tăiat; gravat; argint; cizelat; gravat | Cană cu capac, piesă de aparat cu caracter omagial, din cristal și montură din argint cizelat. Vasul din cristal este decorat pe toată suprafața cu tăieturi în romburi în care se înscriu rozete elaborate și pavaje cu puncte de diamant, iar montura amplă cu o decorație bogată de inspirație “neobaroc rus” poartă marca vestitului meșter Ivan Petovici Khlebnicov, care a fost furnizor al Curții imperiale ruse. Capacul și bandoul median ce susțin ansa poartă data și inscripția omagială în limba rusă a Filarmonicii din Moscova. | Muzeul Național „George Enescu”, București       | Cimec    |
|      | Tabacheră                                                | Datare: 1/2 sec. XX Școală: Atelier argentinian Material: argint; presat; guilloche; gravat; polisat; aurit parțial | Tabacheră art deco, piesă suvenir, cu harta Americii de Sud, ușor reliefată pe un fundal cu hașuri fine, pe care sunt gravate fluviile mari și doar pe suprafața Argentinei marcate marile orașe. Interiorul aurit are pe aripa dreaptă gravată monograma” GE”. Suprafețele exterioare sunt perfect polisate. | Muzeul Național „George Enescu”, București       | Cimec    |
|      | Placă decorativă                                         | Datare: 7.10.1937 Școală: Atelier autohton Material: metal comun; turnat; presat; gravat; argintat; lemn; lăcuit | Placă decorativă cu caracter omagial din lemn lăcuit negru decorată cu ramuri de laur simbol al gloriei nemuritoare și al cunoașterii tainice. Lucrarea, realizată în manieră art deco, a fost dăruită de Primăria Municipiului Lugoj, oraș binecunoscut pentru tradiția sa în domeniul muzical, în 7.X.1937 cu ocazia concertului susținut în cadrul turneului prin țară. | Muzeul Național „George Enescu”, București       | Cimec    |
|      | Ramură de măslin                                         | Datare: 1914 Școală: Atelier autohton Material: metal comun; turnat; presat; cizelat; gravat; argintat | Ramură de măslin în contur ușor unduit cu frunze și fructe modelate cu măiestrie, la bază cu o panglică pe care este gravată inscripția “Căminul românesc/ Lui George Enescu”. În semn de omagiu societatea „Căminul românesc” îi oferă lui George Enescu această creangă de lauri în urma concertului susținut în 18/31 decembrie 1914 împreună cu Cella Delavrancea în folosul acestei societăți. | Muzeul Național „George Enescu”, București       | Cimec    |
|      | Cunună de lauri                                          | Datare: 4.11.1936 Școală: Atelier brașovean Material: metal comun; turnat; presat; gravat; argintat; parțial aurit | Piesă decorativ-omagială de forma unei cununi de lauri argintii susținută la bază de o panglică înnodată, iar în zona centrală cu emblema orașului Brașov - rădăcina unui copac ieșind dintr-o coroană deschisă aurită. Inscripția dedicativă este gravată pe bază: Omagiul și admirația noastră lui George Enescu 4.XI.1936. | Muzeul Național „George Enescu”, București       | Cimec    |
|      | Însemn decorativ (clips)                                 | Datare: 1/2 sec. XX Școală: Atelier european Material: aur; trefilat; modelat | Dintr-un singur fir de sârmă de aur a fost modelat un cerc în care se înscrie monograma „GE”. Bijuteriile concepute în perioada art deco sunt adaptate liniei mai lejere a veșmintelor, mai sobre în contur și variabile ca dimensiuni. Broșele pentru pălării și clipsurile în pereche sau singulare prinse de veșminte erau în mare vogă. Piesa cu monogramă poate fi folosită ca inel de eșarfă, sau clips decorativ, accesoriu la modă în perioada interbelică când eșarfele erau frecvent folosite, iar bijuteriile uneori personalizate. | Muzeul Național „George Enescu”, București       | Cimec    |
|      | Ac de rever Autor: Paul Telge                            | Datare: 4/4 sec. XIX Școală: Atelier german, Berlin Material: aur; email | Acul de rever este decorat superior cu portretul miniatural al Regelui Carol I, cuprins într-un medalion oval cu ramă conturată de volute vegetale întrerupte superior de coroana regală ajurată. Acul lung are zona superioară gravată în spirală. Piesa este prezentată în cutia originală capitonată cu pluș vișiniu având pe interior marca atelierului Paul Telge din Berlin, iar pe exterior imprimată coroana regală a României. Acul de rever adesea realizat din metale nobile, uneori și cu inserții de pietre prețioase, era oferit de Casa Regală în semn de prețuire. | Muzeul Național „George Enescu”, București       | Cimec    |
|      | Cană cu capac pentru vin                                 | Datare: 1/4 sec. XX Școală: Atelier francez Material: cositor; turnat; gravat | Cană cu capac pentru vin, profil întâlnit în zona Bourgogne în secolul XVIII-XIX, cu gura evazată și ciocul de scurgere ușor înălțat prin tăietură oblică. Corpul bulbar, cu picior scund evazat, este decorat pe toată suprafața cu elemente heraldice – blazonul familiei Clermont Tonnerre, vestită familie franceză înnobilată în 1110 printr-o bulă papală. Piesa reia un model vechi, dar cu decorație amplă, dominant heraldică, înscriindu-se în seria lucrărilor cu rol decorativ și de suvenir. | Muzeul Național „George Enescu”, București       | Cimec    |
|      | Suport pentru creion                                     | Datare: 1/4 sec. XX Școală: Atelier european Material: argint; gravat; aurit | Suportul de creion miniatural, din argint aurit, hexagonal în secțiune, este decorat cu grupaje de striații longitudinale și cu un anou de prindere pentru lănțișor în extremitate. Suportul de creion, strămoșul creionului mecanic, a supraviețuit până la mijlocul sec. XX fiind ușor de purtat și datorită dimensiunilor modeste, adesea suspendat de un lănțișor. Decorat după moda vremii, element de cochetărie feminină adesea prezentat ca o bijuterie, sau sobru și practic pentru domni, piesa reprezintă un martor incontestabil al epocii, cu valoare artistică și memorială datorită personalității căreia a aparținut - George Enescu. | Muzeul Național „George Enescu”, București       | Cimec    |
|      | Inel cu almandin                                         | Școală: Atelier transilvănean Descoperit: București Material: aur; almandin; turnare; încastrare; cizelare | Inel de damă, din aur cu veriga dreptunghiulară, ce face corp comun cu montura pătrată, ce are o piatră semiprețioasă, un almandin fațetat, fixat într-o casetă înaltă și cu marginea răsfrântă. La colțuri, patru lobi vrejurați din aur încadrează almandinul. Umerii inelului ușor îngroșați au gravate motive florale schematizate. | Banca Națională a României, București            | Cimec    |
|      | Inel cu diamant                                          | Școală: Atelier european Descoperit: Calafat Material: aur; argint; diamant; turnare; încastrare; cizelare | Inel damă, din aur cu veriga semicirculară, pe cadrul căruia s-a sudat un șaton înalt, cu marginea îngroșată realizat din argint ajurat compus din trei registre ornamentale pătrate, cel din mijloc având un diamant prins cu patru lobi (0,06kt). Registrele laterale au motive geometrice ajurate și baghete cu margini granulate. Umerii inelului sunt decorați cu două spărturi de diamant. Prezintă trei mărci pe reversul verigii, dintre care în cartuș M.I. | Banca Națională a României, București            | Cimec    |
|      | Inel cu diamante                                         | Școală: Atelier european Descoperit: Codlea Material: aur; diamante; turnare; încastrare; cizelare | Inel din aur cu veriga lată semicirculară, bombată în partea inferioară, ce face corp comun cu montura. Elementul central ornamental al piesei îl constituie un șaton ajurat cu opt frunzulițe, fiecare decorată cu câte trei mici diamante (lipsesc trei), dispuse în jurul unui diamant fixat într-o casetă circulară. Umerii inelului au câte trei registre ce se subțiază către verigă, fiecare decorat cu câte cinci diamante (unul lipsă), numărul total al diamantelor mici fiind de 50 (0,70kt.). Baza registrelor cu diamante se încheie cu un motiv vegetal reliefat. Prezintă trei mărci pe reversul verigii. | Banca Națională a României, București            | Cimec    |
|      | Inel cu safir și diamante                                | Școală: Atelier european Descoperit: Buzău Material: aur; argint; safir; diamante; turnare; încastrare; cizelare | Inel de damă din aur, model „entourage”, cu veriga subțire, semicirculară în secțiune, ce se lățește în zona umerilor, cu câte două caneluri și un motiv petaliform. Șatonul circular este realizat dintr-o ramă din argint sudată pe cadrul inelului, în care au fost prinse marginal 13 diamante și un safir înalt, tăiat caboșon, central, fixat într-o casetă cu marginea zimțată. Cele 13 diamante sunt prinse cu câte două granule de argint, iar la exterior, fiecare lăcaș este subliniat prin două sau trei incizii verticale. | Banca Națională a României, București            | Cimec    |
|      | Inel cu diamante                                         | Școală: Atelier european Descoperit: Oradea Material: aur; diamante; turnare; încastrare; gravare; cizelare | Inel din aur cu veriga bandiformă ce se lățește în zona umerilor cu un registru ajurat cu 12 grife ce prind o casetă circulară cu 7 diamante mai mici, dispuse în jurul unui diamant central, toate de culoare roz, delimitate, fiecare, cu granule aplatizate. Veriga și umerii inelului sunt gravați cu motive vegetal florale. Piesa are veriga ușor tocită. | Banca Națională a României, București            | Cimec    |
|      | Inel cu diamante                                         | Școală: Atelier vienez Descoperit: Craiova Material: aur; diamante; turnare; ajurare; încastrare; cizelare | Inel din aur, cu veriga subțire, semicirculară, ce se îngroașă către montura ce pare a sugera un motiv floral (trifoi). Șatonul supraînălțat are trei casete ajurate, cu un chenar din foiță de argint, care prind trei diamante. Pietrele prețioase sunt fixate cu câte patru mici grife din aur. Piesa are pe intradosul verigii două semne de marcă. | Banca Națională a României, București            | Cimec    |
|      | Inel cu briliante                                        | Școală: Atelier occidental Descoperit: București Material: aur; briliante; turnare; încastrare; cizelare | Inel din aur, cu veriga masivă, ce face corp comun cu montura cu marginea tăiată unghiular, având ca element ornamental un registru profilat, ce pare a sugera o bentiță cu închidere, pe un umăr al inelului. Pe fața acesteia, într-un chenar dreptunghiular, au fost săpate trei casete cu trei briliante gălbui, dispuse în ordine crescătoare și prinse fiecare cu câte patru lobi. Mărcile au fost aplicate vizibil, pe o latură a monturii. | Banca Națională a României, București            | Cimec    |
|      | Cercei cu briliante                                      | Școală: Atelier occidental Descoperit: Sibiu Material: aur; argint; briliante; turnare; ajurare; încastrare; cizelare | O pereche cercei din aur, format circular, cu tortițe mobile și montura tip „entourage” cu 18 briliante. Sistemul de închidere are tortița superioară terminată cu cârlig, partea inferioară având un sistem de siguranță mobil de blocare a cârligului. Montura rotundă a unui cercel are o ramă ajurată, petaliformă, pe care s-a sudat o altă ramă din foiță de argint pentru prinderea briliantelor, unul mare, dispus central și șapte, de mai mici dimensiuni, jur împrejur. Alt briliant a fost fixat în partea superioară a monturii. Marginea foiței de argint este ornamentată cu incizii ce sugerează filigranul. | Banca Națională a României, București            | Cimec    |
|      | Cercei cu diamante și safire                             | Școală: Atelier occidental Descoperit: Brăila Material: aur; argint; diamante; safire; turnare; ajurare; încastrare; cizelare | O pereche cercei din aur, cu tortița inferioară mobilă și montura tip „entourage” cu 26 diamante și 2 safire. Montura ovală are o ramă ajurată din aur, petaliformă, pe care s-a sudat o altă ramă din foiță de argint pentru prinderea celor 24 diamante dispuse în jurul a două safire, tăiate caboșon. Alte două diamante mai mici au fost fixate în partea superioară a monturii. Marginea foiței de argint este ornamentată cu incizii ce sugerează filigranul. | Banca Națională a României, București            | Cimec    |
|      | Cercei cu pandantiv                                      | Școală: Atelier occidental Descoperit: Cluj Material: aur; argint; diamante; briliante; safire; turnare; ajurare; granulare; încastrare; cizelare                                                                                      | O pereche de cercei din aur cu pandantiv, ornamentați cu 22 de diamante, 2 briliante și 51 de safire (unul lipsă). Sistemul de închidere are tortița inferioară mobilă. Montura fixă constă dintr-o ramă ajurată de forma literei T, pe care s-a sudat o ramă din argint, în care au fost prinse, în registrul superior, safire, iar în celălalt câte trei diamante, fiecare delimitate prin câte două granule de argint. Pandantivul este compus din două segmente mobile, unul prins cu un anou de registrul cu diamante, fiind reprezentat cu câte două casete rotunde, suprapuse, cele de la bază, mai mari, pentru briliante, cele de deasupra au câte un diamant. Al doilea segment al pandantivului îl constituie o placă ovală ajurată din aur, pe care, în aceeași tehnică a fost sudată o ramă din foiță de argint, decorată cu un șir de safire, și un registru cu câte șapte diamante, dispus în partea inferioară. Diamantele sunt despărțite de baghete canelate, iar la capete, acest registru decorativ se închide cu câte trei granule de argint. Ramele de argint sunt înconjurate cu un motiv filigranat. | Banca Națională a României, București            | Cimec    |
|      | Cercei cu diamante și safire                             | Școală: Atelier occidental Material: aur; argint; diamante; safire; turnare; ajurare; încastrare; cizelare | O pereche de cercei din aur, cu tortița inferioară mobilă și montura tip „entourage” cu 24 de diamante și 2 safire. Montura ovală are o ramă ajurată din aur, petaliformă, pe care s-a sudat o altă ramă din foiță de argint, pentru prinderea celor 24 de diamante dispuse în jurul celor două safire de un albastru închis, tăiate caboșon. Marginea ramei din argint este ornamentată cu incizii ce sugerează filigranul. Safirele au fost fixate pe o ramă din aur. | Banca Națională a României, București            | Cimec    |
|      | Cercei cu briliante și smaralde                          | Școală: Atelier occidental Descoperit: Câmpina Material: aur; argint; briliante; smaralde; turnare; ajurare; încastrare; cizelare | O pereche de cercei din aur, cu tortița inferioară mobilă și montura tip „entourage”, cu 26 de briliante și 2 smaralde. Montura rotundă are o ramă ajurată din aur, petaliformă, pe care s-a sudat o altă ramă, din foiță de argint pentru prinderea celor 24 de briliante dispuse în jurul a două smaralde, tăiate caboșon, ultimele fixate pe rama de aur, cu câte12 grife fiecare. Smaraldele au incluziuni negre. Alte două briliante mai mici ornează partea superioară a cerceilor. | Banca Națională a României, București            | Cimec    |
|      | Cercei cu briliante și safire                            | Școală: Atelier occidental Descoperit: Sibiu Material: aur; argint; briliante; safire; turnare; ajurare; încastrare; cizelare | O pereche de cercei din aur, cu tortița inferioară mobilă și montura tip „entourage” cu 26 briliante și 2 safire. Montura ovală are o ramă ajurată din aur, petaliformă, pe care s-a sudat o altă ramă din foiță de argint, pentru prinderea celor 24 briliante dispuse în jurul a două safire fațetate, ultimele fixate pe rama de aur cu câte12 grife fiecare. Safirele au incluziuni lineare. Pe o tijă din aur, sudată în partea superioară a monturii, s-au montat alte două briliante mai mici. | Banca Națională a României, București            | Cimec    |
|      | Cercei cu pandantiv                                      | Școală: Atelier occidental Descoperit: Suceava Material: aur; argint; diamante; briliante; turnare; ajurare; încastrare; cizelare | O pereche de cercei cu pandantiv, cu tortița inferioară mobilă, cu 8 briliante și 2 diamante. Montura este redată printr-o ramă din aur pe care s-au sudat patru casete ajurate din argint, cu rol de fixare a patru briliante, două în partea de sus, prinse cu cinci grife și alte două, mai mari, cu opt grife, în partea de jos. Pandantivele realizate dintr-o tijă din aur, prinse de montură cu un cârlig, sunt ornamentate cu două diamante, situate în capătul superior al tijei, fiecare asigurat cu patru grife, iar la bază, alte două briliante. Pandantivele se încheie cu două briliante, mai mari, prinse cu opt grife pe același tip de ramă ajurată, din aur și argint. Cele două briliante mari au o nuanță gălbuie. | Banca Națională a României, București            | Cimec    |
|      | Cercei cu pandantive                                     | Școală: Atelier occidental Descoperit: București Material: aur; argint; diamante; turnare; ajurare; încastrare; cizelare | O pereche de cercei cu pandantive, cu tortița inferioară mobilă și ornamentați cu 8 diamante. Montura fiecărui cercel este compusă din trei rame circulare, alveolate din aur, suprapuse de rame din argint cu margini zimțate ce susțin trei diamante de culoare roz. În același mod au fost realizate și pandantivele cordiforme, fixate cu un anou de montura cerceilor, decorate cu două mari diamante. | Banca Națională a României, București            | Cimec    |
|      | Cercei cu briliante și safire                            | Școală: Atelier occidental Descoperit: București Material: aur; argint; briliante; safire; turnare; ajurare; încastrare; cizelare | O pereche cercei din aur, cu tortița inferioară mobilă și montura tip „entourage” cu 26 de briliante și 2 safire. Montura ovală are o ramă ajurată alveolar, din aur, petaliformă, pe care s-a sudat o altă ramă din foiță de argint pentru prinderea celor 24 briliante dispuse în jurul a două safire tăiate caboșon. Safirele au mici incluziuni. O tijă din aur sudată în partea superioară a cerceilor fixează alte două briliante mai mici. Marginea ramelor din argint ale pietrelor prețioase este ornamentată cu un motiv filigranat. | Banca Națională a României, București            | Cimec    |
|      | Cercei cu diamante și rubine                             | Școală: Atelier occidental Descoperit: Focșani Material: aur; argint; diamante; rubine; turnare; ajurare; granulare; încastrare; cizelare                                                                                              | O pereche cercei din aur, cu tortița inferioară mobilă și montura tip „entourage” cu 28 de diamante și 2 rubine. Montura ovală are o ramă ajurată alveolar, din aur, petaliformă, pe care s-a sudat o altă ramă din foiță de argint, pentru prinderea celor 26 de briliante dispuse în jurul a două rubine tăiate caboșon. O tijă din aur sudată în partea superioară a cerceilor fixează alte două diamante mai mici. Marginea ramelor din argint ale pietrelor prețioase este ornamentată cu un motiv filigranat, iar baza rubinelor este marcată de câte 13 granule de argint. | Banca Națională a României, București            | Cimec    |
|      | Cercei cu pandantiv                                      | Școală: Atelier occidental Descoperit: Buzău Material: aur; argint; briliante; turnare; ajurare; încastrare; cizelare | O pereche de cercei cu pandantiv, cu tortița inferioară mobilă, cu 24 de briliante, model fantezi, încadrat stilului „art nouveau”. Montura circulară are rama din aur pe care s-a sudat o altă ramă din argint cu un motiv ajurat floral cu opt petale, în centrul căruia a fost fixat un briliant. De baza monturii, prin două anouri, atârnă pandantivul compus dintr-o tijă cu două frunzulițe, ce au încastrate câte două mici briliante. Acestea încadrează o ramă cu un motiv floral cu opt briliante și unul mare central, montate în casete din foaie de argint, cu marginea subliniată cu fir filigranat. | Banca Națională a României, București            | Cimec    |
|      | Cercei cu pandantiv                                      | Școală: Atelier occidental Material: aur; argint; briliante; diamante; turnare; ajurare; încastrare; cizelare | O pereche de cercei cu pandantiv, cu tortița inferioară mobilă, cu 4 diamante și 10 briliante, model fantezi, stil „art nouveau”. Montura este alcătuită din două casete circulare din argint, suprapuse, cu marginea trasă spre interior, ce prind 2 briliante. De montura fixă atârnă câte două pandantive mobile. Unul este triunghiular, respectiv o ramă de aur ajurată, cu 2 diamante subliniate fiecare de câte trei granule și chenare zimțate. Al doilea pandantiv, tot din aur, are o ramă hexagonală ajurată cu un briliant mare, fixat într-o ramă de argint, asemănătoare cu cele din montură. În partea superioară, două frunzulițe cu două briliante încadrează motivul hexagonal. | Banca Națională a României, București            | Cimec    |
|      | Cercei cu pandantiv                                      | Școală: Atelier occidental Descoperit: Constanța Material: aur; diamante; ștanțare; ajurare; granulare; încastrare; cizelare | O pereche de cercei cu pandantiv cu tortița inferioară mobilă, cu 40 diamante. Montura fixă, circulară, are o ramă marginală alveolară, ce încadrează o casetă cu chenar granulat, pe care s-au fixat nouă diamante, model „entourage”. Deasupra monturii, pe tija de prindere a sistemului de închidere, a fost sudată o casetă rotundă, mult mai mică, cu un diamant. Pandantivul mobil, prins cu două anouri, este piriform și are aceeași tehnică de realizare ca montura, fiind decorat cu nouă diamante, dintre care unul central, mai mare, și un altul în vârful motivului piriform. La bază, pandantivul are o granulă din aur. Lateralele monturii au câte două anouri ce susțineau probabil alte pandantive, azi lipsă. | Banca Națională a României, București            | Cimec    |
|      | Cercei cu diamante și safire                             | Școală: Atelier occidental Descoperit: Vama Curtici Material: aur; argint; diamante; safire; turnare; ajurare; încastrare; cizelare | O pereche de cercei cu tortița inferioară fixă, cea superioară înaltă, cu cârlig de prindere în anoul situat deasupra monturii de tip „entourage”, cu 16 diamante și 2 safire. Pe rama de aur, ajurată, s-a sudat o ramă din argint alveolată, cu opt diamante, fixate cu câte trei grife marginale, iar în mijlocul piesei, un safir fațetat, prins cu câte opt grife din aur. Diamantele au o nuanță ușor gălbuie. | Banca Națională a României, București            | Cimec    |
|      | Cercei cu diamante                                       | Școală: Atelier occidental Descoperit: București Material: aur; diamante; ștanțare; încastrare; granulare; cizelare | O pereche de cercei din aur, cu tortița inferioară mobilă și montură rotundă, model „entourage” cu 20 de diamante. Pe o ramă dublă, ajurată alveolar, s-au fixat opt diamante, dispuse în jurul unei casete circulare, cu margini înalte, ce prinde un diamant mai mare. Între cele două rame s-au sudat câte opt granule de aur. Marginea ramei cu diamante prezintă un chenar zimțat. O casetă rotundă, de mici dimensiuni, a fost fixată în zona superioară a monturii pentru un alt diamant. Pietrele prețioase au o nuanță gălbuie. | Banca Națională a României, București            | Cimec    |
|      | Cercei cu briliante                                      | Școală: Atelier occidental Material: aur; argint; briliante; turnare; ajurare; încastrare; cizelare | O pereche de cercei din aur, cu tortița inferioară mobilă și montură fixă, cu ramă ajurată din aur, pe care s-a sudat o altă ramă din argint, cu pereți înalți și marginea trasă spre interior, ultima cu rol de prindere a câte două briliante suprapuse, cel mai mare situat la baza monturii. | Banca Națională a României, București            | Cimec    |
|      | Cercei cu diamante                                       | Școală: Atelier occidental Descoperit: București Material: aur; diamante; turnare; ajurare; încastrare; cizelare | O pereche de cercei din aur, cu două diamante. Tortița inferioară este mobilă, înaltă și evazată în partea terminală superioară. Montura circulară are o ramă ajurată cu grife, ce alternează cu motivul florii de crin. Pe ramă s-a sudat o casetă cu un diamant, un cercel având diamantul cu reflexe gălbui. | Banca Națională a României, București            | Cimec    |
|      | Cercei cu diamante, smaralde și topaze                   | Școală: Atelier transilvănean (?) Material: aur; diamante; smaralde; topaze; turnare; ajurare; încastrare; cizelare | O pereche de cercei din aur, cu un sistem de închidere prin presarea urechii, alcătuit din două plăcuțe rotunde, una sudată pe reversul monturii, de cealaltă fiind prinse tija și știftul de prindere prin înșurubare, acesta fiind terminat cu o placă rotundă cu marginile lobate. Montura ovală are o ramă lată ajurată cu motive vegetal florale, câte două rozete și frunzulițe, ornamentate cu câte 12 diamante. În centrul monturii este câte un smarald, tăiat caboșon, fixat vertical cu doi lobi din aur. Deasupra smaraldului, într-o casetă cu chenar granulat, s-a prins un diamant, surmontat de câte un topaz de culoare roz. Inițial, cerceii au avut un alt sistem de închidere, din care s-a păstrat doar o tijă, petrecută în două anouri, piese ce au fost refăcute, probabil în secolul XIX. Cele două smaralde conțin mici incluziuni de culoare neagră. | Banca Națională a României, București            | Cimec    |
|      | Cercei cu diamante                                       | Școală: Atelier occidental Material: aur; diamante; turnare; ajurare; granulare; încastrare; cizelare | O pereche de cercei din aur, cu tortița inferioară mobilă și cu montura tip „entourage” cu 20 de diamante. Montura constituită din două rame ajurate, ultima cu baghete alveolate, în care au fost fixate câte nouă diamante, unul mai mare, dispus central, sugerând astfel un motiv petaliform. Caseta diamantului mare are marginea înaltă, cu mici impresiuni verticale, iar diamantele mici sunt delimitate prin granule de aur. Un alt diamant a fost fixat într-o casetă sudată în partea superioară a monturii, casetă pe reversul căreia a fost sudată tortița fixă. Pe spatele monturii, pe o placă semicirculară din aur, a fost sudat patentul mobil ce pare a fi o intervenție ulterioară asupra sistemului de închidere a cerceilor. | Banca Națională a României, București            | Cimec    |
|      | Cercei cu diamante                                       | Școală: Atelier occidental Descoperit: București Material: aur; argint; diamante; turnare; ajurare; încastrare; cizelare | O pereche de cercei cu tortița inferioară mobilă și cu montura alcătuită dintr-o ramă circulară dublă, din aur și argint ajurat, pe care s-au fixat câte două diamante, unul mai mare, la bază, ambele fiind protejate pe margine cu foiță de argint, dar și cu grife, șase pentru diamantul mic și opt grife, pentru cel mare. Cele două diamante mari au o tentă gălbuie. | Banca Națională a României, București            | Cimec    |
|      | Cercei cu briliante                                      | Școală: Atelier occidental Material: aur; argint; briliante; turnare; ajurare; încastrare; cizelare | O pereche de cercei cu tortița inferioară mobilă și cu montura tip „entourage” cu 28 de briliante, cu tăietura în formă de rozetă. Aceasta este compusă dintr-o ramă din aur, pe care s-au sudat casete circulare din argint, cu marginea înaltă, pentru 12 briliante ce încadrează un alt briliant mai mare, sugerând un motiv petaliform. Deasupra, în același tip de casetă, cercelul este decorat cu un briliant mai mic. | Banca Națională a României, București            | Cimec    |
|      | Cercei cu pandantiv                                      | Școală: Atelier occidental Descoperit: Aiud Material: aur; argint; briliante; turnare; ajurare; granulare; încastrare; cizelare | O pereche de cercei cu pandantiv cu tortița inferioară mobilă, ornamentați cu 30 briliante, model fantezi, încadrat stilului „art nouveau”. Partea fixă cu tortițele dar și pandantivele au fost realizate în aceeași tehnică, cu rame duble, ajurate, din aur pe care s-au sudat rame circulare din argint pentru prinderea briliantelor. Astfel montura este reprezentată printr-un motiv floral, trei briliante ce au la bază o frunzuliță triunghiulară cu un mic briliant, încadrat de trei granule de argint. Pandantivul circular se închide în partea superioară cu un briliant, iar jumătate din aversul acestuia este decorată cu câte 12 briliante, fiecare delimitat de granule de argint. Un șir de granule completează ornamentația pandantivului. Un alt briliant mare este fixat cu un anou de caseta briliantului din partea superioară a pandantivului circular. | Banca Națională a României, București            | Cimec    |
|      | Cercei cu briliante                                      | Școală: Atelier occidental Descoperit: Timiș Material: aur; argint; briliante; turnare; ajurare; încastrare; cizelare | O pereche de cercei cu tortița inferioară mobilă, ornamentați cu 2 briliante albe, șlif Amsterdam. Cu montura circulară, ramă ajurată, înaltă, din aur, pe care s-a sudat o ramă din argint cu 10 grife, cu rol de prindere a unui briliant. | Banca Națională a României, București            | Cimec    |
|      | Cercei cu briliante                                      | Școală: Atelier occidental Material: aur; argint; briliante; turnare; ajurare; încastrare; cizelare | O pereche de cercei cu tortița inferioară mobilă, cu montura circulară, alcătuită din două rame, una din aur pe care s-a sudat o ramă ajurată din argint, decorată cu motivul florii de crin, care alternează cu șase baghete ce susțin briliantul central. Deasupra, în același tip de casetă este un alt briliant, mai mic, prins însă cu cinci grife. Briliantele mari au mici defecte, incluziuni punctiforme negre în structura lor. | Banca Națională a României, București            | Cimec    |
|      | Cercei cu pandantiv                                      | Școală: Atelier occidental Descoperit: București Material: aur; platină; briliante; diamante; safire; turnare; ajurare; granulare; încastrare; cizelare                                                                                | O pereche de cercei cu pandantiv, cu un sistem de închidere prin înșurubare, știftul fiind alcătuit dintr-o plăcuță cu margini decupate cu opt lobi dreptunghiulari. Partea fixă a unui cercel este o ramă din aur, rombică, ce are în partea de sus o casetă circulară cu un diamant, iar în centru un alt diamant mai mic, încadrat de câte patru granule de platină. Pandantivul mobil este alcătuit dintr-o ramă de aur ajurată, rotundă, ornamentată cu 18 diamante, alături de 12 safire pătrate, de Ceylon, ultimele montate în platină. În mijlocul pandantivului a fost prins câte un briliant mare cu o reflexe gălbui. Granule de platină separă diamantele, iar marginea cerceilor are un chenar filigranat. Sistemul de prindere de partea fixă este realizat printr-un anou ascuns în rama de aur a pandantivului. | Banca Națională a României, București            | Cimec    |
|      | Cercei cu briliante                                      | Școală: Atelier occidental Descoperit: Timișoara Material: aur; argint; briliante; turnare; ajurare; granulare; încastrare; cizelare                                                                                                   | O pereche de cercei cu tortița inferioară mobilă și montura rotundă, decorată cu 22 briliante model „entourage”. Pe o ramă de aur ajurată s-a sudat o alta din argint, cu marginea puternic reliefată, pentru fixarea a 10 briliante, cel din mijloc mult mai mare. Briliantele mici sunt încadrate fiecare de câte 4 granule de argint. Deasupra monturii, un briliant mai mic este încastrat în același tip de ramă. Cele două briliantele centrale au tăietura rozetă, cu puncte negre în structura lor. | Banca Națională a României, București            | Cimec    |
|      | Cercei cu pandantiv                                      | Școală: Atelier occidental Descoperit: București Material: aur; argint; briliante; turnare; ajurare; granulare; încastrare; cizelare                                                                                                   | O pereche de cercei cu pandantiv cu tortița inferioară mobilă, decorați cu 12 briliante. Partea fixă este o tijă trapezoidală din aur, dublată cu o ramă din argint, pe care s-au fixat cinci briliante, delimitate prin câte patru granule de argint. Pe margine, tija are un chenar filigranat. Pandantivul mobil realizat în aceeași tehnică, aur cu argint, este redat printr-o ramă circulară ajurată, cu un briliant mare central, fixat cu patru mici baghete. Briliantele mari au fațete rombice cu o tentă ușor galbenă. | Banca Națională a României, București            | Cimec    |
|      | Cercei cu diamante                                       | Școală: Atelier occidental Descoperit: București Material: aur; argint; diamante; turnare; ajurare; granulare; încastrare; cizelare | O pereche de cercei cu tortița inferioară mobilă și montura rotundă, decorată cu 20 diamante, model „entourage”. Pe o ramă ajurată din aur s-a sudat o alta din argint, puternic reliefată, ce redă un motiv floral, cu opt petale, ce susțin 8 diamante, încadrate fiecare de câte trei granule de argint. În centru, un diamant cu opt fațete a fost fixat într-o casetă circulară. Deasupra monturii, pe o tijă subțire din aur, un alt diamant completează decorația cercelului. Marginea ramei de argint este subliniată cu un decor zimțat. | Banca Națională a României, București            | Cimec    |
|      | Cercei cu rubine                                         | Școală: Atelier occidental Material: aur; rubine; turnare; ajurare; încastrare; cizelare | O pereche de cercei cu închizătoare cu filet și o montură cu 12 rubine. Pe o ramă ajurată din aur, polilobată, au fost prinse cinci rubine triunghiulare, fiecare susținut de câte trei grife. În mijloc, un rubin oval a fost fixat într-o casetă cu marginea înaltă, încadrată cu patru grife. Pe spatele monturii s-a sudat o tijă cu rol de închidere a cercelului, știftul fiind format dintr-o plăcuță rotundă cu margini lobate. Rubinele au mici defecte. | Banca Națională a României, București            | Cimec    |
|      | Cercei cu pandantiv                                      | Școală: Atelier occidental Material: aur; argint; briliante; turnare; ajurare; încastrare; cizelare | O pereche de cercei cu pandantiv, cu tortița inferioară mobilă, ornamentați cu 10 briliante. Și la această garnitură, maniera de realizare constă în îmbinarea a două rame ajurate, una de aur pe care s-a sudat una din argint cu margini reliefate, înalte, pentru fixarea briliantelor. Astfel, sub tortița superioară un briliant, într-o casetă circulară reprezintă partea fixă, pandantivul fiind alcătuit din două briliante, cel de jos mult mai mare, încadrat de două frunzulițe laterale, decorate cu două briliante mici, înconjurate de granule de argint. Rama de argint are un chenar zimțat, iar pandantivul este prins de segmentul fix printr-un anou ascuns în interiorul celor două rame. Briliantele au o tentă gălbuie. | Banca Națională a României, București            | Cimec    |
|      | Cercei cu pandantiv                                      | Școală: Atelier occidental Descoperit: Timiș Material: aur alb; briliante; turnare; ajurare; granulare; încastrare; cizelare | O pereche de cercei cu pandantiv, cu tortița inferioară mobilă, ornamentați cu 48 briliante. Și la această garnitură, maniera de realizare constă în îmbinarea a două rame ajurate, din aur alb. La segmentul fix, circular, rama exterioară, mai mică, cu un briliant, a fost sudată de cealaltă ramă, cu patru mici baghete, prinse cruciform. Pandantivul este alcătuit din două segmente, unul vertical, cu șapte briliante în casete circulare și un alt segment ajurat piriform, ornamentat cu 14 briliante, montate pe o ramă marginală, iar la interior alte două briliante, cu dimensiuni diferite, prinse cu granule și grife din aur alb. Ramele exterioare ale briliantelor au un chenar ornamental zimțat. | Banca Națională a României, București            | Cimec    |
|      | Cercei cu briliante                                      | Școală: Atelier occidental Descoperit: Timiș Material: aur alb; argint; briliante; turnare; ajurare; încastrare; cizelare | O pereche de cercei cu tortița inferioară mobilă și cu montura circulară cu 4 briliante. Pe o ramă ajurată cu ove, din aur alb, s-a sudat o ramă din argint cu rol de fixare a unui briliant. Deasupra, în același tip de ramă, a fost prins un alt briliant mai mic, ambele având o tentă gălbuie. Rama din argint are un chenar zimțat. | Banca Națională a României, București            | Cimec    |
|      | Cercei cu diamante                                       | Școală: Atelier occidental Descoperit: București Material: aur; argint; diamante; turnare; ajurare; încastrare; cizelare | O pereche de cercei cu tortița inferioară mobilă și cu montura circulară cu 20 diamante. Pe o ramă ajurată din aur s-a sudat o ramă din argint cu forma unei rozete cu opt petale, în care s-au fixat opt diamante, fiecare susținut cu patru grife mici, de argint. În mijloc, un diamant mai mare, prins într-o casetă de argint, cu marginea reliefată, închide modelul ornamental. Deasupra, pe o mică tijă din aur, în același tip de ramă, a fost fixat un diamant mai mic. Rama din argint are un chenar marginal zimțat, care se regăsește și în ornamentarea casetei cu diamantul central. Diamantele au imperfecțiuni interioare. | Banca Națională a României, București            | Cimec    |
|      | Cercei cu pandantiv                                      | Școală: Atelier occidental Descoperit: Mediaș Material: aur; argint; diamante; briliante; perle (imitații); turnare; ajurare; granulare; încastrare; cizelare                                                                          | O pereche de cercei cu pandantiv cu tortița inferioară mobilă, ornamentați cu 14 diamante, 2 briliante și 2 perle. Partea fixă este o ramă din aur, pe care s-a sudat o ramă ajurată alveolar, din argint, care prinde un briliant cu șase grife. Pandantivul este alcătuit dintr-o perlă, în formă de pară, a cărui parte superioară a fost acoperită cu plăcuță din argint, decupată pe spate cu trei lobi. Pe aversul plăcuței s-a sudat un motiv vegetal, trei frunzulițe ce se închid cu un motiv rombic. La interior, acestea sunt decorate cu șase diamante, patru pe frunzulița din mijloc, sugerând o rozetă și două diamante pe frunzulițele laterale. Un alt diamant este situat în pastila rombică. Decorația este completată cu granule, ce delimitează diamantele și chenar zimțat pe marginea modelului vegetal. Pandantivul a fost fixat de montură cu anou petrecut pe tortița inferioară. | Banca Națională a României, București            | Cimec    |
|      | Cercei cu briliante                                      | Școală: Atelier occidental Descoperit: Brăila Material: aur; briliante; turnare; ajurare; încastrare; cizelare | O pereche de cercei cu sistemul de închidere cu șurub și cu montura tip „entourage” cu 18 briliante. Ramă dublă din aur, ultima ajurată alveolar, înaltă, în care s-au fixat nouă briliante, într-un motiv floral, respectiv o rozetă cu opt petale. Briliantele marginale sunt prinse în casete, cu câte patru mici lobi fiecare, iar briliantul central este fixat cu opt grife. Pe spate, montura are o tijă din aur, dispusă diametral pe care s-a sudat sistemul de închidere cu filet, terminat cu un buton ajurat. | Banca Națională a României, București            | Cimec    |
|      | Cercei cu pandantiv                                      | Școală: Atelier vienez Descoperit: București Material: aur; argint; briliante; turnare; ajurare; granulare; încastrare; cizelare | O pereche de cercei cu pandantiv, cu tortița inferioară mobilă, ornamentați cu 8 briliante. Și la această garnitură, maniera de realizare constă în îmbinarea a două rame ajurate, una de aur pe care s-a sudat o ramă din argint cu margini reliefate, înalte, pentru fixarea briliantelor. Astfel, sub tortița superioară un briliant, într-o casetă circulară, ar reprezenta partea fixă, pandantivul fiind alcătuit dintr-o tijă pe care au fost sudate lateral, două frunzulițe, decorate cu două briliante mici, înconjurate de granule de argint. La capătul de jos al tijei, într-o ramă circulară, a fost fixat un briliant mare, în casetă de argint cu marginea trasă spre interior, susținut pe revers de o ramă de aur. Rama de argint are un chenar zimțat, iar pandantivul este prins de segmentul fix printr-un anou ascuns în rama de aur. | Banca Națională a României, București            | Cimec    |
|      | Cercei cu smaralde și perle baroc                        | Școală: Atelier transilvănean (?) Descoperit: Sfântu Gheorghe Material: aur; argint; smaralde; perle; turnare; ajurare; încastrare; cizelare                                                                                           | O pereche de cercei refăcuți în epoca modernă, prin sudarea sistemului de închidere, cu tortițe inferioare mobile. Montura din aur este circulară, cu o ramă ajurată, cu marginea lobată, pe care s-au fixat, cruciform, patru perle baroc, cu tije terminate cu nituri de argint. Perlele sunt încadrate de câte patru spărturi de smaralde șlefuite, prinse în casete pătrate. În centru, o altă perlă baroc, mai mare, este înconjurată de un fir de aur torsadat și de o ramă ajurată din aur, cu motivul florii de crin. La baza monturii, două mici zale fixează o perlă baroc ovală. Acești cercei, fără închizători, aparțineau inițial unei garnituri de costum caracteristică secolelor XVII-XVIII, pentru care există analogii în piese de podoabă realizate în ateliere din Transilvania, ce poartă amprenta aurarilor saxoni. | Banca Națională a României, București            | Cimec    |
|      | Cercei cu pandantiv                                      | Școală: Atelier occidental Descoperit: Buzău Material: aur; briliante; turnare; ajurare; încastrare; cizelare | O pereche de cercei cu pandantiv, cu tortița inferioară mobilă, ornamentați cu 18 briliante. Și la această garnitură, maniera de realizare constă în îmbinarea a două rame ajurate din aur, cea exterioară extrem de reliefată. Segmentul fix are un briliant montat într-o casetă circulară, iar pandantivul redă modelul „entourage”, respectiv opt briliante montate în casete circulare, casete sudate de rama ajurată, cu opt mici tije de aur. Trei anouri din aur prind pandantivul de segmentul fix. Briliantele au o nuanță galben stins cu șlif vechi. | Banca Națională a României, București            | Cimec    |
|      | Cercei cu diamante și safire                             | Școală: Atelier occidental Descoperit: București Material: aur; argint; diamante; safire; turnare; ajurare; încastrare; cizelare | O pereche de cercei cu tortița inferioară mobilă și cu montura ovală, tip „entourage” cu 24 diamante și 2 safire de Burma. Pe o ramă ajurată din aur cu motiv alveolar s-a sudat o ramă din argint, mult reliefată, în care s-au fixat 24 diamante și două safire tăiate caboșon. Marginea ramei din argint este ornamentată cu un chenar zimțat. | Banca Națională a României, București            | Cimec    |
|      | Cercei cu diamante                                       | Școală: Atelier occidental Descoperit: Ploiești Material: aur; argint; diamante; turnare; ajurare; încastrare; granulare; cizelare | O pereche de cercei cu tortița inferioară mobilă și cu montura rotundă, tip „entourage”, cu 28 diamante. Pe o ramă ajurată din aur cu motiv alveolar s-a sudat o ramă exterioară din argint, în care s-au fixat la un cercel, șapte diamante, cu dimensiuni aproape egale și alte șase spărturi de diamante, prinse marginal. Celălalt are în mijloc un diamant mare, fiind înconjurat de șase diamante mai mici, intercalate cu alte șase spărturi de diamante. Spațiul dintre pietre a fost completat cu granule de argint, iar marginea exterioară are un chenar zimțat. Deasupra monturii, pe o tijă scurtă din aur, cerceii au două diamante mici, montate în același tip de ramă, cu reversul acoperit cu rășină galbenă. | Banca Națională a României, București            | Cimec    |
|      | Cercei cu pandantiv                                      | Școală: Atelier occidental Descoperit: București Material: aur; argint; safire; turnare; ajurare; încastrare; cizelare | O pereche de cercei cu tortița inferioară mobilă și cu montura cu pandantivi, ornamentați cu 4 safire albe. Segmentul fix este realizat dintr-o ramă circulară din aur, pe care s-a sudat o ramă din argint, cu marginea înaltă și trasă spre interior, ce susține un safir. Pandantivul realizat prin aceeași tehnică cu segmentul fix este constituit din două elemente, rotunde ca formă și sudate între ele cu patru tije, dispuse cruciform. Un safir mai mare, montat într-o casetă cu marginea reliefată închide rama interioară a pandantivului. Un chenar zimțat acoperă marginea casetelor cu safire. Trei anouri din aur susțin pandantivul de partea fixă a cercelului. | Banca Națională a României, București            | Cimec    |
|      | Cercei cu pandantiv                                      | Școală: Atelier italian (?) Descoperit: Cluj Material: aur; ametiste; perle; turnare; țtanțare; granulare; încastrare; cizelare | O pereche de cercei din aur decorați cu 40 ametiste șlefuite, cu diferite forme și 6 perle baroc. Partea fixă, circulară, a fost realizată dintr-o placă de aur ștanțată pe care s-au sudat casete pentru montarea a opt ametiste. În centru, o perlă baroc, cu nit de aur, completează motivul ornamental. Pandantivul cordiform reproduce același motiv floral cu perlă și zece ametiste, diferit de segmentul fix, prin plasarea lateral, a două ametiste. Pe margine, cele două plăci au o sârmă de aur răsucită, iar pandantivul mai păstrează câteva granule de aur, acoperite cu email alb și negru. La baza pandantivului, o perlă ovală este fixată cu un nit în formă de buton, desprinsă, la celălalt cercel. Este o garnitură cu sistemul de prindere realizat numai cu o unică tortiță, ce se închide într-un anou fixat deasupra monturii. | Banca Națională a României, București            | Cimec    |
|      | Lingură mare de supă                                     | Datare: sec. XIX Școală: Casa de bijuterii Carapati, București Material: argint; turnare; gravare; cizelare | Lingură pentru servit supa, realizată din argint, cu o cupă ovală, adâncă, ce se lățește către zona de pornire a mânerului cu un mic decroș. Mânerul îngust la mijloc se termină cu un motiv ornamental trilobat, iar pe margine, un chenar dublu profilat. Piesa are o decorație vegetal florală (rozete), redate în relief, identice pe ambele fețe din zona terminală a mânerului, dar și în partea decroșată a cupei, aceasta având pe avers un crin pe tija căruia se află o rozetă cu cinci petale, iar pe spatele cupei, un motiv vrejurat. În spațiul celor două motive ornamentale de la închiderea mânerului a fost gravată inscripția Reg 4. respectiv Regimentul 4 de roșiori, proprietarul acestui serviciu de tacâmuri, al cărui comandant onorific a fost Regina Maria. Piesă provenită de la Ministerul Apărării Naționale, Unitatea Militară nr. 02453. | Banca Națională a României, București            | Cimec    |
|      | Lingură mare de supă                                     | Datare: sec. XIX Școală: Casa de bijuterii Carapati, București Material: argint; turnare; gravare; cizelare | Lingură pentru servit supa realizată din argint, cu o cupă ovală, adâncă, ce se lățește către zona de pornire a mânerului cu un mic decroș. Mânerul îngust la mijloc se termină cu un motiv ornamental trilobat, iar pe margine, un chenar dublu profilat. Piesa are o decorație vegetal florală (rozete), redate în relief, identice pe ambele fețe din zona terminală a mânerului, dar și în partea decroșată a cupei, aceasta având pe avers un crin pe tija căruia se află o rozetă cu cinci petale, iar pe spatele cupei, un motiv vrejurat. În spațiul celor două motive ornamentale de la închiderea mânerului a fost gravată inscripția Reg 4. respectiv Regimentul 4 de roșiori, proprietarul acestui serviciu de tacâmuri, al cărui comandant onorific a fost Regina Maria. Piesă provenită de la Ministerul Apărării Naționale, Unitatea Militară nr. 02453. | Banca Națională a României, București            | Cimec    |
|      | Lingură mare de supă                                     | Datare: sec. XIX Școală: Casa de bijuterii Carapati, București Material: argint; turnare; gravare; cizelare | Lingură pentru servit supa realizată din argint, cu o cupă ovală, adâncă, ce se lățește către zona de pornire a mânerului cu un mic decroș. Mânerul îngust la mijloc se termină cu un motiv ornamental trilobat, iar pe margine, un chenar dublu profilat. Piesa are o decorație vegetal florală (rozete), redate în relief, identice pe ambele fețe din zona terminală a mânerului, dar și în partea decroșată a cupei, aceasta având pe avers un crin pe tija căruia se află o rozetă cu cinci petale, iar pe spatele cupei, un motiv vrejurat. În spațiul celor două motive ornamentale de la închiderea mânerului a fost gravată inscripția Reg 4. respectiv Regimentul 4 de roșiori, proprietarul acestui serviciu de tacâmuri, al cărui comandant onorific a fost Regina Maria. Piesă provenită de la Ministerul Apărării Naționale, Unitatea Militară nr. 02453. | Banca Națională a României, București            | Cimec    |
|      | Lingură mare de supă                                     | Datare: sec. XIX Școală: Casa de bijuterii Carapati, București Material: argint; turnare; gravare; cizelare | Lingură pentru servit supa realizată din argint, cu o cupă ovală, adâncă, ce se lățește către zona de pornire a mânerului cu un mic decroș. Mânerul îngust la mijloc se termină cu un motiv ornamental trilobat, iar pe margine, un chenar dublu profilat. Piesa are o decorație vegetal florală (rozete), redate în relief, identice pe ambele fețe din zona terminală a mânerului, dar și în partea decroșată a cupei, aceasta având pe avers un crin pe tija căruia se află o rozetă cu cinci petale, iar pe spatele cupei, un motiv vrejurat. În spațiul celor două motive ornamentale de la închiderea mânerului a fost gravată inscripția Reg 4. respectiv Regimentul 4 de roșiori, proprietarul acestui serviciu de tacâmuri, al cărui comandant onorific a fost Regina Maria. Piesă provenită de la Ministerul Apărării Naționale, Unitatea Militară nr. 02453. | Banca Națională a României, București            | Cimec    |
|      | Lingură mare de supă                                     | Datare: sec. XIX Școală: Casa de bijuterii Carapati, București Material: argint; turnare; gravare; cizelare | Lingură pentru servit supa realizată din argint, cu o cupă ovală, adâncă, ce se lățește către zona de pornire a mânerului cu un mic decroș. Mânerul îngust la mijloc se termină cu un motiv ornamental trilobat, iar pe margine, un chenar dublu profilat. Piesa are o decorație vegetal florală (rozete), redate în relief, identice pe ambele fețe din zona terminală a mânerului, dar și în partea decroșată a cupei, aceasta având pe avers un crin pe tija căruia se află o rozetă cu cinci petale, iar pe spatele cupei, un motiv vrejurat. În spațiul celor două motive ornamentale de la închiderea mânerului a fost gravată inscripția Reg 4. respectiv Regimentul 4 de roșiori, proprietarul acestui serviciu de tacâmuri, al cărui comandant onorific a fost Regina Maria. Piesă provenită de la Ministerul Apărării Naționale, Unitatea Militară nr. 02453. | Banca Națională a României, București            | Cimec    |
|      | Lingură mare de supă                                     | Datare: sec. XIX Școală: Casa de bijuterii Carapati, București Material: argint; turnare; gravare; cizelare | Lingură pentru servit supa realizată din argint, cu o cupă ovală, adâncă, ce se lățește către zona de pornire a mânerului cu un mic decroș. Mânerul îngust la mijloc se termină cu un motiv ornamental trilobat, iar pe margine, un chenar dublu profilat. Piesa are o decorație vegetal florală (rozete), redate în relief, identice pe ambele fețe din zona terminală a mânerului, dar și în partea decroșată a cupei, aceasta având pe avers un crin pe tija căruia se află o rozetă cu cinci petale, iar pe spatele cupei, un motiv vrejurat. În spațiul celor două motive ornamentale de la închiderea mânerului a fost gravată inscripția Reg 4. respectiv Regimentul 4 de roșiori, proprietarul acestui serviciu de tacâmuri, al cărui comandant onorific a fost Regina Maria. Piesă provenită de la Ministerul Apărării Naționale, Unitatea Militară nr. 02453. | Banca Națională a României, București            | Cimec    |
|      | Lingură mare de supă                                     | Datare: sec. XIX Școală: Casa de bijuterii Carapati, București Material: argint; turnare; gravare; cizelare | Lingură pentru servit supa realizată din argint, cu o cupă ovală, adâncă, ce se lățește către zona de pornire a mânerului cu un mic decroș. Mânerul îngust la mijloc se termină cu un motiv ornamental trilobat, iar pe margine, un chenar dublu profilat. Piesa are o decorație vegetal florală (rozete), redate în relief, identice pe ambele fețe din zona terminală a mânerului, dar și în partea decroșată a cupei, aceasta având pe avers un crin pe tija căruia se află o rozetă cu cinci petale, iar pe spatele cupei, un motiv vrejurat. În spațiul celor două motive ornamentale de la închiderea mânerului a fost gravată inscripția Reg 4. respectiv Regimentul 4 de roșiori, proprietarul acestui serviciu de tacâmuri, al cărui comandant onorific a fost Regina Maria. Piesă provenită de la Ministerul Apărării Naționale, Unitatea Militară nr. 02453. | Banca Națională a României, București            | Cimec    |
|      | Lingură mare de supă                                     | Datare: sec. XIX Școală: Casa de bijuterii Carapati, București Material: argint; turnare; gravare; cizelare | Lingură pentru servit supa realizată din argint, cu o cupă ovală, adâncă, ce se lățește către zona de pornire a mânerului cu un mic decroș. Mânerul îngust la mijloc se termină cu un motiv ornamental trilobat, iar pe margine, un chenar dublu profilat. Piesa are o decorație vegetal florală (rozete), redate în relief, identice pe ambele fețe din zona terminală a mânerului, dar și în partea decroșată a cupei, aceasta având pe avers un crin pe tija căruia se află o rozetă cu cinci petale, iar pe spatele cupei, un motiv vrejurat. În spațiul celor două motive ornamentale de la închiderea mânerului a fost gravată inscripția Reg 4. respectiv Regimentul 4 de roșiori, proprietarul acestui serviciu de tacâmuri, al cărui comandant onorific a fost Regina Maria. Piesă provenită de la Ministerul Apărării Naționale, Unitatea Militară nr. 02453. | Banca Națională a României, București            | Cimec    |
|      | Lingură mare de supă                                     | Datare: sec. XIX Școală: Casa de bijuterii Carapati, București Material: argint; turnare; gravare; cizelare | Lingură pentru servit supa realizată din argint, cu o cupă ovală, adâncă, ce se lățește către zona de pornire a mânerului cu un mic decroș. Mânerul îngust la mijloc se termină cu un motiv ornamental trilobat, iar pe margine, un chenar dublu profilat. Piesa are o decorație vegetal florală (rozete), redate în relief, identice pe ambele fețe din zona terminală a mânerului, dar și în partea decroșată a cupei, aceasta având pe avers un crin pe tija căruia se află o rozetă cu cinci petale, iar pe spatele cupei, un motiv vrejurat. În spațiul celor două motive ornamentale de la închiderea mânerului a fost gravată inscripția Reg 4. respectiv Regimentul 4 de roșiori, proprietarul acestui serviciu de tacâmuri, al cărui comandant onorific a fost Regina Maria. | Banca Națională a României, București            | Cimec    |
|      | Lingură mare de supă                                     | Datare: sec. XIX Școală: Casa de bijuterii Carapati, București Material: argint; turnare; gravare; cizelare | Lingură pentru servit supa, realizată din argint, cu o cupă ovală, adâncă, ce se lățește către zona de pornire a mânerului cu un mic decroș. Mânerul îngust la mijloc se termină cu un motiv ornamental trilobat, iar pe margine, un chenar dublu profilat. Piesa are o decorație vegetal florală (rozete), redate în relief, identice pe ambele fețe din zona terminală a mânerului, dar și în partea decroșată a cupei, aceasta având pe avers un crin pe tija căruia se află o rozetă cu cinci petale, iar pe spatele cupei, un motiv vrejurat. În spațiul celor două motive ornamentale de la închiderea mânerului a fost gravată inscripția Reg 4. respectiv Regimentul 4 de roșiori, proprietarul acestui serviciu de tacâmuri, al cărui comandant onorific a fost Regina Maria. Piesă provenită de la Ministerul Apărării Naționale, Unitatea Militară nr. 02453. | Banca Națională a României, București            | Cimec    |
|      | Lingură mare de supă                                     | Datare: sec. XIX Școală: Casa de bijuterii Carapati, București Material: argint; turnare; gravare; cizelare | Lingură pentru servit supa realizată din argint, cu o cupă ovală, adâncă, ce se lățește către zona de pornire a mânerului cu un mic decroș. Mânerul îngust la mijloc se termină cu un motiv ornamental trilobat, iar pe margine, un chenar dublu profilat. Piesa are o decorație vegetal florală (rozete), redate în relief, identice pe ambele fețe din zona terminală a mânerului, dar și în partea decroșată a cupei, aceasta având pe avers un crin pe tija căruia se află o rozetă cu cinci petale, iar pe spatele cupei, un motiv vrejurat. În spațiul celor două motive ornamentale de la închiderea mânerului a fost gravată inscripția Reg 4. respectiv Regimentul 4 de roșiori, proprietarul acestui serviciu de tacâmuri, al cărui comandant onorific a fost Regina Maria. Piesă provenită de la Ministerul Apărării Naționale, Unitatea Militară nr. 02453. | Banca Națională a României, București            | Cimec    |
|      | Lingură mare de supă                                     | Datare: sec. XIX Școală: Casa de bijuterii Carapati, București Material: argint; turnare; gravare; cizelare | Lingură pentru servit supa realizată din argint, cu o cupă ovală, adâncă, ce se lățește către zona de pornire a mânerului cu un mic decroș. Mânerul îngust la mijloc se termină cu un motiv ornamental trilobat, iar pe margine, un chenar dublu profilat. Piesa are o decorație vegetal florală (rozete), redate în relief, identice pe ambele fețe din zona terminală a mânerului, dar și în partea decroșată a cupei, aceasta având pe avers un crin pe tija căruia se află o rozetă cu cinci petale, iar pe spatele cupei, un motiv vrejurat. În spațiul celor două motive ornamentale de la închiderea mânerului a fost gravată inscripția Reg 4. respectiv Regimentul 4 de roșiori, proprietarul acestui serviciu de tacâmuri, al cărui comandant onorific a fost Regina Maria. Piesă provenită de la Ministerul Apărării Naționale, Unitatea Militară nr. 02453. | Banca Națională a României, București            | Cimec    |
|      | Lingură mare de supă                                     | Datare: sec. XIX Școală: Casa de bijuterii Carapati, București Material: argint; turnare; gravare; cizelare | Lingură pentru servit supa realizată din argint, cu o cupă ovală, adâncă, ce se lățește către zona de pornire a mânerului cu un mic decroș. Mânerul îngust la mijloc se termină cu un motiv ornamental trilobat, iar pe margine, un chenar dublu profilat. Piesa are o decorație vegetal florală (rozete), redate în relief, identice pe ambele fețe din zona terminală a mânerului, dar și în partea decroșată a cupei, aceasta având pe avers un crin pe tija căruia se află o rozetă cu cinci petale, iar pe spatele cupei, un motiv vrejurat. În spațiul celor două motive ornamentale de la închiderea mânerului a fost gravată inscripția Reg 4. respectiv Regimentul 4 de roșiori, proprietarul acestui serviciu de tacâmuri, al cărui comandant onorific a fost Regina Maria. Piesă provenită de la Ministerul Apărării Naționale, Unitatea Militară nr. 02453. | Banca Națională a României, București            | Cimec    |
|      | Lingură mare de supă                                     | Datare: sec. XIX Școală: Casa de bijuterii Carapati, București Material: argint; turnare; gravare; cizelare | Lingură pentru servit supa realizată din argint, cu o cupă ovală, adâncă, ce se lățește către zona de pornire a mânerului cu un mic decroș. Mânerul îngust la mijloc se termină cu un motiv ornamental trilobat, iar pe margine, un chenar dublu profilat. Piesa are o decorație vegetal florală (rozete), redate în relief, identice pe ambele fețe din zona terminală a mânerului, dar și în partea decroșată a cupei, aceasta având pe avers un crin pe tija căruia se află o rozetă cu cinci petale, iar pe spatele cupei, un motiv vrejurat. În spațiul celor două motive ornamentale de la închiderea mânerului a fost gravată inscripția Reg 4. respectiv Regimentul 4 de roșiori, proprietarul acestui serviciu de tacâmuri, al cărui comandant onorific a fost Regina Maria. Piesă provenită de la Ministerul Apărării Naționale, Unitatea Militară nr. 02453. | Banca Națională a României, București            | Cimec    |
|      | Lingură mare de supă                                     | Datare: sec. XIX Școală: Casa de bijuterii Carapati, București Material: argint; turnare; gravare; cizelare | Lingură pentru servit supa realizată din argint, cu o cupă ovală, adâncă, ce se lățește către zona de pornire a mânerului cu un mic decroș. Mânerul îngust la mijloc se termină cu un motiv ornamental trilobat, iar pe margine, un chenar dublu profilat. Piesa are o decorație vegetal florală (rozete), redate în relief, identice pe ambele fețe din zona terminală a mânerului, dar și în partea decroșată a cupei, aceasta având pe avers un crin pe tija căruia se află o rozetă cu cinci petale, iar pe spatele cupei, un motiv vrejurat. În spațiul celor două motive ornamentale de la închiderea mânerului a fost gravată inscripția Reg 4. respectiv Regimentul 4 de roșiori, proprietarul acestui serviciu de tacâmuri, al cărui comandant onorific a fost Regina Maria. Piesă provenită de la Ministerul Apărării Naționale, Unitatea Militară nr. 02453. | Banca Națională a României, București            | Cimec    |
|      | Lingură mare de supă                                     | Datare: sec. XIX Școală: Casa de bijuterii Carapati, București Material: argint; turnare; gravare; cizelare | Lingură pentru servit supa realizată din argint, cu o cupă ovală, adâncă, ce se lățește către zona de pornire a mânerului cu un mic decroș. Mânerul îngust la mijloc se termină cu un motiv ornamental trilobat, iar pe margine, un chenar dublu profilat. Piesa are o decorație vegetal florală (rozete), redate în relief, identice pe ambele fețe din zona terminală a mânerului, dar și în partea decroșată a cupei, aceasta având pe avers un crin pe tija căruia se află o rozetă cu cinci petale, iar pe spatele cupei, un motiv vrejurat. În spațiul celor două motive ornamentale de la închiderea mânerului a fost gravată inscripția Reg 4. respectiv Regimentul 4 de roșiori, proprietarul acestui serviciu de tacâmuri, al cărui comandant onorific a fost Regina Maria. Piesă provenită de la Ministerul Apărării Naționale, Unitatea Militară nr. 02453. | Banca Națională a României, București            | Cimec    |
|      | Lingură mare de supă                                     | Datare: sec. XIX Școală: Casa de bijuterii Carapati, București Material: argint; turnare; gravare; cizelare | Lingură pentru servit supa realizată din argint, cu o cupă ovală, adâncă, ce se lățește către zona de pornire a mânerului cu un mic decroș. Mânerul îngust la mijloc se termină cu un motiv ornamental trilobat, iar pe margine, un chenar dublu profilat. Piesa are o decorație vegetal florală (rozete), redate în relief, identice pe ambele fețe din zona terminală a mânerului, dar și în partea decroșată a cupei, aceasta având pe avers un crin pe tija căruia se află o rozetă cu cinci petale, iar pe spatele cupei, un motiv vrejurat. În spațiul celor două motive ornamentale de la închiderea mânerului a fost gravată inscripția Reg 4. respectiv Regimentul 4 de roșiori, proprietarul acestui serviciu de tacâmuri, al cărui comandant onorific a fost Regina Maria. Piesă provenită de la Ministerul Apărării Naționale, Unitatea Militară nr. 02453. | Banca Națională a României, București            | Cimec    |
|      | Lingură mare de supă                                     | Datare: sec. XIX Școală: Casa de bijuterii Carapati, București Material: argint; turnare; gravare; cizelare | Lingură pentru servit supa realizată din argint, cu o cupă ovală, adâncă, ce se lățește către zona de pornire a mânerului cu un mic decroș. Mânerul îngust la mijloc se termină cu un motiv ornamental trilobat, iar pe margine, un chenar dublu profilat. Piesa are o decorație vegetal florală (rozete), redate în relief, identice pe ambele fețe din zona terminală a mânerului, dar și în partea decroșată a cupei, aceasta având pe avers un crin pe tija căruia se află o rozetă cu cinci petale, iar pe spatele cupei, un motiv vrejurat. În spațiul celor două motive ornamentale de la închiderea mânerului a fost gravată inscripția Reg 4. respectiv Regimentul 4 de roșiori, proprietarul acestui serviciu de tacâmuri, al cărui comandant onorific a fost Regina Maria. Piesă provenită de la Ministerul Apărării Naționale, Unitatea Militară nr. 02453. | Banca Națională a României, București            | Cimec    |
|      | Lingură mare de supă                                     | Datare: sec. XIX Școală: Casa de bijuterii Carapati, București Material: argint; turnare; gravare; cizelare | Lingură pentru servit supa realizată din argint, cu o cupă ovală, adâncă, ce se lățește către zona de pornire a mânerului cu un mic decroș. Mânerul îngust la mijloc se termină cu un motiv ornamental trilobat, iar pe margine, un chenar dublu profilat. Piesa are o decorație vegetal florală (rozete), redate în relief, identice pe ambele fețe din zona terminală a mânerului, dar și în partea decroșată a cupei, aceasta având pe avers un crin pe tija căruia se află o rozetă cu cinci petale, iar pe spatele cupei, un motiv vrejurat. În spațiul celor două motive ornamentale de la închiderea mânerului a fost gravată inscripția Reg 4. respectiv Regimentul 4 de roșiori, proprietarul acestui serviciu de tacâmuri, al cărui comandant onorific a fost Regina Maria. Piesă provenită de la Ministerul Apărării Naționale, Unitatea Militară nr. 02453. | Banca Națională a României, București            | Cimec    |
|      | Lingură mare de supă                                     | Datare: sec. XIX Școală: Casa de bijuterii Carapati, București Material: argint; turnare; gravare; cizelare | Lingură pentru servit supa realizată din argint, cu o cupă ovală, adâncă, ce se lățește către zona de pornire a mânerului cu un mic decroș. Mânerul îngust la mijloc se termină cu un motiv ornamental trilobat, iar pe margine, un chenar dublu profilat. Piesa are o decorație vegetal florală (rozete), redate în relief, identice pe ambele fețe din zona terminală a mânerului, dar și în partea decroșată a cupei, aceasta având pe avers un crin pe tija căruia se află o rozetă cu cinci petale, iar pe spatele cupei, un motiv vrejurat. În spațiul celor două motive ornamentale de la închiderea mânerului a fost gravată inscripția Reg 4. respectiv Regimentul 4 de roșiori, proprietarul acestui serviciu de tacâmuri, al cărui comandant onorific a fost Regina Maria. Piesă provenită de la Ministerul Apărării Naționale, Unitatea Militară nr. 02453. | Banca Națională a României, București            | Cimec    |
|      | Lingură mare de supă                                     | Datare: sec. XIX Școală: Casa de bijuterii Carapati, București Material: argint; turnare; gravare; cizelare | Lingură pentru servit supa realizată din argint, cu o cupă ovală, adâncă, ce se lățește către zona de pornire a mânerului cu un mic decroș. Mânerul îngust la mijloc se termină cu un motiv ornamental trilobat, iar pe margine, un chenar dublu profilat. Piesa are o decorație vegetal florală (rozete), redate în relief, identice pe ambele fețe din zona terminală a mânerului, dar și în partea decroșată a cupei, aceasta având pe avers un crin pe tija căruia se află o rozetă cu cinci petale, iar pe spatele cupei, un motiv vrejurat. În spațiul celor două motive ornamentale de la închiderea mânerului a fost gravată inscripția Reg 4. respectiv Regimentul 4 de roșiori, proprietarul acestui serviciu de tacâmuri, al cărui comandant onorific a fost Regina Maria. Piesă provenită de la Ministerul Apărării Naționale, Unitatea Militară nr. 02453. | Banca Națională a României, București            | Cimec    |
|      | Lingură mare de supă                                     | Datare: sec. XIX Școală: Casa de bijuterii Carapati, București Material: argint; turnare; gravare; cizelare | Lingură pentru servit supa realizată din argint, cu o cupă ovală, adâncă, ce se lățește către zona de pornire a mânerului cu un mic decroș. Mânerul îngust la mijloc se termină cu un motiv ornamental trilobat, iar pe margine, un chenar dublu profilat. Piesa are o decorație vegetal florală (rozete), redate în relief, identice pe ambele fețe din zona terminală a mânerului, dar și în partea decroșată a cupei, aceasta având pe avers un crin pe tija căruia se află o rozetă cu cinci petale, iar pe spatele cupei, un motiv vrejurat. În spațiul celor două motive ornamentale de la închiderea mânerului a fost gravată inscripția Reg 4. respectiv Regimentul 4 de roșiori, proprietarul acestui serviciu de tacâmuri, al cărui comandant onorific a fost Regina Maria. Piesă provenită de la Ministerul Apărării Naționale, Unitatea Militară nr. 02453. | Banca Națională a României, București            | Cimec    |
|      | Lingură mare de supă                                     | Datare: sec. XIX Școală: Casa de bijuterii Carapati, București Material: argint; turnare; gravare; cizelare | Lingură pentru servit supa realizată din argint, cu o cupă ovală, adâncă, ce se lățește către zona de pornire a mânerului cu un mic decroș. Mânerul îngust la mijloc se termină cu un motiv ornamental trilobat, iar pe margine, un chenar dublu profilat. Piesa are o decorație vegetal florală (rozete), redate în relief, identice pe ambele fețe din zona terminală a mânerului, dar și în partea decroșată a cupei, aceasta având pe avers un crin pe tija căruia se află o rozetă cu cinci petale, iar pe spatele cupei, un motiv vrejurat. În spațiul celor două motive ornamentale de la închiderea mânerului a fost gravată inscripția Reg 4. respectiv Regimentul 4 de roșiori, proprietarul acestui serviciu de tacâmuri, al cărui comandant onorific a fost Regina Maria. Piesă provenită de la Ministerul Apărării Naționale, Unitatea Militară nr. 02453. | Banca Națională a României, București            | Cimec    |
|      | Lingură mare de supă                                     | Datare: sec. XIX Școală: Casa de bijuterii Carapati, București Material: argint; turnare; gravare; cizelare | Lingură pentru servit supa realizată din argint, cu o cupă ovală, adâncă, ce se lățește către zona de pornire a mânerului cu un mic decroș. Mânerul îngust la mijloc se termină cu un motiv ornamental trilobat, iar pe margine, un chenar dublu profilat. Piesa are o decorație vegetal florală (rozete), redate în relief, identice pe ambele fețe din zona terminală a mânerului, dar și în partea decroșată a cupei, aceasta având pe avers un crin pe tija căruia se află o rozetă cu cinci petale, iar pe spatele cupei, un motiv vrejurat. În spațiul celor două motive ornamentale de la închiderea mânerului a fost gravată inscripția Reg 4. respectiv Regimentul 4 de roșiori, proprietarul acestui serviciu de tacâmuri, al cărui comandant onorific a fost Regina Maria. Piesă provenită de la Ministerul Apărării Naționale, Unitatea Militară nr. 02453. | Banca Națională a României, București            | Cimec    |
|      | Lingură mare de supă                                     | Datare: sec. XIX Școală: Casa de bijuterii Carapati, București Material: argint; turnare; gravare; cizelare | Lingură pentru servit supa realizată din argint, cu o cupă ovală, adâncă, ce se lățește către zona de pornire a mânerului cu un mic decroș. Mânerul îngust la mijloc se termină cu un motiv ornamental trilobat, iar pe margine, un chenar dublu profilat. Piesa are o decorație vegetal florală (rozete), redate în relief, identice pe ambele fețe din zona terminală a mânerului, dar și în partea decroșată a cupei, aceasta având pe avers un crin pe tija căruia se află o rozetă cu cinci petale, iar pe spatele cupei, un motiv vrejurat. În spațiul celor două motive ornamentale de la închiderea mânerului a fost gravată inscripția Reg 4. respectiv Regimentul 4 de roșiori, proprietarul acestui serviciu de tacâmuri, al cărui comandant onorific a fost Regina Maria. Piesă provenită de la Ministerul Apărării Naționale, Unitatea Militară nr. 02453. | Banca Națională a României, București            | Cimec    |
|      | Lingură mare de supă                                     | Datare: sec. XIX Școală: Casa de bijuterii Carapati, București Material: argint; turnare; gravare; cizelare | Lingură pentru servit supa realizată din argint, cu o cupă ovală, adâncă, ce se lățește către zona de pornire a mânerului cu un mic decroș. Mânerul îngust la mijloc se termină cu un motiv ornamental trilobat, iar pe margine, un chenar dublu profilat. Piesa are o decorație vegetal florală (rozete), redate în relief, identice pe ambele fețe din zona terminală a mânerului, dar și în partea decroșată a cupei, aceasta având pe avers un crin pe tija căruia se află o rozetă cu cinci petale, iar pe spatele cupei, un motiv vrejurat. În spațiul celor două motive ornamentale de la închiderea mânerului a fost gravată inscripția Reg 4. respectiv Regimentul 4 de roșiori, proprietarul acestui serviciu de tacâmuri, al cărui comandant onorific a fost Regina Maria. Piesă provenită de la Ministerul Apărării Naționale, Unitatea Militară nr. 02453. | Banca Națională a României, București            | Cimec    |
|      | Lingură mare de supă                                     | Datare: sec. XIX Școală: Casa de bijuterii Carapati, București Material: argint; turnare; gravare; cizelare | Lingură pentru servit supa realizată din argint, cu o cupă ovală, adâncă, ce se lățește către zona de pornire a mânerului cu un mic decroș. Mânerul îngust la mijloc se termină cu un motiv ornamental trilobat, iar pe margine, un chenar dublu profilat. Piesa are o decorație vegetal florală (rozete), redate în relief, identice pe ambele fețe din zona terminală a mânerului, dar și în partea decroșată a cupei, aceasta având pe avers un crin pe tija căruia se află o rozetă cu cinci petale, iar pe spatele cupei, un motiv vrejurat. În spațiul celor două motive ornamentale de la închiderea mânerului a fost gravată inscripția Reg 4. respectiv Regimentul 4 de roșiori, proprietarul acestui serviciu de tacâmuri, al cărui comandant onorific a fost Regina Maria. Piesă provenită de la Ministerul Apărării Naționale, Unitatea Militară nr. 02453. | Banca Națională a României, București            | Cimec    |
|      | Lingură mare de supă                                     | Datare: sec. XIX Școală: Casa de bijuterii Carapati, București Material: argint; turnare; gravare; cizelare | Lingură pentru servit supa realizată din argint, cu o cupă ovală, adâncă, ce se lățește către zona de pornire a mânerului cu un mic decroș. Mânerul îngust la mijloc se termină cu un motiv ornamental trilobat, iar pe margine, un chenar dublu profilat. Piesa are o decorație vegetal florală (rozete), redate în relief, identice pe ambele fețe din zona terminală a mânerului, dar și în partea decroșată a cupei, aceasta având pe avers un crin pe tija căruia se află o rozetă cu cinci petale, iar pe spatele cupei, un motiv vrejurat. În spațiul celor două motive ornamentale de la închiderea mânerului a fost gravată inscripția Reg 4. respectiv Regimentul 4 de roșiori, proprietarul acestui serviciu de tacâmuri, al cărui comandant onorific a fost Regina Maria. Piesă provenită de la Ministerul Apărării Naționale, Unitatea Militară nr. 02453. | Banca Națională a României, București            | Cimec    |
|      | Lingură mare de supă                                     | Datare: sec. XIX Școală: Casa de bijuterii Carapati, București Material: argint; turnare; gravare; cizelare | Lingură pentru servit supa realizată din argint, cu o cupă ovală, adâncă, ce se lățește către zona de pornire a mânerului cu un mic decroș. Mânerul îngust la mijloc se termină cu un motiv ornamental trilobat, iar pe margine, un chenar dublu profilat. Piesa are o decorație vegetal florală (rozete), redate în relief, identice pe ambele fețe din zona terminală a mânerului, dar și în partea decroșată a cupei, aceasta având pe avers un crin pe tija căruia se află o rozetă cu cinci petale, iar pe spatele cupei, un motiv vrejurat. În spațiul celor două motive ornamentale de la închiderea mânerului a fost gravată inscripția Reg 4. respectiv Regimentul 4 de roșiori, proprietarul acestui serviciu de tacâmuri, al cărui comandant onorific a fost Regina Maria. Piesă provenită de la Ministerul Apărării Naționale, Unitatea Militară nr. 02453. | Banca Națională a României, București            | Cimec    |
|      | Lingură mare de supă                                     | Datare: sec. XIX Școală: Casa de bijuterii Carapati, București Material: argint; turnare; gravare; cizelare | Lingură pentru servit supa realizată din argint, cu o cupă ovală, adâncă, ce se lățește către zona de pornire a mânerului cu un mic decroș. Mânerul îngust la mijloc se termină cu un motiv ornamental trilobat, iar pe margine, un chenar dublu profilat. Piesa are o decorație vegetal florală (rozete), redate în relief, identice pe ambele fețe din zona terminală a mânerului, dar și în partea decroșată a cupei, aceasta având pe avers un crin pe tija căruia se află o rozetă cu cinci petale, iar pe spatele cupei, un motiv vrejurat. În spațiul celor două motive ornamentale de la închiderea mânerului a fost gravată inscripția Reg 4. respectiv Regimentul 4 de roșiori, proprietarul acestui serviciu de tacâmuri, al cărui comandant onorific a fost Regina Maria. Piesă provenită de la Ministerul Apărării Naționale, Unitatea Militară nr. 02453. | Banca Națională a României, București            | Cimec    |
|      | Lingură mare de supă                                     | Datare: sec. XIX Școală: Casa de bijuterii Carapati, București Material: argint; turnare; gravare; cizelare | Lingură pentru servit supa realizată din argint, cu o cupă ovală, adâncă, ce se lățește către zona de pornire a mânerului cu un mic decroș. Mânerul îngust la mijloc se termină cu un motiv ornamental trilobat, iar pe margine, un chenar dublu profilat. Piesa are o decorație vegetal florală (rozete), redate în relief, identice pe ambele fețe din zona terminală a mânerului, dar și în partea decroșată a cupei, aceasta având pe avers un crin pe tija căruia se află o rozetă cu cinci petale, iar pe spatele cupei, un motiv vrejurat. În spațiul celor două motive ornamentale de la închiderea mânerului a fost gravată inscripția Reg 4. respectiv Regimentul 4 de roșiori, proprietarul acestui serviciu de tacâmuri, al cărui comandant onorific a fost Regina Maria. Piesă provenită de la Ministerul Apărării Naționale, Unitatea Militară nr. 02453. | Banca Națională a României, București            | Cimec    |
|      | Lingură mare de supă                                     | Datare: sec. XIX Școală: Casa de bijuterii Carapati, București Material: argint; turnare; gravare; cizelare | Lingură pentru servit supa realizată din argint, cu o cupă ovală, adâncă, ce se lățește către zona de pornire a mânerului cu un mic decroș. Mânerul îngust la mijloc se termină cu un motiv ornamental trilobat, iar pe margine, un chenar dublu profilat. Piesa are o decorație vegetal florală (rozete), redate în relief, identice pe ambele fețe din zona terminală a mânerului, dar și în partea decroșată a cupei, aceasta având pe avers un crin pe tija căruia se află o rozetă cu cinci petale, iar pe spatele cupei, un motiv vrejurat. În spațiul celor două motive ornamentale de la închiderea mânerului a fost gravată inscripția Reg 4. respectiv Regimentul 4 de roșiori, proprietarul acestui serviciu de tacâmuri, al cărui comandant onorific a fost Regina Maria. Piesă provenită de la Ministerul Apărării Naționale, Unitatea Militară nr. 02453. | Banca Națională a României, București            | Cimec    |
|      | Lingură mare de supă                                     | Datare: sec. XIX Școală: Casa de bijuterii Carapati, București Material: argint; turnare; gravare; cizelare | Lingură pentru servit supa realizată din argint, cu o cupă ovală, adâncă, ce se lățește către zona de pornire a mânerului cu un mic decroș. Mânerul îngust la mijloc se termină cu un motiv ornamental trilobat, iar pe margine, un chenar dublu profilat. Piesa are o decorație vegetal florală (rozete), redate în relief, identice pe ambele fețe din zona terminală a mânerului, dar și în partea decroșată a cupei, aceasta având pe avers un crin pe tija căruia se află o rozetă cu cinci petale, iar pe spatele cupei, un motiv vrejurat. În spațiul celor două motive ornamentale de la închiderea mânerului a fost gravată inscripția Reg 4. respectiv Regimentul 4 de roșiori, proprietarul acestui serviciu de tacâmuri, al cărui comandant onorific a fost Regina Maria. Piesă provenită de la Ministerul Apărării Naționale, Unitatea Militară nr. 02453. | Banca Națională a României, București            | Cimec    |
|      | Lingură mare de supă                                     | Datare: sec. XIX Școală: Casa de bijuterii Carapati, București Material: argint; turnare; gravare; cizelare | Lingură pentru servit supa realizată din argint, cu o cupă ovală, adâncă, ce se lățește către zona de pornire a mânerului cu un mic decroș. Mânerul îngust la mijloc se termină cu un motiv ornamental trilobat, iar pe margine, un chenar dublu profilat. Piesa are o decorație vegetal florală (rozete), redate în relief, identice pe ambele fețe din zona terminală a mânerului, dar și în partea decroșată a cupei, aceasta având pe avers un crin pe tija căruia se află o rozetă cu cinci petale, iar pe spatele cupei, un motiv vrejurat. În spațiul celor două motive ornamentale de la închiderea mânerului a fost gravată inscripția Reg 4. respectiv Regimentul 4 de roșiori, proprietarul acestui serviciu de tacâmuri, al cărui comandant onorific a fost Regina Maria. Piesă provenită de la Ministerul Apărării Naționale, Unitatea Militară nr. 02453. | Banca Națională a României, București            | Cimec    |
|      | Lingură mare de supă                                     | Datare: sec. XIX Școală: Casa de bijuterii Carapati, București Material: argint; turnare; gravare; cizelare | Lingură pentru servit supa realizată din argint, cu o cupă ovală, adâncă, ce se lățește către zona de pornire a mânerului cu un mic decroș. Mânerul îngust la mijloc se termină cu un motiv ornamental trilobat, iar pe margine, un chenar dublu profilat. Piesa are o decorație vegetal florală (rozete), redate în relief, identice pe ambele fețe din zona terminală a mânerului, dar și în partea decroșată a cupei, aceasta având pe avers un crin pe tija căruia se află o rozetă cu cinci petale, iar pe spatele cupei, un motiv vrejurat. În spațiul celor două motive ornamentale de la închiderea mânerului a fost gravată inscripția Reg 4. respectiv Regimentul 4 de roșiori, proprietarul acestui serviciu de tacâmuri, al cărui comandant onorific a fost Regina Maria. Piesă provenită de la Ministerul Apărării Naționale, Unitatea Militară nr. 02453. | Banca Națională a României, București            | Cimec    |
|      | Lingură mare de supă                                     | Datare: sec. XIX Școală: Casa de bijuterii Carapati, București Material: argint; turnare; gravare; cizelare | Lingură pentru servit supa realizată din argint, cu o cupă ovală, adâncă, ce se lățește către zona de pornire a mânerului cu un mic decroș. Mânerul îngust la mijloc se termină cu un motiv ornamental trilobat, iar pe margine, un chenar dublu profilat. Piesa are o decorație vegetal florală (rozete), redate în relief, identice pe ambele fețe din zona terminală a mânerului, dar și în partea decroșată a cupei, aceasta având pe avers un crin pe tija căruia se află o rozetă cu cinci petale, iar pe spatele cupei, un motiv vrejurat. În spațiul celor două motive ornamentale de la închiderea mânerului a fost gravată inscripția Reg 4. respectiv Regimentul 4 de roșiori, proprietarul acestui serviciu de tacâmuri, al cărui comandant onorific a fost Regina Maria. Piesă provenită de la Ministerul Apărării Naționale, Unitatea Militară nr. 02453. | Banca Națională a României, București            | Cimec    |
|      | Lingură mare de supă                                     | Datare: sec. XIX Școală: Casa de bijuterii Carapati, București Material: argint; turnare; gravare; cizelare | Lingură pentru servit supa realizată din argint, cu o cupă ovală, adâncă, ce se lățește către zona de pornire a mânerului cu un mic decroș. Mânerul îngust la mijloc se termină cu un motiv ornamental trilobat, iar pe margine, un chenar dublu profilat. Piesa are o decorație vegetal florală (rozete), redate în relief, identice pe ambele fețe din zona terminală a mânerului, dar și în partea decroșată a cupei, aceasta având pe avers un crin pe tija căruia se află o rozetă cu cinci petale, iar pe spatele cupei, un motiv vrejurat. În spațiul celor două motive ornamentale de la închiderea mânerului a fost gravată inscripția Reg 4. respectiv Regimentul 4 de roșiori, proprietarul acestui serviciu de tacâmuri, al cărui comandant onorific a fost Regina Maria. Piesă provenită de la Ministerul Apărării Naționale, Unitatea Militară nr. 02453. | Banca Națională a României, București            | Cimec    |
|      | Lingură mare de supă                                     | Datare: sec. XIX Școală: Casa de bijuterii Carapati, București Material: argint; turnare; gravare; cizelare | Lingură pentru servit supa realizată din argint, cu o cupă ovală, adâncă, ce se lățește către zona de pornire a mânerului cu un mic decroș. Mânerul îngust la mijloc se termină cu un motiv ornamental trilobat, iar pe margine, un chenar dublu profilat. Piesa are o decorație vegetal florală (rozete), redate în relief, identice pe ambele fețe din zona terminală a mânerului, dar și în partea decroșată a cupei, aceasta având pe avers un crin pe tija căruia se află o rozetă cu cinci petale, iar pe spatele cupei, un motiv vrejurat. În spațiul celor două motive ornamentale de la închiderea mânerului a fost gravată inscripția Reg 4. respectiv Regimentul 4 de roșiori, proprietarul acestui serviciu de tacâmuri, al cărui comandant onorific a fost Regina Maria. Piesă provenită de la Ministerul Apărării Naționale, Unitatea Militară nr. 02453. | Banca Națională a României, București            | Cimec    |
|      | Lingură mare de supă                                     | Datare: sec. XIX Școală: Casa de bijuterii Carapati, București Material: argint; turnare; gravare; cizelare | Lingură pentru servit supa realizată din argint, cu o cupă ovală, adâncă, ce se lățește către zona de pornire a mânerului cu un mic decroș. Mânerul îngust la mijloc se termină cu un motiv ornamental trilobat, iar pe margine, un chenar dublu profilat. Piesa are o decorație vegetal florală (rozete), redate în relief, identice pe ambele fețe din zona terminală a mânerului, dar și în partea decroșată a cupei, aceasta având pe avers un crin pe tija căruia se află o rozetă cu cinci petale, iar pe spatele cupei, un motiv vrejurat. În spațiul celor două motive ornamentale de la închiderea mânerului a fost gravată inscripția Reg 4. respectiv Regimentul 4 de roșiori, proprietarul acestui serviciu de tacâmuri, al cărui comandant onorific a fost Regina Maria. Piesă provenită de la Ministerul Apărării Naționale, Unitatea Militară nr. 02453. | Banca Națională a României, București            | Cimec    |
|      | Lingură mare de supă                                     | Datare: sec. XIX Școală: Casa de bijuterii Carapati, București Material: argint; turnare; gravare; cizelare | Lingură pentru servit supa realizată din argint, cu o cupă ovală, adâncă, ce se lățește către zona de pornire a mânerului cu un mic decroș. Mânerul îngust la mijloc se termină cu un motiv ornamental trilobat, iar pe margine, un chenar dublu profilat. Piesa are o decorație vegetal florală (rozete), redate în relief, identice pe ambele fețe din zona terminală a mânerului, dar și în partea decroșată a cupei, aceasta având pe avers un crin pe tija căruia se află o rozetă cu cinci petale, iar pe spatele cupei, un motiv vrejurat. În spațiul celor două motive ornamentale de la închiderea mânerului a fost gravată inscripția Reg 4. respectiv Regimentul 4 de roșiori, proprietarul acestui serviciu de tacâmuri, al cărui comandant onorific a fost Regina Maria. Piesă provenită de la Ministerul Apărării Naționale, Unitatea Militară nr. 02453. | Banca Națională a României, București            | Cimec    |
|      | Lingură mare de supă                                     | Datare: sec. XIX Școală: Casa de bijuterii Carapati, București Material: argint; turnare; gravare; cizelare | Lingură pentru servit supa realizată din argint, cu o cupă ovală, adâncă, ce se lățește către zona de pornire a mânerului cu un mic decroș. Mânerul îngust la mijloc se termină cu un motiv ornamental trilobat, iar pe margine, un chenar dublu profilat. Piesa are o decorație vegetal florală (rozete), redate în relief, identice pe ambele fețe din zona terminală a mânerului, dar și în partea decroșată a cupei, aceasta având pe avers un crin pe tija căruia se află o rozetă cu cinci petale, iar pe spatele cupei, un motiv vrejurat. În spațiul celor două motive ornamentale de la închiderea mânerului a fost gravată inscripția Reg 4. respectiv Regimentul 4 de roșiori, proprietarul acestui serviciu de tacâmuri, al cărui comandant onorific a fost Regina Maria. Piesă provenită de la Ministerul Apărării Naționale, Unitatea Militară nr. 02453. | Banca Națională a României, București            | Cimec    |
|      | Lingură mare de supă                                     | Datare: sec. XIX Școală: Casa de bijuterii Carapati, București Material: argint; turnare; gravare; cizelare | Lingură pentru servit supa realizată din argint, cu o cupă ovală, adâncă, ce se lățește către zona de pornire a mânerului cu un mic decroș. Mânerul îngust la mijloc se termină cu un motiv ornamental trilobat, iar pe margine, un chenar dublu profilat. Piesa are o decorație vegetal florală (rozete), redate în relief, identice pe ambele fețe din zona terminală a mânerului, dar și în partea decroșată a cupei, aceasta având pe avers un crin pe tija căruia se află o rozetă cu cinci petale, iar pe spatele cupei, un motiv vrejurat. În spațiul celor două motive ornamentale de la închiderea mânerului a fost gravată inscripția Reg 4. respectiv Regimentul 4 de roșiori, proprietarul acestui serviciu de tacâmuri, al cărui comandant onorific a fost Regina Maria. Piesă provenită de la Ministerul Apărării Naționale, Unitatea Militară nr. 02453. | Banca Națională a României, București            | Cimec    |
|      | Lingură mare de supă                                     | Datare: sec. XIX Școală: Casa de bijuterii Carapati, București Material: argint; turnare; gravare; cizelare | Lingură pentru servit supa realizată din argint, cu o cupă ovală, adâncă, ce se lățește către zona de pornire a mânerului cu un mic decroș. Mânerul îngust la mijloc se termină cu un motiv ornamental trilobat, iar pe margine, un chenar dublu profilat. Piesa are o decorație vegetal florală (rozete), redate în relief, identice pe ambele fețe din zona terminală a mânerului, dar și în partea decroșată a cupei, aceasta având pe avers un crin pe tija căruia se află o rozetă cu cinci petale, iar pe spatele cupei, un motiv vrejurat. În spațiul celor două motive ornamentale de la închiderea mânerului a fost gravată inscripția Reg 4. respectiv Regimentul 4 de roșiori, proprietarul acestui serviciu de tacâmuri, al cărui comandant onorific a fost Regina Maria. Piesă provenită de la Ministerul Apărării Naționale, Unitatea Militară nr. 02453. | Banca Națională a României, București            | Cimec    |
|      | Lingură mare de supă                                     | Datare: sec. XIX Școală: Casa de bijuterii Carapati, București Material: argint; turnare; gravare; cizelare | Lingură pentru servit supa realizată din argint, cu o cupă ovală, adâncă, ce se lățește către zona de pornire a mânerului cu un mic decroș. Mânerul îngust la mijloc se termină cu un motiv ornamental trilobat, iar pe margine, un chenar dublu profilat. Piesa are o decorație vegetal florală (rozete), redate în relief, identice pe ambele fețe din zona terminală a mânerului, dar și în partea decroșată a cupei, aceasta având pe avers un crin pe tija căruia se află o rozetă cu cinci petale, iar pe spatele cupei, un motiv vrejurat. În spațiul celor două motive ornamentale de la închiderea mânerului a fost gravată inscripția Reg 4. respectiv Regimentul 4 de roșiori, proprietarul acestui serviciu de tacâmuri, al cărui comandant onorific a fost Regina Maria. Piesă provenită de la Ministerul Apărării Naționale, Unitatea Militară nr. 02453. | Banca Națională a României, București            | Cimec    |
|      | Lingură mare de supă                                     | Datare: sec. XIX Școală: Casa de bijuterii Carapati, București Material: argint; turnare; gravare; cizelare | Lingură pentru servit supa realizată din argint, cu o cupă ovală, adâncă, ce se lățește către zona de pornire a mânerului cu un mic decroș. Mânerul îngust la mijloc se termină cu un motiv ornamental trilobat, iar pe margine, un chenar dublu profilat. Piesa are o decorație vegetal florală (rozete), redate în relief, identice pe ambele fețe din zona terminală a mânerului, dar și în partea decroșată a cupei, aceasta având pe avers un crin pe tija căruia se află o rozetă cu cinci petale, iar pe spatele cupei, un motiv vrejurat. În spațiul celor două motive ornamentale de la închiderea mânerului a fost gravată inscripția Reg 4. respectiv Regimentul 4 de roșiori, proprietarul acestui serviciu de tacâmuri, al cărui comandant onorific a fost Regina Maria. Piesă provenită de la Ministerul Apărării Naționale, Unitatea Militară nr. 02453. | Banca Națională a României, București            | Cimec    |
|      | Lingură mare de supă                                     | Datare: sec. XIX Școală: Casa de bijuterii Carapati, București Material: argint; turnare; gravare; cizelare | Lingură pentru servit supa realizată din argint, cu o cupă ovală, adâncă, ce se lățește către zona de pornire a mânerului cu un mic decroș. Mânerul îngust la mijloc se termină cu un motiv ornamental trilobat, iar pe margine, un chenar dublu profilat. Piesa are o decorație vegetal florală (rozete), redate în relief, identice pe ambele fețe din zona terminală a mânerului, dar și în partea decroșată a cupei, aceasta având pe avers un crin pe tija căruia se află o rozetă cu cinci petale, iar pe spatele cupei, un motiv vrejurat. În spațiul celor două motive ornamentale de la închiderea mânerului a fost gravată inscripția Reg 4. respectiv Regimentul 4 de roșiori, proprietarul acestui serviciu de tacâmuri, al cărui comandant onorific a fost Regina Maria. Piesă provenită de la Ministerul Apărării Naționale, Unitatea Militară nr. 02453. | Banca Națională a României, București            | Cimec    |
|      | Lingură mare de supă                                     | Datare: sec. XIX Școală: Casa de bijuterii Carapati, București Material: argint; turnare; gravare; cizelare | Lingură pentru servit supa realizată din argint, cu o cupă ovală, adâncă, ce se lățește către zona de pornire a mânerului cu un mic decroș. Mânerul îngust la mijloc se termină cu un motiv ornamental trilobat, iar pe margine, un chenar dublu profilat. Piesa are o decorație vegetal florală (rozete), redate în relief, identice pe ambele fețe din zona terminală a mânerului, dar și în partea decroșată a cupei, aceasta având pe avers un crin pe tija căruia se află o rozetă cu cinci petale, iar pe spatele cupei, un motiv vrejurat. În spațiul celor două motive ornamentale de la închiderea mânerului a fost gravată inscripția Reg 4. respectiv Regimentul 4 de roșiori, proprietarul acestui serviciu de tacâmuri, al cărui comandant onorific a fost Regina Maria. Piesă provenită de la Ministerul Apărării Naționale, Unitatea Militară nr. 02453. | Banca Națională a României, București            | Cimec    |
|      | Lingură mare de supă                                     | Datare: sec. XIX Școală: Casa de bijuterii Carapati, București Material: argint; turnare; gravare; cizelare | Lingură pentru servit supa realizată din argint, cu o cupă ovală, adâncă, ce se lățește către zona de pornire a mânerului cu un mic decroș. Mânerul îngust la mijloc se termină cu un motiv ornamental trilobat, iar pe margine, un chenar dublu profilat. Piesa are o decorație vegetal florală (rozete), redate în relief, identice pe ambele fețe din zona terminală a mânerului, dar și în partea decroșată a cupei, aceasta având pe avers un crin pe tija căruia se află o rozetă cu cinci petale, iar pe spatele cupei, un motiv vrejurat. În spațiul celor două motive ornamentale de la închiderea mânerului a fost gravată inscripția Reg 4. respectiv Regimentul 4 de roșiori, proprietarul acestui serviciu de tacâmuri, al cărui comandant onorific a fost Regina Maria. Piesă provenită de la Ministerul Apărării Naționale, Unitatea Militară nr. 02453. | Banca Națională a României, București            | Cimec    |
|      | Lingură medie de supă                                    | Datare: sec. XIX Școală: Casa de bijuterii Carapati, București Material: argint; turnare; gravare; cizelare | Lingură pentru servit supa realizată din argint, cu o cupă ovală, adâncă, ce se lățește către zona de pornire a mânerului cu un mic decroș. Mânerul îngust la mijloc se termină cu un motiv ornamental trilobat, iar pe margine, un chenar dublu profilat. Piesa are o decorație vegetal florală (rozete), redate în relief, identice pe ambele fețe din zona terminală a mânerului, dar și în partea decroșată a cupei, aceasta având pe avers un crin pe tija căruia se află o rozetă cu cinci petale, iar pe spatele cupei, un motiv vrejurat. În spațiul celor două motive ornamentale de la închiderea mânerului a fost gravată inscripția Reg 4. respectiv Regimentul 4 de roșiori, proprietarul acestui serviciu de tacâmuri, al cărui comandant onorific a fost Regina Maria. Piesă provenită de la Ministerul Apărării Naționale, Unitatea Militară nr. 02453. | Banca Națională a României, București            | Cimec    |
|      | Lingură medie de supă                                    | Datare: sec. XIX Școală: Casa de bijuterii Carapati, București Material: argint; turnare; gravare; cizelare | Lingură pentru servit supa realizată din argint, cu o cupă ovală, adâncă, ce se lățește către zona de pornire a mânerului cu un mic decroș. Mânerul îngust la mijloc se termină cu un motiv ornamental trilobat, iar pe margine, un chenar dublu profilat. Piesa are o decorație vegetal florală (rozete), redate în relief, identice pe ambele fețe din zona terminală a mânerului, dar și în partea decroșată a cupei, aceasta având pe avers un crin pe tija căruia se află o rozetă cu cinci petale, iar pe spatele cupei, un motiv vrejurat. În spațiul celor două motive ornamentale de la închiderea mânerului a fost gravată inscripția Reg 4. respectiv Regimentul 4 de roșiori, proprietarul acestui serviciu de tacâmuri, al cărui comandant onorific a fost Regina Maria. Piesă provenită de la Ministerul Apărării Naționale, Unitatea Militară nr. 02453. | Banca Națională a României, București            | Cimec    |
|      | Lingură medie de supă                                    | Datare: sec. XIX Școală: Casa de bijuterii Carapati, București Material: argint; turnare; gravare; cizelare | Lingură pentru servit supa realizată din argint, cu o cupă ovală, adâncă, ce se lățește către zona de pornire a mânerului cu un mic decroș. Mânerul îngust la mijloc se termină cu un motiv ornamental trilobat, iar pe margine, un chenar dublu profilat. Piesa are o decorație vegetal florală (rozete), redate în relief, identice pe ambele fețe din zona terminală a mânerului, dar și în partea decroșată a cupei, aceasta având pe avers un crin pe tija căruia se află o rozetă cu cinci petale, iar pe spatele cupei, un motiv vrejurat. În spațiul celor două motive ornamentale de la închiderea mânerului a fost gravată inscripția Reg 4. respectiv Regimentul 4 de roșiori, proprietarul acestui serviciu de tacâmuri, al cărui comandant onorific a fost Regina Maria. Piesă provenită de la Ministerul Apărării Naționale, Unitatea Militară nr. 02453. | Banca Națională a României, București            | Cimec    |
|      | Lingură medie de supă                                    | Datare: sec. XIX Școală: Casa de bijuterii Carapati, București Material: argint; turnare; gravare; cizelare | Lingură pentru servit supa realizată din argint, cu o cupă ovală, adâncă, ce se lățește către zona de pornire a mânerului cu un mic decroș. Mânerul îngust la mijloc se termină cu un motiv ornamental trilobat, iar pe margine, un chenar dublu profilat. Piesa are o decorație vegetal florală (rozete), redate în relief, identice pe ambele fețe din zona terminală a mânerului, dar și în partea decroșată a cupei, aceasta având pe avers un crin pe tija căruia se află o rozetă cu cinci petale, iar pe spatele cupei, un motiv vrejurat. În spațiul celor două motive ornamentale de la închiderea mânerului a fost gravată inscripția Reg 4. respectiv Regimentul 4 de roșiori, proprietarul acestui serviciu de tacâmuri, al cărui comandant onorific a fost Regina Maria. Piesă provenită de la Ministerul Apărării Naționale, Unitatea Militară nr. 02453. | Banca Națională a României, București            | Cimec    |
|      | Lingură medie de supă                                    | Datare: sec. XIX Școală: Casa de bijuterii Carapati, București Material: argint; turnare; gravare; cizelare | Lingură pentru servit supa realizată din argint, cu o cupă ovală, adâncă, ce se lățește către zona de pornire a mânerului cu un mic decroș. Mânerul îngust la mijloc se termină cu un motiv ornamental trilobat, iar pe margine, un chenar dublu profilat. Piesa are o decorație vegetal florală (rozete), redate în relief, identice pe ambele fețe din zona terminală a mânerului, dar și în partea decroșată a cupei, aceasta având pe avers un crin pe tija căruia se află o rozetă cu cinci petale, iar pe spatele cupei, un motiv vrejurat. În spațiul celor două motive ornamentale de la închiderea mânerului a fost gravată inscripția Reg 4. respectiv Regimentul 4 de roșiori, proprietarul acestui serviciu de tacâmuri, al cărui comandant onorific a fost Regina Maria. Piesă provenită de la Ministerul Apărării Naționale, Unitatea Militară nr. 02453. | Banca Națională a României, București            | Cimec    |
|      | Lingură medie de supă                                    | Datare: sec. XIX Școală: Casa de bijuterii Carapati, București Material: argint; turnare; gravare; cizelare | Lingură pentru servit supa realizată din argint, cu o cupă ovală, adâncă, ce se lățește către zona de pornire a mânerului cu un mic decroș. Mânerul îngust la mijloc se termină cu un motiv ornamental trilobat, iar pe margine, un chenar dublu profilat. Piesa are o decorație vegetal florală (rozete), redate în relief, identice pe ambele fețe din zona terminală a mânerului, dar și în partea decroșată a cupei, aceasta având pe avers un crin pe tija căruia se află o rozetă cu cinci petale, iar pe spatele cupei, un motiv vrejurat. Lingura nu aparține serviciului neavând inscripția Reg 4. și nici marca K 12, fiind pierdută în vechime și înlocuită cu o piesă similară ca model și decorație, dar cu o gerutate mai mare. Piesă provenită de la Ministerul Apărării Naționale, Unitatea Militară nr. 02453. | Banca Națională a României, București            | Cimec    |
|      | Lingură medie de supă                                    | Datare: sec. XIX Școală: Casa de bijuterii Carapati, București Material: argint; turnare; gravare; cizelare | Lingură pentru servit supa realizată din argint, cu o cupă ovală, adâncă, ce se lățește către zona de pornire a mânerului cu un mic decroș. Mânerul îngust la mijloc se termină cu un motiv ornamental trilobat, iar pe margine, un chenar dublu profilat. Piesa are o decorație vegetal florală (rozete), redate în relief, identice pe ambele fețe din zona terminală a mânerului, dar și în partea decroșată a cupei, aceasta având pe avers un crin pe tija căruia se află o rozetă cu cinci petale, iar pe spatele cupei, un motiv vrejurat. În spațiul celor două motive ornamentale de la închiderea mânerului a fost gravată inscripția Reg 4. respectiv Regimentul 4 de roșiori, proprietarul acestui serviciu de tacâmuri, al cărui comandant onorific a fost Regina Maria. Piesă provenită de la Ministerul Apărării Naționale, Unitatea Militară nr. 02453. | Banca Națională a României, București            | Cimec    |
|      | Lingură medie de supă                                    | Datare: sec. XIX Școală: Casa de bijuterii Carapati, București Material: argint; turnare; gravare; cizelare | Lingură pentru servit supa realizată din argint, cu o cupă ovală, adâncă, ce se lățește către zona de pornire a mânerului cu un mic decroș. Mânerul îngust la mijloc se termină cu un motiv ornamental trilobat, iar pe margine, un chenar dublu profilat. Piesa are o decorație vegetal florală (rozete), redate în relief, identice pe ambele fețe din zona terminală a mânerului, dar și în partea decroșată a cupei, aceasta având pe avers un crin pe tija căruia se află o rozetă cu cinci petale, iar pe spatele cupei, un motiv vrejurat. În spațiul celor două motive ornamentale de la închiderea mânerului a fost gravată inscripția Reg 4. respectiv Regimentul 4 de roșiori, proprietarul acestui serviciu de tacâmuri, al cărui comandant onorific a fost Regina Maria. Piesă provenită de la Ministerul Apărării Naționale, Unitatea Militară nr. 02453. | Banca Națională a României, București            | Cimec    |
|      | Lingură medie de supă                                    | Datare: sec. XIX Școală: Casa de bijuterii Carapati, București Material: argint; turnare; gravare; cizelare | Lingură pentru servit supa realizată din argint, cu o cupă ovală, adâncă, ce se lățește către zona de pornire a mânerului cu un mic decroș. Mânerul îngust la mijloc se termină cu un motiv ornamental trilobat, iar pe margine, un chenar dublu profilat. Piesa are o decorație vegetal florală (rozete), redate în relief, identice pe ambele fețe din zona terminală a mânerului, dar și în partea decroșată a cupei, aceasta având pe avers un crin pe tija căruia se află o rozetă cu cinci petale, iar pe spatele cupei, un motiv vrejurat. În spațiul celor două motive ornamentale de la închiderea mânerului a fost gravată inscripția Reg 4. respectiv Regimentul 4 de roșiori, proprietarul acestui serviciu de tacâmuri, al cărui comandant onorific a fost Regina Maria. Piesă provenită de la Ministerul Apărării Naționale, Unitatea Militară nr. 02453. | Banca Națională a României, București            | Cimec    |
|      | Lingură medie de supă                                    | Datare: sec. XIX Școală: Casa de bijuterii Carapati, București Material: argint; turnare; gravare; cizelare | Lingură pentru servit supa realizată din argint, cu o cupă ovală, adâncă, ce se lățește către zona de pornire a mânerului cu un mic decroș. Mânerul îngust la mijloc se termină cu un motiv ornamental trilobat, iar pe margine, un chenar dublu profilat. Piesa are o decorație vegetal florală (rozete), redate în relief, identice pe ambele fețe din zona terminală a mânerului, dar și în partea decroșată a cupei, aceasta având pe avers un crin pe tija căruia se află o rozetă cu cinci petale, iar pe spatele cupei, un motiv vrejurat. În spațiul celor două motive ornamentale de la închiderea mânerului a fost gravată inscripția Reg 4. respectiv Regimentul 4 de roșiori, proprietarul acestui serviciu de tacâmuri, al cărui comandant onorific a fost Regina Maria. Piesă provenită de la Ministerul Apărării Naționale, Unitatea Militară nr. 02453. | Banca Națională a României, București            | Cimec    |
|      | Lingură medie de supă                                    | Datare: sec. XIX Școală: Casa de bijuterii Carapati, București Material: argint; turnare; gravare; cizelare | Lingură pentru servit supa realizată din argint, cu o cupă ovală, adâncă, ce se lățește către zona de pornire a mânerului cu un mic decroș. Mânerul îngust la mijloc se termină cu un motiv ornamental trilobat, iar pe margine, un chenar dublu profilat. Piesa are o decorație vegetal florală (rozete), redate în relief, identice pe ambele fețe din zona terminală a mânerului, dar și în partea decroșată a cupei, aceasta având pe avers un crin pe tija căruia se află o rozetă cu cinci petale, iar pe spatele cupei, un motiv vrejurat. În spațiul celor două motive ornamentale de la închiderea mânerului a fost gravată inscripția Reg 4. respectiv Regimentul 4 de roșiori, proprietarul acestui serviciu de tacâmuri, al cărui comandant onorific a fost Regina Maria. Piesă provenită de la Ministerul Apărării Naționale, Unitatea Militară nr. 02453. | Banca Națională a României, București            | Cimec    |
|      | Lingură medie de supă                                    | Datare: sec. XIX Școală: Casa de bijuterii Carapati, București Material: argint; turnare; gravare; cizelare | Lingură pentru servit supa realizată din argint, cu o cupă ovală, adâncă, ce se lățește către zona de pornire a mânerului cu un mic decroș. Mânerul îngust la mijloc se termină cu un motiv ornamental trilobat, iar pe margine, un chenar dublu profilat. Piesa are o decorație vegetal florală (rozete), redate în relief, identice pe ambele fețe din zona terminală a mânerului, dar și în partea decroșată a cupei, aceasta având pe avers un crin pe tija căruia se află o rozetă cu cinci petale, iar pe spatele cupei, un motiv vrejurat. În spațiul celor două motive ornamentale de la închiderea mânerului a fost gravată inscripția Reg 4. respectiv Regimentul 4 de roșiori, proprietarul acestui serviciu de tacâmuri, al cărui comandant onorific a fost Regina Maria. Piesă provenită de la Ministerul Apărării Naționale, Unitatea Militară nr. 02453. | Banca Națională a României, București            | Cimec    |
|      | Lingură medie de supă                                    | Datare: sec. XIX Școală: Casa de bijuterii Carapati, București Material: argint; turnare; gravare; cizelare | Lingură pentru servit supa realizată din argint, cu o cupă ovală, adâncă, ce se lățește către zona de pornire a mânerului cu un mic decroș. Mânerul îngust la mijloc se termină cu un motiv ornamental trilobat, iar pe margine, un chenar dublu profilat. Piesa are o decorație vegetal florală (rozete), redate în relief, identice pe ambele fețe din zona terminală a mânerului, dar și în partea decroșată a cupei, aceasta având pe avers un crin pe tija căruia se află o rozetă cu cinci petale, iar pe spatele cupei, un motiv vrejurat. În spațiul celor două motive ornamentale de la închiderea mânerului a fost gravată inscripția Reg 4. respectiv Regimentul 4 de roșiori, proprietarul acestui serviciu de tacâmuri, al cărui comandant onorific a fost Regina Maria. Piesă provenită de la Ministerul Apărării Naționale, Unitatea Militară nr. 02453. | Banca Națională a României, București            | Cimec    |
|      | Lingură medie de supă                                    | Datare: sec. XIX Școală: Casa de bijuterii Carapati, București Material: argint; turnare; gravare; cizelare | Lingură pentru servit supa realizată din argint, cu o cupă ovală, adâncă, ce se lățește către zona de pornire a mânerului cu un mic decroș. Mânerul îngust la mijloc se termină cu un motiv ornamental trilobat, iar pe margine, un chenar dublu profilat. Piesa are o decorație vegetal florală (rozete), redate în relief, identice pe ambele fețe din zona terminală a mânerului, dar și în partea decroșată a cupei, aceasta având pe avers un crin pe tija căruia se află o rozetă cu cinci petale, iar pe spatele cupei, un motiv vrejurat. În spațiul celor două motive ornamentale de la închiderea mânerului a fost gravată inscripția Reg 4. respectiv Regimentul 4 de roșiori, proprietarul acestui serviciu de tacâmuri, al cărui comandant onorific a fost Regina Maria. Piesă provenită de la Ministerul Apărării Naționale, Unitatea Militară nr. 02453. | Banca Națională a României, București            | Cimec    |
|      | Lingură medie de supă                                    | Datare: sec. XIX Școală: Casa de bijuterii Carapati, București Material: argint; turnare; gravare; cizelare | Lingură pentru servit supa realizată din argint, cu o cupă ovală, adâncă, ce se lățește către zona de pornire a mânerului cu un mic decroș. Mânerul îngust la mijloc se termină cu un motiv ornamental trilobat, iar pe margine, un chenar dublu profilat. Piesa are o decorație vegetal florală (rozete), redate în relief, identice pe ambele fețe din zona terminală a mânerului, dar și în partea decroșată a cupei, aceasta având pe avers un crin pe tija căruia se află o rozetă cu cinci petale, iar pe spatele cupei, un motiv vrejurat. În spațiul celor două motive ornamentale de la închiderea mânerului a fost gravată inscripția Reg 4. respectiv Regimentul 4 de roșiori, proprietarul acestui serviciu de tacâmuri, al cărui comandant onorific a fost Regina Maria. Piesă provenită de la Ministerul Apărării Naționale, Unitatea Militară nr. 02453. | Banca Națională a României, București            | Cimec    |
|      | Lingură medie de supă                                    | Datare: sec. XIX Școală: Casa de bijuterii Carapati, București Material: argint; turnare; gravare; cizelare | Lingură pentru servit supa realizată din argint, cu o cupă ovală, adâncă, ce se lățește către zona de pornire a mânerului cu un mic decroș. Mânerul îngust la mijloc se termină cu un motiv ornamental trilobat, iar pe margine, un chenar dublu profilat. Piesa are o decorație vegetal florală (rozete), redate în relief, identice pe ambele fețe din zona terminală a mânerului, dar și în partea decroșată a cupei, aceasta având pe avers un crin pe tija căruia se află o rozetă cu cinci petale, iar pe spatele cupei, un motiv vrejurat. În spațiul celor două motive ornamentale de la închiderea mânerului a fost gravată inscripția Reg 4. respectiv Regimentul 4 de roșiori, proprietarul acestui serviciu de tacâmuri, al cărui comandant onorific a fost Regina Maria. Piesă provenită de la Ministerul Apărării Naționale, Unitatea Militară nr. 02453. | Banca Națională a României, București            | Cimec    |
|      | Lingură medie de supă                                    | Datare: sec. XIX Școală: Casa de bijuterii Carapati, București Material: argint; turnare; gravare; cizelare | Lingură pentru servit supa realizată din argint, cu o cupă ovală, adâncă, ce se lățește către zona de pornire a mânerului cu un mic decroș. Mânerul îngust la mijloc se termină cu un motiv ornamental trilobat, iar pe margine, un chenar dublu profilat. Piesa are o decorație vegetal florală (rozete), redate în relief, identice pe ambele fețe din zona terminală a mânerului, dar și în partea decroșată a cupei, aceasta având pe avers un crin pe tija căruia se află o rozetă cu cinci petale, iar pe spatele cupei, un motiv vrejurat. În spațiul celor două motive ornamentale de la închiderea mânerului a fost gravată inscripția Reg 4. respectiv Regimentul 4 de roșiori, proprietarul acestui serviciu de tacâmuri, al cărui comandant onorific a fost Regina Maria. Piesă provenită de la Ministerul Apărării Naționale, Unitatea Militară nr. 02453. | Banca Națională a României, București            | Cimec    |
|      | Lingură medie de supă                                    | Datare: sec. XIX Școală: Casa de bijuterii Carapati, București Material: argint; turnare; gravare; cizelare | Lingură pentru servit supa realizată din argint, cu o cupă ovală, adâncă, ce se lățește către zona de pornire a mânerului cu un mic decroș. Mânerul îngust la mijloc se termină cu un motiv ornamental trilobat, iar pe margine, un chenar dublu profilat. Piesa are o decorație vegetal florală (rozete), redate în relief, identice pe ambele fețe din zona terminală a mânerului, dar și în partea decroșată a cupei, aceasta având pe avers un crin pe tija căruia se află o rozetă cu cinci petale, iar pe spatele cupei, un motiv vrejurat. În spațiul celor două motive ornamentale de la închiderea mânerului a fost gravată inscripția Reg 4. respectiv Regimentul 4 de roșiori, proprietarul acestui serviciu de tacâmuri, al cărui comandant onorific a fost Regina Maria. Piesă provenită de la Ministerul Apărării Naționale, Unitatea Militară nr. 02453. | Banca Națională a României, București            | Cimec    |
|      | Lingură medie de supă                                    | Datare: sec. XIX Școală: Casa de bijuterii Carapati, București Material: argint; turnare; gravare; cizelare | Lingură pentru servit supa realizată din argint, cu o cupă ovală, adâncă, ce se lățește către zona de pornire a mânerului cu un mic decroș. Mânerul îngust la mijloc se termină cu un motiv ornamental trilobat, iar pe margine, un chenar dublu profilat. Piesa are o decorație vegetal florală (rozete), redate în relief, identice pe ambele fețe din zona terminală a mânerului, dar și în partea decroșată a cupei, aceasta având pe avers un crin pe tija căruia se află o rozetă cu cinci petale, iar pe spatele cupei, un motiv vrejurat. În spațiul celor două motive ornamentale de la închiderea mânerului a fost gravată inscripția Reg 4. respectiv Regimentul 4 de roșiori, proprietarul acestui serviciu de tacâmuri, al cărui comandant onorific a fost Regina Maria. Piesă provenită de la Ministerul Apărării Naționale, Unitatea Militară nr. 02453. | Banca Națională a României, București            | Cimec    |
|      | Lingură medie de supă                                    | Datare: sec. XIX Școală: Casa de bijuterii Carapati, București Material: argint; turnare; gravare; cizelare | Lingură pentru servit supa realizată din argint, cu o cupă ovală, adâncă, ce se lățește către zona de pornire a mânerului cu un mic decroș. Mânerul îngust la mijloc se termină cu un motiv ornamental trilobat, iar pe margine, un chenar dublu profilat. Piesa are o decorație vegetal florală (rozete), redate în relief, identice pe ambele fețe din zona terminală a mânerului, dar și în partea decroșată a cupei, aceasta având pe avers un crin pe tija căruia se află o rozetă cu cinci petale, iar pe spatele cupei, un motiv vrejurat. În spațiul celor două motive ornamentale de la închiderea mânerului a fost gravată inscripția Reg 4. respectiv Regimentul 4 de roșiori, proprietarul acestui serviciu de tacâmuri, al cărui comandant onorific a fost Regina Maria. Piesă provenită de la Ministerul Apărării Naționale, Unitatea Militară nr. 02453. | Banca Națională a României, București            | Cimec    |
|      | Lingură medie de supă                                    | Datare: sec. XIX Școală: Casa de bijuterii Carapati, București Material: argint; turnare; gravare; cizelare | Lingură pentru servit supa realizată din argint, cu o cupă ovală, adâncă, ce se lățește către zona de pornire a mânerului cu un mic decroș. Mânerul îngust la mijloc se termină cu un motiv ornamental trilobat, iar pe margine, un chenar dublu profilat. Piesa are o decorație vegetal florală (rozete), redate în relief, identice pe ambele fețe din zona terminală a mânerului, dar și în partea decroșată a cupei, aceasta având pe avers un crin pe tija căruia se află o rozetă cu cinci petale, iar pe spatele cupei, un motiv vrejurat. În spațiul celor două motive ornamentale de la închiderea mânerului a fost gravată inscripția Reg 4. respectiv Regimentul 4 de roșiori, proprietarul acestui serviciu de tacâmuri, al cărui comandant onorific a fost Regina Maria. Piesă provenită de la Ministerul Apărării Naționale, Unitatea Militară nr. 02453. | Banca Națională a României, București            | Cimec    |
|      | Lingură medie de supă                                    | Datare: sec. XIX Școală: Casa de bijuterii Carapati, București Material: argint; turnare; gravare; cizelare | Lingură pentru servit supa realizată din argint, cu o cupă ovală, adâncă, ce se lățește către zona de pornire a mânerului cu un mic decroș. Mânerul îngust la mijloc se termină cu un motiv ornamental trilobat, iar pe margine, un chenar dublu profilat. Piesa are o decorație vegetal florală (rozete), redate în relief, identice pe ambele fețe din zona terminală a mânerului, dar și în partea decroșată a cupei, aceasta având pe avers un crin pe tija căruia se află o rozetă cu cinci petale, iar pe spatele cupei, un motiv vrejurat. În spațiul celor două motive ornamentale de la închiderea mânerului a fost gravată inscripția Reg 4. respectiv Regimentul 4 de roșiori, proprietarul acestui serviciu de tacâmuri, al cărui comandant onorific a fost Regina Maria. Piesă provenită de la Ministerul Apărării Naționale, Unitatea Militară nr. 02453. | Banca Națională a României, București            | Cimec    |
|      | Lingură medie de supă                                    | Datare: sec. XIX Școală: Casa de bijuterii Carapati, București Material: argint; turnare; gravare; cizelare | Lingură pentru servit supa realizată din argint, cu o cupă ovală, adâncă, ce se lățește către zona de pornire a mânerului cu un mic decroș. Mânerul îngust la mijloc se termină cu un motiv ornamental trilobat, iar pe margine, un chenar dublu profilat. Piesa are o decorație vegetal florală (rozete), redate în relief, identice pe ambele fețe din zona terminală a mânerului, dar și în partea decroșată a cupei, aceasta având pe avers un crin pe tija căruia se află o rozetă cu cinci petale, iar pe spatele cupei, un motiv vrejurat. În spațiul celor două motive ornamentale de la închiderea mânerului a fost gravată inscripția Reg 4. respectiv Regimentul 4 de roșiori, proprietarul acestui serviciu de tacâmuri, al cărui comandant onorific a fost Regina Maria. Piesă provenită de la Ministerul Apărării Naționale, Unitatea Militară nr. 02453. | Banca Națională a României, București            | Cimec    |
|      | Lingură medie de supă                                    | Datare: sec. XIX Școală: Casa de bijuterii Carapati, București Material: argint; turnare; gravare; cizelare | Lingură pentru servit supa realizată din argint, cu o cupă ovală, adâncă, ce se lățește către zona de pornire a mânerului cu un mic decroș. Mânerul îngust la mijloc se termină cu un motiv ornamental trilobat, iar pe margine, un chenar dublu profilat. Piesa are o decorație vegetal florală (rozete), redate în relief, identice pe ambele fețe din zona terminală a mânerului, dar și în partea decroșată a cupei, aceasta având pe avers un crin pe tija căruia se află o rozetă cu cinci petale, iar pe spatele cupei, un motiv vrejurat. În spațiul celor două motive ornamentale de la închiderea mânerului a fost gravată inscripția Reg 4. respectiv Regimentul 4 de roșiori, proprietarul acestui serviciu de tacâmuri, al cărui comandant onorific a fost Regina Maria. Piesă provenită de la Ministerul Apărării Naționale, Unitatea Militară nr. 02453. | Banca Națională a României, București            | Cimec    |
|      | Lingură medie de supă                                    | Datare: sec. XIX Școală: Casa de bijuterii Carapati, București Material: argint; turnare; gravare; cizelare | Lingură pentru servit supa realizată din argint, fragmentară (fără terminația mânerului), cu o cupă ovală și o parte din mâner, piesa având aceeași decorație vegetal florală (rozete) ca și celelalte linguri din set. Piesă provenită de la Ministerul Apărării Naționale, Unitatea Militară nr. 02453. | Banca Națională a României, București            | Cimec    |
|      | Lingură mare pentru legume                               | Datare: sec. XIX Școală: Casa de bijuterii Carapati, București Material: argint; turnare; gravare; cizelare | Lingură mare pentru servit legume realizată din argint, cu o cupă ovală, adâncă, ce se lățește către zona de pornire a mânerului cu un mic decroș. Mânerul îngust la mijloc se termină cu un motiv ornamental trilobat, iar pe margine, un chenar dublu profilat. Piesa are o decorație vegetal florală (rozete), redate în relief, identice pe ambele fețe din zona terminală a mânerului, dar și în partea decroșată a cupei, aceasta având pe avers un crin pe tija căruia se află o rozetă cu cinci petale, iar pe spatele cupei, un motiv vrejurat. În spațiul celor două motive ornamentale de la închiderea mânerului a fost gravată inscripția Reg 4. respectiv Regimentul 4 de roșiori, proprietarul acestui serviciu de tacâmuri, al cărui comandant onorific a fost Regina Maria. Piesă provenită de la Ministerul Apărării Naționale, Unitatea Militară nr. 02453. | Banca Națională a României, București            | Cimec    |
|      | Lingură mare pentru legume                               | Datare: sec. XIX Școală: Casa de bijuterii Carapati, București Material: argint; turnare; gravare; cizelare | Lingură mare pentru servit legume realizată din argint, cu o cupă ovală, adâncă, ce se lățește către zona de pornire a mânerului cu un mic decroș. Mânerul îngust la mijloc se termină cu un motiv ornamental trilobat, iar pe margine, un chenar dublu profilat. Piesa are o decorație vegetal florală (rozete), redate în relief, identice pe ambele fețe din zona terminală a mânerului, dar și în partea decroșată a cupei, aceasta având pe avers un crin pe tija căruia se află o rozetă cu cinci petale, iar pe spatele cupei, un motiv vrejurat. În spațiul celor două motive ornamentale de la închiderea mânerului a fost gravată inscripția Reg 4. respectiv Regimentul 4 de roșiori, proprietarul acestui serviciu de tacâmuri, al cărui comandant onorific a fost Regina Maria. Piesă provenită de la Ministerul Apărării Naționale, Unitatea Militară nr. 02453. | Banca Națională a României, București            | Cimec    |
|      | Lingură mare pentru legume                               | Datare: sec. XIX Școală: Casa de bijuterii Carapati, București Material: argint; turnare; gravare; cizelare | Lingură mare pentru servit legume realizată din argint, cu o cupă ovală, adâncă, ce se lățește către zona de pornire a mânerului cu un mic decroș. Mânerul îngust la mijloc se termină cu un motiv ornamental trilobat, iar pe margine, un chenar dublu profilat. Piesa are o decorație vegetal florală (rozete), redate în relief, identice pe ambele fețe din zona terminală a mânerului, dar și în partea decroșată a cupei, aceasta având pe avers un crin pe tija căruia se află o rozetă cu cinci petale, iar pe spatele cupei, un motiv vrejurat. În spațiul celor două motive ornamentale de la închiderea mânerului a fost gravată inscripția Reg 4. respectiv Regimentul 4 de roșiori, proprietarul acestui serviciu de tacâmuri, al cărui comandant onorific a fost Regina Maria. Piesă provenită de la Ministerul Apărării Naționale, Unitatea Militară nr. 02453. | Banca Națională a României, București            | Cimec    |
|      | Lingură mare pentru legume                               | Datare: sec. XIX Școală: Casa de bijuterii Carapati, București Material: argint; turnare; gravare; cizelare | Lingură mare pentru servit legume realizată din argint, cu o cupă ovală, adâncă, ce se lățește către zona de pornire a mânerului cu un mic decroș. Mânerul îngust la mijloc se termină cu un motiv ornamental trilobat, iar pe margine, un chenar dublu profilat. Piesa are o decorație vegetal florală (rozete), redate în relief, identice pe ambele fețe din zona terminală a mânerului, dar și în partea decroșată a cupei, aceasta având pe avers un crin pe tija căruia se află o rozetă cu cinci petale, iar pe spatele cupei, un motiv vrejurat. În spațiul celor două motive ornamentale de la închiderea mânerului a fost gravată inscripția Reg 4. respectiv Regimentul 4 de roșiori, proprietarul acestui serviciu de tacâmuri, al cărui comandant onorific a fost Regina Maria. Piesă provenită de la Ministerul Apărării Naționale, Unitatea Militară nr. 02453. | Banca Națională a României, București            | Cimec    |
|      | Lingură mare pentru legume                               | Datare: sec. XIX Școală: Casa de bijuterii Carapati, București Material: argint; turnare; gravare; cizelare | Lingură mare pentru servit legume realizată din argint, cu o cupă ovală, adâncă, ce se lățește către zona de pornire a mânerului cu un mic decroș. Mânerul îngust la mijloc se termină cu un motiv ornamental trilobat, iar pe margine, un chenar dublu profilat. Piesa are o decorație vegetal florală (rozete), redate în relief, identice pe ambele fețe din zona terminală a mânerului, dar și în partea decroșată a cupei, aceasta având pe avers un crin pe tija căruia se află o rozetă cu cinci petale, iar pe spatele cupei, un motiv vrejurat. În spațiul celor două motive ornamentale de la închiderea mânerului a fost gravată inscripția Reg 4. respectiv Regimentul 4 de roșiori, proprietarul acestui serviciu de tacâmuri, al cărui comandant onorific a fost Regina Maria. Piesă provenită de la Ministerul Apărării Naționale, Unitatea Militară nr. 02453. | Banca Națională a României, București            | Cimec    |
|      | Lingură mare pentru legume                               | Datare: sec. XIX Școală: Casa de bijuterii Carapati, București Material: argint; turnare; gravare; cizelare | Lingură mare pentru servit legume realizată din argint, cu o cupă ovală, adâncă, ce se lățește către zona de pornire a mânerului cu un mic decroș. Mânerul îngust la mijloc se termină cu un motiv ornamental trilobat, iar pe margine, un chenar dublu profilat. Piesa are o decorație vegetal florală (rozete), redate în relief, identice pe ambele fețe din zona terminală a mânerului, dar și în partea decroșată a cupei, aceasta având pe avers un crin pe tija căruia se află o rozetă cu cinci petale, iar pe spatele cupei, un motiv vrejurat. În spațiul celor două motive ornamentale de la închiderea mânerului a fost gravată inscripția Reg 4. respectiv Regimentul 4 de roșiori, proprietarul acestui serviciu de tacâmuri, al cărui comandant onorific a fost Regina Maria. Piesă provenită de la Ministerul Apărării Naționale, Unitatea Militară nr. 02453. | Banca Națională a României, București            | Cimec    |
|      | Paletă pentru pește                                      | Datare: sec. XIX Școală: Casa de bijuterii Carapati, București Material: argint; turnare; ștanțare; ajurare; gravare; poansonare; cizelare                                                                                             | Paletă din argint, pentru servit pește compusă din două segmente, unul rectangular, cu vârf ascuțit, latura inferioară arcuită și latura superioară cu două mici adâcituri și celălalt segment mânerul piesei ce reproduce forma și ornamentația tacâmurilor din acest serviciu. Paleta are în zona centrală un motiv ajurat, respectiv un pește înconjurat de două ramuri vegetale (ramura de sus cu mai multe frunze), ce se îmbină către vârful paletei. Motivul ornamental a fost realizat prin gravare și poansonare. La baza motivului se află numele atelierului de bijuterii CARAPATI sub el marca de argint K 12. Mânerul are pe spate gravată inscripția Reg.4 respectiv Regimentului 4 roșiori, al cărui comandant onorific a fost Regina Maria. Piesă provenită de la Ministerul Apărării Naționale, Unitatea Militară nr. 02453. | Banca Națională a României, București            | Cimec    |
|      | Paletă pentru pește                                      | Datare: sec. XIX Școală: Casa de bijuterii Carapati, București Material: argint; turnare; ștanțare; ajurare; gravare; poansonare; cizelare                                                                                             | Paletă din argint, pentru servit pește compusă din două segmente, unul rectangular, cu vârf ascuțit, latura inferioară arcuită și latura superioară cu două mici adâcituri și celălalt segment mânerul piesei ce reproduce forma și ornamentația tacâmurilor din acest serviciu. Paleta are în zona centrală un motiv ajurat, respectiv un pește înconjurat de două ramuri vegetale (ramura de sus cu mai multe frunze), ce se îmbină către vârful paletei. Motivul ornamental a fost realizat prin gravare și poansonare. La baza motivului doar cu lupa se mai pot observa câteva litere din numele atelierului de bijuterii CARAPATI. Mânerul are pe spate gravată inscripția Reg.4 respectiv Regimentului 4 roșiori, al cărui comandant onorific a fost Regina Maria. Piesă provenită de la Ministerul Apărării Naționale, Unitatea Militară nr. 02453. | Banca Națională a României, București            | Cimec    |
|      | Paletă pentru pește                                      | Datare: sec. XIX Școală: Casa de bijuterii Carapati, București Material: argint; turnare; ștanțare; ajurare; gravare; poansonare; cizelare                                                                                             | Paletă din argint pentru servit pește, compusă din două segmente: unul rectangular, cu vârf ascuțit, latura inferioară arcuită și latura superioară cu două mici adâncituri și celălalt segment mânerul piesei ce reproduce forma și ornamentația tacâmurilor din acest serviciu. Paleta are în zona centrală un motiv ajurat, respectiv un pește înconjurat de două ramuri vegetale (ramura de sus cu mai multe frunze), ce se îmbină către vârful paletei. Motivul ornamental a fost realizat prin gravare și poansonare. La baza motivului doar cu lupa se mai pot observa literele TI din numele atelierului de bijuterii CARAPATI. Mânerul are pe spate gravată inscripția Reg.4 respectiv Regimentului 4 roșiori, al cărui comandant onorific a fost Regina Maria. Piesă provenită de la Ministerul Apărării Naționale, Unitatea Militară nr. 02453. | Banca Națională a României, București            | Cimec    |
|      | Cuțit mare                                               | Datare: sec. XIX Școală: Casa de bijuterii Carapati, București Material: argint; inox; turnare; ștanțare; cizelare | Cuțit realizat din două segmente, cu lama din inox (lama inițială înlocuită la toate piesele, probabil într-o perioadă recentă) și mânerul cu terminația ușor arcuită, având o decorație identică pe ambele fețe, cu motiv vegetal floral - un crin cu cinci rozete. Mărcile sunt șterse, la fel și inscripția Reg. 4. Piesă provenită de la Ministerul Apărării Naționale, Unitatea Militară nr. 02453. | Banca Națională a României, București            | Cimec    |
|      | Cuțit mare                                               | Datare: sec. XIX Școală: Casa de bijuterii Carapati, București Material: argint; inox; turnare; ștanțare; cizelare | Cuțit realizat din două segmente, cu lama din inox (lama inițială înlocuită la toate piesele, probabil într-o perioadă recentă) și mânerul cu terminația ușor arcuită având o decorație identică pe ambele fețe, cu motiv vegetal floral - un crin cu cinci rozete. Mărcile sunt șterse, la fel și inscripția Reg. 4. Piesă provenită de la Ministerul Apărării Naționale, Unitatea Militară nr. 02453. | Banca Națională a României, București            | Cimec    |
|      | Cuțit mare                                               | Datare: sec. XIX Școală: Casa de bijuterii Carapati, București Material: argint; inox; turnare; ștanțare; cizelare | Cuțit realizat din două segmente, cu lama din inox (lama inițială înlocuită la toate piesele, probabil într-o perioadă recentă) și mânerul cu terminația ușor arcuită având o decorație identică pe ambele fețe, cu motiv vegetal floral - un crin cu cinci rozete. Mărcile sunt șterse, la fel și inscripția Reg. 4. Piesă provenită de la Ministerul Apărării Naționale, Unitatea Militară nr. 02453. | Banca Națională a României, București            | Cimec    |
|      | Cuțit mare                                               | Datare: sec. XIX Școală: Casa de bijuterii Carapati, București Material: argint; inox; turnare; ștanțare; cizelare | Cuțit realizat din două segmente, cu lama din inox (lama inițială înlocuită la toate piesele, probabil într-o perioadă recentă) și mânerul cu terminația ușor arcuită având o decorație identică pe ambele fețe, cu motiv vegetal floral - un crin cu cinci rozete. Mărcile sunt șterse, la fel și inscripția Reg. 4. Piesă provenită de la Ministerul Apărării Naționale, Unitatea Militară nr. 02453. | Banca Națională a României, București            | Cimec    |
|      | Cuțit mare                                               | Datare: sec. XIX Școală: Casa de bijuterii Carapati, București Material: argint; inox; turnare; ștanțare; cizelare | Cuțit realizat din două segmente, cu lama din inox (lama inițială înlocuită la toate piesele, probabil într-o perioadă recentă) și mânerul cu terminația ușor arcuită având o decorație identică pe ambele fețe, cu motiv vegetal floral - un crin cu cinci rozete. Mărcile sunt șterse, la fel și inscripția Reg. 4. Piesă provenită de la Ministerul Apărării Naționale, Unitatea Militară nr. 02453. | Banca Națională a României, București            | Cimec    |
|      | Cuțit mare                                               | Datare: sec. XIX Școală: Casa de bijuterii Carapati, București Material: argint; inox; turnare; ștanțare; cizelare | Cuțit realizat din două segmente, cu lama din inox (lama inițială înlocuită la toate piesele, probabil într-o perioadă recentă) și mânerul cu terminația ușor arcuită având o decorație identică pe ambele fețe, cu motiv vegetal floral - un crin cu cinci rozete. Mărcile sunt șterse, la fel și inscripția Reg. 4. Piesă provenită de la Ministerul Apărării Naționale, Unitatea Militară nr. 02453. | Banca Națională a României, București            | Cimec    |
|      | Cuțit mare                                               | Datare: sec. XIX Școală: Casa de bijuterii Carapati, București Material: argint; inox; turnare; ștanțare; cizelare | Cuțit realizat din două segmente cu lama din inox (lama inițială înlocuită la toate piesele, probabil într-o perioadă recentă) și mânerul cu terminația ușor arcuită având o decorație identică pe ambele fețe, cu motiv vegetal floral - un crin cu cinci rozete. Mărcile sunt șterse, la fel și inscripția Reg. 4. | Banca Națională a României, București            | Cimec    |
|      | Cuțit mare                                               | Datare: sec. XIX Școală: Casa de bijuterii Carapati, București Material: argint; inox; turnare; ștanțare; cizelare | Cuțit realizat din două segmente, cu lama din inox (lama inițială înlocuită la toate piesele, probabil într-o perioadă recentă) și mânerul cu terminația ușor arcuită având o decorație identică pe ambele fețe, cu motiv vegetal floral - un crin cu cinci rozete. Pe revers inscripția Reg. 4, al cărui comandant onorific a fost Regina Maria. | Banca Națională a României, București            | Cimec    |
|      | Cuțit mare                                               | Datare: sec. XIX Școală: Casa de bijuterii Carapati, București Material: argint; inox; turnare; ștanțare; cizelare | Cuțit realizat din două segmente, cu lama din inox (lama inițială înlocuită la toate piesele, probabil într-o perioadă recentă) și mânerul cu terminația ușor arcuită având o decorație identică pe ambele fețe, cu motiv vegetal floral - un crin cu cinci rozete. Pe avers inscripția Reg. 4, al cărui comandant onorific a fost Regina Maria. | Banca Națională a României, București            | Cimec    |
|      | Cuțit mare                                               | Datare: sec. XIX Școală: Casa de bijuterii Carapati, București Material: argint; inox; turnare; ștanțare; cizelare | Cuțit realizat din două segmente, cu lama din inox (lama inițială înlocuită la toate piesele, probabil într-o perioadă recentă) și mânerul cu terminația ușor arcuită având o decorație identică pe ambele fețe, cu motiv vegetal floral - un crin cu cinci rozete. Pe avers inscripția Reg. 4, al cărui comandant onorific a fost Regina Maria. | Banca Națională a României, București            | Cimec    |
|      | Cuțit mare                                               | Datare: sec. XIX Școală: Casa de bijuterii Carapati, București Material: argint; inox; turnare; ștanțare; cizelare | Cuțit realizat din două segmente, cu lama din inox (lama inițială înlocuită la toate piesele, probabil într-o perioadă recentă) și mânerul cu terminația ușor arcuită, având o decorație identică pe ambele fețe, cu motiv vegetal floral - un crin cu cinci rozete. Pe revers inscripția Reg. 4, al cărui comandant onorific a fost Regina Maria. | Banca Națională a României, București            | Cimec    |
|      | Cuțit mare                                               | Datare: sec. XIX Școală: Casa de bijuterii Carapati, București Material: argint; inox; turnare; ștanțare; cizelare | Cuțit realizat din două segmente, cu lama din inox (lama inițială înlocuită la toate piesele, probabil într-o perioadă recentă) și mânerul cu terminația ușor arcuită având o decorație identică pe ambele fețe, cu motiv vegetal floral - un crin cu cinci rozete. Pe revers inscripția Reg. 4, al cărui comandant onorific a fost Regina Maria. | Banca Națională a României, București            | Cimec    |
|      | Cuțit mare                                               | Datare: sec. XIX Școală: Casa de bijuterii Carapati, București Material: argint; inox; turnare; ștanțare; cizelare | Cuțit realizat din două segmente, cu lama din inox (lama inițială înlocuită la toate piesele, probabil într-o perioadă recentă) și mânerul cu terminația ușor arcuită, având o decorație identică pe ambele fețe - cu motiv vegetal floral, un crin cu cinci rozete. Pe avers inscripția Reg. 4, al cărui comandant onorific a fost Regina Maria. | Banca Națională a României, București            | Cimec    |
|      | Cuțit mare                                               | Datare: sec. XIX Școală: Casa de bijuterii Carapati, București Material: argint; inox; turnare; ștanțare; cizelare | Cuțit realizat din două segmente, cu lama din inox (lama inițială înlocuită la toate piesele, probabil într-o perioadă recentă) și mânerul cu terminația ușor arcuită, având o decorație identică pe ambele fețe, cu motiv vegetal floral - un crin cu cinci rozete. Pe revers inscripția Reg. 4, al cărui comandant onorific a fost Regina Maria. | Banca Națională a României, București            | Cimec    |
|      | Cuțit mare                                               | Datare: sec. XIX Școală: Casa de bijuterii Carapati, București Material: argint; inox; turnare; ștanțare; cizelare | Cuțit realizat din două segmente, cu lama din inox (lama inițială înlocuită la toate piesele, probabil într-o perioadă recentă) și mânerul cu terminația ușor arcuită, având o decorație identică pe ambele fețe, cu motiv vegetal floral - un crin cu cinci rozete. Pe revers inscripția Reg. 4, al cărui comandant onorific a fost Regina Maria. | Banca Națională a României, București            | Cimec    |
|      | Cuțit mare                                               | Datare: sec. XIX Școală: Casa de bijuterii Carapati, București Material: argint; inox; turnare; ștanțare; cizelare | Cuțit realizat din două segmente, cu lama din inox (lama inițială înlocuită la toate piesele, probabil într-o perioadă recentă) și mânerul cu terminația ușor arcuită, având o decorație identică pe ambele fețe, cu motiv vegetal floral - un crin cu cinci rozete. Pe revers inscripția Reg. 4, al cărui comandant onorific a fost Regina Maria. | Banca Națională a României, București            | Cimec    |
|      | Cuțit mare                                               | Datare: sec. XIX Școală: Casa de bijuterii Carapati, București Material: argint; inox; turnare; ștanțare; cizelare | Cuțit realizat din două segmente, cu lama din inox (lama inițială înlocuită la toate piesele, probabil într-o perioadă recentă) și mânerul cu terminația ușor arcuită, având o decorație identică pe ambele fețe, cu motiv vegetal floral - un crin cu cinci rozete. Pe avers inscripția Reg. 4, al cărui comandant onorific a fost Regina Maria. | Banca Națională a României, București            | Cimec    |
|      | Cuțit mare                                               | Datare: sec. XIX Școală: Casa de bijuterii Carapati, București Material: argint; inox; turnare; ștanțare; cizelare | Cuțit realizat din două segmente, cu lama din inox (lama inițială înlocuită la toate piesele, probabil într-o perioadă recentă) și mânerul cu terminația ușor arcuită, având o decorație identică pe ambele fețe, cu motiv vegetal floral, un crin cu cinci rozete. Pe revers inscripția Reg. 4, al cărui comandant onorific a fost Regina Maria. Piesă provenită de la Ministerul Apărării Naționale, Unitatea Militară nr. 02453. | Banca Națională a României, București            | Cimec    |
|      | Cuțit mare                                               | Datare: sec. XIX Școală: Casa de bijuterii Carapati, București Material: argint; inox; turnare; ștanțare; cizelare | Cuțit realizat din două segmente, cu lama din inox (lama inițială înlocuită la toate piesele, probabil într-o perioadă recentă) și mânerul cu terminația ușor arcuită, având o decorație identică pe ambele fețe, cu motiv vegetal floral, un crin cu cinci rozete. Pe revers inscripția Reg. 4, al cărui comandant onorific a fost Regina Maria (inscripția este foarte tocită). Piesă provenită de la Ministerul Apărării Naționale, Unitatea Militară nr. 02453. | Banca Națională a României, București            | Cimec    |
|      | Cuțit mare                                               | Datare: sec. XIX Școală: Casa de bijuterii Carapati, București Material: argint; inox; turnare; ștanțare; cizelare | Cuțit realizat din două segmente, cu lama din inox (lama inițială înlocuită la toate piesele, probabil într-o perioadă recentă) și mânerul cu terminația ușor arcuită, având o decorație identică pe ambele fețe, cu motiv vegetal floral, un crin cu cinci rozete. Pe revers, inscripția Reg. 4, al cărui comandant onorific a fost Regina Maria (inscripția este foarte tocită). Piesă provenită de la Ministerul Apărării Naționale, Unitatea Militară nr. 02453. | Banca Națională a României, București            | Cimec    |
|      | Cuțit mare                                               | Datare: sec. XIX Școală: Casa de bijuterii Carapati, București Material: argint; inox; turnare; ștanțare; cizelare | Cuțit realizat din două segmente, cu lama din inox (lama inițială înlocuită la toate piesele, probabil într-o perioadă recentă) și mânerul cu terminația ușor arcuită, având o decorație identică pe ambele fețe, cu motiv vegetal floral, un crin cu cinci rozete. Pe avers, inscripția Reg. 4, al cărui comandant onorific a fost Regina Maria (inscripția este foarte tocită). Piesă provenită de la Ministerul Apărării Naționale, Unitatea Militară nr. 02453. | Banca Națională a României, București            | Cimec    |
|      | Cuțit mare                                               | Datare: sec. XIX Școală: Casa de bijuterii Carapati, București Material: argint; inox; turnare; ștanțare; cizelare | Cuțit realizat din două segmente, cu lama din inox (lama inițială înlocuită la toate piesele, probabil într-o perioadă recentă) și mânerul cu terminația ușor arcuită, având o decorație identică pe ambele fețe, cu motiv vegetal floral, un crin cu cinci rozete. Pe avers inscripția Reg. 4, al cărui comandant onorific a fost Regina Maria. Piesă provenită de la Ministerul Apărării Naționale, Unitatea Militară nr. 02453. | Banca Națională a României, București            | Cimec    |
|      | Cuțit mare                                               | Datare: sec. XIX Școală: Casa de bijuterii Carapati, București Material: argint; inox; turnare; ștanțare; cizelare | Cuțit realizat din două segmente, cu lama din inox (lama inițială înlocuită la toate piesele, probabil într-o perioadă recentă) și mânerul cu terminația ușor arcuită, având o decorație identică pe ambele fețe, cu motiv vegetal floral, un crin cu cinci rozete. Pe avers inscripția Reg. 4, al cărui comandant onorific a fost Regina Maria. Piesă provenită de la Ministerul Apărării Naționale, Unitatea Militară nr. 02453. | Banca Națională a României, București            | Cimec    |
|      | Cuțit mare                                               | Datare: sec. XIX Școală: Casa de bijuterii Carapati, București Material: argint; inox; turnare; ștanțare; cizelare | Cuțit realizat din două segmente cu lama din inox (lama inițială înlocuită la toate piesele, probabil într-o perioadă recentă) și mânerul cu terminația ușor arcuită având o decorație identică pe ambele fețe, cu motiv vegetal floral, un crin cu cinci rozete. Pe avers inscripția Reg. 4, al cărui comandant onorific a fost Regina Maria. Piesă provenită de la Ministerul Apărării Naționale, Unitatea Militară nr. 02453. | Banca Națională a României, București            | Cimec    |
|      | Cuțit mare                                               | Datare: sec. XIX Școală: Casa de bijuterii Carapati, București Material: argint; inox; turnare; ștanțare; cizelare | Cuțit realizat din două segmente cu lama din inox (lama inițială înlocuită la toate piesele, probabil într-o perioadă recentă) și mânerul cu terminația ușor arcuită având o decorație identică pe ambele fețe, cu motiv vegetal floral, un crin cu cinci rozete. Pe revers inscripția Reg. 4, al cărui comandant onorific a fost Regina Maria. Piesă provenită de la Ministerul Apărării Naționale, Unitatea Militară nr. 02453. | Banca Națională a României, București            | Cimec    |
|      | Cuțit mare                                               | Datare: sec. XIX Școală: Casa de bijuterii Carapati, București Material: argint; inox; turnare; ștanțare; cizelare | Cuțit realizat din două segmente cu lama din inox (lama inițială înlocuită la toate piesele, probabil într-o perioadă recentă) și mânerul cu terminația ușor arcuită având o decorație identică pe ambele fețe, cu motiv vegetal floral, un crin cu cinci rozete. Pe avers inscripția Reg. 4, al cărui comandant onorific a fost Regina Maria (inscripția este foarte tocită). Piesă provenită de la Ministerul Apărării Naționale, Unitatea Militară nr. 02453. | Banca Națională a României, București            | Cimec    |
|      | Cuțit mare                                               | Datare: sec. XIX Școală: Casa de bijuterii Carapati, București Material: argint; inox; turnare; ștanțare; cizelare | Cuțit realizat din două segmente cu lama din inox (lama inițială înlocuită la toate piesele, probabil într-o perioadă recentă) și mânerul cu terminația ușor arcuită având o decorație identică pe ambele fețe, cu motiv vegetal floral, un crin cu cinci rozete. Pe revers inscripția Reg. 4, al cărui comandant onorific a fost Regina Maria. Piesă provenită de la Ministerul Apărării Naționale, Unitatea Militară nr. 02453. | Banca Națională a României, București            | Cimec    |
|      | Cuțit mare                                               | Datare: sec. XIX Școală: Casa de bijuterii Carapati, București Material: argint; inox; turnare; ștanțare; cizelare | Cuțit realizat din două segmente cu lama din inox (lama inițială înlocuită la toate piesele, probabil într-o perioadă recentă) și mânerul cu terminația ușor arcuită având o decorație identică pe ambele fețe, cu motiv vegetal floral, un crin cu cinci rozete. Pe avers inscripția Reg. 4, al cărui comandant onorific a fost Regina Maria (inscripția este foarte uzată). Piesă provenită de la Ministerul Apărării Naționale, Unitatea Militară nr. 02453. | Banca Națională a României, București            | Cimec    |
|      | Cuțit mare                                               | Datare: sec. XIX Școală: Casa de bijuterii Carapati, București Material: argint; inox; turnare; ștanțare; cizelare | Cuțit realizat din două segmente cu lama din inox (lama inițială înlocuită la toate piesele, probabil într-o perioadă recentă) și mânerul cu terminația ușor arcuită având o decorație identică pe ambele fețe, cu motiv vegetal floral, un crin cu cinci rozete. Pe avers inscripția Reg. 4, al cărui comandant onorific a fost Regina Maria (inscripția este foarte uzată). Piesă provenită de la Ministerul Apărării Naționale, Unitatea Militară nr. 02453. | Banca Națională a României, București            | Cimec    |
|      | Cuțit mare                                               | Datare: sec. XIX Școală: Casa de bijuterii Carapati, București Material: argint; inox; turnare; ștanțare; cizelare | Cuțit realizat din două segmente cu lama din inox (lama inițială înlocuită la toate piesele, probabil într-o perioadă recentă) și mânerul cu terminația ușor arcuită având o decorație identică pe ambele fețe, cu motiv vegetal floral, un crin cu cinci rozete. Pe avers inscripția Reg. 4, al cărui comandant onorific a fost Regina Maria. Piesă provenită de la Ministerul Apărării Naționale, Unitatea Militară nr. 02453. | Banca Națională a României, București            | Cimec    |
|      | Cuțit mare                                               | Datare: sec. XIX Școală: Casa de bijuterii Carapati, București Material: argint; inox; turnare; ștanțare; cizelare | Cuțit realizat din două segmente cu lama din inox (lama inițială înlocuită la toate piesele, probabil într-o perioadă recentă) și mânerul cu terminația ușor arcuită având o decorație identică pe ambele fețe, cu motiv vegetal floral, un crin cu cinci rozete. Pe revers inscripția Reg. 4, al cărui comandant onorific a fost Regina Maria (inscripția este tocită). Piesă provenită de la Ministerul Apărării Naționale, Unitatea Militară nr. 02453. | Banca Națională a României, București            | Cimec    |
|      | Cuțit mare                                               | Datare: sec. XIX Școală: Casa de bijuterii Carapati, București Material: argint; inox; turnare; ștanțare; cizelare | Cuțit realizat din două segmente cu lama din inox (lama inițială înlocuită la toate piesele, probabil într-o perioadă recentă) și mânerul cu terminația ușor arcuită având o decorație identică pe ambele fețe, cu motiv vegetal floral, un crin cu cinci rozete. Pe revers inscripția Reg. 4, al cărui comandant onorific a fost Regina Maria. Piesă provenită de la Ministerul Apărării Naționale, Unitatea Militară nr. 02453. | Banca Națională a României, București            | Cimec    |
|      | Cuțit mare                                               | Datare: sec. XIX Școală: Casa de bijuterii Carapati, București Material: argint; inox; turnare; ștanțare; cizelare | Cuțit realizat din două segmente cu lama din inox (lama inițială înlocuită la toate piesele, probabil într-o perioadă recentă) și mânerul cu terminația ușor arcuită având o decorație identică pe ambele fețe, cu motiv vegetal floral, un crin cu cinci rozete. Pe revers inscripția Reg. 4, al cărui comandant onorific a fost Regina Maria (inscripția este uzată). Piesă provenită de la Ministerul Apărării Naționale, Unitatea Militară nr. 02453. | Banca Națională a României, București            | Cimec    |
|      | Cuțit mare                                               | Datare: sec. XIX Școală: Casa de bijuterii Carapati, București Material: argint; inox; turnare; ștanțare; cizelare | Cuțit realizat din două segmente cu lama din inox (lama inițială înlocuită la toate piesele, probabil într-o perioadă recentă) și mânerul cu terminația ușor arcuită având o decorație identică pe ambele fețe, cu motiv vegetal floral, un crin cu cinci rozete. Pe revers inscripția Reg. 4, al cărui comandant onorific a fost Regina Maria. Piesă provenită de la Ministerul Apărării Naționale, Unitatea Militară nr. 02453. | Banca Națională a României, București            | Cimec    |
|      | Cuțit mare                                               | Datare: sec. XIX Școală: Casa de bijuterii Carapati, București Material: argint; inox; turnare; ștanțare; cizelare | Cuțit realizat din două segmente cu lama din inox (lama inițială înlocuită la toate piesele, probabil într-o perioadă recentă) și mânerul cu terminația ușor arcuită având o decorație identică pe ambele fețe, cu motiv vegetal floral, un crin cu cinci rozete. Pe avers inscripția Reg. 4, al cărui comandant onorific a fost Regina Maria. Piesă provenită de la Ministerul Apărării Naționale, Unitatea Militară nr. 02453. | Banca Națională a României, București            | Cimec    |
|      | Cuțit mare                                               | Datare: sec. XIX Școală: Casa de bijuterii Carapati, București Material: argint; inox; turnare; ștanțare; cizelare | Cuțit realizat din două segmente cu lama din inox (lama inițială înlocuită la toate piesele, probabil într-o perioadă recentă) și mânerul cu terminația ușor arcuită având o decorație identică pe ambele fețe, cu motiv vegetal floral, un crin cu cinci rozete. Pe avers inscripția Reg. 4, al cărui comandant onorific a fost Regina Maria. Piesă provenită de la Ministerul Apărării Naționale, Unitatea Militară nr. 02453. | Banca Națională a României, București            | Cimec    |
|      | Cuțit mare                                               | Datare: sec. XIX Școală: Casa de bijuterii Carapati, București Material: argint; inox; turnare; ștanțare; cizelare | Cuțit realizat din două segmente cu lama din inox (lama inițială înlocuită la toate piesele, probabil într-o perioadă recentă) și mânerul cu terminația ușor arcuită având o decorație identică pe ambele fețe, cu motiv vegetal floral, un crin cu cinci rozete. Pe revers inscripția Reg. 4, al cărui comandant onorific a fost Regina Maria. Piesă provenită de la Ministerul Apărării Naționale, Unitatea Militară nr. 02453. | Banca Națională a României, București            | Cimec    |
|      | Cuțit mare                                               | Datare: sec. XIX Școală: Casa de bijuterii Carapati, București Material: argint; inox; turnare; ștanțare; cizelare | Cuțit realizat din două segmente cu lama din inox (lama inițială înlocuită la toate piesele, probabil într-o perioadă recentă) și mânerul cu terminația ușor arcuită având o decorație identică pe ambele fețe, cu motiv vegetal floral, un crin cu cinci rozete. Pe avers inscripția Reg. 4, al cărui comandant onorific a fost Regina Maria (inscripția este tocită). Piesă provenită de la Ministerul Apărării Naționale, Unitatea Militară nr. 02453. | Banca Națională a României, București            | Cimec    |
|      | Cuțit mare                                               | Datare: sec. XIX Școală: Casa de bijuterii Carapati, București Material: argint; inox; turnare; ștanțare; cizelare | Cuțit realizat din două segmente cu lama din inox (lama inițială înlocuită la toate piesele, probabil într-o perioadă recentă) și mânerul cu terminația ușor arcuită având o decorație identică pe ambele fețe, cu motiv vegetal floral, un crin cu cinci rozete. Pe avers inscripția Reg. 4, al cărui comandant onorific a fost Regina Maria. Piesă provenită de la Ministerul Apărării Naționale, Unitatea Militară nr. 02453. | Banca Națională a României, București            | Cimec    |
|      | Cuțit mare                                               | Datare: sec. XIX Școală: Casa de bijuterii Carapati, București Material: argint; inox; turnare; ștanțare; cizelare | Cuțit realizat din două segmente cu lama din inox (lama inițială înlocuită la toate piesele, probabil într-o perioadă recentă) și mânerul cu terminația ușor arcuită având o decorație identică pe ambele fețe, cu motiv vegetal floral, un crin cu cinci rozete. Pe revers inscripția Reg. 4, al cărui comandant onorific a fost Regina Maria (inscripția este foarte uzată). Piesă provenită de la Ministerul Apărării Naționale, Unitatea Militară nr. 02453. | Banca Națională a României, București            | Cimec    |
|      | Cuțit mare                                               | Datare: sec. XIX Școală: Casa de bijuterii Carapati, București Material: argint; inox; turnare; ștanțare; cizelare | Cuțit realizat din două segmente cu lama din inox (lama inițială înlocuită la toate piesele, probabil într-o perioadă recentă) și mânerul cu terminația ușor arcuită având o decorație identică pe ambele fețe, cu motiv vegetal floral, un crin cu cinci rozete. Pe avers inscripția Reg. 4, al cărui comandant onorific a fost Regina Maria (inscripția este ușor uzată). Piesă provenită de la Ministerul Apărării Naționale, Unitatea Militară nr. 02453. | Banca Națională a României, București            | Cimec    |
|      | Cuțit mare                                               | Datare: sec. XIX Școală: Casa de bijuterii Carapati, București Material: argint; inox; turnare; ștanțare; cizelare | Cuțit realizat din două segmente cu lama din inox (lama inițială înlocuită la toate piesele, probabil într-o perioadă recentă) și mânerul cu terminația ușor arcuită având o decorație identică pe ambele fețe, cu motiv vegetal floral, un crin cu cinci rozete. Pe revers inscripția Reg. 4, al cărui comandant onorific a fost Regina Maria (inscripția este ușor uzată). Piesă provenită de la Ministerul Apărării Naționale, Unitatea Militară nr. 02453. | Banca Națională a României, București            | Cimec    |
|      | Cuțit mare                                               | Datare: sec. XIX Școală: Casa de bijuterii Carapati, București Material: argint; inox; turnare; ștanțare; cizelare | Cuțit realizat din două segmente cu lama din inox (lama inițială înlocuită la toate piesele, probabil într-o perioadă recentă) și mânerul cu terminația ușor arcuită având o decorație identică pe ambele fețe, cu motiv vegetal floral, un crin cu cinci rozete. Pe revers inscripția Reg. 4, al cărui comandant onorific a fost Regina Maria (inscripția este ușor uzată). Piesă provenită de la Ministerul Apărării Naționale, Unitatea Militară nr. 02453. | Banca Națională a României, București            | Cimec    |
|      | Cuțit mare                                               | Datare: sec. XIX Școală: Casa de bijuterii Carapati, București Material: argint; inox; turnare; ștanțare; cizelare | Cuțit realizat din două segmente cu lama din inox (lama inițială înlocuită la toate piesele, probabil într-o perioadă recentă) și mânerul cu terminația ușor arcuită având o decorație identică pe ambele fețe, cu motiv vegetal floral, un crin cu cinci rozete. Pe revers inscripția Reg. 4, al cărui comandant onorific a fost Regina Maria (inscripția este uzată). Piesă provenită de la Ministerul Apărării Naționale, Unitatea Militară nr. 02453. | Banca Națională a României, București            | Cimec    |
|      | Cuțit mare                                               | Datare: sec. XIX Școală: Casa de bijuterii Carapati, București Material: argint; inox; turnare; ștanțare; cizelare | Cuțit realizat din două segmente cu lama din inox (lama inițială înlocuită la toate piesele, probabil într-o perioadă recentă) și mânerul cu terminația ușor arcuită având o decorație identică pe ambele fețe, cu motiv vegetal floral, un crin cu cinci rozete. Pe revers inscripția Reg. 4, al cărui comandant onorific a fost Regina Maria (inscripția este uzată). Piesă provenită de la Ministerul Apărării Naționale, Unitatea Militară nr. 02453. | Banca Națională a României, București            | Cimec    |
|      | Fotoliu "Churriguera"                                    | Datare: secolul al XVIII-lea Școală: Atelier spaniol Material: Lemn sculptat. | Spătarul, brațele și picioarele din lemn aurit sunt decorate cu motive florale sculptate și capete de îngeri pe spătar și la extremitățile montanților spătarului și brațelor; șezuta brodată cu motive florale se sprijină pe patru picioare drepte, unite prin traverse decorate cu lujere și floarea soarelui. | Muzeul Național de Artă al României, București   | Cimec    |
|      | Scaun                                                    | Datare: ultimul sfert al secolului al-XIX-lea Școală: Atelier francez Material: Lemn sculptat și tapițat. | Cu spătar drept și șezuta de formă trapezoidală cu latura anterioară ușor arcuită, se sprijină pe patru picioare drepte, canelate ȋn spirală; brațele au consola ȋn retragere și manșon; cadrul din lemn este decorat cu benzi de motive sculptate și aurite, iar tapiseria are model floral și drapaje ȋn tonuri pastelate de verde pe fond crem. | Muzeul Național de Artă al României, București   | Cimec    |
|      | Scaun                                                    | Datare: ultimul sfert al secolului al-XIX-lea Școală: Atelier francez Material: Lemn sculptat și tapițat. | Cu spătar drept și șezuta de formă trapezoidală cu latura anterioară ușor arcuită, se sprijină pe patru picioare drepte canelate ȋn spirală; cadrul din lemn este decorat cu benzi de motive sculptate și aurite, iar tapiseria are model floral și drapaje ȋn tonuri pastelate de verde pe fond crem. | Muzeul Național de Artă al României, București   | Cimec    |
|      | Scaun                                                    | Datare: ultimul sfert al secolului al-XIX-lea Școală: Atelier francez Material: Lemn sculptat și tapițat. | Cu spătar drept și șezuta de formă trapezoidală cu latura anterioară ușor arcuită, se sprijină pe patru picioare drepte, canelate ȋn spirală; brațele au consola ȋn retragere și manșon; cadrul din lemn este decorat cu benzi de motive sculptate și aurite, iar tapiseria are model floral și drapaje ȋn tonuri pastelate de verde pe fond crem. | Muzeul Național de Artă al României, București   | Cimec    |
|      | Canapea                                                  | Datare: ultimul sfert al secolului al-XIX-lea Școală: Atelier francez Material: Lemn sculptat și tapițat. | Canapea cu trei locuri, cu spătar drept și șezuta de formă trapezoidală cu latura anterioară ușor arcuită, se sprijină pe opt picioare drepte, canelate ȋn spirală; brațele au consola ȋn retragere și manșon; cadrul din lemn este decorat cu benzi de motive sculptate și aurite, iar tapiseria are model floral și drapaje ȋn tonuri pastelate de verde pe fond crem. | Muzeul Național de Artă al României, București   | Cimec    |
|      | Scaun                                                    | Datare: secolul al XVII-lea (?) Școală: Italian Descoperit: Italia Material: Lemn sculptat. | Cu spătar drept format din două traverse sculptate cu cartuș, șezută trapezoidală, se sprijină pe patru picioare drepte, unite două câte două de traverse, cea anterioară similară celor de la spătar. | Muzeul Național de Artă al României, București   | Cimec    |
|      | Martiriul Sfintei Iuliana                                | Datare: secolul XVIII (?) și secolul XIX Școală: Venețian Descoperit: Italia Material: Lemn sculptat. | De formă paralelipipedică, cu capac, având anterior o scenă pictată reprezentând ”Martiriul Sfintei Iuliana” ȋncadrată de o ramă sculptată cu motive ȋn bandă cu fructe și flancată de câte un panou sculptat cu trofee și cap de leu; capacul și părțile laterale sunt pictate cu vrejuri de acant. | Muzeul Național de Artă al României, București   | Cimec    |
|      | Vizita reginei Ciprului la dogele Veneției               | Datare: a doua jumătate a secolului XIX Școală: Venețian Descoperit: Italia Material: Lemn sculptat. | De formă paralelipipedică, cu capac, se sprijină pe patru picioare, cele anterioare având forma unui cap de leu; scena pictată reprezentând ”Vizita reginei Ciprului la dogele Veneției” este flancată de câte un panou sculptat cu trofee și cap de leu; capacul și părțile laterale sunt pictate cu vrejuri de acant. | Muzeul Național de Artă al României, București   | Cimec    |
|      | Scaun Sgabello                                           | Datare: 1880 Școală: german Descoperit: Italia Material: Lemn sculptat. | Cu spătar evazat din lemn sculptat și ajurat, șezuta pătrată și două picioare panou ușor înclinate spre interior; pe spătar sunt reprezentate două semifiguri și central un medalion cu o inscripție în limba germană. | Muzeul Național de Artă al României, București   | Cimec    |
|      | Scaun Sgabello                                           | Datare: 1880 Școală: german Descoperit: Italia Material: Lemn sculptat. | Cu spătar evazat din lemn sculptat și ajurat, șezuta pătrată și două picioare panou ușor înclinate spre interior; pe spătar sunt reprezentate două semifiguri și central un medalion cu o inscripție în limba germană. | Muzeul Național de Artă al României, București   | Cimec    |
|      | Ladă de zestre                                           | Datare: secolul XVIII (?) și secolul XIX Școală: Venețian Descoperit: Italia Material: Lemn sculptat. | sculptat cu cap de leu și fructe; capacul este pictat cu vrejuri de acant. | Muzeul Național de Artă al României, București   | Cimec    |
|      | Scaun                                                    | Datare: secolul XVII Școală: Italian sau olandez Descoperit: Italia sau Olanda Material: Lemn sculptat. | Cu spătarul și șezuta din piele, se sprijină pe patru picioare drepte, cele anterioare strunjite tip șirag de mărgele, unite în partea inferioară prin traverse simple; spătarul decorat cu butoni metalici și chenar aurit, imprimat. | Muzeul Național de Artă al României, București   | Cimec    |
|      | Scaun                                                    | Datare: secolul XVII Școală: Italian sau olandez Descoperit: Italia sau Olanda Material: Lemn sculptat. | Cu spătarul și șezuta din piele, se sprijină pe patru picioare drepte, cele anterioare strunjite tip șirag de mărgele, unite în partea inferioară prin traverse simple; spătarul decorat cu butoni metalici și chenar aurit, imprimat. | Muzeul Național de Artă al României, București   | Cimec    |
|      | Scaun                                                    | Datare: secolul XVII Școală: Italian sau olandez Descoperit: Italia sau Olanda Material: Lemn sculptat. | Cu spătarul și șezuta din piele, se sprijină pe patru picioare drepte, cele anterioare strunjite tip șirag de mărgele, unite în partea inferioară prin traverse simple; spătarul decorat cu butoni metalici și chenar aurit, imprimat. | Muzeul Național de Artă al României, București   | Cimec    |
|      | Scaun                                                    | Datare: secolul XVII Școală: Italian sau olandez Descoperit: Italia sau Olanda Material: Lemn sculptat. | Cu spătarul și șezuta din piele, se sprijină pe patru picioare drepte, cele anterioare strunjite tip șirag de mărgele, unite în partea inferioară prin traverse simple; spătarul decorat cu butoni metalici și chenar aurit, imprimat. | Muzeul Național de Artă al României, București   | Cimec    |
|      | Comodă                                                   | Datare: secolul XIX Școală: Austro-ungar Material: Lemn sculptat. | De formă paralelipipedică cu latura anterioară acoladată, cu patru sertare decorate parțial cu marchetărie metalică gen Boulle, ca și montanții laterali, fiecare sertar având câte două tiroare în formă de floare; piesa se sprijină pe un postament cu același aspect acoladat, sculptat cu motive vegetale și scoici, terminat într-o mișcare de curbe și contracurbe, având patru picioare scunde, galbate, terminate în volute, pe un sabot simplu. | Muzeul Național de Artă al României, București   | Cimec    |
|      | Tabernacol                                               | Datare: secolul XIX Școală: german Material: Lemn sculptat. | Format din trei corpuri: un tabernacol cu o ușiță centrală înconjurată de zece sertărașe, având fațada anterioară acoladată, un birou cu o latură rabatabilă având în interior patru sertărașe și la exterior câte un mic sertar lateral, și o comodă cu trei sertare curbate; decor marchetat pe toată suprafața anterioară cu peisaje citadine. | Muzeul Național de Artă al României, București   | Cimec    |
|      | Fotoliu                                                  | Datare: secolul XIX Școală: german Material: Lemn sculptat. | Spătarul drept, cu montanți ȋn torsadă, este surmontat de o stemă decorativă formată dintr-un scut elipsoidal, doi delfini afrontați și o coroană ȋnchisă; scaunul este construit pe un cadru dreptunghiular, cu picioare drepte, unite de o traversă ȋn „H”, strunjite ȋn spirală și cu prisme la ȋmbinare; șezuta, spătarul și cotierele sunt ȋmbrăcate ȋn piele fixată cu butoni ornamentali; Este marcat cu FWK surmontat de o coroană închisă. | Muzeul Național de Artă al României, București   | Cimec    |
|      | Măsuță                                                   | Datare: sfârșitul secolului XIX - începutul secolului XX Școală: Atelier european Material: lemn; scuptare; marmură | Cu blat oval din marmură vișinie și centură lată decorată cu motive în bandă cu frunze de acant, se sprijină pe patru picioare drepte, canelate, unite de o traversă în X, marcată central de un motiv decorativ ; punctele de îmbinare ale picioarelor sunt decorate cu rozete. | Muzeul Național de Artă al României, București   | Cimec    |
|      | Bahut                                                    | Datare: sfârșitul secolului XIX Școală: Atelier francez Material: lemn; scuptare; marmură; vernis Martin; pictare | Cu laturile bombate și ușă centrală încadrată de chenar vegetal din bronz aplicat, se sprijină pe patru picioare înalte, arcuite, terminate cu saboți metalici și unite în partea inferioară printr-un blat de lemn pictat cu un buchet de flori, o partitură și mandolină; toate cele trei laturi sunt pictate cu peisaj cu ruine, copaci, iar central o scenă mitologică, Venus cu doi amorași; extremitățile piesei subliniate de aplicații din bronz; blat din marmură roz. | Muzeul Național de Artă al României, București   | Cimec    |
|      | Bahut                                                    | Datare: ultimul sfert al secolului XIX Școală: Atelier european Material: Lemn furniruit. | De formă paralelipipedică, la bază aspect violonat; cu ușă dublă având pe fiecare voleu câte un medalion; decor tipic stilului Boulle de alamă intarsiată pe baga, cu motive vegetale și stelare; la extremități sunt aplicate motive decorative din bronz; în interior două polițe. | Muzeul Național de Artă al României, București   | Cimec    |
|      | Farfurie                                                 | Datare: sfârșitul secolului al XIX-lea - începutul secolului al XX-lea Școală: atelier german Material: argint ambutisare; cizelare; gravare                                                                                           | Farfurie cu marginea ondulată cu bordură în baghetă; pe bordură a fost gravată cifra regelui Carol al II-lea încoronată. Piesa marcată pe fund cu simbolul statului german, puritatea argintului și cea a bijutierului, destul de ștearsă. Piesa face parte dintr-un serviciu format dintr-o farfurie, o lingură și un cuțit fixate într-o cutie pătrată căptușită cu pluș galben și panglică cu inscripția firmei pe colț - E. L. Vietor/ Hof-Silberwarenfabrikant/ Darmstade. Piesă fără urme vizibile de degradare. | Muzeul Național de Istorie a României, București | Cimec    |
|      | Cuțit                                                    | Datare: sfârșitul secolului al XIX-lea - începutul secolului XX Școală: atelier german Material: oțel; argint turnare; cizelare | Cuțit cu mânerul de format vioară mult alungită, terminat în "labă de șoarece" marcat cu o baghetă marginală pe ambele fețe și motiv vegetal la bază și la vârf. Pe capătul mânerului, pe avers, este gravată cifra << CC>> încoronat. Cuțitul a fost într-o casetă împreună cu o farfurie, o lingură și o furculiță de argint. Piesa este nemarcată. Argintul mânerului prezintă ușoare zgârieturi și lovituri, lama de oțel este ușor corodată. | Muzeul Național de Istorie a României, București | Cimec    |
|      | Lingură                                                  | Datare: sfârșitul secolului al XIX-lea - începutul secolului XX Școală: atelier german Material: argint ambutisare; cizelare | Lingură cu cavitatea ovală și mânerul ușor evazat și terminat oval, bordat de o nervură încheiată la cele două extremități cu motive vegetale stilizate. Pe capătul mânerului, pe avers, este gravată cifra << CC>> încoronat. Piesa face parte dintr-un serviciu format dintr-o farfurie, o lingură și un cuțit aflate într-o cutie cu pluș galben. Piesa nu prezintă urme vizibile de degradare. | Muzeul Național de Istorie a României, București | Cimec    |
|      | Furculiță                                                | Datare: sfârșitul secolului al XIX-lea - începutul secolului XX Școală: atelier german Material: argint ambutisare; cizelare | Furculiță cu patru ghiare, mânerul ușor evazat și terminat oval, bordat de o nervură încheiată la cele două extremități cu motive vegetale stilizate. Pe capătul mânerului, pe avers, este gravată cifra << CC>> încoronat. Piesa face parte dintr-un serviciu format dintr-o farfurie, o lingură și un cuțit aflate într-o cutie cu pluș galben. Piesa nu prezintă semne vizibile de degradare. | Muzeul Național de Istorie a României, București | Cimec    |
|      | Fructieră sau bombonieră                                 | Datare: penultimul deceniu al secolului al XIX-lea Școală: atelier franțuzesc Material: argint turnare; cizelare | Vas pentru fructe sau bomboane în format cuvă circulară, pe picior tronconic, elaborat, așezat pe trei labe de leu care se prelungesc pe picior prin trei benzi răsucite în spirală sub vas, spirală din care atârnă un cirochine de fructe. Între benzi sunt medalioane cu cifra regelui Carol I, încoronată și surmontată de câte o mască de femeie tânără, iar între benzi și medalioane, dedesubt, sunt ghirlande de fructe. Vasul are buza groasă, decorată cu două rubane înnodate, iar pe corpul vasului este o friză cu frunze stilizate și motive geometrice. Recipientul are dublou cu două aripioare în acoladă, mici, afrontate, dispuse spre interiorul dubloului, pentru ridicare. Atât vasul cât și dubloul poartă marcajul Odiot a Paris și numărul de serie 7114. Fără urme vizibile de degradare. | Muzeul Național de Istorie a României, București | Cimec    |
|      | Fructieră sau bombonieră                                 | Datare: Penultimul deceniu al secolului al XIX-lea Școală: atelier franțuzesc Material: argint turnare; cizelare | Vas pentru fructe sau bomboane de format cuvă circulară pe picior tronconic, elaborat, așezat pe trei labe de leu care se prelungesc pe picior prin trei benzi răsucite în spirală sub vas, spirală din care atârnă un cirochine de fructe. Între benzi sunt medalioane cu cifra regelui Carol I, încoronată și surmontată de câte o mască de femeie tânără, iar între benzi și medalioane, dedesubt, sunt ghirlande de fructe. Vasul are buza groasă, decorată cu două rubane înnodate, iar pe corpul vasului este o friză cu frunze stilizate și motive geometrice. Recipientul are dublou cu două aripioare în acoladă, mici, afrontate, dispuse spre interiorul dubloului, pentru ridicare. Atât vasul cât și dubloul poartă marcajul Odiot a Paris și numărul de serie 7114. Fără urme vizibile de degradare. | Muzeul Național de Istorie a României, București | Cimec    |
|      | Fructieră sau bombonieră                                 | Datare: Penultimul deceniu al secolului al XIX-lea Școală: atelier franțuzesc Material: argint turnare; cizelare | Vas pentru fructe sau bomboane de format cuvă circulară pe picior tronconic, elaborat, așezat pe trei labe de leu care se prelungesc pe picior prin trei benzi răsucite în spirală sub vas, spirală din care atârnă un cirochine de fructe. Între benzi sunt medalioane cu cifra regelui Carol I, încoronată și surmontată de câte o mască de femeie tânără, iar între benzi și medalioane, dedesubt, sunt ghirlande de fructe. Vasul are buza groasă, decorată cu două rubane înnodate, iar pe corpul vasului este o friză cu frunze stilizate și motive geometrice. Recipientul are dublou cu două aripioare în acoladă, mici, afrontate, dispuse spre interiorul dubloului, pentru ridicare. Atât vasul cât și dubloul poartă marcajul Odiot a Paris și numărul de serie 7114. Fără urme vizibile de degradare. | Muzeul Național de Istorie a României, București | Cimec    |
|      | Fructieră sau bombonieră                                 | Datare: penultimul deceniu al secolului al XIX-lea Școală: atelier franțuzesc Material: argint turnare; cizelare | Vas pentru fructe sau bomboane format cuvă circulară pe picior tronconic, elaborat, așezat pe trei labe de leu care se prelungesc pe picior prin trei benzi răsucite în spirală sub vas, spirală din care atârnă un cirochine de fructe. Între benzi sunt medalioane cu cifra regelui Carol I, încoronată și surmontată de câte o mască de femeie tânără, iar între benzi și medalioane, dedesubt, sunt ghirlande de fructe. Vasul are buza groasă, decorată cu două rubane înnodate, iar pe corpul vasului este o friză cu frunze stilizate și motive geometrice. Recipientul are dublou cu două aripioare în acoladă, mici, afrontate, dispuse spre interiorul dubloului, pentru ridicare. Atât vasul cât și dubloul poartă marcajul Odiot a Paris și numărul de serie 7114. Fără urme vizibile de degradare. | Muzeul Național de Istorie a României, București | Cimec    |
|      | Tabernacol                                               | Datare: 2/2 sec. XIX Școală: Atelier transilvănean Material: lemn de rășinoase; furnir de nuc; rădăcină de nuc; esențe lemn; alamă; lemn ebenizat; strunjit; lăcuit; marchetărie                                                       | Realizat din trei corpuri-cel superior având două uși centrale flancate de câte patru sertărașe cu mânere-buton din alamă, ce se deschid spre un interior cu trei polițe (tabernacol); corpul median, cu capac rabatabil, ascunde trei compartimente cu câte două polițe; corpul inferior reprezintă un birou cu trei sertare continuate lateral cu câte două sertare de fiecare parte, formând în centru, locul pentru picioare; piesa se sprijină pe patru picioare în formă de sferă turtită; fața anterioară are un decor casetat realizat din texturile și dispunerea diferită a furnirelor, completate de șilduri și mânere de alamă. | Muzeul Național „George Enescu”, București       | Cimec    |
|      | Gheridon                                                 | Datare: sf. sec. XIX Școală: Atelier transilvănean Material: lemn de nuc; rădăcină de nuc; ebenizat; lăcuit; pictat | Masă de centru cu blat circular susținut de un picior unic, în secțiune hexagonală, terminat cu un postament tripod cu laturile concave; blatul circular pune în valoare frumusețea naturală a fibrei lemnului, în timp ce contrastul cromatic subliniază decorativismul piesei; la realizarea acestui model este vizibilă amprenta Biedermeierului vienez, prin folosirea tonurilor deschise de furnir, foarte decorative, prin eleganța și claritatea liniilor. | Muzeul Național „George Enescu”, București       | Cimec    |
|      | Scaun                                                    | Datare: sf. sec. XIX Școală: Atelier transilvănean Material: furnir de nuc; lăcuit; pluș | Forma simplă, curbată, a spătarului decupat, unit de o traversă în partea inferioară, se arcuiește după postura spatelui uman, oferind un confort sporit; spătarul se continuă cu picioarele posterioare, foarte ușor arcuite spre exterior, în timp ce anterior, picioarele sunt drepte, tronconice, toate fiind terminate cu rotițe; tapițeria înlocuită reprezintă punctul slab al acestor șederi; acest tip de scaun, definit de curbura spătarului, reprezintă un model clasic Biedermeier și a fost reluat cu succes în perioada de revenire a stilului din anii 1880-1890. Față de variantele originale prezintă mici diferențe care demonstrează o standardizare a modelului în defavoarea originalității. | Muzeul Național „George Enescu”, București       | Cimec    |
|      | Scaun                                                    | Datare: sf. sec. XIX Școală: Atelier transilvănean Material: furnir de nuc; lăcuit; pluș | Forma simplă, curbată, a spătarului decupat, unit de o traversă în partea inferioară, se arcuiește după postura spatelui uman, oferind un confort sporit; spătarul se continuă cu picioarele posterioare, foarte ușor arcuite spre exterior, în timp ce anterior, picioarele sunt drepte, tronconice, toate fiind terminate cu rotițe; tapițeria înlocuită reprezintă punctul slab al acestor șederi; acest tip de scaun, definit de curbura spătarului, reprezintă un model clasic Biedermeier și a fost reluat cu succes în perioada de revenire a stilului din anii 1880-1890. Față de variantele originale prezintă mici diferențe care demonstrează o standardizare a modelului în defavoarea originalității. | Muzeul Național „George Enescu”, București       | Cimec    |
|      | Scaun                                                    | Datare: sf. sec. XIX Școală: Atelier transilvănean Material: furnir de nuc; lăcuit; pluș | Forma simplă, curbată, a spătarului decupat, unit de o traversă în partea inferioară, se arcuiește după postura spatelui uman, oferind un confort sporit; spătarul se continuă cu picioarele posterioare, foarte ușor arcuite spre exterior, în timp ce anterior, picioarele sunt drepte, tronconice, toate fiind terminate cu rotițe; tapițeria înlocuită reprezintă punctul slab al acestor șederi; acest tip de scaun, definit de curbura spătarului, reprezintă un model clasic Biedermeier și a fost reluat cu succes în perioada de revenire a stilului din anii 1880-1890. Față de variantele originale prezintă mici diferențe care demonstrează o standardizare a modelului în defavoarea originalității. | Muzeul Național „George Enescu”, București       | Cimec    |
|      | Scaun                                                    | Datare: sf. sec. XIX - înc. sec. XX Școală: Atelier transilvănean Material: lemn de nuc; furnir de nuc; ebenizat; strunjit; lăcuit; tapițat; pluș                                                                                      | Spătarul de formă evazată, decupat, se continuă cu picioarele posterioare arcuite spre exterior, în timp ce cadrul șezutei se continuă cu picioarele anterioare ușor cambrate; schematizarea modelului Biedermeier este mai pronunțată la această piesă cu urmări directe asupra calității produsului; însă rămâne în continuare un scaun lejer, suplu, cu stil și facil de manevrat. | Muzeul Național „George Enescu”, București       | Cimec    |
|      | Scaun                                                    | Datare: sf. sec. XIX - înc. sec. XX Școală: Atelier transilvănean Material: lemn de nuc; furnir de nuc; ebenizat; strunjit; lăcuit; tapițat; pluș                                                                                      | Spătarul de formă evazată, decupat, se continuă cu picioarele posterioare arcuite spre exterior, în timp ce cadrul șezutei se continuă cu picioarele anterioare ușor cambrate; schematizarea modelului Biedermeier este mai pronunțată la această piesă, cu urmări directe asupra calității produsului; însă rămâne în continuare un scaun lejer, suplu, cu stil și facil de manevrat. | Muzeul Național „George Enescu”, București       | Cimec    |
|      | Scaun                                                    | Datare: sf. sec. XIX - înc. sec. XX Școală: Atelier transilvănean Material: lemn de nuc; furnir de nuc; ebenizat; strunjit; lăcuit; tapițat; pluș                                                                                      | Spătarul de formă evazată, decupat, se continuă cu picioarele posterioare arcuite spre exterior, în timp ce cadrul șezutei se continuă cu picioarele anterioare ușor cambrate; schematizarea modelului Biedermeier este mai pronunțată la această piesă cu urmări directe asupra calității produsului; însă rămâne în continuare un scaun lejer, suplu, cu stil și facil de manevrat. | Muzeul Național „George Enescu”, București       | Cimec    |
|      | Scaun                                                    | Datare: sf. sec. XIX - înc. sec. XX Școală: Atelier transilvănean Material: lemn de nuc; furnir de nuc; ebenizat; strunjit; lăcuit; tapițat; pluș                                                                                      | Spătarul de formă evazată, decupat, se continuă cu picioarele posterioare arcuite spre exterior, în timp ce cadrul șezutei se continuă cu picioarele anterioare ușor cambrate; schematizarea modelului Biedermeier este mai pronunțată la această piesă cu urmări directe asupra calității produsului; însă rămâne în continuare un scaun lejer, suplu, cu stil și facil de manevrat. | Muzeul Național „George Enescu”, București       | Cimec    |
|      | Scaun                                                    | Datare: sf. sec. XIX - înc. sec. XX Școală: Atelier transilvănean Material: lemn de nuc; furnir de nuc; ebenizat; strunjit; lăcuit; tapițat; pluș                                                                                      | Spătarul de formă evazată, decupat, se continuă cu picioarele posterioare arcuite spre exterior, în timp ce cadrul șezutei se continuă cu picioarele anterioare ușor cambrate; schematizarea modelului Biedermeier este mai pronunțată la această piesă cu urmări directe asupra calității produsului; însă rămâne în continuare un scaun lejer, suplu, cu stil și facil de manevrat. | Muzeul Național „George Enescu”, București       | Cimec    |
|      | Fotoliu                                                  | Datare: sf. sec. XIX - înc. sec. XX Școală: Atelier transilvănean Material: brad; lemn de nuc; furnir de nuc; traforat; lăcuit; tapițat; pluș                                                                                          | Scaun cu spătar violonat, brațe cu manșoane și consola în retragere, șezuta trapezoidală cu latura anterioară ușor acoladată, se sprijină pe patru picioare arcuite posterior și cambrate anterior, tapițat cu pluș ocru; forma consolei, a picioarelor, predominanța liniilor unduite, toate sunt specifice rococoului, un stil niciodată abandonat cu adevărat în secolul al XlX-lea în arealul german. | Muzeul Național „George Enescu”, București       | Cimec    |
|      | Fotoliu                                                  | Datare: sf. sec. XIX - înc. sec. XX Școală: Atelier transilvănean Material: brad; lemn de nuc; furnir de nuc; traforat; lăcuit; tapițat; pluș                                                                                          | Scaun cu spătar violonat, brațe cu manșoane și consola în retragere, șezuta trapezoidală cu latura anterioară ușor acoladată, se sprijină pe patru picioare arcuite posterior și cambrate anterior, tapițat cu pluș ocru; forma consolei, a picioarelor, predominanța liniilor unduite, toate sunt specifice rococoului, un stil niciodată abandonat cu adevărat în secolul al XlX-lea în arealul german. | Muzeul Național „George Enescu”, București       | Cimec    |
|      | Scăunel pentru picioare                                  | Datare: sf. sec. XIX - înc. sec. XX Școală: Atelier transilvănean Material: molid; furnir de nuc și altă esență; strunjit; lăcuit; tapițat; pluș                                                                                       | Scaun cu o formă și un decor tipice pentru Biedermeier, adesea utilizat în epocă, indică atenția acordată confortului de către acest stil, dar și grija pentru detaliul estetic; concepută ca un mic taburet, piesa surprinde prin decorul marchetat, întrucât în detalii rezidă calitatea unei lucrări. | Muzeul Național „George Enescu”, București       | Cimec    |
|      | Scăunel pentru picioare                                  | Datare: sf. sec. XIX - înc. sec. XX Școală: Atelier transilvănean Material: molid; furnir de nuc și altă esență; strunjit; lăcuit; tapițat; pluș                                                                                       | Cu o formă și decor tipice pentru Biedermeier, adesea utilizat în epocă, indică atenția acordată confortului de către acest stil, dar și grija pentru detaliul estetic; concepută ca un mic taburet, piesa surprinde prin decorul marchetat, întrucât în detalii rezidă calitatea unei lucrări. | Muzeul Național „George Enescu”, București       | Cimec    |
|      | Tabernacol-Secrétaire                                    | Datare: 2/2 sec. XIX Școală: Atelier transilvănean Material: molid; furnir de nuc; rădăcină de nuc și alte esențe; lemn ebenizat; strunjit; lăcuit; alamă                                                                              | Cabinet format dintr-un tabernacol, cu ușiță centrală flancată de câte trei sertare și surmontată de un sertar-fronton, care se sprijină pe un birou cu voleu rabatabil; în mod neobișnuit, acest corp median include și un sertar ce se continuă cu o comodă formată din trei sertare, sprijinită pe patru picioare scunde de formă bulbară; decorul realizat exclusiv din desenul esențelor lemnoase, înscris în casete, este accentuat de muchiile ebenizate ce subliniază totodată forma piesei; unele dintre sertarele mici au încuietoare secretă. | Muzeul Național „George Enescu”, București       | Cimec    |
|      | Canapea                                                  | Datare: sf. sec. XIX Școală: Atelier transilvănean Material: molid; furnir de nuc; lemn ebenizat; strunjit; lăcuit; tapițat; pluș | Ilustrează una dintre formele clasice de sofa create de stilul Biedermeier, cu lemnul aparent al spătarului continuându-se armonios, ca o mână curentă, cu brațele și consola acestora, en cavet, sprijinită direct pe picioarele drepte, în secțiune pătrată și terminate cu un mic trunchi de piramidă abia schițat, dar subliniat prin contrast cromatic; mobilierul Biedermeier este ușor de manevrat și această canapea nu se dezminte, fiind lejer transportabilă datorită rotițelor. | Muzeul Național „George Enescu”, București       | Cimec    |
|      | Berjeră                                                  | Datare: sf. sec. XIX Școală: Atelier transilvănean Material: lemn rășinoase; furnir de nuc; lemn ebenizat; strunjit; lăcuit; tapițat; pluș                                                                                             | Fotoliu scund, de formă continuă semicirculară a spătarului și brațelor, se sprijină pe patru picioare drepte, în secțiune pătrată, unite anterior de o traversă strunjită; forma simplă și epurată de orice ornament emană eleganță, inspiră trăinicie și confort; un model devenit clasic al stilului Biedermeier. | Muzeul Național „George Enescu”, București       | Cimec    |
|      | Berjeră                                                  | Datare: sf. sec. XIX Școală: Atelier transilvănean Material: lemn rășinoase; furnir de nuc; lemn ebenizat; strunjit; lăcuit; tapițat; pluș                                                                                             | Fotoliu scund, de formă continuă semicirculară a spătarului și brațelor, se sprijină pe patru picioare drepte, în secțiune pătrată, unite anterior de o traversă strunjită; forma simplă și epurată de orice ornament emană eleganță, inspiră trăinicie și confort; un model devenit clasic al stilului Biedermeier. | Muzeul Național „George Enescu”, București       | Cimec    |
|      | Fotoliu                                                  | Datare: înc. sec. XX Școală: Atelier transilvănean Material: furnir de nuc; lemn sculptat; lăcuit; tapițat; pluș | Forma evazată a spătarului sugerează prezența a două urechi sau a umerilor vechilor scaune; brațele cu manșoane și consola în retragere se sprijină pe șezuta cu laturile ușor acoladate, susținută de patru picioare cambrate; formele fotoliului sunt marcate de influența rococoului asupra Biedermeier-ului, fenomen ce s-a produs începând cu anii 1835-40 și a compromis originalitatea stilului; totuși, melanjul de forme a condus la sporire confortului oferit de aceste șederi. | Muzeul Național „George Enescu”, București       | Cimec    |
|      | Măsuță                                                   | Datare: sf. sec. XIX - înc. sec. XX Școală: Atelier românesc Material: lemn traforat; sculptat; băițuit | De formă paralelipipedică, cu decor în basorelief pe blat, traforat pe laturile pline și sculptat de tip bandă pe traverse și picioare; motivele decorative sunt florale și de inspirație orientală, cu entrelacs-uri celtice; piesă ce amintește de trecuta modă balcanică a interioarelor românești. | Muzeul Național „George Enescu”, București       | Cimec    |
|      | Fotoliu                                                  | Datare: sf. sec. XIX Școală: Atelier românesc Material: stejar sculptat; strunjit; piele de Cordoba; butoni metralici | Spătar cu fronton supraînălțat, bogat decorat cu volute, vrejuri, ecuson, flancat de câte o colonetă strunjită, decorată cu rozete și terminată cu fleuron; brațele drepte cu manșoane din piele se termină cu capete de leu sprijinite pe o consolă balustru; picioarele drepte, unite frontal de o traversă cu volute vegetale dispuse afrontat în „S”și între ele de o traversă în „X”; șezuta și spătarul îmbrăcate în piele policromă pictată cu diverse motive vegetale, flori, libelule, putti. | Muzeul Național „George Enescu”, București       | Cimec    |
|      | Fotoliu                                                  | Datare: sf. sec. XIX Școală: Atelier românesc Material: stejar sculptat; strunjit; piele de Cordoba; butoni metralici | Spătar cu fronton supraînălțat, bogat decorat cu volute, vrejuri, ecuson, flancat de câte o colonetă strunjită, decorată cu rozete și terminată cu fleuron; brațele drepte cu manșoane din piele se termină cu capete de leu sprijinite pe o consolă balustru; picioarele drepte, unite frontal de o traversă cu volute vegetale dispuse afrontat în „S”și între ele de o traversă în „X”; șezuta și spătarul îmbrăcate în piele policromă pictată cu diverse motive vegetale, flori, libelule, putti. | Muzeul Național „George Enescu”, București       | Cimec    |
|      | Scaun                                                    | Datare: sf. sec. XIX Școală: Atelier românesc Material: stejar sculptat; strunjit; piele de Cordoba; butoni metralici | Spătar cu fronton supraînălțat, bogat decorat cu volute, vrejuri, ecuson, flancat de câte o colonetă strunjită, decorată cu rozete și terminată cu fleuron; picioarele drepte, unite frontal de o traversă cu volute vegetale dispuse afrontat în „S” și între ele de o traversă în „X”; șezuta și spătarul îmbrăcate în piele policromă pictată cu diverse motive vegetale, flori, libelule, putti. | Muzeul Național „George Enescu”, București       | Cimec    |
|      | Scaun                                                    | Datare: sf. sec. XIX Școală: Atelier românesc Material: stejar sculptat; strunjit; piele de Cordoba; butoni metralici | Spătar cu fronton supraînălțat, bogat decorat cu volute, vrejuri, ecuson, flancat de câte o colonetă strunjită, decorată cu rozete și terminată cu fleuron; picioarele drepte, unite frontal de o traversă cu volute vegetale dispuse afrontat în „S” și între ele de o traversă în „X”; șezuta și spătarul îmbrăcate în piele policromă pictată cu diverse motive vegetale, flori, libelule, putti. | Muzeul Național „George Enescu”, București       | Cimec    |
|      | Gheridon                                                 | Datare: sf. sec. XIX Școală: Atelier românesc Material: lemn de rășinoase; furnir de nuc; lemn sculptat; strunjit; lăcuit | Cu blat oval, profilat și centură îngustă, se sprijină pe un postament central alcătuit din patru picioare de forma unor animale fantastice stilizate și terminate cu labe, unite de un cilindru surmontat de un fleuron-titirez; reprezintă un model de masă care a cunoscut diferite variante, unele victoriene, altele mai apropiate de stilul Biedermeier. | Muzeul Național „George Enescu”, București       | Cimec    |
|      | Cunună de lauri                                          | Datare: 4/4 sec. XIX Școală: Atelier românesc Material: metal; turnat; presat; gravat; cizelat; argintat; alamă | Cununa de lauri realizată din crengi de lauri argintii, inferior cu o panglică înnodată aurie pe care este gravată o dedicație omagială ”Marelui Maestru / George Enescu / Admiratie și recunoștință / E.Caudella”. Calitățile artistice ale lucrării sunt dublate de prețiosul omagiu adus elevului de primul său profesor. | Muzeul Național „George Enescu”, București       | Cimec    |
|      | Sfeșnic cu vultur bicefal                                | Datare: 4/4 sec. XIX Școală: Atelier românesc Material: bronz; turnat; gravat; polisat | Sfeșnic monumental, compoziție de inspirație medievală, cu influențe bizantine, realizare în manieră rudimentară pentru a-i conferi un aer arhaic, cu baza masivă, prismatică, în contur zimțat. Cele cinci lumini sunt susținute de o compoziție aplatizată realizată din doi șerpi arcuiți în S și un element decorativ în contur de liră. Supraînălțat, un vultur bicefal încoronat susține lumina centrală. Decorația piesei face trimitere la descendența familiei cantacuzine și totodată se înscrie în curentul reluărilor stilistice specific sec. XIX. | Muzeul Național „George Enescu”, București       | Cimec    |
|      | Sfeșnic cu vultur bicefal                                | Datare: 4/4 sec. XIX Școală: Atelier românesc Material: bronz; turnat; gravat; polisat | Sfeșnic monumental, compoziție de inspirație medievală, cu influențe bizantine, realizare în manieră rudimentară pentru a-i conferi un aer arhaic, cu baza masivă, prismatică în contur zimțat. Cele cinci lumini sunt susținute de o compoziție aplatizată realizată din doi șerpi arcuiți în S și un element decorativ în format balustru. Supraînălțat, un vultur bicefal încoronat susține lumina centrală. Decorația piesei face trimitere la descendența familiei cantacuzine și totodată se înscrie în curentul reluărilor stilistice specific sec. XIX. | Muzeul Național „George Enescu”, București       | Cimec    |
|      | Vas turcesc din alamă                                    | Datare: 4/4 sec. XIX - 1/4 sec. XX Școală: Atelier balcanic Material: alamă; turnată; ciocănită; incizată; polisată | Ceainic turcesc, cu formă arhaică de sorginte persană, pe un picior scund, evazat, corp piriform cu gât înalt tronconic marcat la bază de un anou proeminent, cu capac cupolă, iar ciocul de scurgere - gât de lebădă - prins de corp în zona mediană. Ansa aplatizată este prinsă superior de capac printr-o șarnieră. Decorația restrânsă este evidențiată în punctele de prindere ale ansei cu terminații vegetale stilizate și bumbi tronconici, iar capacul are în zona buzei o coleretă dințată. Suprafața polisată a corpului este marcată pe umăr de un bandou fin incizat. Ca tipologie, vasul este întâlnit în aria mediteraneană, această variantă fiind prezentă în spațiul balcanic. | Muzeul Național „George Enescu”, București       | Cimec    |
|      | Vas Daum Nancy                                           | Datare: cca. 1925 Școală: Atelier Daum Nancy Descoperit: Franța Material: sticlă suflată în tipar, stratificată, gravată cu acizi, șlefuită, incluziuni de oxizi metalici                                                              | Vas sferic, cu registre reliefate cu butoni pătrați și central friză cu motiv ove, pe fond rugos, pigmentat cu maro. Semnătură gravată cu rotița. | Colecții particulare, București                  | Cimec    |
|      | Masă de salon Autor: Paul-Charles Sormani                | Datare: cca. 1880 Școală: Atelier Veuve Paul Sormani et fils Descoperit: Paris, Franța Material: lemn de mahon, strunjit, furniruit, intarsiat; os, fildeș                                                                             | Masă pe tălpici canelați, cu picior balustru profilat, susținând blat circular cu centură lată, având decor bogat de baghete intarsiate și central central scutul heraldic al familiei boierești Rosetti-Roznovanu. Etichetă metalică. | Colecții particulare, București                  | Cimec    |
|      | Lingură pentru servit salata                             | Datare: 3/4 sec. XIX Școală: Atelier occidental (francez ?) Material: metal comun; turnat; cizelat; argintat; os | Tacâm de serviciu - lingură pentru servit salata, cu mâner dublu balustru, bogat decorat cu volute vegetale și cartușe ovale în care este turnată stema Principatelor Unite model 1863; căuș din os. Piesa poartă stema Principatelor Unite de la 1863, realizată pentru uzul curent al Domnitorului Alexandru Ioan Cuza. (Pereche cu nr. Inv. 160.320). | Muzeul Municipiului București, București         | Cimec    |
|      | Lingură pentru servit salata                             | Datare: 3/4 sec. XIX Școală: Atelier occidental (francez ?) Material: metal comun; turnat; cizelat; argintat; os | Tacâm de serviciu - lingură pentru servit salata, cu mâner dublu balustru, bogat decorat cu volute vegetale și cartușe ovale în care este turnată stema Principatelor Unite model 1863; căuș din os. Piesa poartă stema Principatelor Unite de la 1863, realizată pentru uzul curent al Domnitorului Alexandru Ioan Cuza. (Pereche cu nr. Inv. 160.319). | Muzeul Municipiului București, București         | Cimec    |
|      | Furculiță pentru servit salata și friptura               | Datare: cca. 1935 Școală: Atelier Chistofle, Paris, Franța Material: metal comun; turnat; cizelat; argintat; os | Furculiță pentru servit salata și friptura, cu mâner din metal argintat, decorat cu volute vegetale, continuat în balustru canelat ce susține dinții de os. Piesă cu poanson de atelier (în serviciu cu nr. Inv. 160.939-160.942). | Muzeul Municipiului București, București         | Cimec    |
|      | Furculiță pentru servit salata și friptura               | Datare: cca. 1935 Școală: Atelier Chistofle, Paris, Franța Material: metal comun; turnat; cizelat; argintat; os | Furculiță pentru servit salata și friptura, cu mâner din metal argintat, decorat cu volute vegetale, continuat în balustru canelat ce susține dinții de os. Piesă cu poanson de atelier (în serviciu cu nr. Inv. 160.938-160.942). | Muzeul Municipiului București, București         | Cimec    |
|      | Furculiță pentru servit salata și friptura               | Datare: cca. 1935 Școală: Atelier Chistofle, Paris, Franța Material: metal comun; turnat; cizelat; argintat; os | Furculiță pentru servit salata și friptura, cu mâner din metal argintat, decorat cu volute vegetale, continuat în balustru canelat ce susține dinții de os (piesă cu poanson de atelier în serviciu cu nr. Inv. 160.938-160.942). | Muzeul Municipiului București, București         | Cimec    |
|      | Furculiță pentru servit salata și friptura               | Datare: cca. 1935 Școală: Atelier Chistofle, Paris, Franța Material: metal comun; turnat; cizelat; argintat; os | Furculiță pentru servit salata și friptura, cu mâner din metal argintat, decorat cu volute vegetale, continuat în balustru canelat ce susține dinții de os. Piesă cu poanson de atelier (în serviciu cu nr. Inv. 160.938-160.942). | Muzeul Municipiului București, București         | Cimec    |
|      | Furculiță pentru servit salata și friptura               | Datare: cca. 1935 Școală: Atelier Chistofle, Paris, Franța Material: metal comun; turnat; cizelat; argintat; os | Furculiță pentru servit salata și friptura, cu mâner din metal argintat, decorat cu volute vegetale, continuat în balustru canelat ce susține dinții de os. Piesă cu poanson de atelier (în serviciu cu nr. Inv. 160.938-160.942). | Muzeul Municipiului București, București         | Cimec    |
|      | Furculiță pentru servirea fripturii                      | Datare: 4/4 sec. XIX Școală: Atelier Paul Telge, Berlin, Germania Material: argint; turnat; cizelat; os | Furculiță pentru servirea fripturii, cu mâner de argint, decorat cu baghetă și palmete; dinți din os. Piesă cu poanson de garanție și titlu, poanson de atelier (pereche cu nr. Inv. 166102). | Muzeul Municipiului București, București         | Cimec    |
|      | Furculiță pentru servirea fripturii                      | Datare: 4/4 sec. XIX Școală: Atelier Paul Telge, Berlin, Germania Material: argint; turnat; cizelat; os | Furculiță pentru servirea fripturii, cu mâner de argint, decorat cu baghetă și palmete din care pornește balustru cu decor vegetal ce susține dinții din os. Piesă cu poanson de garanție și titlu, poanson de atelier (pereche cu nr. inv. 166101). | Muzeul Municipiului București, București         | Cimec    |
|      | Jardinieră pentru expunerea florilor pe masă             | Datare: 4/4 sec. XIX Școală: Atelier Paul Telge, Berlin, Germania Material: argint; turnat; cizelat; patinat; parțial aurit | Jardinieră mică, din set, pentru expunerea pe masă la mesele de gală a florilor mici. În formă de semilună, cu corpul decorat cu motive vegetale și florale bine profilate, cu bordură festonată și interior aurit. Piesă cu poanson de atelier (în serviciu cu nr. Inv. 167.152-167.157). | Muzeul Municipiului București, București         | Cimec    |
|      | Jardinieră pentru expunerea florilor pe masă             | Datare: 4/4 sec. XIX Școală: Atelier Paul Telge, Berlin, Germania Material: argint; turnat; cizelat; patinat; parțial aurit | Jardinieră mică, din set, pentru expunerea pe masă la mesele de gală a florilor mici. În formă de semilună, cu corpul decorat cu motive vegetale și florale bine profilate, cu bordură festonată și interior aurit. Piesă cu poanson de atelier (în serviciu cu nr. Inv. 167.152-167.157). | Muzeul Municipiului București, București         | Cimec    |
|      | Jardinieră pentru expunerea florilor pe masă             | Datare: 4/4 sec. XIX Școală: Atelier Paul Telge, Berlin, Germania Material: argint; turnat; cizelat; patinat; parțial aurit | Jardinieră mică, din set, pentru expunerea pe masă la mesele de gală a florilor mici. În formă de semilună, cu corpul decorat cu motive vegetale și florale bine profilate, cu bordură festonată și interior aurit. Piesă cu poanson de atelier (în serviciu cu nr. Inv. 167.152-167.157). | Muzeul Municipiului București, București         | Cimec    |
|      | Jardinieră pentru expunerea florilor pe masă             | Datare: 4/4 sec. XIX Școală: Atelier Paul Telge, Berlin, Germania Material: argint; turnat; cizelat; patinat; parțial aurit | Jardinieră mică, din set, utilizată pentru expunerea pe masă la mesele de gală a florilor mici. În formă de semilună, cu corpul decorat cu motive vegetale și florale bine profilate, cu bordură festonată și interior aurit. Piesă cu poanson de atelier (în serviciu cu nr. Inv. 167.152-167.157). | Muzeul Municipiului București, București         | Cimec    |
|      | Jardinieră pentru expunerea florilor pe masă             | Datare: 4/4 sec. XIX Școală: Atelier Paul Telge, Berlin, Germania Material: argint; turnat; cizelat; patinat; parțial aurit | Jardinieră mică, din set, utilizată pentru expunerea pe masă la mesele de gală a florilor mici. În formă de semilună, cu corpul decorat cu motive vegetale și florale bine profilate, cu bordură festonată și interior aurit. Piesă cu poanson de atelier (în serviciu cu nr. Inv. 167.152-167.157). | Muzeul Municipiului București, București         | Cimec    |
|      | Jardinieră pentru expunerea florilor pe masă             | Datare: 4/4 sec. XIX Școală: Atelier Paul Telge, Berlin, Germania Material: argint; turnat; cizelat; patinat; parțial aurit | Jardinieră mică, din set, utilizată pentru expunerea pe masă la mesele de gală a florilor mici. În formă de semilună, cu corpul decorat cu motive vegetale și florale bine profilate, cu bordură festonată și interior aurit. Piesă cu poanson de atelier (în serviciu cu nr. Inv. 167.152-167.157). | Muzeul Municipiului București, București         | Cimec    |
|      | Carafă din argint aurit                                  | Datare: 3/4 sec. XIX Școală: Atelier Louis Comfort Tiffany, New York, SUA (1848 - 1933) Material: argint; turnat; ciocănit; cizelat; parțial aurit; email                                                                              | Cupă din argint aurit, pe bază cilindrică, cu aplicații de jadeită tăiate în caboșon, cu piciorul decorat cu ghirlande ascendente de volute entrelac, susținând corpul ușor evazat spre buză. Piesa a aparținut probabil reginei Maria a României. | Muzeul Municipiului București, București         | Cimec    |
|      | Cupă decorativă din argint aurit                         | Datare: 1/4 sec. XX Școală: Atelier Max Strobl, München, Germania Material: argint; turnat; cizelat; aurit; jadeită | Cupă din argint aurit, pe bază cilindrică, cu aplicații de jadeită tăiate în caboșon, cu piciorul decorat cu ghrilande asdendente de volute entrelac, susținând corpul ușor evazat spre buză. Piesa a aparținut probabil reginei Maria a României. | Muzeul Municipiului București, București         | Cimec    |
|      | Ceainic pe patru picioare                                | Datare: 3/4 sec. XIX Școală: Atelier William Gough, Birmingham, Marea Britanie Material: metal comun; turnat; cizelat; argintat | Ceainic pe patru picioare mărunte, cu corpul bulbar, ușor profilat, cu decor bogat de foliaj, panere cu flori, medalioane convenționale în rezervă. Ansa înaltă și picurătorul tratate ca volute vegetale; capac prins în șarnieră, decorat cu buchete mici și buton porumbel. Piesă cu poanson de atelier (în serviciu cu nr. Inv. 168.012). | Muzeul Municipiului București, București         | Cimec    |
|      | Cafetieră pe patru picioare                              | Datare: 3/4 sec. XIX Școală: Atelier William Gough, Birmingham, Marea Britanie Material: metal comun; turnat; cizelat; argintat | Cafetieră pe patru picioare mărunte, cu corpul elansat, ușor profilat, cu decor bogat de foliaj, panere cu flori, medalioane convenționale în rezervă. Ansa înaltă și picurătorul tratate ca volute vegetale; capac prins în șarnieră, decorat cu buchete mici - buton lipsă. Piesă cu poanson de atelier (în serviciu cu nr. Inv. 168.011). | Muzeul Municipiului București, București         | Cimec    |
|      | Cafetieră                                                | Datare: 4/4 sec. XIX Școală: Atelier Würtembergische Metalwaren Fabrik, Geislingen, Germania Material: alamă; turnată; cizelată; argintată                                                                                             | Cafetieră pe bază circulară. Corpul este ușor torsadat, cu ansă și picurător înalte, în volute. Capacul prins în șarnieră, profilat, e surmontat de buton. Siluetă elegantă, ce face trimitere la argintăria stilului Biedermeier. Piesă cu poanson de atelier. | Muzeul Municipiului București, București         | Cimec    |
|      | Opaiț                                                    | Datare: secolul al II-lea Școală: Romană Descoperit: Micia - așezare Material: lut roata olarului | Opaiț. Loeschcke X. Disc parțial păstrat delimitat de bordură printr-un cordon proeminent, care se îndreaptă spre cioc, îl înconjoară și formează un canal, prevăzut cu un mic orificiu de ventilație. Bordura îngustă cu doi butoni dispuși simetric. Cioc alungit, cu un arzător. Rezervor tronconic. Baza dreaptă delimitată prin două incizii circulare concentrice, are înscrisă în centru ștampila OCTAVI. Piesa prezintă completări, cu ipsos, în zona discului și a bordurii. Zgârieturi prezente pe toată suprafața piesei. Pe bază, urme de adeziv provenite de la vechea etichetă. Urme de ardere secundară pe cioc (partea superioară) datorate utilizării. Puternic ars secundar pe bordură, rezervor și bază datorită contactului cu o sursă de combustie. Defecte de confecționare datorate slabei omogenizării a pastei (goluri în pastă) și a liantului utilizat. | Muzeul Național de Istorie a României, București | Cimec    |
|      | Opait                                                    | Datare: Secolul al II-lea p. Chr. Școală: Romană Descoperit: Micia - așezare Material: lut roata olarului | Opaiț. Loeschcke X Disc neted, rotund, cu un orificiu de alimentare în centru, delimitat de bordură printr-un cordon proeminent, care se îndreaptă spre cioc, îl înconjoară și formează un canal, prevăzut cu un mic orificiu de ventilație. Bordura îngustă cu trei butoni dispuși simetric. Cioc alungit, cu un arzător. Rezervor tronconic. Baza dreaptă. Piesa prezintă completări, cu ipsos, în zona ciocului. Zgârieturi prezente pe toată suprafața piesei. Pe bază urme de adeziv provenite de la vechea etichetă. Firnis parțial deteriorat. Urme de mortar pe bordură. Urme de ardere secundară pe cioc datorate utilizării. Piesa este marcată cu tuș pe bază. Defecte de confecționare: orificiu de ventilație dispus asimetric. | Muzeul Național de Istorie a României, București | Cimec    |
|      | Tipar pentru opaiț de tip Loeschcke IX.                  | Datare: secolul al II- lea p. Chr. Școală: Romană Descoperit: Micia - castru Material: lut mulare; lut | Tipar de opaiț (fragment din valva superioară); Pastă fină de culoare maro roșiatic (Munsell 5YR 5/4, reddish brown). Ardere primară completă. Mulaj. Rebut. Se păstrează un fragment din valva superioară a unui tipar pentru opaițe de tip Loeschcke IX. Zgârieturi pe toată suprafața piesei. Piesa este marcată cu tuș. Pe rezervor urme de adeziv provenite de la vechea etichetă. Fisurat. Defecte de confecționare: rebut, sunt greșit confecționate canalul și bordura. | Muzeul Național de Istorie a României, București | Cimec    |
|      | Opaiț fragmentar                                         | Datare: secolul al III-lea p. Chr Școală: Romană Descoperit: Micia - castru Material: lut tipar bivalv, firnis, lut | Pastă fină de culoare portocalie (Munsell 5YR 7/6, reddish yellow). Firnis de culoare portocalie (Munsell 5YR 5/8, yellowish red). Ardere primară completă. Puternic ars secundar pe cioc, rezervor și bază. Tipar bivalv. Opaiț de tip Loeschcke X (fragmentar, lipsește o parte din capac). Disc neted (?) rotund, delimitat de bordură printr-un cordon proeminent care se îndreaptă spre cioc, îl înconjoară și formează un canal, prevăzut cu un mic orificiu de ventilație. Bordura îngustă, păstrează un buton. Cioc alungit, rotunjit, cu un arzător. Rezervor tronconic. Baza dreaptă, delimitată prin două cercuri concentrice incizate, are înscrisă în centru ștampila FORTIS, în relief. Fragmentar, lipsă 65% din capac. Zgârieturi pe toată suprafața piesei. Ciobituri pe bază. Puternic ars secundar pe cioc (partea inferioară și superioară) datorită utilizării. Firnis cu lacune de material. | Muzeul Național de Istorie a României, București | Cimec    |
|      | Opaiț                                                    | Datare: secolul al II-lea p. Chr Școală: Romană Descoperit: Micia - castru Material: lut tipar bivalv; firnis, lut | Pastă fină de culoare portocalie (Munsell 7,5YR 7/6, reddish yellow). Firnis de culoare portocalie (Munsell 5YR 6/8, reddish yellow). Ardere primară incompletă. Ardere secundară pe cioc datorată utilizării. Tipar bivalv. Opaiț de tip Loeschcke X (întreg). Disc ușor concav, rotund, cu un orificiu de alimentare în centru, delimitat de bordură printr-un cordon care se îndreaptă spre cioc, îl înconjoară și formează un canal prevăzut cu un mic orificiu de ventilație. Bordură îngustă, prevăzută cu trei butoni dispuși aproximativ simetric. Cioc alungit, rotunjit, cu un arzător. Rezervor tronconic. Bază ușor concavă. Întreg (ștampila deteriorată). Zgârieturi pe întreaga suprafață a piesei. Ciobituri pe cordon și bordură. Urme de ardere secundară pe cioc datorate utilizării. Firnis cu lacune de material. Defecte de confecționare la nivelul orificiului de alimentare. Discul și bordura zgâriate înainte de aplicarea firnisului. | Muzeul Național de Istorie a României, București | Cimec    |
|      | Opaiț                                                    | Datare: secolul al II-lea p. Chr. Școală: Roman târziu Descoperit: Micia - castru Material: lut tipar bivalv, firnis, lut | Pastă fină de culoare maro deschis (Munsell 10YR 7/4 very pale brown). Firnis de culoare roșie (Munsell 2.5YR 5/8, red). Ardere primară completă. Ardere secundară pe bază. Tipar bivalv Opaiț de tip Loeschcke X (fragmentar, lipsește o parte din cioc). Disc rotund, neted, cu un orificiu de alimentare în centru, delimitat de bordură printr-un cordon proeminent, care se îndreaptă spre cioc, probabil, îl înconjoară și formează un canal prevăzut cu un mic orificiu de ventilație. Bordură lată, prevăzută cu trei butoni dispuși aproximativ simetric. Rezervor tronconic. Baza dreaptă, delimitată prin două caneluri fine, circulare, concentrice are înscrisă în centru ștampila MIA, în relief. Fragmentar, lipsă 90% din cioc. Zgârieturi pe toată suprafața piesei. Ciobituri pe cordon și bordură. Firnis cu lacune de material. Urme de tuș pe bază și rezervor provenite de la marcaj. Defecte de confecționare datorate slabei omogenizări a pastei (goluri în pastă) și a liantului utilizat. Defecte cu surplus de material la nivelul cordonului. | Muzeul Național de Istorie a României, București | Cimec    |
|      | Opaiț                                                    | Datare: Secolul al II-lea p. Chr Școală: Romană Descoperit: Micia - castru Material: lut tipar bivalv | Disc neted, rotund, cu un orificiu de alimentare în centru, delimitat de bordură printr-un cordon proeminent. Bordură lată, prevăzută cu trei butoni ce pornesc din cordon. Rezervor tronconic. Baza ușor concavă, delimitată prin două cercuri concentrice incizate are înscrisă în centru ștampila FORTIS, în relief. Fragmentar, lipsește ciocul. Zgârieturi pe toată suprafața piesei. Ciobituri la nivelul orificiului de alimentare, a cordonului și bordurii. Firnis cu lacune de material. Urme de ardere secundară pe capac și bază. Defecte de confecționare datorate slabei omogenizării a pastei (goluri în pastă) și a liantului utilizat. Defecte cu surplus de material la nivelul butonului central. | Muzeul Național de Istorie a României, București | Cimec    |
|      | Opaiț                                                    | Datare: secolele II–III p. Chr Școală: Romană Descoperit: Micia - castru Material: lut tipar bivalv | Disc rotund, neted, cu un orificiu de alimentare, delimitat de bordură printr-un cordon care se îndreaptă spre cioc, îl înconjoară și formează un canal. Bordura îngustă, prevăzută cu trei butoni dispuși aproximativ simetric, este decorată cu o rețea de incizii. Butonii pornesc din cordon. Cioc alungit, rotunjit, cu un orificiu de ardere. Rezervor tronconic. Bază concavă. Întreg, rezervor ușor ciobit. Zgârieturi pe întreaga suprafață a piesei. Ciobituri pe cordon și bordură. Firnis deteriorat. Urme de ardere secundară pe cioc datorate utilizării. Defecte de confecționare datorate slabei omogenizării a pastei (goluri în pastă) și a liantului utilizat. Asimetric. | Muzeul Național de Istorie a României, București | Cimec    |
|      | Opaiț                                                    | Datare: Prima jumătate a secolui al II-lea p. Chr. Școală: Romană Descoperit: Micia Material: lut tipar bivalv | Disc rotund, neted, cu un orificiu de alimentare în centru, delimitat de bordură printr-un cordon proeminent care se îndreaptă spre cioc, formează un canal parțial păstrat cu un mic orificiu de ventilație. Bordură îngustă prevăzută cu doi butoni dispuși aproximativ simetric. Rezervor tronconic. Baza ușor concavă, delimitată prin două caneluri fine, circulare, concentrice, are înscrisă în centru ștampila CVSPI, în relief. Fragmentar (lipsă cioc). Se păstrează aproximativ 75% din piesă. Zgârieturi pe toată suprafața. Firnis deteriorat în proporție de aproximativ 60%. Urme de mortar pe disc și bordură. Defecte de confecționare la nivelul orificiului de alimentare și a bazei. De asemenea, defecte de retușare a bordurii. | Muzeul Național de Istorie a României, București | Cimec    |
|      | Opaiț                                                    | Datare: Secolul al II-lea p. Chr Școală: Romană Descoperit: Micia Material: lut tipar bivalv | Opaiț. Disc rotund, neted, cu un orificiu de alimentare în centru, delimitat de bordură printr-un cordon proeminent care se îndreaptă spre cioc, îl înconjoară și formează un canal prevăzut cu un mic orificiu de ventilație. Bordură lată prevăzută cu trei butoni dispuși aproximativ simetric. Cioc alungit, rotunjit, cu un orificiu de ardere în formă de vârf de săgeată arondat. Rezervor tronconic. Baza ușor concavă, delimitată prin două caneluri fine, circulare, concentrice, are înscrisă în centru ștampila FORTIS, greu lizibilă, în relief. Întreg (ciobituri pe cordon și pe butonul central. Firnis deteriorat, prezintă cracluri pe toată suprafața păstrată și lacune de material. Urme de ardere secundară pe cioc datorate utilizării. Baza puternic exfoliată. Defecte de fabricare: retușare neglijentă pe bordură și pe partea inferioară a ciocului) | Muzeul Național de Istorie a României, București | Cimec    |
|      | Opaiț                                                    | Datare: Secolul al II-lea p. Chr Școală: Romană Descoperit: Micia Material: lut tipar bivalv | Disc rotund, neted, cu un orificiu de alimentare, delimitat de bordură printr-un cordon care se îndreaptă spre cioc, îl înconjoară și formează un canal. Bordură îngustă prevăzută cu trei butoni dispuși simetric. Cioc alungit, rotunjit, cu un orificiu de ardere în formă de vârf de săgeată arondat. Rezervor tronconic. Baza dreaptă delimitată prin două caneluri fine, circulare, concentrice. Ștampila ilizibilă. L = 7,8 cm, l = 5,5 cm, h = 3,2 cm, întreg. Cordonul este puternic erodat. Fisuri în partea inferioară a ciocului (aproximativ 1,5 × 1,0 cm). Firnis deteriorat cu lacune de material. Urme de ardere secundară pe cioc datorate utilizării. Ștampilă ilizibilă. Defecte de fabricare: orificiu de alimentare amplasat asimetric. | Muzeul Național de Istorie a României, București | Cimec    |
|      | Opaiț                                                    | Datare: Secolul al II-lea p. Chr Școală: Romană Descoperit: Micia Material: lut tipar bivalv | Disc rotund, parțial păstrat, delimitat de bordură printr-un cordon care se îndreaptă spre cioc, îl înconjoară și formează un canal prevăzut cu un mic orificiu de ventilație. Bordură lată, prevăzută cu trei butoni dispuși simetric. Cioc alungit, rotunjit, cu un orificiu de ardere. Rezervor tronconic. Baza concavă. Ștampila ilizibilă. Fragmentar, lipsă 75% din disc. Urme de ardere secundară pe cioc datorate utilizării. Ștampilă ilizibilă. Urme de mortar pe bordură, disc și bază. Firnis puternic deteriorat. Defecte de confecționare datorate slabei omogenizării a pastei (goluri în pastă) și a liantului utilizat. | Muzeul Național de Istorie a României, București | Cimec    |
|      | Fragment de opaiț                                        | Datare: secolul al II-lea p. Chr Școală: Romană Descoperit: Micia - castru Material: lut tipar bivalv | Pastă fină de culoare maro deschis (Munsell 10YR 6/6, brownish yellow). Firnis de culoare maro (Munsell 7.5YR 4/4, brown). Ardere primară completă. Tipar bivalv. Pe bordură două incizii în forma literei X, realizate probabil recent, după descoperirea piesei. Disc parțial păstrat, rotund, neted (?), delimitat de bordură printr-un cordon care se îndreaptă spre cioc și formează un canal parțial păstrat. Bordura păstrează doi butoni bifizi, dispuși între două linii adâncite. Cioc alungit, rotunjit, cu un orificiu de ardere. Rezervor tronconic. Baza ușor concavă, delimitată prin două caneluri fine, circulare, concentrice, are înscrisă în centru ștampila STROBILI, în relief. Fragmentar, lipsesc părți din disc, o parte din bordură, canal, partea superioară a ciocului, fragmente din rezervor și bază. Zgârieturi pe întreaga suprafață a piesei, trei incizii in forma literei „X” pe bordură și bază, realizate într-un moment ulterior finisării piesei. Firnis cu lacune de material. Pe rezervor sunt urme de adeziv provenite de la vechea etichetă. Defecte de confecționare: asimetric. | Muzeul Național de Istorie a României, București | Cimec    |
|      | Măsuță stil Napoleon III                                 | Datare: sf. sec. XIX - înc. sec. XX Școală: Atelier francez Descoperit: Franța Material: lemn cu intarsii; marchetat; aplicații de bronz                                                                                               | Măsuță ovală, cu centura lată și muchii subliniate de profile metalice, se sprijină pe patru picioare cilindrice, cu caneluri și aplicații de bronz; picioarele sunt unite prin două traverse curbate, marcate central de un vas-urnă de bronz. Piesa are blatul tip vide-poche, cu bordură de bronz și o tavă capac cu două anouri laterale și motive florale marchetate în medalion; mesele vide-poche sunt foarte practice, fiind folosite încă din timpul lui Ludovic al XVI-lea. | Muzeul Național de Artă al României, București   | Cimec    |
|      | Covor turcesc                                            | Datare: circa 1920 Școală: Atelier din Ușak, Turcia Material: urzeala, băteala și nodul simetric (turcesc/Ghiordes) din lână | Pe fondul roșu al câmpului central, un medalion polilobat, decorat la exterior cu motive de tip ovă, de culoare galbenă și în interior cu o rețea roșie pe fond alb. În centru, un dreptunghi mic galben. Cele patru ecoansoane au forma unui sfert de medalion, suprafața interioară având o rețea roșie pe fond galben. Bordura principală pe fond alb, cu motive florale stilizate, de culoare galben, roșu, brun, este încadrată de două chenare decorate cu vrejuri pe fond roșu, respectiv brun. | Muzeul Național de Artă al României, București   | Cimec    |
|      | Covor anatolian                                          | Datare: începutul sec. XX Școală: Atelier din Karapinar, Anatolia Centrală, Turcia Material: urzeala, băteala și nodul simetric (turcesc/Ghiordes) din lână                                                                            | Câmpul central roșu, cu econsoane albastru închis decorate cu câte un motiv mare, sugerând o săgeată, conține un medalion hexagonal cu laturile oranj, cele lungi în zig-zag. Pe axa verticală a hexagonului, câte un cartuș pe fond albastru. În interiorul medalionului se află un alt hexagon, cu laturi roșii, care constituie centrul unui motiv cvadrilobat pe fond alb, de pe laturile căruia pornesc croșete de culoare roșie, pe fond albastru deschis. Bordura pe fond alb, cu motive în formă de pieptene (gard), divers colorate, este flancată de două chenare înguste, pe fond roșu. Capetele sunt decorate cu motive pentagonale. Finisarea marginilor, cu lână de diferite culori. | Muzeul Național de Artă al României, București   | Cimec    |
|      | Farfurie                                                 | Datare: sec. XVII Școală: Atelier din Iznik, Turcia Material: ceramică silicioasă; pictură; glazură transparentă | Pe fond alb, compoziție florală cu trei lalele albastre și alte patru flori mai mici, cu petale gri-violaceu. Buza decorată cu jumătăți de flori închise în triunghiuri. Verdele scurs pe fondul alb și culoare ternă, gri-violaceu aplicată în strat gros, sunt specifice perioadei de decadență a ceramicii de iznik. | Muzeul Național de Artă al României, București   | Cimec    |
|      | Cană cu toartă                                           | Datare: sec. XIX Școală: Atelier din Kütahya, Turcia Material: ceramică silicioasă; pictură; angobă; glazură transparentă | Cană în formă de butoiaș, prevăzută cu o toartă, decorată cu trei medalioane mărginite de butoni în relief, butoni care se regăsesc și în zonele dintre medalioane. Motive vegetale foarte stilizate sunt pictate cu negru într-un registru sub bluză și pe corpul cănii. Baza prezintă pe suprafața exterioară centrală un disc în relief. | Muzeul Național de Artă al României, București   | Cimec    |
|      | Ibric                                                    | Datare: sfârșitul sec. XIX Școală: Atelier din Kütahya, Turcia Material: ceramică silicioasă; pictură; glazură transparentă | Formă caracteristică de ibric otoman, cu toartă și cioc. Pe ambele fețe ale vasului, pe un fond alb, este pictat câte un medalion piriform, conținând fiecare câte o inscripție „în oglindă”, cu caractere arabe trasate cu galben. Restul decorului, alcătuit din vrejuri, flori și frunze pictate cu albastru, verde, roșu, galben, evocă pictura ceramicii de Iznik. Probabil forma un ansamblu cu ligheanul cu nr. Inventar 17948/1667. | Muzeul Național de Artă al României, București   | Cimec    |
|      | Lighean                                                  | Datare: sfârșitul sec. XIX Școală: Atelier din Kütahya, Turcia Material: ceramică silicioasă; pictură; glazură transparentă | Vas adânc, cu buza foarte răsfrântă. Pe buză și pe corp, compoziție florală cu vrejuri, flori și frunze, pictate pe un fond alb cu albastru, verde, roșu, brun violaceu, galben, roz. Probabil forma un ansamblu cu ibricul cu nr. Inventar 17947/1666. | Muzeul Național de Artă al României, București   | Cimec    |
|      | Lampă de moschee                                         | Datare: sec. XIX Școală: Atelier sirian, Damasc (?) Material: sticlă; suflare; decor aurit; gravare | Formă tipică pentru o lampă de moschee: corp globular, gura largă, trei toarte pentru agățare. Decorul gravat și aurit, dispus în registre orizontale, acoperă întreaga suprafață a obiectului. Motive vegetale și epigrafice. | Muzeul Național de Artă al României, București   | Cimec    |
|      | Placă decorativă                                         | Datare: sf. sec. XVII - 1/2 sec. XVIII Școală: Atelier sirian, Damasc Material: ceramică silicioasă; pictură; angobă; glazură transparentă                                                                                             | Placă dreptunghiulară, cu decor pictat în albastru, verde și oliv pe fond alb-verzui: spre stânga, un chiparos reprezentat în întregime, în dreapta, un altul, reprezentat pe jumătate. Arborii au conturul coroanei de o formă zigzagată, pictat cu albastru, iar interiorul coroanei, verde, cu imbricații care sugerează frunzișul. Pe restul suprafeței plăcii, patru vase cu lalele albastre. Fragment. Placa făcea parte dintr-un ansamblu, compoziția ei continuându-se pe plăcile învecinate. Plăci asemănătoare se află in situ la Nazaret, biserica Sf. Gabriel și în monumente din Siria. | Muzeul Național de Artă al României, București   | Cimec    |
|      | Canapea                                                  | Datare: sfârșitul sec. XIX Școală: Atelier francez Descoperit: București Material: Lemn strunjit, sculptat, aurit, tapiserie Aubusson din bumbac, mătase și lână                                                                       | Canapeaua cu trei locuri este realizată în stilul Ludovic al XVI-lea. Împreună cu două fotolii (nr. inv. 21909/122 a și 21910/122 b) și un scaun (nr. inv. 21906/119) formează o garnitură care provine din mobilierul Palatului Regal. | Muzeul Național de Artă al României, București   | Cimec    |
|      | Fotoliu                                                  | Datare: sfârșitul sec. XIX Școală: Atelier francez Descoperit: București Material: Lemn strunjit, sculptat, aurit, tapiserie Aubusson din bumbac, mătase și lână                                                                       | Tapiseria fotoliului are un model floral pe fond crem. Împreună cu un fotoliu (nr. inv. 21910/122 b), un scaun (nr. inv. 21906/119) și o canapea (nr. inv. 22007/202) formează o garnitură care provine din mobilierul Palatului Regal. | Muzeul Național de Artă al României, București   | Cimec    |
|      | Fotoliu                                                  | Datare: sfârșitul sec. XIX Școală: Atelier francez Descoperit: București Material: Lemn strunjit, sculptat, aurit, tapiserie Aubusson din bumbac, mătase și lână                                                                       | Tapiseria fotoliului are un model floral pe fond crem. Împreună cu un fotoliu (nr. inv. 21910/122 a), un scaun (nr. inv. 21906/119) și o canapea (nr. inv. 22007/202) formează o garnitură care provine din mobilierul Palatului Regal. | Muzeul Național de Artă al României, București   | Cimec    |
|      | Scaun                                                    | Datare: sfârșitul sec. XIX Școală: Atelier francez Descoperit: București Material: Lemn strunjit, sculptat, aurit, tapiserie Aubusson din bumbac, mătase și lână                                                                       | Tapiseria scaunului are un model floral pe fond crem. Împreună cu două fotolii (nr. inv. 21910/122 a și 21909/122 b) și o canapea (nr. inv. 22007/202) formează o garnitură care provine din mobilierul Palatului Regal. | Muzeul Național de Artă al României, București   | Cimec    |
|      | Consolă                                                  | Datare: sfârșitul sec. XIX Școală: Atelier german sau românesc Descoperit: București Material: Stejar sculptat, aurit, brad | Consola este realizată în stilul neobaroc german. | Muzeul Național de Artă al României, București   | Cimec    |
|      | Fructieră sau bombonieră                                 | Datare: prima jumătate a secolului al XIX-lea Școală: atelier german sau transilvănean Material: argint ciocănire; cizelare | Fructieră sau bombonieră de formă rotundă, lobată ușor spiralat, așezată pe trei picioare reduse. Piesa este nemarcată. Piesa nu prezintă urme vizibile de degradare. | Muzeul Național de Istorie a României, București | Cimec    |
|      | Opaiț                                                    | Datare: secolele II–III p. Chr Școală: Romană Descoperit: Micia - castru Material: Lut Tipar bivalv | Pastă fină de culoare portocalie (Munsell 7.5YR 6/6, reddish yellow). Ardere primară incompletă. Ardere secundară pe cioc datorată utilizării. Ardere secundară pe bordură, rezervor și bază datorată contactului cu o structură de combustie Tipar bivalv. Disc rotund, neted, cu un orificiu de alimentare în centru, delimitat de bordură printr-un cordon proeminent, care se îndreaptă spre cioc, îl înconjoară și formează un canal, prevăzut cu un mic orificiu de ventilație. Bordura îngustă, prevăzută cu trei butoni bifizi, dispuși aproximativ simetric. Butonii pornesc din cordon. Cioc alungit, rotunjit, cu un orificiu de ardere. Rezervor tronconic. Bază ușor concavă. Piesa este Întreagă. Zgârieturi pe toată suprafața piesei. Ciobituri pe cordon și bordură. Firnis aproape în totalitate deteriorat. Urme de ardere secundară pe capac, rezervor și bază. Defecte de confecționare datorate slabei omogenizări a pastei (goluri în pastă) și a liantului utilizat. | Muzeul Național de Istorie a României, București | Cimec    |
|      | Bol                                                      | Datare: Secolul IV a. Chr. (375-350 a. Chr.) Școală: Greacă clasică Descoperit: jud. CONSTANȚA, Histria Material: Ceramică Modelare la roată; firnis; ardere,imprimare, lut                                                            | Bol din ceramică attică cu firnis și decor imprimat, din pastă fină, de culoare cărămizie (Munsell, 5 YR 5/8 yellowish red), cu firnis de culoare gri închis, cu reflexe plumburii (Munsell, 7,5 YR 4/1 dark gray). Buza este ușor înclinată spre interior, piciorul inelar. Decorul imprimat în interior are trei palmete și bandă de baghete oblice, la ruletă. | Muzeul Național de Istorie a României, București | Cimec    |
|      | Lekythos                                                 | Datare: Prima jumătate a secolului al IV –lea, a. Chr. Școală: greacă clasică Descoperit: jud. CONSTANȚA, Mangalia Material: ceramică la roată; pictare; firnis                                                                        | Vas în stil attic, din ceramică, cu figuri roșii, cu pastă fină, de culoare cărămizie, (Munsell, 7.5 YR 6/6 reddish yellow) și firnis de culoare maronie, închis, (Munsell, 7.5 YR 2.5/2 very dark brown). Pe corp are o palmetă cu punct central, mărginită de o dungă rezervată. Buza este lată, înclinată spre exterior până la orizontală, gâtul înalt și corpul bombat. Baza este inelară, profilată, cu un mic umbo în centru, toartă canelată atașată pe gât și pe umărul vasului. Prezintă ciobituri în zona buzei vasului de cca 1cm și în partea inferioară a toartei (între toartă și vas), o fisură și ciobitură în partea superioară a toartei, exfolieri ale firnisului în unele zone, dispariția stratului pictural în anumite zone ale modelului decorat. A fost descoperit în anul 1962 cu ocazia cercetărilor arheologice din necropolele callatiene. | Muzeul Național de Istorie a României, București | Cimec    |
|      | Pusculita                                                | Datare: Secolele II – III p. Chr. Școală: Romană Descoperit: Apulum Material: Ceramică roata olarului | Piesa are forma unui urcior fără gât și buză. Corpul globular se termină cu o suprafață concavă în centru. În partea centrală este amplasată fanta care permite introducerea monedelor, fantă care acum este spartă. Baza este dreaptă. Conform analizei realizate de Winkler, I. din anul 1965, volumul vasului este de 338 cm³, numărul monedelor care puteau încăpea este de 610 denari, după metoda așezării optime. Pasta este fină (Munsell 5YR 5/6 yellowish red), arderea primară uniformă. | Muzeul Național de Istorie a României, București | Cimec    |
|      | Opait                                                    | Datare: Secolele II – III p. Chr. Școală: Romană Descoperit: Apulum Material: Ceramică Tipar, roata olarului, imprimare | Opaiț din pastă fină, de culoare maronie deschis (Munsell, 5YR 6/4 light reddish brown), cu firnis de culoare cărămizie (Munsell, 5YR 4/6 yellowish red). Orificiu de umplere, larg, deschis, circular, delimitat de rezervor printr-un cordon proeminent. Ciocul este alungit, cu două arzătoare, în formă de vârf de săgeată. Pe fiecare ciocsunt șase mici orificii de ventilație dispuse în formă de triunghi. Rezervorul este circular, cu două nervuri dispuse simetric. Are un picior scurt, gol la interior. bază inelară, profilată. Ansa este în formă de velă decorată cu cercuri incizate, prevăzută cu apucatoare dorsală, inelară. | Muzeul Național de Istorie a României, București | Cimec    |
|      | Opait                                                    | Datare: Secolul al II lea p. Chr. Școală: Romană provincială Descoperit: Oltenia Material: lut tipar bivalv, ceramică | Opaiț de tip Loeschcke V. din pastă fină, de culoare roșie, (Munsell, 2.5 YR 6/6 red) cu firnis de culoare roșie (Munsell, 2.5 YR 5/6 red). Discul este concav, rotund, cu un orifciu de alimentare în centru, delimitat de bordură printr-un cordon proeminent. Bordura este decorată cu frunze stilizate, care pornesc din cordon. Ciocul alungit, rotunjit, cu un arzător, decorat cu volute. Rezervorul este circular. Baza este dreaptă delimitată printr-o incizie circulară, iar toarta inelară. | Muzeul Național de Istorie a României, București | Cimec    |
|      | Cupă                                                     | Datare: prima jumătate a secolului I p. Chr Școală: Romană provincială Descoperit: jud. CONSTANȚA, Mangalia Material: lut roata olarului, barbotinare, ceramică, roată                                                                 | Cupă imitație a formei Terra Sigillata Conspectus R 9.2.1., din pastă fină, de culoare roșu deschis (Munsell, 2.5YR 6/3 Weak red) și firnis de culoare roșu închis (Munsell 2.5 YR 4/8 dark red). Buza este înclinată spre exterior, delimitată de corp printr-o profilatură externă, bine pronunțată. Corpul este emisferic. Piciorul este scurt, gol pe interior, iar baza este inelară, profilată. O profilatură mediană împarte corpul în două registre. Registrul superior este decorat cu frunze stilizate, aplicate (barbotină). În zona mediană și în partea superioară a piesei sunt ciobituri (cca 1,5 cm si cca 1cm ). Lipseste material din modelul realizat în exterior, în partea superioară a piesei; pe buza vasului este o completare cromatică, în zona buzei vasului este o fisură, în interior sunt urme de calcar și sol. Prezintă defecțiuni de fabricație (cca 1cm la exterior, în zona modelului floral). | Muzeul Național de Istorie a României, București | Cimec    |
|      | Kantharos                                                | Datare: Secolul IV a. Chr. (cca 350 a. Chr.) Școală: Greacă clasică Descoperit: jud. CONSTANȚA, com. Istria, Histria-Cetate Material: lut Modelare la roată; firnis; ardere, ceramică                                                  | Vas din ceramică attică cu firnis de ton negru (Munsell, 10YR 2/1 black) și decor imprimat și pastă de culoare maronie închisă (Munsell, 7.5 YR 5/8 strong brown.) Buza este lată și evazată "a rebord", gâtul scurt și toarte trapezoidale în secțiune cu palete orizontale. Piciorul este scund, baza inelară, concavă. Pe corp sunt largi caneluri verticale. În interior, un decor imprimat cu patru palmete dispuse în cruce, mărginite de o bandă cu trei șiruri de baghete oblice executate cu ruleta. | Muzeul Național de Istorie a României, București | Cimec    |
|      | Crater                                                   | Datare: Secolele II-III p. Chr. Școală: Romană provincială Descoperit: Soporu de Câmpie Material: lut roata olarului, firnis,ceramică                                                                                                  | Crater din pastă fină de culoare roșie (Munsell, 7.5 YR 6/2 pinkish gray), cu firnis de culoare roșie închis (Munsell, 5YR 4/3 reddish brown). Buza înclinată spre interior până la orizontală, decorată cu două caneluri, este delimitată de gât printr-o incizie. Gâtul este scurt, larg, corpul globular. Bază inelară este ușor concavă. Este prevăzut cu trei toarte late, canelate, atașate pe buză și pe diametrul maxim. Ca decor are o profilatură fină la trecerea dintre gât și corp și o canelură pe diametrul maxim. Gâtul este pictat cu linii ondulate dispuse vertical. | Muzeul Național de Istorie a României, București | Cimec    |
|      | Oală                                                     | Datare: Secolele II – III p. Chr. Școală: Romană provincială Descoperit: jud. CLUJ, Soporu de Câmpie Material: lut roata olarului, ceramică, firnis                                                                                    | Oală din pastă fină de culoare roșu deschis Munsell (10 R 6/4 pale red) și firnis de culoare roșie Munsell (10 R 4/6 red). Buza înclinată spre interior până la orizontală este delimitată de corp printr-o canelură externă. Corp este globular, cu bază inelară ușor concavă. | Muzeul Național de Istorie a României, București | Cimec    |
|      | Capac                                                    | Datare: Secolele II – III p. Chr. Școală: Romană provincială Descoperit: jud. CLUJ, Soporu de Câmpie Material: lut roata olarului, firnis, ceramică                                                                                    | Capac din pastă fină, de culoare cărămizie (Munsell, 5 YR 6/8 yellowish red), cu firnis de culoare roșie (Munsell, 10 R 4/6 red). Marginea este puternic profilată, îngroșată, arcuită spre exterior. Buza este dreaptă, rotunjită și îngroșată. Pereții sunt arcuiți, butonul este scurt, profilat. | Muzeul Național de Istorie a României, București | Cimec    |
|      | Etajeră pentru fructe                                    | Datare: ultimul deceniu al secolului al XIX-lea Școală: atelier european Material: bronz; porțelan; turnare; modelare; pictare | Etajeră pentru fructe sau bomboane cu postament din bronz, triunghiular, pe trei picioare discoidale, de la care pornește o piesă de format mosor turat cu caneluri și motive vegetale și florale în relief, surmontată de un semidisc; pe postament sunt așezate trei platouri din porțelan despărțite prin coloane fasonate care se înalță deasupra ultimului platou cu un mâner. Platourile au diametre descrescătoare spre vârf și pictate în auriu, roșu, verde, albastru și mov cu cartușe în care se înscriu buchete de flori și motive geometrice. Piesa nu prezintă urme vizibile de degradare. | Muzeul Național de Istorie a României, București | Cimec    |
|      | Lingură                                                  | Datare: ultimul deceniu al secolului al XIX-lea Școală: atelier german Material: argint; aur; ambutisare; cizelare; aurire | Lingură de argint aurit cu căuș ovoidal și mâner drept cizelat pe ambele fețe cu motive vegetale care încadrează, pe avers, cifra regelui Carol I. Piesa este aurită pe întreaga suprafață. Piesa este marcată și nu prezintă urme vizibile de degradare. | Muzeul Național de Istorie a României, București | Cimec    |
|      | Furculiță                                                | Datare: ultimul deceniu al secolului al XIX-lea Școală: atelier german Material: argint; aur; ambutisare; cizelare | Furculiță prevăzută cu mâner drept cizelat pe ambele fețe cu motive vegetale care încadrează pe avers cifra regelui Carol al II-lea. Piesa este aurită pe întreaga suprafață. Piesa este marcată și nu prezintă urme vizibile de degradare. | Muzeul Național de Istorie a României, București | Cimec    |
|      | Cuțit                                                    | Datare: ultimul deceniu al secolului al XIX-lea Școală: atelier german Material: argint; aur; ciocănire; ambutisare; cizelare | Cuțit de oțel cu mâner de argint aurit. Mânerul este decorat pe ambele fețe cu motive vegetale, care pe una dintre fețe încadrează cifra regelui Carol al II-lea. Lama de oțel este ușor corodată; mânerul nu prezintă urme vizibile de degradare. | Muzeul Național de Istorie a României, București | Cimec    |
|      | Linguriță de ceai                                        | Datare: ultimul deceniu al secolului al XIX-lea Școală: atelier german Material: argint; aur; ambutisare; cizelare; aurire | Linguriță de ceai cu căușul ovoidal și cu mâner drept, cizelat pe ambele fețe cu motive vegetale care pe una dintre fețe încadrează cifra regelui Carol al II-lea. Piesa a fost aurită pe întreaga suprafață. Piesa nu prezintă urme vizibile de degradare. | Muzeul Național de Istorie a României, București | Cimec    |
|      | Linguriță pentru ou                                      | Datare: ultimul deceniu al secolului al XIX-lea Școală: atelier german Material: argint; aur; ambutisare; cizelare; aurire | Linguriță cu căușul ovoidal și mâner redus, decorat pe ambele fețe cu motive vegetale care pe una dintre fețe încadrează cifra regelui Carol al II-lea. Piesa este aurită pe întreaga suprafață. | Muzeul Național de Istorie a României, București | Cimec    |
|      | Pahar de ou                                              | Datare: ultimul deceniu al secolului al XIX-lea Școală: atelier german Material: argint; aur; ambutisare; cizelare; aurire | Pahar de ou semiovoidal, așezat pe un picior scurt strunjit cu talpă circulară. Recipientul este cizelat cu motive florale și un cartuș oval în care se înscrie cifra regelui Carol al II-lea. Piesa a fost aurită pe întreaga suprafață. Se observă urma de îmbinare a recipientului de picior datorită ușoarei dezlipiri pe marginea îmbinării; piesa nu prezintă urme vizibile de degradare. | Muzeul Național de Istorie a României, București | Cimec    |
|      | Casetă pentru tacâmuri de argint                         | Datare: ultimul deceniu al secolului al XIX-lea Școală: atelier german Material: lemn; carton; piele; catifea; saten; traforare; îmbrăcare (?)                                                                                         | Cutie paralelipipedică din lemn și carton îmbrăcată în piele maro, căptușită cu catifea verde-oliv în partea inferioară unde au fost modelate lăcașurile pentru fixarea pieselor și saten verde-oliv pe reversul capacului unde a fost imprimată firma realizatoare. Pielea de pe capac este roasă la colțuri, satenul este rupt în porțiunea de îmbinare a părților casetei, catifeaua este roasă și decolorată în mai multe locuri. | Muzeul Național de Istorie a României, București | Cimec    |
|      | Inel                                                     | Datare: sec. XIX Material: argint; batere | Verigă turnată, cu motiv de funie împletită. Veriga susține o montură discoidală, plată, cu decor vegetal turnat, ciocănit și gravat. | Muzeul Național de Artă al României, București   | Cimec    |
|      | Inel                                                     | Datare: sec. XIX Material: argint; batere; piatră | Verigă ușor bombată, cu capetele desfăcute în V, brațele fiind unite de o palmetă metalică; brațele sunt sudate de o montură de formă ovală, cu dinți, dispusă perpendicular, cu o piatră caboșon. | Muzeul Național de Artă al României, București   | Cimec    |
|      | Inel                                                     | Datare: sec. XIX Material: argint; batere; parțial aurit; email verde și albastru | Verigă lată, plată, are un buton aplatizat, rombic, opus monturii. Montura octogonală are marginile decorate cu opt petale decupate și centrul cu sârmă răsucită și email. | Muzeul Național de Artă al României, București   | Cimec    |
|      | Inel sigilar                                             | Datare: sec. XVIII - XIX Material: argint; batere | Verigă lată, ușor bombată spre exterior, cu capetele desfăcute în V și decorate cu trei flori și o perlă metalică în filigran. Montura hexagonală este decorată pe margine cu sârmă răsucită, montura are o incizie cu două figuri/ forme nedefinite, înconjurate de o coroană vegetală deschisă. | Muzeul Național de Artă al României, București   | Cimec    |
|      | Inel sigilar                                             | Datare: sec. XVII - XVIII Material: argint; batere | Verigă bombată spre exterior, turnată împreună cu montura ovală dispusă vertical; veriga se lățește și este decorată cu un motiv vegetal. Pe montură este incizat un personaj feminin (?) cu pălărie, în atitudine orantă, precum și câteva slove în negativ w I și MI M. | Muzeul Național de Artă al României, București   | Cimec    |
|      | Inel sigilar                                             | Datare: sec. XVIII Material: argint; batere | Verigă plată, are capetele mai late la îmbinarea cu montura și decorate cu câte trei flori în filigran. Montura ovală, dispusă vertical, este decorată pe margine cu perle metalice iar pe pastilă este incizată partea superioară a corpului unei păsări, cu aripile desfăcute lateral, precum și literele MOP. Lipsește una din florile de pe verigă. | Muzeul Național de Artă al României, București   | Cimec    |
|      | Inel                                                     | Datare: sec. XVIII Material: bronz (?); batere | Metal turnat. Verigă masivă, bombată spre exterior (cu lățimea variind între 0,6 și 1,3 cm); în zona cu lățimea maximă, veriga este aplatizată în forma unei monturi octogonale, incizată cu un însemn alfabetic (?); de asemenea, spre capetele lățite ale verigii este incizat un motiv dublu în zig-zag; în partea opusă monturii, un buton profilat rotund. | Muzeul Național de Artă al României, București   | Cimec    |
|      | Inel                                                     | Datare: sec. XVIII Material: bronz (?); batere | Metal ciocănit. Verigă masivă, a cărei lățime variază între 0,4 – 1,2 cm; în partea cea mai lată se află o pastilă metalică dreptunghiulară, incizată cu o steluță și un semicerc în meandru. | Muzeul Național de Artă al României, București   | Cimec    |
|      | Suport de filigean / Zarf                                | Datare: sec. XIX Școală: Atelier rusesc (?) Material: argint filigranat | Corpul în formă de con și talpa din argint filigranat în șase petale, fiecare având câte o frunzuliță și două flori aplicate. Câte două marcaje pe o petală a cupei. Face parte dintr-un set de șase bucăți. | Muzeul Național de Artă al României, București   | Cimec    |
|      | Suport de filigean / Zarf                                | Datare: sec. XIX Școală: Atelier rusesc (?) Material: argint filigranat | Corp în formă de con și talpă din argint filigranat în șase petale, fiecare având câte o frunzuliță și două flori aplicate. Câte două marcaje pe o petală a cupei. Face parte dintr-un set de șase bucăți. | Muzeul Național de Artă al României, București   | Cimec    |
|      | Suport de filigean / Zarf                                | Datare: sec. XIX Școală: Atelier rusesc (?) Material: argint filigranat | Corpul în formă de con și talpa din argint filigranat în șase petale, fiecare având câte o frunzuliță și două flori aplicate. Câte două marcaje pe o petală a cupei. Face parte dintr-un set de șase bucăți. | Muzeul Național de Artă al României, București   | Cimec    |
|      | Suport de filigean / Zarf                                | Datare: sec. XIX Școală: Atelier rusesc (?) Material: argint filigranat | Corpul în formă de con și talpa din argint filigranat în șase petale, fiecare având câte o frunzuliță și două flori aplicate. Câte două marcaje pe o petală a cupei. Face parte dintr-un set de șase bucăți. | Muzeul Național de Artă al României, București   | Cimec    |
|      | Suport de filigean / Zarf                                | Datare: sec. XIX Școală: Atelier rusesc (?) Material: argint filigranat | Corp în formă de con și talpă din argint filigranat în șase petale, fiecare având câte o frunzuliță și două flori aplicate. Câte două marcaje pe o petală a cupei. Face parte dintr-un set de șase bucăți. | Muzeul Național de Artă al României, București   | Cimec    |
|      | Suport de filigean / Zarf                                | Datare: sec. XIX Școală: Atelier rusesc (?) Material: argint filigranat | Corpul în formă de con și talpa din argint filigranat în șase petale, fiecare având câte o frunzuliță și două flori aplicate. Câte două marcaje pe o petală a cupei. Face parte dintr-un set de șase bucăți. | Muzeul Național de Artă al României, București   | Cimec    |
|      | Coșuleț pentru ață                                       | Datare: sec. XIX Material: argint; decupat; gravat | Coșuleț ovoidal format din două părți prinse între ele cu o închizătoare. Întreaga suprafață este decorată cu motive florale decupate și gravate. La unul dintre poli are un orificiu pentru ață. Marcaj românesc post-1955, pe emisfera superioară, aproape de dispozitivul de închidere. | Muzeul Național de Artă al României, București   | Cimec    |
|      | Vitrină                                                  | Datare: sec. XIX Școală: Atelier provencal Material: lemn de nuc; sculptat; traforat; sticlă; șilduri; balamale; butoni din alamă | Vitrină suspendabilă, cu ușă, trei polițe și un sertar în partea inferioară. Un coș cu fructe încadrat de două ramuri este aplicat ca ornament, deasupra ușii de sticlă. Sertarul este decorat cu frunze de măslin ce încadrează o floare sculptată, în care este fixat butonul de alamă. În partea inferioară a vitrinei, terminate în linii curbe, un vas de flori cu două toarte este încadrat într-un decor vegetal, iar picioarele din față se termină în volută. | Muzeul Național de Artă al României, București   | Cimec    |
|      | Bufet pentru veselă                                      | Datare: sf. sec. XVIII Școală: Atelier francez Material: lemn de stejar, nuc (?); sculptat; strunjit; accesorii din fier; îmbinare cu cepuri de lemn                                                                                   | Bufet compus din două părți; partea superioară în retragere, de dimensiuni mai mici, de factură diferită, probabil de la o altă piesă, a fost suprapus peste un dulap masiv, cu două uși și trei sertare, cu accesorii din fier. Piesa are un postament profilat și picioare scurte, strunjite și aplatizate la bază. Panourile ușilor, pătrate, au decor sculptat în acoladă, iar sertarele vrejuri stilizate. Partea superioară este o etajeră destinată depozitării veselei, cu trei rafturi, fiecare dintre ele închise în jumătatea inferioară cu câte două traverse înguste, unite prin mici colonete. Polița de sus a etajerei are și în partea superioară o traversă terminată într-o linie sinuoasă, în care sunt fixate fusuri strunjite. | Muzeul Național de Artă al României, București   | Cimec    |
|      | Scaun stil Empire                                        | Datare: sec. XIX Material: lemn de stejar; sculptat; tapițat; pluș; cuie de tapițerie din fier | Scaun cu șezuta tapițată și spătarul ușor curbat, alcătuit din doi montanți terminați în floare de lotus, uniți printr-o tăblie orizontală, cu decor vegetal și o traversă subțire, în partea inferioară. Între montanți, două baghete sculptate cu motivul spicului, formează un „V”. Picioarele anterioare au câte două caneluri deasupra cărora este sculptată o floare încadrată într-un dreptunghi. | Muzeul Național de Artă al României, București   | Cimec    |
|      | Scaun stil Empire                                        | Datare: sec. XIX Material: lemn de stejar; sculptat; tapițat; pluș; cuie de tapițerie din fier | Scaun cu șezuta tapițată și spătarul ușor curbat, alcătuit din doi montanți terminați în floare de lotus, uniți printr-o tăblie orizontală, cu decor vegetal și o traversă subțire în partea inferioară. Între montanți, două baghete sculptate cu motivul spicului formează un „V”. Picioarele anterioare au câte două caneluri deasupra cărora este sculptată o floare încadrată într-un dreptunghi. | Muzeul Național de Artă al României, București   | Cimec    |
|      | Scaun stil Empire                                        | Datare: sec. XIX Material: lemn de stejar; sculptat; tapițat; pluș; cuie de tapițerie din fier | Scaun cu șezuta tapițată și spătarul ușor curbat, alcătuit din doi montanți terminați în floare de lotus, uniți printr-o tăblie orizontală, cu decor vegetal și o traversă subțire, în partea inferioară. Între montanți, două baghete sculptate cu motivul spicului, formează un „V”. Picioarele anterioare au câte două caneluri deasupra cărora este sculptată o floare încadrată într-un dreptunghi. | Muzeul Național de Artă al României, București   | Cimec    |
|      | Scaun stil Empire                                        | Datare: sec. XIX Material: lemn de stejar; sculptat; tapițat; pluș; cuie de tapițerie din fier | Scaun cu șezuta tapițată și spătarul ușor curbat, alcătuit din doi montanți terminați în floare de lotus, uniți printr-o tăblie orizontală, cu decor vegetal și o traversă subțire, în partea inferioară. Între montanți, două baghete sculptate cu motivul spicului, formează un „V”. Picioarele anterioare au câte două caneluri deasupra cărora este sculptată o floare încadrată într-un dreptunghi. | Muzeul Național de Artă al României, București   | Cimec    |
|      | Scaun stil Empire                                        | Datare: sec. XIX Material: lemn de stejar; sculptat; tapițat; pluș; cuie de tapițerie din fier | Scaun cu șezuta tapițată și spătarul ușor curbat, alcătuit din doi montanți terminați în floare de lotus, uniți printr-o tăblie orizontală, cu decor vegetal și o traversă subțire în partea inferioară. Între montanți, două baghete sculptate cu motivul spicului, formează un „V”. Picioarele anterioare au câte două caneluri deasupra cărora este sculptată o floare încadrată într-un dreptunghi. | Muzeul Național de Artă al României, București   | Cimec    |
|      | Scaun stil Empire                                        | Datare: sec. XIX Material: lemn de stejar; sculptat; tapițat; pluș; cuie de tapițerie din fier | Scaun cu șezuta tapițată și spătarul ușor curbat, alcătuit din doi montanți terminați în floare de lotus, uniți printr-o tăblie orizontală, cu decor vegetal și o traversă subțire în partea inferioară. Între montanți, două baghete sculptate cu motivul spicului, formează un „V”. Picioarele anterioare au câte două caneluri deasupra cărora este sculptată o floare încadrată într-un dreptunghi. | Muzeul Național de Artă al României, București   | Cimec    |
|      | Fotoliu stil Empire                                      | Datare: sec. XIX Material: lemn de mahon; furnir; sculptat; furniruit; lustruit; tapițat; pânză | Fotoliu tapițat, cu spătar dreptunghiular, terminat cu un mic fronton în partea superioară, decorat cu două volute afrontate. Brațele rotunjite, din lemn masiv, se termină în două volute mari, ce se sprijină pe rama scaunului, deasupra picioarelor anterioare. Acestea sunt curbate în formă de picior de animal stilizat, terminat în volută. | Muzeul Național de Artă al României, București   | Cimec    |
|      | Berjeră stil Empire                                      | Datare: 1/2 sec. XIX Material: lemn de mahon; furnir; sculptat; furniruit; lustruit; tapițat; pânză | Fotoliu cu spătarul și tăbliile laterale tapițate iar perna șezutei detașabilă. Spătarul, cu rama dreaptă, se termină în partea superioară printr-o baghetă cu caneluri orizontale. Brațele rotunjite, din lemn masiv, decorate cu frunze de lotus, se unesc cu picioarele anterioare de forma unor colonete. | Muzeul Național de Artă al României, București   | Cimec    |
|      | Fotoliu                                                  | Datare: sec. XIX Școală: Atelier italian Material: lemn; sculptat; traforat; piele; alamă; cusături decorative | Fotoliu cu brațele ușor arcuite, spătarul și șezuta din piele brun, fixate cu butoni de alamă. Picioarele drepte sunt unite lateral, printr-o traversă terminată în labă de leu. Sub șezută, o traversă cu decor ajurat, printr-un medalion central. | Muzeul Național de Artă al României, București   | Cimec    |
|      | Fotoliu                                                  | Datare: sec. XIX Școală: Atelier italian Material: lemn de fag; sculptat; piele ștanțată; alamă; butoni și cuie decorative; îmbinare cu cepuri de lemn                                                                                 | Fotoliu cu spătarul și șezuta din piele brună, ștanțate, fixate cu butoni de alamă. Picioarele drepte sunt unite lateral cu o traversă. Sub șezută, picioarele anterioare sunt unite cu o traversă decorată cu motiv vegetal, dispus în jurul unui mascheron. | Muzeul Național de Artă al României, București   | Cimec    |
|      | Scaun                                                    | Datare: sec. XIX Școală: Atelier spaniol Material: lemn; sculptat; piele ștanțată; butoni metalici | Scaun cu spătarul și șezuta tapițate cu piele neagră, fixate cu butoni metalici. Spătarul din piele are ștanțat în cele patru colțuri câte un crin, iar în mijloc un blazon. Montanții spătarului se termină printr-un ornament în formă de frunză stilizată. Picioarele drepte, sunt unite lateral cu o traversă a cărei terminație anterioară sugerează o labă de leu. | Muzeul Național de Artă al României, București   | Cimec    |
|      | Scaun                                                    | Datare: sf. sec. XIX Școală: Atelier spaniol Material: lemn; sculptat; strunjit; piele; butoni metalici | Scaun cu spătarul și șezuta tapițate cu piele neagră, fixate cu butoni metalici. Montanții spătarului, ușor înclinați spre exterior, se termină printr-un ornament în formă de frunză de acant. Picioarele, încrucișate lateral sub șezută, sunt ranforsate cu două traverse strunjite. | Muzeul Național de Artă al României, București   | Cimec    |
|      | Scaun                                                    | Datare: sec. XIX Școală: Atelier italian Material: lemn; sculptat | Scaun cu spătarul înalt și șezuta dreptunghiulară; montanții spătarului, strunjiți la capete, sunt uniți prin două traverse inegale, cu decor sculptat în volute. Motivul se reia sub șezută și la traversa ce unește picioarele frontale. | Muzeul Național de Artă al României, București   | Cimec    |
|      | Masă țărănească                                          | Datare: sec. XIX Școală: Atelier spaniol Material: lemn de nuc; sculptat; strunjit; șilduri din fier; îmbinare cu cepuri de lemn | Masă dreptunghiulară din lemn masiv, cu trei sertare în centura lată, decorată cu motive geometrice pe toate cele patru laturi. Picioarele masive, strunjite, sunt unite între ele printr-o traversă în formă de „H”. | Muzeul Național de Artă al României, București   | Cimec    |
|      | Cufăr                                                    | Datare: sec. XIX Școală: Atelier european Material: piele cusută; bambus; împletitură; accesorii din fier; pânză de sac lipită | Cufăr din piele, pe armătură de coș împletit din material lemnos, cu două mânere laterale. Piesa are colțurile rotunjite și dublate cu fâșii de piele iar capacul întărit cu bare de fier. Decorul, constituit din cusături decorative, acoperă trei laturi și capacul. | Muzeul Național de Artă al României, București   | Cimec    |
|      | Băncuță                                                  | Datare: sec. XIX Material: lemn de brad; sculptat; strunjit; furnir de nuc | Băncuță cu șezuta de formă dreptunghiulară și spătar ușor acoladat, sprijinită pe patru picioare scurte, cele din față în formă de „S”. Două motive în formă de „X” decorează jumătatea superioară a spetezei. | Muzeul Național de Artă al României, București   | Cimec    |
|      | Fotoliu                                                  | Datare: sec. XIX Material: lemn; abanos; sculptat; strunjit; furnir de nuc; furniruit; pânză imprimată; tapițat | Fotoliu cu șezuta tapițată, de formă trapezoidală, spătarul drept, ușor arcuit spre exterior și brațe curbate, rotunjite la capăt. Central, în rama spătarului, un ornament din lemn de abanos – o frunză stilizată încadrată de două baghete curbate spre exterior – leagă cele două traverse ale spătarului. Piesa se sprijină pe patru picioare arcuate spre exterior și subțiate la bază. | Muzeul Național de Artă al României, București   | Cimec    |
|      | Vas de farmacie                                          | Datare: sf. sec. XVIII Școală: Atelier italian Material: faianță pictată | Vas cu corpul de formă sferică și gâtul îngust, evazat spre buză, ce se sprijină pe o bază discoidală, ușor profilată. Decorul pictat acoperă toată suprafața vasului: peisaj cu ruine, iar gâtul și baza cu decor linear. Paleta cromatică cuprinde: galben, brunuri, roz, verde, albastru și negru. Inscripția A. BORRAGINIS indică faptul că vasul era utilizat pentru păstrarea unui distilat de plante din familia boraginaceae. | Muzeul Național de Artă al României, București   | Cimec    |
|      | Vas de farmacie                                          | Datare: sf. sec. XVIII Școală: Atelier italian Material: faianță pictată | Cană cu corpul de formă sferică și gura largă, sprijinită pe o bază discoidală. Vasul are capac cu bumb în formă de ghindă, mâner pe partea opusă, cioc. Decorul pictat acoperă toată suprafața vasului și capacului: peisaj cu ruine iar buza, ciocul și baza cu decor liniar. Paleta cromatică cuprinde galben, brunuri, verde, albastru și negru. Inscripția de sub mâner, MEL. ROS. SIMPL. Și forma vasului (gura largă, orificiile interioare pentru strecurat) sunt elemente care arată că recipientul era destinat obținerii și păstrării unui preparat din miere aromatizată cu petale de trandafiri. | Muzeul Național de Artă al României, București   | Cimec    |
|      | Samovar cu ceainic pe suport cu spirtieră                | Datare: ultimul sfert al secolului al XIX-lea Școală: atelier austro-ungar Descoperit: Transilvania Material: argint; os; ambutisare; turnare; cizelare                                                                                | Samovar format din ceainic pe suport cu spirtieră; ceainicul semi-ovoidal, redus în partea superiară, este așezat pe un picior redus cu talpă circulară, are țurțure, toarta rabatabilă, în coș, izoltă cu două inele din os și capac cu buton. Partea superioară a porțiunii semi-ovoidale este înconjurată de o bandă cizelată cu motive vegetale dispuse în volute. Pe recipient sunt fixate câte două nituri pentru așezarea lui pe stativ. Stativul are baza pătrată cu colțurile tăiate din care se ridică două brațe decorate cu câte un cap de femeie. În mijlocul stativului se așează spirtiera cu mâner drept și dispozitiv de ridicare a fitilului, decorată cu aceeași bandă cizelată cu motive vegetale. Pe capac a fost gravată monograma MS - înlănțuite și încoronate. Piesa este marcată. Piesa prezintă mici pete de oxidare și este ușor zgâriată. | Muzeul Național de Istorie a României, București | Cimec    |
|      | Platou circular; Fructieră                               | Datare: ultimul deceniu al secolului al XIX-lea - primul deceniu al secolului al XX-lea Școală: Atelier central-european Material: argint; ambustisare; cizelare                                                                       | Piesa este un platou circular adânc cu bordură lată godronată din argint. Vasul nu prezintă marcaj. | Muzeul Național de Istorie a României, București | Cimec    |
|      | Platou circular; Coș de pâine                            | Datare: ultimele două decenii ale secolului al XIX-lea - primul deceniu al secolului al XX-lea Școală: Atelier austro-ungar Material: argint; ambustisare; cizelare                                                                    | Vasul este un platou circular cizelat, cu radiații boșelate din centru până la bordura ondulată. Piesa nu prezintă marcaj. | Muzeul Național de Istorie a României, București | Cimec    |
|      | Farfurie                                                 | Datare: ultimul deceniu al secolului al XIX-lea - primul deceniu al secolului al XX-lea Școală: Atelier austro-ungar Material: argint; ambustisare; cizelare; gravare                                                                  | Vasul este o farfurie sau fructieră din argint, circulară și cu marginea lată și bordura în acoladă cu patru buchete de trandafiri gravate. | Muzeul Național de Istorie a României, București | Cimec    |
|      | Farfurie                                                 | Datare: ultimul deceniu al secolului al XIX-lea - primul deceniu al secolului al XX-lea Școală: Atelier austro-ungar Material: argint; ambustisare; cizelare                                                                           | Vasul este o farfurie pentru ceașcă de ceai din argint pe bază inelară, cu marginea lată și ușor arcuită, cizelată cu motive geometrice fine întrerupte de o monogramă încoronată, „SI”, dispusă într-un cartuș. Piesa nu prezintă marcaj. | Muzeul Național de Istorie a României, București | Cimec    |
|      | Platou circular                                          | Datare: deceniile patru și cinci ale secolului al XX-lea Școală: Atelier românesc Material: argint; ciocănire; cizelare | Vasul este un platou circular cu bordură lată, cizelat în centru și pe bordură cu trandafiri și albăstrele. Piesa nu prezintă marcaj. | Muzeul Național de Istorie a României, București | Cimec    |
|      | Tavă                                                     | Datare: ultimul deceniu al secolului al XIX-lea - primul deceniu al secolului al XX-lea Școală: Atelier austro-ungar Material: argint; ambustisare; cizelare                                                                           | Vasul este o tavă dreptunghiulară cu bordura godronată. Piesa nu prezintă marcaj. | Muzeul Național de Istorie a României, București | Cimec    |
|      | Tavă de pește                                            | Datare: deceniile patru și cinci ale secolului al XX-lea Școală: Atelier românesc Material: argint; ambustisare; ajurare | Vasul este o tavă de pește ovală, cu marginea lată traforată cu motive vegetale și bordura înconjurată de frunze de viță de vie. Peisa nu prezintă marcaj. | Muzeul Național de Istorie a României, București | Cimec    |
|      | Tavă ovală                                               | Datare: ultimul deceniu al secolului al XIX-lea - primul deceniu al secolului al XX-lea Școală: Atelier central-european Material: argint; ambustisare; cizelare                                                                       | Vasul este o tavă ovală cu bordura godronată. Piesa este marcată. | Muzeul Național de Istorie a României, București | Cimec    |
|      | Tavă ovală                                               | Datare: ultimul deceniu al secolului al XIX-lea - primul deceniu al secolului al XX-lea Școală: Atelier austro-ungar Material: argint; ambustisare; cizelare                                                                           | Vasul este o tavă ovală cu bordura godronată. Piesa este marcată. | Muzeul Național de Istorie a României, București | Cimec    |
|      | Tavă ovală                                               | Datare: ultimul deceniu al secolului al XIX-lea - primul deceniu al secolului al XX-lea Școală: Atelier austro-ungar Material: argint; ambustisare; cizelare                                                                           | Vasul este o tavă din argint, ovală, cu marginea lată, bordată cu baghete înnodate la distanțe egale. Piesa este marcată. | Muzeul Național de Istorie a României, București | Cimec    |
|      | Tavă ovală                                               | Datare: ultimul deceniu al secolului al XIX-lea - primul deceniu al secolului al XX-lea Școală: Atelier austro-ungar Material: argint; ambustisare; cizelare                                                                           | Vasul este o tavă ovală din argint cu bordura cizelată cu baghete încrucișate la distanțe egale. Piesa este marcată. | Muzeul Național de Istorie a României, București | Cimec    |
|      | Tavă ovală                                               | Datare: ultimul deceniu al secolului al XIX-lea - primul deceniu al secolului al XX-lea Școală: Atelier austro-ungar Material: argint; ambustisare; cizelare                                                                           | Vasul este o tavă ovală din argint cu marginea lată și bordura cizelată cu o ghirlandă de frunze și flori. Tava servea ca un platou pentru pește. Piesa este marcată. | Muzeul Național de Istorie a României, București | Cimec    |
|      | Tas                                                      | Datare: ultimele două decenii ale secolului al XIX-lea - primul deceniu al secolului al XX-lea Școală: Atelier austro-ungar Material: argint; ambustisare; cizelare                                                                    | Vasul este un tas din argint de mici dimensiuni, gravat împrejur cu o bandă de motive vegetale și geometrice iar la mijloc cu monograma CS. Piesa este marcată. | Muzeul Național de Istorie a României, București | Cimec    |
|      | Tăviță                                                   | Datare: ultimul deceniu al secolului al XIX-lea - primul deceniu al secolului al XX-lea Școală: Atelier central-european Material: argint; ambustisare; cizelare                                                                       | Vasul este un platou circular cu bordura godronată. Piesa este marcată. | Muzeul Național de Istorie a României, București | Cimec    |
|      | Tăviță                                                   | Datare: ultimul deceniu al secolului al XIX-lea - primul deceniu al secolului al XX-lea Școală: Atelier central-european Material: argint; ambustisare; cizelare                                                                       | Vasul este un platou circular cu bordura godronată. Piesa este marcată. | Muzeul Național de Istorie a României, București | Cimec    |
|      | Tăviță                                                   | Datare: primele două decenii ale secolului al XX-lea Școală: Atelier central-european Material: argint; ambustisare; cizelare | Vasul este un platou de argint pătrat cu colțurile rotunjite. Are marginea lată și bordată de o bandă îngustă, răsucită. Piesa nu prezintă marcaj. | Muzeul Național de Istorie a României, București | Cimec    |
|      | Platou dreptunghiular                                    | Datare: ultimul deceniu al secolului al XIX-lea Școală: Atelier austro-ungar Material: argint; ambustisare; cizelare | Vasul este un platou de argint dreptunghiular cu laturile ușor curbate. Are marginea lată și bordată de un motiv decorativ vegetal format din frunze și fructe dispuse într-un decor cu vrejuri. Piesa este marcată. | Muzeul Național de Istorie a României, București | Cimec    |
|      | Platou oval                                              | Datare: ultimul deceniu al secolului al XIX-lea- primul deceniu al secolului al XX-lea Școală: Atelier central-european Material: argint; ambustisare; cizelare                                                                        | Vasul este un platou oval cu marginea godronată. Piesa nu prezintă marcaj. | Muzeul Național de Istorie a României, București | Cimec    |
|      | Platou dreptunghiular                                    | Datare: ultimul deceniu al secolului al XIX-lea- primul deceniu al secolului al XX-lea Școală: Atelier central-european Material: argint; ambustisare; cizelare                                                                        | Vasul este un platou dreptunghiular cu marginea godronată. Piesa este marcată. | Muzeul Național de Istorie a României, București | Cimec    |
|      | Platou oval                                              | Datare: ultimul deceniu al secolului al XIX-lea- primul deceniu al secolului al XX-lea Școală: Atelier central-european Material: argint; ambustisare; cizelare                                                                        | Vasul este un platou oval cu marginea godronată. Piesa este marcată. | Muzeul Național de Istorie a României, București | Cimec    |
|      | Platou oval                                              | Datare: ultimul deceniu al secolului al XIX-lea- primul deceniu al secolului al XX-lea Școală: Atelier central-european Material: argint; ambustisare; cizelare                                                                        | Vasul este un platou oval cu marginea godronată. Piesa este marcată. | Muzeul Național de Istorie a României, București | Cimec    |
|      | Sfeșnic cu trei buji                                     | Datare: prima jumătate a secolului al XIX-lea Școală: atelier german (?) Material: argint; turnare; martelare; cizelare | Sfeșnic cu trei bujii, pe baza dodecagonală, de pe care se înalță coloana în format balustru, pe care se sprijină două brațe format S, terminate cu bujii cu farfurioară, între care este un al treilea braț, drept, cu o bujie identică. Pe coloană și la pornirea celor două brațe este lipită câte o mască de Pan. Piesă marcată. În interiorul postamentului este o etichetă aurie cu o inscripție aproape ilizibilă. Piesa prezintă ușoare lovituri și zgârieturi, iar argintul este ușor corodat. | Muzeul Național de Istorie a României, București | Cimec    |
|      | Sfeșnic cu trei bujii                                    | Datare: prima jumătate a secolului al XIX-lea Școală: atelier german (?) Material: argint; turnare; martelare; cizelare | Sfeșnic cu trei bujii, pe baza dodecagonală, de pe care se înalță coloana format balustru, pe care se sprijină două brațe format S, terminate cu bujii cu farfurioară, între care este un al treilea, drept, cu o bujie identică. Pe coloană și la pornirea celor două brațe este lipită câte o mască de Pan. Piesă marcată. Unul dintre cele două brațe este îndoit mai mult; piesa prezintă ușoare urme de zgârieturi și de lovituri. | Muzeul Național de Istorie a României, București | Cimec    |
|      | Samovar                                                  | Datare: ultimul sfert al secolului al XIX-lea Școală: atelier rusesc Material: argint; os; argint; cizelare; gravare | Samovar sferic cu toarte în consolă, gura evazată închisă de un capac plat și robinet în partea inferioară, așezat pe un stativ. În interior, vasul este străbătut de un tub care pornește de la bază și permite încălzirea apei. Stativul este format dintr-o porțiune sferică ajurată, așezată pe o talpă circulară cu patru picioare reduse. Baza stativului se închide cu un capac pe care se așează spirtiera. Butonul capacului și torțile sunt prevăzute cu inele de os. Vasul poartă o monogramă – SIE. Piesă marcată. Capacul nu se închide, vasul e deformat la torți. Butonul de os de la capacul mic este rupt. | Muzeul Național de Istorie a României, București | Cimec    |
|      | Ceainic pentru esență                                    | Datare: ultimul sfert al secolului al XIX-lea Școală: atelier rusesc Material: argint; aur; os; ciocănire; cizelare; aurire | Ceainic pentru esență, piriform, cu baza aplatizată, prevăzut cu țurțure, toartă în consolă și capac ușor bombat și buton sferic. Toarta este prevăzută cu două inele din os care se repetă și în jurul butonului de la capac. Piesa a fost aurită în interior. Pe corpul recipientului a fost gravată monograma cu literele SIE. Piesa este marcată. Capacul nu se închide din cauza deformării piesei, inelele de os sunt crăpate. | Muzeul Național de Istorie a României, București | Cimec    |
|      | Zaharniță                                                | Datare: ultimul sfert al secolului al XIX-lea Școală: atelier rusesc Material: argint; aur; os; ciocănire; cizelare; aurire | Zaharniță piriformă, pe bază aplatizată, torți reduse, orizontale, capacul ușor bombat, prins cu balama și buton sferic izolat cu inel de os. Piesa a fost aurită în interiorul recipientului și al capacului. Pe suprafața recipientului a fost gravată monograma SIE. Piesă marcată. | Muzeul Național de Istorie a României, București | Cimec    |
|      | Cană de lapte                                            | Datare: ultimul sfert al secolului al XIX-lea Școală: atelier rusesc Material: argint; ciocănire; cizelare | Cană de lapte piriformă, pe bază aplatizată, cu cioc și toartă în consolă. Pe suprafața recipinetului a fost gravată monograma SIE. Piesa marcată. | Muzeul Național de Istorie a României, București | Cimec    |
|      | Suport pentru ceașcă de ceai                             | Datare: ultimul deceniu al secolului al XIX-lea - primul deceniu al secolului XX Școală: atelier austro-ungar Material: argint; aur; ambutisare; cizelare; gravare; aurire                                                             | Suport din argint pentru ceașcă de ceai semisferic, pe bază profilată, cu fundul decupat, suprafața ajurată cu medalioane ovale și triunghiulare, cizelat cu ghirlande de frunze repetate sub buză sub formă de bandă. Suportul a fost decupat în zona toartei. Pe suprafața piesei a fost gravat un blazon încoronat în care se înscrie un călăreț spre stânga cu sabia ridicată. Suportul a fost aurit în interior. Piesa este marcată, iar cu excepția unei ușoare ștergeri a aurului în unele locuri, piesa nu prezintă urme de degradare. | Muzeul Național de Istorie a României, București | Cimec    |
|      | Suport pentru ceașcă de ceai                             | Datare: ultimul deceniu al secolului al XIX-lea - primul deceniu al secolului XX Școală: atelier austro-ungar Material: argint; aur; abutisare; cizelare; gravare; aurire                                                              | Suport din argint pentru ceașcă de ceai semisferic, pe bază profilată, cu fundul decupat, suprafața ajurată cu medalioane ovale și triunghiulare, cizelat cu ghirlande de frunze repetate sub buză sub formă de bandă. Suportul a fost decupat în zona toartei. Pe suprafața piesei a fost gravat un blazon încoronat în care se înscrie un călăreț spre stânga cu sabia ridicată. Suportul a fost aurit în interior. Piesa este marcată, iar cu excepția unei ușoare ștergeri a aurului în unele locuri, piesa nu prezintă urme de degradare. | Muzeul Național de Istorie a României, București | Cimec    |
|      | Suport pentru ceașcă de ceai                             | Datare: ultimul deceniu al secolului al XIX-lea - primul deceniu al secolului XX Școală: atelier austro-ungar Material: argint; aur; ambutisare; cizelare; gravare; aurire                                                             | Suport din argint pentru ceașcă de ceai semisferic, pe bază profilată, cu fundul decupat, suprafața ajurată cu medalioane ovale și triunghiulare, cizelat cu ghirlande de frunze repetate sub buză sub formă de bandă. Suportul a fost decupat în zona toartei. Pe suprafața piesei a fost gravat un blazon încoronat în care se înscrie un călăreț spre stânga cu sabia ridicată. Suportul a fost aurit în interior. Piesa este marcată, iar cu excepția unei ușoare ștergeri a aurului în unele locuri, piesa nu prezintă urme de degradare. | Muzeul Național de Istorie a României, București | Cimec    |
|      | Suport pentru ceașcă de ceai                             | Datare: ultimul deceniu al secolului al XIX-lea - primul deceniu al secolului XX Școală: atelier austro-ungar Material: argint; aur; ambutisare; cizelare; gravare; aurire                                                             | Suport din argint pentru ceașcă de ceai semisferic, pe bază profilată, cu fundul decupat, suprafața ajurată cu medalioane ovale și triunghiulare, cizelat cu ghirlande de frunze repetate sub buză sub formă de bandă. Suportul a fost decupat în zona toartei. Pe suprafața piesei a fost gravat un blazon încoronat în care se înscrie un călăreț spre stânga cu sabia ridicată. Suportul a fost aurit în interior. Piesa este marcată iar cu excepția unei ușoare ștergeri a aurului în unele locuri, piesa nu prezintă urme de degradare. | Muzeul Național de Istorie a României, București | Cimec    |
|      | Suport pentru ceașcă de ceai                             | Datare: ultimul deceniu al secolului al XIX-lea - primul deceniu al secolului XX Școală: atelier austro-ungar Material: argint; aur; ambutisare; cizelare; gravare; aurire                                                             | Suport din argint pentru ceașcă de ceai semisferic, pe bază profilată, cu fundul decupat, suprafața ajurată cu medalioane ovale și triunghiulare, cizelat cu ghirlande de frunze repetate sub buză sub formă de bandă. Suportul a fost decupat în zona toartei. Pe suprafața piesei a fost gravat un blazon încoronat în care se înscrie un călăreț spre stânga cu sabia ridicată. Suportul a fost aurit în interior. Piesa este marcată, iar cu excepția unei ușoare ștergeri a aurului în unele locuri, piesa nu prezintă urme de degradare. | Muzeul Național de Istorie a României, București | Cimec    |
|      | Suport pentru ceașcă de ceai                             | Datare: ultimul deceniu al secolului al XIX-lea - primul deceniu al secolului XX Școală: atelier austro-ungar Material: argint; aur; ambutisare; cizelare; gravare; aurire                                                             | Suport din argint pentru ceașcă de ceai semisferic, pe bază profilată, cu fundul decupat, suprafața ajurată cu medalioane ovale și triunghiulare, cizelat cu ghirlande de frunze repetate sub buză sub formă de bandă. Suportul a fost decupat în zona toartei. Pe suprafața piesei a fost gravat un blazon încoronat în care se înscrie un călăreț spre stânga cu sabia ridicată. Suportul a fost aurit în interior. Piesa este marcată, iar cu excepția unei ușoare ștergeri a aurului în unele locuri, piesa nu prezintă urme de degradare. | Muzeul Național de Istorie a României, București | Cimec    |
|      | Tavă                                                     | Datare: deceniul al treilea al secolului XX Școală: Atelier austriac Material: argint; ambutisare; cizelare | Tavă din argint, de format oval, cu bordura festonată însoțită de o pamblică cizelată cu volute și motive foliate În câmpul tăvii, spre margine, a fost gravat un blazon - un scut franțuzesc cartelat, cu câte o ghindă în cartierul 2 și 3, deasupra timbrat cu o cască și cimieră de format liră. Piesa este marcată și nu prezintă urme vizibile de degradare. | Muzeul Național de Istorie a României, București | Cimec    |
|      | Tavă rotundă                                             | Datare: deceniile trei - cinci ale secolului XX Școală: atelier românesc Material: argint; ambutisare; cizelare | Tavă rotundă din argint, cu bordură cizelată de o bandă decorată cu trandafiri. Piesa este marcată și nu prezintă urme vizibile de degradare. | Muzeul Național de Istorie a României, București | Cimec    |
|      | Bombonieră                                               | Datare: primele trei decenii ale secolului XX Școală: atelier românesc Material: argint; cristal ambutisare; cizelare; suflare | Bombonieră formată dintr-un recipient de semicristal așezat pe un picior conic, înalt, mult evazat în partea inferioră care constituie baza. Piesa este gravată pe bază cu o stemă formată dintr-un scut franțuzesc care înscrie o mână înarmată cu sabie, este surmontat de o cască încoronată din care iese tot o mână înarmată. Piesa marcată și nu prezintă urme vizibile de degradare. | Muzeul Național de Istorie a României, București | Cimec    |
|      | Perie de haine                                           | Datare: 4/4 sec XIX Școală: Atelier german Material: argint; păr de cal; cizelare | Perie de haine din păr de cal fixat într-o placă de lemn îmbrăcată în foaie de argint cizelată cu o baghetă întreruptă de trandafiri minusculi. Piesă marcată. | Muzeul Național de Istorie a României, București | Cimec    |
|      | Perie pentru păr                                         | Datare: 4/4 sec XIX Școală: Atelier german Material: argint; păr de cal; cizelare | Perie pentru păr cu mâner format suveică, din păr de cal tăiat în mai multe direcții, fixat într-o placă de lemn ovală, îmbrăcată în foaie de argint cizelată cu o baghetă întreruptă de trandafiri minusculi. Piesă nemarcată. | Muzeul Național de Istorie a României, București | Cimec    |
|      | Perie pentru păr                                         | Datare: 4/4 sec XIX Școală: Atelier german Material: argint; păr de cal; cizelare | Perie pentru păr cu mâner format suveică, din păr de cal tăiat în mai multe direcții, fixat într-o placă de lemn ovală, îmbrăcată în foaie de argint cizelată cu o baghetă întreruptă de trandafiri minusculi. Piesă nemarcată. | Muzeul Național de Istorie a României, București | Cimec    |
|      | Perie de haine                                           | Datare: 4/4 sec XIX Școală: Atelier german Material: argint; păr de cal; cizelare | Perie pentru haine din păr de cal fixat într-o placă dreptunghiulară de lemn îmbrăcată în foaie de argint cizelată cu o baghetă întreruptă de trandafiri minusculi. Piesă nemarcată. | Muzeul Național de Istorie a României, București | Cimec    |
|      | Perie de pantofi                                         | Datare: 4/4 sec XIX Școală: Atelier german Material: lemn; argint; păr de cal; cizelare | Perie pentru pantofi din păr de cal fixat într-o placă dreptunghiulară de lemn cu mânerul format suveică, îmbrăcată în foaie de argint cizelată cu o baghetă întreruptă de trandafiri minusculi. Piesă nemarcată. | Muzeul Național de Istorie a României, București | Cimec    |
|      | Periuță de dinți                                         | Datare: 4/4 sec XIX Școală: Atelier german Material: lemn; argint; păr de animal; cizelare | Perie de dinți, pe placă dreptunghiulară de lemn cu mânerul format suveică, îmbrăcată în foaie de argint cizelată cu o baghetă întreruptă de trandafiri minusculi. Piesă nemarcată. | Muzeul Național de Istorie a României, București | Cimec    |
|      | Pieptene                                                 | Datare: 4/4 sec XIX Școală: Atelier german Material: baga; argint; cizelare | Pieptene decupat în foaie de baga, format dreptunghiular, cu partea opusă dinților îmbrăcată pe ambele părți cu o foaie de argint cizelată cu o baghetă întreruptă de trandafiri minusculi. Piesă nemarcată. | Muzeul Național de Istorie a României, București | Cimec    |
|      | Lingură pentru pantofi                                   | Datare: 4/4 sec XIX Școală: Atelier german Material: argint; cizelare | Lingură pentru pantofi cu mânerul format suveică, cizelat pe ambele fețe cu o baghetă întreruptă de trandafiri minusculi. Piesă marcată. | Muzeul Național de Istorie a României, București | Cimec    |
|      | Clește pentru mănuși                                     | Datare: 4/4 sec XIX Școală: Atelier german Material: filde; argint; cizelare | Clește pentru tras mănușile cu partea pentru apucat lucrată din două bare de os, iar cea de manipulat din lemn îmbrăcată în foaie de argint cizelată cu o baghetă întreruptă de trandafiri minusculi. Piesă marcată. | Muzeul Național de Istorie a României, București | Cimec    |
|      | Cutie pentru produse cosmetice                           | Datare: 4/4 sec XIX Școală: Atelier german Material: cristal; aur; argint; cizelare | Cutie pentru produse cosmetice din cristal cu capac de argint, aurit în interior. Cutia de format dreptunghiular cu colțurile rotunjite este gravată și capacul cizelat cu o baghetă întreruptă de trandafiri minusculi. Piesă nemarcată. | Muzeul Național de Istorie a României, București | Cimec    |
|      | Cutie pentru produse cosmetice                           | Datare: 4/4 sec XIX Școală: Atelier german Material: cristal; aur; argint; cizelare | Cutie pentru produse cosmetice din cristal cu capac de argint, aurit în interior. Cutia de format dreptunghiular cu colțurile rotunjite este gravată și capacul cizelat cu o baghetă întreruptă de trandafiri minusculi. Piesă nemarcată. | Muzeul Național de Istorie a României, București | Cimec    |
|      | Cutie pentru produse cosmetice                           | Datare: 4/4 sec XIX Școală: Atelier german Material: cristal; aur; argint; cizelare | Cutie pentru produse cosmetice din cristal cu capac de argint, aurit în interior. Cutia de format dreptunghiular cu colțurile rotunjite este gravată și capacul cizelat cu o baghetă întreruptă de trandafiri minusculi. Piesă nemarcată. | Muzeul Național de Istorie a României, București | Cimec    |
|      | Cutie pentru farduri                                     | Datare: 4/4 sec XIX Școală: Atelier german Material: cristal; aur; argint; cizelare | Cutie pentru produse cosmetice din cristal cu capac de argint, aurit în interior. Cutia de formă cilindrică este gravată și capacul cizelat cu o baghetă întreruptă de trandafiri minusculi. Piesă marcată. | Muzeul Național de Istorie a României, București | Cimec    |
|      | Oglindă de mână                                          | Datare: 4/4 sec XIX Școală: Atelier german Material: amalgam de mercur; argint; cizelare | Oglindă de mână cu mâner, ovală, pe placă de lemn îmbrăcată în foaie de argint cizelată cu o baghetă întreruptă de trandafiri minusculi. Piesă marcată. | Muzeul Național de Istorie a României, București | Cimec    |
|      | Lustruitor pentru unghii                                 | Datare: 4/4 sec XIX Școală: Atelier german Material: piele de căprioară; lemn; argint; cizelare | Lustruitor pentru unghii format suveică îmbrăcat în piele de căprioară și montat în foaie de argint cu un mâner mai mic care-i urmează forma și cizelat cu o baghetă întreruptă de trandafiri minusculi. Piesă marcată. | Muzeul Național de Istorie a României, București | Cimec    |
|      | Cană de apă                                              | Datare: 4/4 sec XIX Școală: Atelier german Material: argint; aur; cizelare | Cană de apă piriformă pe picior redus cu talpa în trompetă cu retrageri succesive, toarta în consolă și cioc înalt. În jurul gâtului piesa a fost decorată cu două baghete întrerupte de trandafiri minusculi. Piesă marcată. | Muzeul Național de Istorie a României, București | Cimec    |
|      | Croșetă pentru tras șireturile la încălțăminte           | Datare: 4/4 sec XIX Școală: Atelier german Material: oțel; cizelare | Croșetă pentru tras șireturile la încălțăminte, lungă, cu mânerul format suveică cizelat cu o baghetă întreruptă de trandafiri minusculi. Piesă marcată. | Muzeul Național de Istorie a României, București | Cimec    |
|      | Croșetă pentru tras șireturile de corset                 | Datare: 4/4 sec XIX Școală: Atelier german Material: lemn; argint; cizelare | Croșetă pentru tras șireturile la corset, lungă, cu mânerul format suveică cizelat cu o baghetă întreruptă de trandafiri minusculi. Piesă marcată. | Muzeul Național de Istorie a României, București | Cimec    |
|      | Lighean                                                  | Datare: 4/4 sec XIX Școală: Atelier german Material: argint; aur; cizelare | Lighean decorat pe bordură cu două baghete întrerupte de trandafiri minusculi. Piesa este ușor aurită. Piesă marcată. Aurirea se păstrează foarte slabă. | Muzeul Național de Istorie a României, București | Cimec    |
|      | Ploscă cu pahar                                          | Datare: deceniu al șaselea al secolului al XIX-lea Școală: atelier austriac Material: argint; aur; sticlă; piele ciocănire; cizelare; aurire; suflare; tăbăcire                                                                        | Ploscă din sticlă cu jumătatea superioară îmbrăcată în piele. Cealaltă jumătate intră într-un pahar de argint, iar gâtul este cu filet și capac din argint. Paharul este aurit în interior, de formă tronconică, răsturnat, ovalizat, cu două inele la buza superioară și suprafața cizelată cu motive vegetale și geometrice. De o parte și de alta a marginii inferioare a porțiunii din piele este câte un inel în dreptul celui de la pahar prin care a fost petrecut un șiret. Piesă marcată. Pielea este ușor degradată; piesele din componența piesei sunt ușor corodate și prezintă ușoare zgârieturi. | Muzeul Național de Istorie a României, București | Cimec    |
|      | Cupă                                                     | Datare: sfârșitul secolului al XIX-lea - începutul secolului XX Școală: atelier austro-ungar Material: argint ciocănire; cizelare | Cupă cu recipient în formă de clopot, pe picior scurt așezat pe talpa circulară; pe mijlocul cupei este un brâu boselat, decorat cu motive vegetale și florale, iar deasupra lui este blazon circumscris într-o cunună de stejar. În blazonul în formă de scut franțuzesc se înscrie un vultur bicefal. Spre marginea tălpii este o inscripție circulară în limba germană, în traducere liberă „un om brav se încrede în trecut”, completată pe panglică cu un motiv de volute cu flori. Piesa marcată. Piesa nu prezintă urme vizibile de degradare. | Muzeul Național de Istorie a României, București | Cimec    |
|      | Pahar de kiddush                                         | Datare: deceniile trei și patru ale secolului XX Școală: atelier polonez Material: argint ambutisar; cizelare | Pahar de kiddush, cilindric, ușor evazat spre gură, cizelat cu două medalioane ovale. Piesa este ușor îndoită la gură. | Muzeul Național de Istorie a României, București | Cimec    |
|      | Cupă                                                     | Datare: deceniile patru și cinci ale secolului XX Școală: atelier românesc Material: argint; aur ciocănire; cizelare; aurire | Cupă din argint, format conic înalt, pe picior conic, evazat spre bază, cu un nod redus sub recipient; în apropierea gurii recipientului, la baza lui și spre partea inferioară a piciorului sunt fixate cu nituri frunze și ciorchini de struguri, întrerupte la baza vasului de măști leonine; întregul decor aplicat a fost aurit. Piesa nu prezintă urme vizibile de degradare. | Muzeul Național de Istorie a României, București | Cimec    |
|      | Cupă cu capac                                            | Datare: a doua jumătate a secolului al XIX-lea Școală: atelier european Material: argint; aur ambutisare; ciocănire; cizelare; aurire parțială                                                                                         | Cupă cu capac, formată dintr-un recipient cilindric, piciorul cupei are talpa circulară, recipientul are capac cu buton. Talpa cu o retragere, cizelată cu caneluri radiale, între care sunt dispuse motive vegetale și fructe care urcă pe piciorul cu un nod mic; recipientul ușor strâns spre gură, neted, prezintă două inele; capacul decorat ca talpa, iar butonul este ascuțit la vârf. Vasul este aurit în interior. Piesa marcată. Piesa nu prezintă urme vizibile de degradare. | Muzeul Național de Istorie a României, București | Cimec    |
|      | Sfeșnic                                                  | Datare: a doua jumătate a secolului al XIX-lea Școală: atelier austro-ungar Material: argint; ambutisare; cizelare | Sfeșnic din argint construit din două conuri înalte, suprapuse, pe talpă circulară bombată; suportul pentru bujie este conic, răsturnat. Piesa este cizelată pe întreaga suprafață prin gravare fină cu motive geometrice și vegetale geometrizate între care se înscrie un panou oval cu monograma SM sau MS. Piesa este marcată și nu prezintă semne vizibile de degradare. În interior are sacâz și pământ. | Muzeul Național de Istorie a României, București | Cimec    |
|      | Sfeșnic                                                  | Datare: a doua jumătate a secolului al XIX-lea Școală: atelier austro-ungar Material: argint; ambutisare; cizelare | Sfeșnic din argint construit din două conuri înalte, suprapuse, pe talpă circulară bombată; suportul pentru bujie este conic, răsturnat. Piesa este cizelată pe întreaga suprafață prin gravare fină cu motive geometrice și vegetale geometrizate între care se înscrie un panou oval cu monograma SM sau MS. Piesa este marcată și nu prezintă semne vizibile de degradare. În interior are sacâz și pământ. | Muzeul Național de Istorie a României, București | Cimec    |
|      | Sfeșnic                                                  | Datare: sfârșitul primei jumătăți a secolului al XIX-lea Școală: atelier austro-ungar Material: argint; ambutisare; cizelare | Sfeșnic din argint format balustru, înalt, pe bază troncpiramidal-pătrată; baza și partea inferioară a piciorului sunt cizelate cu motive vegetale înscrise în panouri triunghiulare. Piesă este marcată și nu prezintă semne vizibile de degradare. | Muzeul Național de Istorie a României, București | Cimec    |
|      | Sfeșnic                                                  | Datare: sfârșitul primei jumătăți a secolului al XIX-lea Școală: atelier austro-ungar Material: argint; ambutisare; cizelare | Sfeșnic din argint de format balustru, înalt, pe bază troncpiramidal-pătrată; baza și partea inferioară a piciorului sunt cizelate cu motive vegetale înscrise în panouri triunghiulare. Piesă este marcată și nu prezintă urme vizibile de degradare. | Muzeul Național de Istorie a României, București | Cimec    |
|      | Ceașcă                                                   | Datare: sfârșitul secolului la XIX-lea - primul deceniu al secolului XX Școală: atelier german Material: argint; turnare; ambutisare; cizelare; gravare                                                                                | Ceașcă, format de tip clopot aflat pe o talpă circulară cu toartă în consolă; ceașca este cizelată cu două benzi cizelate cu șiruri de palmete sub buză și aproape de bază și cu două cartușe în care se înscrie un cartuș gol de-o parte și de alta, iar toarta curbată are formă de vrej. Ceașca face parte dintr-un set care curpinde ceașcă și farfurie (inv. 89401). Piesa este marcată pe fund cu majusculele AI. Baza ceștii este ușor deformată; piesa prezintă zgârieturi fine. | Muzeul Național de Istorie a României, București | Cimec    |
|      | Farfurie                                                 | Datare: sfârșitul secolului la XIX-lea - începutul secolului XX Școală: atelier german Material: argint; ambutisare; cizelare; gravare                                                                                                 | Farfurie redusă, așezată pe bază inelară cizelată cu două benzi din șiruri de palmete în jurul marginii și împrejurul adânciturii pentru ceașcă. Piesa poartă marca Imperiului German, după 1888. Piesa nu prezintă urme vizibile de degradare. Face parte dintr-un set compus din ceașcă și farfurie (inv. 89400). | Muzeul Național de Istorie a României, București | Cimec    |
|      | Tavă                                                     | Datare: ultimul deceniu primei jumătăți a secolului al XIX-lea Școală: atelier austriac Material: argint; lemn; turnare; ciocănire; ambutisare; cizelare; traforare                                                                    | Tavă de formă dreptunghiulară, cu o bordură de tip șnur pe margine și două mânere ondulate, mânerele sunt cizelate cu o serie de motive vegetale. În mijloc este gravată monograma MS sau SM. Pe spate este întărită cu o grilă din lemn. Piesa poartă marcajul orașului, dar și cel al meșterului pe marginea superioară, este prezent de asemenea un alt marcaj, acesta fiind indescifrabil, pe mijlocul reversului. Piesa prezintă o serie de zgârieturi fine pe întreaga suprafață. | Muzeul Național de Istorie a României, București | Cimec    |
|      | Tavă                                                     | Datare: primele două decenii ale secolului XX Școală: atelier necunoscut Material: argint; ambutisare; cizelare | Tavă dreptunghiulară cu bordură lată, colțurile sunt tăiate, întreaga margine a tăvii este ondulată. Piesa are o serie de zgârieturi fine pe întreaga suprafață. | Muzeul Național de Istorie a României, București | Cimec    |
|      | Cuvă sau dublou                                          | Datare: ultimul deceniu al primei jumătăți a secolului al XIX-lea Școală: atelier vienez Material: argint; ambutisare; lustruire | Cuvă sau dublou realizat dintr-o foaie dreptunghiulară adâncită lăsând o bordură lată, netedă, întărită de o baghetă subțire. Piesa este marcată pe reversul bordurii și prezintă zgârieturi ușoare pe întreaga suprafață. | Muzeul Național de Istorie a României, București | Cimec    |
|      | Cuvă sau dublou                                          | Datare: sfârșitul primei jumătăți a secolului al XIX-lea Școală: atelier imperial austriac Material: argint; ambutisare | Cuvă sau dublou din foaie metalică dreptunghiulară, adâncită, pe bază aplatizată și marginile ușor curbate spre interior, însoțite de o baghetă. Piesa poartă marca argintarului și a orașului Viena. Piesa este ușor zgâriată pe întreaga suprafață. | Muzeul Național de Istorie a României, București | Cimec    |
|      | Cuvă sau dublou                                          | Datare: ultimele trei decenii ale secolului al XIX-lea Școală: atelier austro-ungar Material: argint; ambutisare; cizelare | Cuvă sau dublou din foaie metalică dreptunghiulară, adâncită, pe bază aplatizată și cizelată în interior prin gravare cu un cartuș înconjurat de motive vegetale în mijloc și o bandă cu motive florale pe peretele oblic al vasului. Piesa este nemarcată și prezintă ușoare zgârieturi pe suprafață. | Muzeul Național de Istorie a României, București | Cimec    |
|      | Pistol cu cremene                                        | Datare: a doua jumătate a secolului al XVIII-lea Material: oțel, metal, lemn | Țeava din oțel, lisă în interior și exterior troncooctogonal, prezintă pe partea superioară a țevii și pe brațul ei de fixare la uluc ornamente cu motive vegetale stilizate și reliefate. Partea anterioară a țevii este fixată de uluc și printr-o brățară, lată, ornamentată în aceeași manieră cu restul plăcilor ce acoperă patul și ulucul. Actualmente această piesă este desprinsă. Mecanismul de datare a focului, complet (cocoș, port cremene, tigăiță, amnar, platină și mecanismele de funcționare a mecanismului). La exterior, platina, cocoșul și amnarul sunt ornamentate cu motive vegetale reliefate și gravate. De remarcat că pe amnar este gravată și reliefată o pasăre. Mecanismul de declanșare complet (trăgaciul cu arcul său și gardă), are partea exterioară a gărzii ornamentată cu motive vegetale și florale mărginite de linii ondulate. Patul și ulucul din lemn sunt acoperite în întregime în plăci metalice bogat ornamentate cu motive vegetale gravate și reliefate. Capul mânerului se termină printr-un bulb. Stare de conservare, relativ bună, ușoare urme de coroziune punctiformă pe părțile metalice și brățară de fixare a țevii de uluc este desprinsă. | Muzeul Național de Artă al României, București   | Cimec    |
|      | Pistol cu cremene                                        | Material: oțel, metal, lemn | Țeava din oțel, lisă în interior și exterior troncooctogonal, prezintă pe partea superioară a țevii și pe brațul ei de fixare la uluc ornamente cu motive vegetale stilizate și reliefate. Partea anterioară a țevii este fixată de uluc și printr-o brățară, lată, ornamentată în aceeași manieră cu restul plăcilor ce acoperă patul și ulucul. Mecanismul de datare a focului, complet (cocoș, port cremene, tigăiță, amnar, platină și mecanismele de funcționare a mecanismului). La exterior, platina, cocoșul și amnarul sunt ornamentate cu motive vegetale reliefate și gravate. De remarcat că pe amnar este gravată și reliefată o pasăre. Mecanismul de declanșare complet (trăgaciul cu arcul său și gardă), are partea exterioară a gărzii ornamentată cu motive vegetale și florale mărginite de linii ondulate. Patul și ulucul din lemn este acoperit în întregime în plăci metalice bogat ornamentate cu motive vegetale gravate și reliefate. Capul mânerului se termină printr-un bulb. Stare de conservare: ușoare urme de coroziune punctiformă pe părțile metalice. | Muzeul Național de Artă al României, București   | Cimec    |
|      | Sabie de ofițer cu teacă                                 | Datare: a doua jumătate a secolului al XIX-lea Școală: ocidental Material: oțel, nichel, ebonită | Lamă din oțel de Toledo, nichelată, ușor curbată cu un tăiș, contratăiș și muchie netăioasă. Pe ambele fețe, spre muchia netăioasă, are un lanț lat care se prelungește până aproape de vârf. Lama prezintă și elemente decorative vegetale, gravate și ușor reliefate pe ambele fețe, care încadrează, pe partea exterioară un blazon surmontat de o coroană și inscripția „FAVRICA TOLEDO”, iar pe partea interioară aceeași inscripție urmată spre talon cu o panoplie de trofee din care se remarcă: 2 tobe, o țeavă de tun, o săgeată și un drapel. Tăișul a fost răscuțit. Garda: cu un braț de împreunare din care se desprind un braț spre exterior trei brațe spre interior și un braț posterior, ușor aplatizat, rotunjit și îndoit spre muxhia netăioasă. Brațele exterioare sunt ornamentate cu motive vegetale și perlate, gravate și reliefate. Mânerul: din oțel, continuare a lamei, este placat cu ebonită canelată și despărțită de șiruri de sârmă împletită. Spre partea netăioasă a lamei, mânerul este acoperit de o placă metalică mediană care acoperă și capul mânerului. Placa este gravată și reliefată cu motive vegetale. De mâner este prins un galon lat, dublu, din material textil și fir metalic auriu despărțit de două șiruri perlate roșu și albastru. Galonul se termină cu un ciucure înghețat. Teacă: din oțel nichelat, prezintă două brățări cu inele pentru fixarea curelei port sabie formată din două benzi cu catarame ovale și o brățară lățită cu o carabină de fixare. Stare de conservare: relativ bună: urme de reascuțire și coroziune pe lamă, galonul ros.                                                                          | Muzeul Național de Artă al României, București   | Cimec    |
|      | Pumnal japonez cu teacă                                  | Datare: secolul al XIX-lea Școală: japonez Material: Oțel, fildeș, sidef | Lama din oțel, curbată, ruptă, cu o porțiune lipsă, are un tăiș și muchie netăioasă. Garda din fildeș subțire, dreaptă, dublă (una în dreptul lamei, mai îngustă, zimțată marginal, ornată cu motive vegetale spre exterior, iar alta adosată în continuare, spre mâner, mai lată). Ambele de formă ovală. Mânerul din oțel, prelungire a lamei, este acoperit cu două plăsele din fildeș ornamentate în trei registre ornamentate în întregime cu personaje umane, vegetale și animaliere gravate și reliefate. Registrul superior are forma unui cap de dragon, cel median reprezintă două personaje, iar cel inferior spre gardă, este decorat cu o pasăre în zbor pe un fond care sugerează norii. Mânerul este ornat și cu șase anveole în care sunt încastrate plăcuțe circulare din sidef. Ochii dragonului se pare că erau și ei acoperiți cu plăcuțe de sidef, actualmente sunt lipsă. La baza gurii dragonului este un orificiu care străbate întregul mâner. Teaca din lemn, acoperită în fildeș ornamentat pe 5 registre. Primele trei, din partea superioară, sunt separate prin trei brâuri, iar celelalte două, spre partea inferioară, sunt numai adosate. Registrele reprezintă personajele umane alternând cu motive vegetale gravate și reliefate. Partea inferioară a tecii are forma unui cap de pește care este și el ornamentat cu opt alveole încastrate cu plăcuțe din sidef. Pe partea interioară a tecii se află o inscripție în limba japoneză. Starea de conservare: deteriorată, lama ruptă cu o porțiune lipsă; garda și mânerul au starea de conservare relativ bună (un brâu al tecii, cel mijlociu, este adăugat ulterior prin restaurare cu o rășină). | Muzeul Național de Artă al României, București   | Cimec    |
|      | Hanger persan                                            | Datare: prima junătate a secolului al XIX-lea Școală: persan Material: oțel, aur, fildeș, filigran | Lamă din oțel, curbă, cu un tăiș, contra tăiș și muchie netăioasă. Pe porțiunea contratăișului se află o nervură mediană și un șanț pe ambele fețe. Pe partea exterioară și interioară a lamei, spre mâner, în filigran de aur încrustat, sunt ornamente decorative vegetale care încadrează un păun cu aripile desfăcute și capul spre dreapta. Elementele decorative vegetale și punctiforme în filigran sunt încrustate și pe muchia netăioasă. Mânerul din oțel, prelungire a lamei, este acoperit cu două plasele din fildeș bogat ornamentat cu motive vegetale și geometrice care încadrează, pe partea exterioară, două personaje masculine dintre care unul matur, încoronat, ține în mână stânga un stindard iar cu mâna dreapta prinde teaca unei arme albe purtate la brâu. Celălalt, un tânăr tot încoronat, stă cu brațele încrucișate. Pe partea interioară scena se repetă. Personajul matur ține în mână un buzdugan iar la brâu are un hanger. Capul mânerului are un ornament solar. Stare de conservare: deteriorată, ruptă, cu o porțiune lipsă. Garda și mânerul au stare de conservare bună. | Muzeul Național de Artă al României, București   | Cimec    |
|      | Iatagan otoman                                           | Datare: a doua jumătate a secolului al XVIII-lea Școală: otoman Material: oțel, argint, fie, os, filigran | Lamă din oțel, ușor curbată ruptă, cu o porțiune lipsă. Lama are cu un tăiș, muchie netăioasă prevăzută cu o nervură mediană, șanț scurt pe ambele fețe care sunt și ornamentate cu motive vegetale din filigran de aur încrustat. Pe partea interioară a lamei, motivele vegetale încadrează două registre cu inscripții în litere arabe. Unele porțiuni din încrustații sunt șterse. Partea superioară a lamei, spre mâner, este acoperită, pe partea netăioasă, cu o placă metalică din argint, care se prelungește spre partea inferioară a mânerului. Placa este ornamentată cu motive vegetale, florale și punctiforme puternic reliefate. Mânerul din oțel, prelungire a lamei, este acoperit cu două plasele din os cu capete vezate. Plăselele sunt unite median cu un brâu metalic ornamentat cu motive vegetale și florale puternic reliefate. Plăselele sunt fixate prin nituri din alamă. Teaca din lemn, acoperită în întregime în metal ornamentat cu motive vegetale și florale puternic reliefate. Spre mijlocul tecii se află un inel lat, spre partea superioară se află un cârlig fix care poate folosi la prinderea port-iataganului. Stare de conservare: deteriorată, lama ruptă cu o porțiune lipsă, garda și mânerul au starea de conservare bună. | Muzeul Național de Artă al României, București   | Cimec    |
|      | Cuțit oriental cu teacă                                  | Datare: secolul al XIX-lea Școală: oriental Material: oțel, aur, argint, fier, piatră semiprețioasă, filigran | Lamă dreaptă, din oțel, ruptă, cu o porțiune spre vârf lipsă, are un tăiș și muchie netăioasă. Pe ambele fețe lama are inscripții cu litere arabe din filigran de aur încrustat. Partea superioară a lamei, spre mâner, este acoperită cu un brâu mai lat din metal galben, poate aur, continuat de un brâu din argint spre partea inferioară a mânerului. Plăcile brăurilor sunt ornamentate cu motive vegetale reliefate. Mânerul din oțel, prelungire a lamei, este acoperit în întregime cu o plasea din agat. Capul mânerului se termină într-o placă, posibil din argint, mărginită la exterior de un brâu împletit care încadrează cinci încrustații în care sunt montate cinci pietre semiprețioase despărțite lateral prin trei bumbi în relief din același material. Teaca din lemn, acoperite în întregime în metal bogat ornamentat cu motive vegetale care spre partea inferioară ia forma unor solzi. La partea superioară a tecii, se află o brățară mărginită de un brâu împletit unde sunt încastrate în șapte anveole pietre semiprețioase despărțite de bumbi metalici. O piatră este lipsă. Stare de conservare: deteriorată, lama ruptă cu o porțiune lipsă; garda și mânerul au stare de conservare bună. | Muzeul Național de Artă al României, București   | Cimec    |
|      | Spadă românească de demnitar, cu teacă                   | Datare: prima jumătate a secolului al XX-lea Școală: occidental Material: oțel, fier, alamă, fildeș, lemn | Lamă din oțel, dreaptă, cu trei muchii netăioase și vârf ascuțit. Spre gardă lama este ornamentată cu motive vegetale gravate și reliefate. Sub gardă lama are inscripția COULAUM si alte două indescifrabile. Garda din alamă, în întregime ornamentată, dreaptă cu braț posterior întors spre lamă și braț de împreunare fixat de capul mânerului. Pe partea exterioară la originea gărzii este atașată o placă din alamă de forma unei scoici, bogat ornamentată cu motive vegetale gravate și reliefate care încadrează stema regatului României. Mânerul din oțel, prelungire a lamei, este acoperit cu două plasele din sidef, unite printr-o bandă mediană din lamă ornamentată cu motive vegetale și florale gravate, reliefate. Capul mânerului, ușor lățit. Se termină într-un bulb reliefat. Teaca din piele este prevăzută la extremități cu brățări din alamă. Cea de pe partea superioară, spre bază, este gravată și prezintă un buton care servește la fixarea port-spadei. | Muzeul Național de Artă al României, București   | Cimec    |
|      | Sabie marocană "Nimcha"                                  | Datare: a doua jumătate a secolului al XIX - lea Școală: african, marocan Material: oțel, filigran, lemn, metal | Lamă din oțel, ușor curbată, cu tăiș, contra tăiș scurt și muchie netăioasă și șanț median pe ambele fețe. Garda din metal, cu braț posterior terminat printr-un bulb, îndoit spre muchia netăioasă a lamei și un braț de împreunare nefixat de capul mânerului. Garda este la partea inferioară, spre lamă, dublată de o altă gardă cu brațele îndoite spre lamă, origine rombică încustrată cu filigran auriu în motive vegetale, șterse în mare parte. Capetele brațelor sunt și ele terminate în bulbi. Mânerul din oțel, continuare a lamei, este acoperit într-o plăsea din lemn a cărui cap are forma unei securi. La partea posterioară mânerul este întărit la exterior cu o brățară metalică ornamentată cu motive vegetale reliefate. | Muzeul Național de Artă al României, București   | Cimec    |
|      | Iatagan otoman                                           | Datare: sf secolului al XVIII-lea, începutul sec. al XIX-lea Școală: otoman Material: oțel, alamă, filigran, lemn | Lamă din oțel, ușor curbată, cu un tăiș, muchie netăioasă și șanț pe ambele fețe. Lama prezintă motive decorative vegetale stilizate, încrustate în filigram de argint care încadrează inscripții în litere arabe pe ambele fețe. Spre mâner lama este acoperită cu o placă metalică ornamentală cu motive vegetale, florale și prelate reliefate și gravate. Placa se continuă la partea inferioară a mânerului sub forma unei brățări decorate cu motive prelate reliefate. Mânerul din oțel, continuare a lamei, esre acoperit cu două plăsele din lemn evazate spre partea superioară. Plaselele sunt unite printr-o bandă metalică ornamentată cu motive florale în relief. La capul mânerului motivele florale sunt despărțite de trei plăcuțe. Teaca din lemn, este acoperită cu piele mărginită la partea superioară cu o brățară metalică reliefată cu motive vegetale, iar la partea inferioară cu brățară din alamă. Teaca are și un manșon din fâșii și o brățară din piele care servește la fixare la port iatagn. Stare de conservare: relativ bună, o parte incrustațiile în filigran sunt șterse. | Muzeul Național de Artă al României, București   | Cimec    |
|      | Cuțit-seceră african Sbaya                               | Datare: a doua jumătate a secolului al XIX-lea Școală: african Material: alamă, lemn, piele | Lamă din alamă, curbată, mai accentuat spre vârf, are tăiș spre interiorul curburii și netăioasă spre exterior. Spre vârf lama se lățește un contratăiș și este prevăzută cu o fantă îngustă și două orificii circulare. Pe o parte a lamei prezintă o nervură și două șanțuri iar spre mâner metalul este trilobat. Mânerul din lemn este acoperit cu o împletitură din piele. Lemnul spre partea inferioară și spre lamă ia forma unui trunchi de con. | Muzeul Național de Artă al României, București   | Cimec    |
|      | Secure africană Nzappa Zap                               | Datare: a doua jumătate a secolului al XIX-lea Școală: african Descoperit: Africa, Congo Material: fier, alamă, lemn | Lamă din fier forjat, curbată, cu un tăiș spre exterior, ușor evazată pe partea superioară spre tăiș, lățită pe partea inferioară unde este și zimțată. Lama este ornamentată cu un șir perlat pe ambele fețe și se unește cu mânerul prin trei brațe din fier forjat din care două laterale sunt torsionate iar cel central dreptunghiular este ornamentat cu cinci capete umane puternic reliefate și gravate. Mânerul din lemn este acoperit în întregime într-o placă de alamă. Partea superioară a mânerului într-o placă de alamă. Partea superioară a mânerului este puternic îngroșată, de forma unei ghioage iar cea inferioară este evazată. | Muzeul Național de Artă al României, București   | Cimec    |
|      | Cuțit african Ngul                                       | Datare: sfârșitul secolului al XIX-lea Școală: african Descoperit: Africa, Congo Material: fier forjat, alamă, lemn | Lamă lată din fier forjat, curbată, cu o formă neregulată, are partea convexă cu un tăiș în formă de S și un vârf de scurgere. Pe partea opusă tăișul cuțitului are o muchie netăioasă. Mânerul din lemn se termină într-un con cu baza lățită față de corpul mânerului. Partea superioară a mânerului este acoperită cu o brățară lată din aramă care se continuă cu un șir de sârmă în torsadă. | Muzeul Național de Artă al României, București   | Cimec    |
|      | Cuțit cu funcții multiple, african, Zande-Nzakara        | Datare: sfârșitul secolului al XIX-lea Școală: african Descoperit: Africa, Congo Brazzaville Material: fier, țesătură textilă | Lamă din fier forjat, compusă dintr-un braț drept cu un tăiș și muchie netăioasă care, spre mâner, primește încă o lamă lată cu două tăișuri și vârf ascuțit, iar spre vârf lama se trifurcă în trei brațe, unul mai scurt lat, curbat, cu două tăișuri și alte două scurte tot cu două tăișuri și vârf ascuți, în formă de semilună. Mânerul din fier, continuare a lamei drepte este acoperit cu un material textil. | Muzeul Național de Artă al României, București   | Cimec    |
|      | Ceainic                                                  | Datare: al șaptelea deceniu al secolului al XIX-lea Școală: atelier austro-ungar Material: argint; os; turnare; ambutisare; cizelare                                                                                                   | Ceainic cu recipient de formă tronconică răsturnată, ovalizată, pe o bază inelară, cu țurțure, capac și toartă în consolă. Recipientul prezintă în jurul buzei o bandă cizelată cu frunze, urmată de o retragere pe care se așează capacul, acesta a fost fixat cu balama într-o parte, cu buton de format tip boboc; ciocul cizelat cu caneluri longitudinale și motive vegetale la bază; toarta cu caneluri și motive vegetale este întreruptă în apropiere de extremități de două inele de os. Piesa poartă marcajul Austro-Ungariei, litera A și a meșterului, acesta este neidentificat. Piesa are valoare istorică. Nitul utilizat la prinderea capacului lipsește. | Muzeul Național de Istorie a României, București | Cimec    |
|      | Zaharniță                                                | Datare: al șaptelea deceniul al secolului al XIX-lea Școală: atelier austro-ungar Descoperit: Elveția Material: argint; aur; turnare; ambutisare; cizelare                                                                             | Zaharniță cu recipient de formă tronconică răsturnată, ovalizată, pe o bază inelară, cu capac și două toarte orizontale. Recipientul prezintă în jurul buzei o bandă cizelată cu frunze, urmată de o retragere pe care se așează capacul cu buton în formă de boboc. Toartele rectangulare sunt formate din volute și motive vegetale. Piesa poartă marcajul Austro-Ungariei, cel al meșterului, dar și litera A. | Muzeul Național de Istorie a României, București | Cimec    |
|      | Coș decorativ                                            | Datare: ultimele trei decenii ale secolului al XIX-lea Școală: atelier austro-ungar Material: argint; aur; turnare; ambutisare; ciocănire; cizelare; aurire                                                                            | Coș decorativ, oval, pe bază inelară, cu două toarte orizontale; în jurul suprafeței netede centrale, ușor aurită, este un volan lat, ajurat, cu motive vegetale – crengi, frunze și fructe de smochin, iar toartele curbate și canelate sunt dispuse la capetele diametrului maxim. În centrul coșului este fixată cu nit o smochină aflată pe o crenguță cu frunze, turnată. Lângă smochina din centrul coșului este marca austro-ungară a purității argintului, dar și marca meșterului. | Muzeul Național de Istorie a României, București | Cimec    |
|      | Cupă decorativă                                          | Datare: primele trei decenii ale secolului XX Școală: atelier italian Material: argint; aur; martelare; cizelare; aurire | Cupă decorativă cilindrică, cu buza evazată, așezată pe o talpă circulară, în retrageri succesive și canelată în zona piciorului redus; partea inferioară a recipientului este boselată și canelată. Pe suprafața boselată, piesa este decorată cu două sectoare gravate cu motive vegetale, iar buza este festonată. Piesa este ușor aurită în interior. O etichetă cu atelierul și puritatea argintului este aplicată în interirul piciorului. Fără urme de degradare sesizabile. | Muzeul Național de Istorie a României, București | Cimec    |
|      | Călimară                                                 | Datare: ultimele trei decenii ale secolului al XIX-lea Școală: atelier austro-ungar Material: argint; cristal; turnare; suflare; fasonare                                                                                              | Călimară de cristal, în formă de prismă pătrată, cu gura ferecată într-un inel de argint, la care se articulează un capac cu bordura pătrată. În interiorul gurii se așează o fiolă scurtă din sticlă. Piesa marcată cu capul Dianei, în cartuș treflat și două marcaje neidentificate. Piesa nu prezintă urme vizibile de degradare. | Muzeul Național de Istorie a României, București | Cimec    |
|      | Ibric de cafea                                           | Datare: sfârșitul secolului al XIX-lea Școală: ateler necunoscut Material: argint; ciocănire; cizelare; gravare | Ibric de cafea sau ulcior de cafea piriform, pe picior conic, cu toartă în consolă, țurțure montat în partea cea mai bombată a recipientului și capac conic cu buton, articulat cu balama. Recipientul cu gâtul lung și o boselare circulară în zona acestuia, este decorat cu motive orientale ca și capacul. Toarta din bară cu profil dreptunghiular este în formă de S și pare adăugată ulterior, iar țurțurele de o formă similară are o rozetă dispusă în jurul gurii. Piesa este nemarcată. Piesa nu prezintă urme vizibile de degradare. | Muzeul Național de Istorie a României, București | Cimec    |
|      | Ibric de cafea                                           | Datare: ultimele trei decenii ale secolului al XIX-lea Școală: atelier austro-ungar Material: argint, fildeș; ambutisare; cizelare; gravare                                                                                            | Ibric de cafea piriform, pe bază circulară, țurțurele pornit din porțiunea bombată a recipientului, toarta în consolă, capacul cu buton de fildeș; toarta articulată pe balama este întreruptă în partea inferioară și superioară de două inele din fildeș; capacul are o porțiune bombată în mijloc. Corpul vasului este decorat prin gravare cu un motiv vegetal stilizat. Piesa este marcată de o parte și de alta a torții, sub buză, cu capul Dianei spre dreapta și cu marca meșterului: SB. Piesa nu prezintă urme vizibile de degradare. | Muzeul Național de Istorie a României, București | Cimec    |
|      | Cupă decorativă                                          | Datare: sfârșitul secolului al XIX-lea - începutul secolului XX Școală: atelier european occidental Material: argint; ambutisare; cizelare                                                                                             | Cupă decorativă pe bază circulară, cu picior redus, recipientul cilindric boselat în partea inferioară și buza evazată; piesa este canelată pe înălțime pe întreaga suprafață. Pe bordura tălpii cupa a fost marcată. Piesa este lovită în câteva locuri și zgâriată pe întreaga suprafață, pare să fi fost aurită, aurirea este complet pierdută. | Muzeul Național de Istorie a României, București | Cimec    |
|      | Altar                                                    | Datare: Secolul al XIX-lea Școală: Atelier China Material: Lemn traforat, lăcuit și parțial pictat cu pigment aurit pe prepatație | Altarul este format dintr-un corp prevazut cu două uși. în interior, sertare multiple, colonete și mici uși glisante dispuse simetric. Piesa se sprijină pe patru picioare legate între ele printr-o centură traforată. | Muzeul Național de Artă al României, București   | Cimec    |
|      | Cană de lapte                                            | Datare: Sec. XIX;1/2 Școală: Atelier vest european Material: argint | Cană de lapte cu cioc și mâner în consolă. Recipientul pe bază inelară, cu partea inferioară rotunjită, format troncpiramidal și uoșr evazat spre buză, a fost decorat cu un meandru grec în porțiunea situată imediat deasupra părții celei mai bombate care este înconjurată de un șnur ce se repetă și la buză. Toarta este format vrej răsucit; a fost adăugată ulterior, probabil de la o altă piesă. Piesa a fost marcată pe fund cu cifra 13 și 6354. | Muzeul Național de Istorie a României, București | Cimec    |
|      | Bombonieră                                               | Datare: penultimul deceniu al secolului al XIX-lea Școală: Atelier francez Material: argint, cristal | Fructieră formată dintr-un picior surmontat de un nod continuat printr-o tijă verticală pe care se așează două platouri circulare de cristal. Piciorul discoidal așezat pe trei picioare reduse format labă de leu se înalță tronconic în porțiunea centrală; de la picioare pornesc trei benzi cizelate cu motive vegetale care se înalță până la un nod unde se termină cu captete de leu unite prin ghirlande de fructe. La bază porțiunea dintre benzile de la picior prezintă trei scuturi în care se înscrie cifra regelui Carol I încoronată. Tijele dintre platourile de cristal format balustru, primul răsturnat, al doilea normal, sunt cizelate cu motive vegetale și benzi. Întregul motiv a fost realizat în relief plat, înalt și în ronde-bosse. Piesa a fost marcată pe fund. Platorurile de cristal nu se fixează perfect și se mișcă din șuruburi. | Muzeul Național de Istorie a României, București | Cimec    |
|      | Bombonieră                                               | Datare: penultimul deceniu al secolului al XIX-lea Școală: Atelier francez Material: argint, cristal | Fructieră formată dintr-un picior surmontat de un nod continuat printr-o tijă verticală pe care se așează două platouri circulare de cristal. Piciorul discoidal așezat pe trei picioare reduse format labă de leu se înalță tronconic în porțiunea centrală; de la picioare pornesc trei benzi cizelate cu motive vegetale care se înalță până la un nod unde se termină cu captete de leu unite prin ghirlande de fructe. La bază porțiunea dintre benzile de la picior prezintă trei scuturi în care se înscrie cifra regelui Carol I încoronată. Tijele dintre platourile de cristal format balustru, primul răsturnat, al doilea normal, sunt cizelate cu motive vegetale și benzi. Întregul motiv a fost realizat în relief plat, înalt și în ronde-bosse. Piesa a fost marcată pe fund. Platorurile de cristal nu se fixează perfect și se mișcă din șuruburi. | Muzeul Național de Istorie a României, București | Cimec    |
|      | Platou                                                   | Datare: ultimul deceniu al secolului al XIX-lea Școală: Atelier german - Paul Telge Material: argint | Platou rotund cu marginea lată și bordura festonată, decorată cu panouri, volute și motive vegetale. Pe margine este aplicată cifra regelui Carol I încoronată. Două lovituri alăturate din interior. | Muzeul Național de Istorie a României, București | Cimec    |
|      | Platou                                                   | Datare: ultimul deceniu al secolului al XIX-lea Școală: Atelier german - Paul Telge Material: argint | Platou rotund cu marginea lată și bordura festonată, decorată cu panouri, volute și motive vegetale. Pe margine este aplicată cifra regelui Carol I încoronată. Piesa este marcată pe fund. | Muzeul Național de Istorie a României, București | Cimec    |
|      | Platou                                                   | Datare: ultimul deceniu al secolului al XIX-lea Școală: Atelier german - Paul Telge Material: argint | Platou rotund cu marginea lată și bordura festonată, decorată cu panouri, volute și motive vegetale. Pe margine este aplicată cifra regelui Carol I încoronată. Piesa este marcată pe fund. Prezintă mai multe lovituri dintre care una mai puternică cu o ușoară deformare. | Muzeul Național de Istorie a României, București | Cimec    |
|      | Platou                                                   | Datare: ultimul deceniu al secolului al XIX-lea Școală: Atelier german - Paul Telge Material: argint | Platou rotund cu marginea lată și bordura festonată, decorată cu panouri, volute și motive vegetale. Pe margine este aplicată cifra regelui Carol I încoronată. Piesa este marcată pe fund. Prezintă zgârieturi ușoare. | Muzeul Național de Istorie a României, București | Cimec    |
|      | Sosieră pe platou fix                                    | Datare: începutul secolului al XIX-lea Școală: Atelier rusesc Material: argint | Sosieră cu recipientul format navicular, toartă în consolă și cioc în partea opusă, pe picior tronconic, fixată pe platou dreptunghiular cu patru picioare reduse în formă de labă de leu înaripat. Pe marginea buzei recipientului, a tălpii acestuia și a platoului dreptunghiular este câte o friză de motive foliate. Toarta decorată în zona de pornire de pe vas cu un cal de mare. Vasul prins pe talpă cu două nituri. Piesa poartă mai multe marcaje rusești. Piesa ușor zgâriată în câteva locuri. | Muzeul Național de Istorie a României, București | Cimec    |
|      | Sosieră pe platou fix                                    | Datare: începutul secolului al XIX-lea Școală: Atelier rusesc Material: argint | Sosieră cu recipientul format navicular, toartă în consolă și cioc în partea opusă, pe picior tronconic, fixată pe platou dreptunghiular cu patru picioare reduse în formă de labă de leu înaripat. Pe marginea buzei recipientului, a tălpii acestuia și a platoului dreptunghiular este câte o friză de motive foliate. Toarta decorată în zona de pornire de pe vas cu un cal de mare. Vasul prins pe talpă cu două nituri. Recipientul este lovit într-o parte. | Muzeul Național de Istorie a României, București | Cimec    |
|      | Spirtieră                                                | Datare: sfârșitul secolului al XIX-lea Școală: Atelier german - Paul Telge Material: argint | Spirtieră pe bază rotundă și bombată în elevație cu o retragere, mâner drept, sistem de ridicare a fitilului cu capac și buton sferic și tub redus pentru turnarea spirtului în recipient cu capac și buton sferic. Suprafața bombată și cea a retragerii decorate cu volute și motive vegetale. Piesa este marcată pe reversul mânerului cu simbolul statului german și a meșterului Paul Telge. | Muzeul Național de Istorie a României, București | Cimec    |
|      | Spirtieră                                                | Datare: sfârșitul secolului al XIX-lea Școală: Atelier german - Paul Telge Material: argint | Spirtieră pe bază rotundă și bombată în elevație cu o retragere, mâner drept, sistem de ridicare a fitilului cu capac și buton sferic și tub redus pentru turnarea spirtului în recipient cu capac și buton sferic. Suprafața bombată și cea a retragerii decorate cu volute și motive vegetale. Piesa este marcată pe reversul mânerului cu simbolul statului german și a meșterului Paul Telge. Lipsă capacul de la tubul de turnare a spirtului. | Muzeul Național de Istorie a României, București | Cimec    |
|      | Oglindă cu ramă                                          | Datare: a doua jumătate a secolului al XVIII-lea Școală: Atelier german Material: argint, cristal | Oglindă de cristal, montată într-o ramă lată de argint în formă romboidală, cu capete rotunjite. Marginea ramei de lângă oglindă este simplă și continuată oblic printr-o porțiune bogat decorată prin traforaje, cizelare și „au repousse”. Motive vegetale în formă de acolade cuprind la mijloc un scut apoximativ oval, neted, iar la capete au câte o grilă de flori. La extremitățile de sus și de jos ale rombului, acoaldele de termină prin câte o volută cuprinzând câte un scut oval, neted, surmontat de câte un trandafir înconjurat de volute. Oglinda făcea parte din argintăria familiei regale. Ușor zgâriată pe toată suprafața argintului, oglindă cu mici defecțiuni. | Muzeul Național de Istorie a României, București | Cimec    |
|      | Vas cu capac                                             | Datare: sfârșitul secolului al XVIII-lea Școală: Atelier francez Material: argint | Vasul împreună cu capacul formează un corp ovoidal așezat pe patru picioare reduse, cu torți laterale și buton format crenguță cu trandafiri. Suprafața vasului cu capacul prezintă caneluri verticale și câte patru panouri cu buchete de flori în relief plat pe capac și câte două pe recipient. Picioarele format trapezoidal alungit decorate cu motive vegetale iar torțile decorate cu buchete de trandafiri. Piesa poartă marca orașului Laon și inscripție cu greutatea argintului. Piesa prezintă ușoare zgârieturi pe întreaga suprafață, ușoare urme de lovire; unul dintre picioare este despins. | Muzeul Național de Istorie a României, București | Cimec    |
|      | Ceainic                                                  | Datare: Sec. XVIII;4/4 Școală: Atelier francez Material: argint, os | Ceainic cu capul tronconic răsturnat, pe patru picioare reduse, țurțure gât de lebădă, toartă în consolă și capac cu buton prins cu balama. Recipientul cu canluri rare, rotunjit spre gură unde se închide cu un capac. Picioarele, care pornesc din corpul recipientului, ușor arcuite, se completează cu motive vegetale care se prelungesc pe vas și se unesc, formând la baza recipientului o ghirlandă; toarta sub formă de vrej răsucit, întreruptă spre cele două capete cu inele de os, iar țurțurele format gât de lebădă are baza și ciocul decorat cu motive vegetale. Butonul capacului format floare tubulară este așezat pe un motiv vegetal circular, tălpile picioarelor sunt așezate pe butoni. Lipsă un buton de la talpa unuia dinte picioare iar nitul balamalei se scoate foarte ușor. | Muzeul Național de Istorie a României, București | Cimec    |
|      | Potârniche                                               | Datare: sfârșitul secolului al XIX-lea Școală: Atelier german Material: argint | Potârniche decorativă cu capul demontabil, aripile prinse în balamale și coada strânsă dar traforată pentru a reprezenta penele din coadă. Întreaga suprafață a corpului cizelată cu pene și fulgi. Pe una din tălpi piesa poartă marcajul statului german de după 1886. Prezintă două pete de cocleală verde mici în zona gâtului. | Muzeul Național de Istorie a României, București | Cimec    |
|      | Potârniche                                               | Datare: sfârșitul secolului al XIX-lea Școală: Atelier german Material: argint | Potârniche decorativă cu capul demontabil, aripile prinse în balamale și coada strânsă dar traforată pentru a reprezenta penele din coadă. Întreaga suprafață a corpului cizelată cu pene și fulgi. Pe una din tălpi piesa poartă marcajul statului german de după 1886. La una din aripi lipsește nitul balamalei și o parte din inelele acesteia. | Muzeul Național de Istorie a României, București | Cimec    |
|      | Prepeliță                                                | Datare: sfârșitul secolului al XIX-lea Școală: Atelier german Material: argint | Prepeliță decorativă cu capul demontabil, aplecat, sugerând ciugulitul, aripile și coada strânse. Întreaga suprafață a corpului cizelată cu pene și fulgi. Pe una din tălpi piesa poartă marcajul statului german de după 1886. Piesa prezintă urme minuscule de oxidare. | Muzeul Național de Istorie a României, București | Cimec    |
|      | Prepeliță                                                | Datare: sfârșitul secolului al XIX-lea Școală: Atelier german Material: argint | Prepeliță decorativă cu capul demontabil, ridicat, aripile și coada strânse. Întreaga suprafață a corpului cizelată cu pene și fulgi. Pe una din tălpi piesa poartă marcajul statului german de după 1886. Piesa prezintă ușoare urme de zgârieturi pe întreaga suprafață. | Muzeul Național de Istorie a României, București | Cimec    |
|      | Vas de pateuri sau cofeturi                              | Datare: sfârșitul secolului al XIX-lea - începutul secolului XX Material: argint | Vas de pateuri sau cofeturi format navicular pe bază aplatizată, decupat spre buză cu o bandă de flori, probabil albăstrele, și întărită pe margine cu o baghetă cu volute și trandafiri. Zgârieturi ușoare pe întreaga suprafață. | Muzeul Național de Istorie a României, București | Cimec    |
|      | Zaharniță                                                | Datare: Sec. XVIII;4/4 Școală: Atelier francez Material: argint | Zaharniță cu corpul tronconic răsturnat, pe patru picioare reduse și torțile în consolă. Recipientul cu caneluri rare, rotunjit spre gură unde buza se răsfrânge mult în afară a fost însoțită în interior cu un inel pe care se prindea capacul, astăzi lipsă. Picioarele ușor arcuite se completează cu motive vegetale care se prelungesc pe vas și se unesc formând la baza recipientului o ghirlandă. Capacul lipsește. | Muzeul Național de Istorie a României, București | Cimec    |
|      | Caserolă                                                 | Datare: sfârșitul secolului al XIX-lea - începutul secolului XX Școală: Atelier american Material: argint sterling | Casoletă pe bază aplatizată cu mâner drept, îndoit spre capătul care a fost lipit pe vas; mânerul ușor evazat spre capătul liber unde se termină printr-o treflă realizată prin decupare. Întreaga piesă prezintă ca motiv decorativ urme de martelare. Ușoare urme de zgârieturi pe întreaga suprafață a piesei. | Muzeul Național de Istorie a României, București | Cimec    |
|      | Recipient de frunze de ceai uscate                       | Datare: sfârșitul secolului al XIX-lea Școală: Atelier francez Material: argint, aur | Recipient pentru păstrarea frunzelor uscate de ceai, piriform pe bază aplatizată, cu capac conic spre zona centrală și buton sferic. Porțiunea bombată a recipientului și capacul sunt ghiloșate iar pe banda ghiloșată a recipientului au fost lipiți trei trandafiri cu frunze și codiță turnați în relief. Piesa a fost aurită în interior și marcată pe fundul vasului. | Muzeul Național de Istorie a României, București | Cimec    |
|      | Recipient de frunze de ceai uscate                       | Datare: sfârșitul secolului al XIX-lea Școală: Atelier francez Material: argint, aur | Recipient pentru păstrarea frunzelor uscate de ceai, piriform pe bază aplatizată, cu capac conic spre zona centrală și buton sferic. Porțiunea bombată a recipientului și capacul sunt ghiloșate iar pe banda ghiloșată a recipientului au fost lipiți trei trandafiri cu frunze și codiță turnați în relief. Piesa a fost aurită în interior și marcată pe fundul vasului. | Muzeul Național de Istorie a României, București | Cimec    |
|      | Casoletă                                                 | Datare: sfârșitul secolului al XIX-lea - începutul secolului XX Școală: Atelier german Material: argint, aur, lemn, porțelan | Casoletă de argint cu dublou de porțelan și mânerul din lemn strunjit, astăzi rupt și pierdut; casoleta format cilindric redus, pe bază circulară, aurită în interior, cu un tub cizelat într-o parte de la care pornește mânerul de lemn. Suprafața peretelui exterior a fost cizelată cu patru medalioane decorate cu portrete de copii cu perucă și costumație de secol XVIII, medalioane legate între ele cu ghirlande. Deasupra acestui motiv decorativ este o paglică ondulată cu funde la distanțe egale. Mânerul format balustru alungit, vopsit negru. Dubloul din porțelan alb în interior și maro în exterior cu marca atelierului pe fund. Jumătate din mânerul de lemn rupt și pierdut; piesa cu ușoare zgârieturi pe întreaga suprafață; ciobituri minuscule pe marginea dubloului de porțelan. | Muzeul Național de Istorie a României, București | Cimec    |
|      | Casoletă                                                 | Datare: sfârșitul secolului al XIX-lea - începutul secolului XX Material: argint, aur, lemn, porțelan | Casoletă de argint cu dublou de porțelan și mânerul din lemn strunjit; casoleta format cilindric redus, pe bază circulară, aurită în interior, cu un tub cizelat într-o parte de la care pornește mânerul de lemn. Suprafața peretelui exterior a fost cizelată cu patru medalioane decorate cu portrete de copii cu perucă și costumație de secol XVIII, medalioane legate între ele cu ghirlande. Deasupra acestui motiv decorativ este o paglică ondulată cu funde la distanțe egale. Mânerul format balustru alungit, vopsit negru. Dubloul din porțelan alb pe întreaga suprafață. Piesa prezintă ușoare zgârieturi pe întreaga suprafață; mânerul prezintă exfolieri ale vopselei negre; ciobituri minuscule pe marginea dubloului de porțelan. | Muzeul Național de Istorie a României, București | Cimec    |
|      | Casoletă                                                 | Datare: sfârșitul secolului al XIX-lea - începutul secolului XX Material: argint, aur, lemn | Casoletă de argint cu dublou de porțelan și mânerul din lemn strunjit; casoleta format cilindric redus, pe bază circulară, aurită în interior, cu un tub cizelat într-o parte de la care pornește mânerul de lemn. Suprafața peretelui exterior a fost cizelată cu patru medalioane decorate cu portrete de copii cu perucă și costumație de secol XVIII, medalioane legate între ele cu ghirlande. Deasupra acestui motiv decorativ este o paglică ondulată cu funde la distanțe egale. Mânerul format balustru alungit, vopsit negru. Dubloul din porțelan alb pe întreaga suprafață. Piesa prezintă ușoare zgârieturi pe întreaga suprafață; mânerul prezintă exfolieri ale vopselei negre; ciobituri minuscule pe marginea dubloului de porțelan. | Muzeul Național de Istorie a României, București | Cimec    |
|      | Casoletă                                                 | Datare: sfârșitul secolului al XIX-lea - începutul secolului XX Școală: Atelier german Material: argint, aur, lemn, porțelan | Casoletă de argint cu dublou de porțelan și mânerul din lemn strunjit; casoleta format cilindric redus, pe bază circulară, aurită în interior, cu un tub cizelat într-o parte de la care pornește mânerul de lemn. Suprafața peretelui exterior a fost cizelată cu patru medalioane decorate cu portrete de copii cu perucă și costumație de secol XVIII, medalioane legate între ele cu ghirlande. Deasupra acestui motiv decorativ este o paglică ondulată cu funde la distanțe egale. Mânerul format balustru alungit, vopsit negru. Dubloul din porțelan alb pe întreaga suprafață. Piesa prezintă ușoare zgârieturi pe întreaga suprafață; mânerul prezintă exfolieri ale vopselei negre; ciobituri minuscule pe marginea dubloului de porțelan. | Muzeul Național de Istorie a României, București | Cimec    |
|      | Casoletă                                                 | Datare: sfârșitul secolului al XIX-lea - începutul secolului XX Școală: Atelier german Material: argint, lemn negru | Casoletă de argint cu dublou de porțelan și mânerul din lemn strunjit; casoleta format cilindric redus, pe bază circulară, aurită în interior, cu un tub cizelat într-o parte de la care pornește mânerul de lemn. Suprafața peretelui exterior a fost cizelată cu patru medalioane decorate cu portrete de copii cu perucă și costumație de secol XVIII, medalioane legate între ele cu ghirlande. Deasupra acestui motiv decorativ este o paglică ondulată cu funde la distanțe egale. Mânerul format balustru alungit, vopsit negru. Piesa prezintă ușoare zgârieturi pe întreaga suprafață; vopseaua de pe mâner ștearsă în mai multe locuri; lipsă dubloul de porțelan. | Muzeul Național de Istorie a României, București | Cimec    |
|      | Casoletă                                                 | Datare: sfârșitul secolului al XIX-lea - începutul secolului XX Școală: Atelier german Material: argint, aur, lemn | Casoletă de argint cu dublou de porțelan și mânerul din lemn strunjit; casoleta format cilindric redus, pe bază circulară, aurită în interior, cu un tub cizelat într-o parte de la care pornește mânerul de lemn. Suprafața peretelui exterior a fost cizelată cu patru medalioane decorate cu portrete de copii cu perucă și costumație de secol XVIII, medalioane legate între ele cu ghirlande. Deasupra acestui motiv decorativ este o paglică ondulată cu funde la distanțe egale. Mânerul format balustru alungit, vopsit negru. Piesa prezintă ușoare zgârieturi pe întreaga suprafață și exfolieri ale vopselei negre de pe mâner. | Muzeul Național de Istorie a României, București | Cimec    |
|      | Casoletă                                                 | Datare: sfârșitul secolului al XIX-lea - începutul secolului XX Școală: Atelier german Material: argint, aur, lemn | Casoletă de argint cu dublou de porțelan și mânerul din lemn strunjit; casoleta format cilindric redus, pe bază circulară, aurită în interior, cu un tub cizelat într-o parte de la care pornește mânerul de lemn. Suprafața peretelui exterior a fost cizelată cu patru medalioane decorate cu portrete de copii cu perucă și costumație de secol XVIII, medalioane legate între ele cu ghirlande. Deasupra acestui motiv decorativ este o paglică ondulată cu funde la distanțe egale. Mânerul format balustru alungit, vopsit negru. Piesa prezintă ușoare zgârieturi pe întreaga suprafață și exfolieri ale vopselei negre de pe mâner. | Muzeul Național de Istorie a României, București | Cimec    |
|      | Casoletă                                                 | Datare: sfârșitul secolului al XIX-lea - începutul secolului XX Școală: Atelier german Material: argint, aur, lemn | Casoletă de argint cu dublou de porțelan și mânerul din lemn strunjit; casoleta format cilindric redus, pe bază circulară, aurită în interior, cu un tub cizelat într-o parte de la care pornește mânerul de lemn. Suprafața peretelui exterior a fost cizelată cu patru medalioane decorate cu portrete de copii cu perucă și costumație de secol XVIII, medalioane legate între ele cu ghirlande. Deasupra acestui motiv decorativ este o paglică ondulată cu funde la distanțe egale. Mânerul format balustru alungit, vopsit negru. Piesa prezintă ușoare zgârieturi pe întreaga suprafață iar vopseaua neagră de pe mâner exfoliată în mai multe locuri. | Muzeul Național de Istorie a României, București | Cimec    |
|      | Casoletă                                                 | Datare: sfârșitul secolului al XIX-lea - începutul secolului XX Școală: Atelier german Material: argint, aur, lemn | Casoletă de argint cu dublou de porțelan și mânerul din lemn strunjit; casoleta format cilindric redus, pe bază circulară, aurită în interior, cu un tub cizelat într-o parte de la care pornește mânerul de lemn. Suprafața peretelui exterior a fost cizelată cu patru medalioane decorate cu portrete de copii cu perucă și costumație de secol XVIII, medalioane legate între ele cu ghirlande. Deasupra acestui motiv decorativ este o paglică ondulată cu funde la distanțe egale. Mânerul format balustru alungit, vopsit negru. Piesa prezintă ușoare zgârieturi pe întreaga suprafață iar vopseaua neagră de pe mâner exfoliată în mai multe locuri. | Muzeul Național de Istorie a României, București | Cimec    |
|      | Casoletă                                                 | Datare: sfârșitul secolului al XIX-lea - începutul secolului XX Școală: Atelier german Material: argint, aur, lemn | Casoletă de argint cu dublou de porțelan și mânerul din lemn strunjit; casoleta format cilindric redus, pe bază circulară, aurită în interior, cu un tub cizelat într-o parte de la care pornește mânerul de lemn. Suprafața peretelui exterior a fost cizelată cu patru medalioane decorate cu portrete de copii cu perucă și costumație de secol XVIII, medalioane legate între ele cu ghirlande. Deasupra acestui motiv decorativ este o paglică ondulată cu funde la distanțe egale. Mânerul format balustru alungit, vopsit negru. Piesa prezintă ușoare zgârieturi pe întreaga suprafață și exfolieri ale vopselei negre de pe mâner. | Muzeul Național de Istorie a României, București | Cimec    |
|      | Cupă decorativă                                          | Datare: sec. XVIII Școală: Atelier german Material: argint | Cupă decorativă cu recipientul format cască supraînălțată așezată pe talpă circulară cu picior scurt întrerupt de un nod elipsoidal, cu cioc și toartă în consolă. Talpa și recipientul cizelate cu caneluri dispuse circular și, respectiv, vertical pe aproape întreaga suprafață; ciocul lat, iar toarta cizelată ca o bară din foaie metalică, este în volute cera se sprijină în trei puncte pe vas. Piesa este marcată. | Muzeul Național de Istorie a României, București | Cimec    |
|      | Legumieră cu capac și dublou                             | Datare: penultimul deceniu al secolului al XIX-lea Școală: Atelier francez Material: argint | Legumieră format calotă, cu buza lată, răsfrântă, pe bază inelară profilată, cu torți orizontale, capac și buton; prevăzută cu dublou. Recipientul cizelat prin gravare și în relief plat cu patru panouri înscrise cu motive vegetale stilizate, dispuse de o parte și de alta a două măști feminine și a torților. Torțile format șnur gros, răsucit, iar buza lată a vasului cizelată cu vrejuri spiralice, întrerupte de șase panouri cu buchete de flori. Capacul simplu are butonul format din două scuturi cu cifra regelui Carol I, ambele surmontate de aceeași coloană. Dubloul simplu prezintă în interior două creste minuscule pentru prindere. Piesa marcată „Odiot a Paris” și seria 6212. Piesa prezintă ușoare zgârieturi în mai multe locuri, fără urme vizibile de degradare. | Muzeul Național de Istorie a României, București | Cimec    |
|      | Legumieră cu capac și dublou                             | Datare: penultimul deceniu al secolului al XIX-lea Școală: Atelier francez Material: argint | Legumieră format calotă, cu buza lată, răsfrântă, pe bază inelară profilată, cu torți orizontale, capac și buton; prevăzută cu dublou. Recipientul cizelat prin gravare și în relief plat cu patru panouri înscrise cu motive vegetale stilizate, dispuse de o parte și de alta a două măști feminine și a torților. Torțile format șnur gros, răsucit, iar buza lată a vasului cizelată cu vrejuri spiralice, întrerupte de șase panouri cu buchete de flori. Capacul simplu are butonul format din două scuturi cu cifra regelui Carol I, ambele surmontate de aceeași coloană. Dubloul simplu prezintă în interior două creste minuscule pentru prindere. Piesa marcată „Odiot a Paris” și seria 6212. Piesa prezintă ușoare zgârieturi în mai multe locuri. | Muzeul Național de Istorie a României, București | Cimec    |
|      | Legumieră cu capac și dublou                             | Datare: penultimul deceniu al secolului al XIX-lea Școală: Atelier francez Material: argint | Legumieră format calotă, cu buza lată, răsfrântă, pe bază inelară profilată, cu torți orizontale, capac și buton; prevăzută cu dublou. Recipientul cizelat prin gravare și în relief plat cu patru panouri înscrise cu motive vegetale stilizate, dispuse de o parte și de alta a două măști feminine și a torților. Torțile format șnur gros, răsucit, iar buza lată a vasului cizelată cu vrejuri spiralice, întrerupte de șase panouri cu buchete de flori. Capacul simplu apre butonul format din două scuturi cu cifra regelui Carol I, ambele surmontate de aceeași coloană. Dubloul simplu prezintă în interior două creste minuscule pentru prindere. Piesa marcată „Odiot a Paris” și seria 6212. | Muzeul Național de Istorie a României, București | Cimec    |
|      | Legumieră cu capac și dublou                             | Datare: penultimul deceniu al secolului al XIX-lea Școală: Atelier francez Material: argint | Legumieră format calotă, cu buza lată, răsfrântă, pe bază inelară profilată, cu torți orizontale, capac și buton; prevăzută cu dublou. Recipientul cizelat prin gravare și în relief plat cu patru panouri înscrise cu motive vegetale stilizate, dispuse de o parte și de alta a două măști feminine și a torților. Torțile format șnur gros, răsucit, iar buza lată a vasului cizelată cu vrejuri spiralice, întrerupte de șase panouri cu buchete de flori. Capacul simplu are butonul format din două scuturi cu cifra regelui Carol I, ambele surmontate de aceeași coloană. Dubloul simplu prezintă în interior două creste minuscule pentru prindere. Piesa marcată „Odiot a Paris” și seria 6212. | Muzeul Național de Istorie a României, București | Cimec    |
|      | Legumieră cu capac și dublou                             | Datare: penultimul deceniu al secolului al XIX-lea Școală: Atelier francez Material: argint | Legumieră format calotă, cu buza lată, răsfrântă, pe bază inelară profilată, cu torți orizontale, capac și buton; prevăzută cu dublou. Recipientul cizelat prin gravare și în relief plat cu patru panouri înscrise cu motive vegetale stilizate, dispuse de o parte și de alta a două măști feminine și a torților. Torțile format șnur gros, răsucit, iar buza lată a vasului cizelată cu vrejuri spiralice, întrerupte de șase panouri cu buchete de flori. Capacul simplu are butonul format din două scuturi cu cifra regelui Carol I, ambele surmontate de aceeași coloană. Dubloul simplu prezintă în interior două creste minuscule pentru prindere. Piesa marcată „Odiot a Paris” și seria 6212. | Muzeul Național de Istorie a României, București | Cimec    |
|      | Legumieră cu capac și dublou                             | Datare: penultimul deceniu al secolului al XIX-lea Școală: Atelier francez Material: argint | | Muzeul Național de Istorie a României, București | Cimec    |
|      | Platou                                                   | Școală: Atelier francez Material: argint | Platou oval cu bordură lată și marginea festonată de zece panouri: opt cizelate cu mănunchiuri de fructe și două, afrontate, pe laturile lungi, cu coroana României care surmontează cifra regelui Carol I cizelată pe bordură. Motivul decorativ cizelat ușor reliefat. | Muzeul Național de Istorie a României, București | Cimec    |
|      | Farfurie Autor: Rosenthal din Selb, Bavaria              | Datare: 1922 Școală: Atelier german Descoperit: Germania Material: porțelan | Farfurie decorativă cu portretul Regelui Ferdinand, din porțelan alb, decorată cu o bordură aurie din motive florale și vegetale stilizate. În câmpul farfuriei este reprezentat, pe un fundal policrom, portretul color al regelui Ferdinand, în profil spre stânga. Regele este în ținuta oficială de la încoronare cu: coroană, mantie, buzdugan și decorații. Pe spate sunt două perforații pentru prindere iar în centru este marca companiei și numele Rosenthal având dedesubt inscripția Selb Bavaria. Farfuria cu portetul Regelui Ferdinand a fost comandată cu prilejul încoronării din 1922. | Muzeul Național de Istorie a României, București | Cimec    |
|      | Farfurie Autor: Rosenthal din Selb, Bavaria              | Datare: 1922 Școală: Atelier german Descoperit: Germania Material: porțelan | Farfurie decorativă cu portretul Reginei Maria, din porțelan alb, decorată cu o bordură aurie din motive florale și vegetale stilizate. În câmpul farfuriei este reprezentat, pe un fundal policrom, portretul color al Reginei Maria, în profil spre dreapta. Regina apare în ținuta oficială de la încoronare: cu coroana regală peste un voal, și mantia; ține în mână o carte cu ferecătură din aur decorată cu pietre colorate. Pe spate sunt două perforații pentru prindere iar în mijoc marca companiei și numele Rosenthal; dedesubt apare inscripția Selb Bavaria. A fost comandată pentru ceremonia încoronării din 1922. | Muzeul Național de Istorie a României, București | Cimec    |
|      | Presse-papier                                            | Material: lemn de stejar; postav | Presse-papier, pe bază ovală, cu o retragere surmontată de un grupaj format, în relief, din simbolurile casei regale române: coroana regală sub care se află sabia și sceptrul cu acvila cu aripile desfăcute ce ține în gheara stângă o sabie mică. Dedesubt, pe eșarfă, deviza: "Nihil sine Deo". Pe retragere sunt dispuși patru bumbi în relief. Baza este acoperită pe revers cu postav de culoare verde. Lipsesc un fragment de la apărătoarea sabiei și un bumb din decor. | Muzeul Național de Istorie a României, București | Cimec    |
|      | Linguriță                                                | Datare: 1892 Școală: Atelier englez Material: argint; aur | Linguriță de cafea cu căușul ovoidal și mâner format dintr-un fir torsionat care formează un nod la mijloc și o buclă la capăt unde se înscrie o ancoră petrecută printr-o coroană cu fleuronii în formă de pânze de corăbii. Căușul linguriței - aurit. Piesa marcată cu simbolul statului britanic, cel al orașului Birmingham, anul de executare și cel al meșterului H.M.E. | Muzeul Național de Istorie a României, București | Cimec    |
|      | Linguriță                                                | Datare: 1892 Școală: Atelier englez Material: argint; aur | Linguriță de cafea cu căușul ovoidal și mâner format dintr-un fir torsionat care formează un nod la mijloc și o buclă la capăt unde se înscrie o ancoră petrecută printr-o coroană cu fleuronii în formă de pânze de corăbii. Căușul linguriței - aurit. Piesa marcată cu simbolul statului britanic, cel al orașului Birmingham, anul de executare și cel al meșterului H.M.E. | Muzeul Național de Istorie a României, București | Cimec    |
|      | Linguriță                                                | Datare: 1892 Școală: Atelier englez Material: argint; aur | Linguriță de cafea cu căușul ovoidal și mâner format dintr-un fir torsionat care formează un nod la mijloc și o buclă la capăt unde se înscrie o ancoră petrecută printr-o coroană cu fleuronii în formă de pânze de corăbii. Căușul linguriței - aurit. Piesa marcată cu simbolul statului britanic, cel al orașului Birmingham, anul de executare și cel al meșterului H.M.E. | Muzeul Național de Istorie a României, București | Cimec    |
|      | Linguriță                                                | Datare: 1892 Școală: Atelier englez Material: argint; aur | Linguriță de cafea cu căușul ovoidal și mâner format dintr-un fir torsionat care formează un nod la mijloc și o buclă la capăt unde se înscrie o ancoră petrecută printr-o coroană cu fleuronii în formă de pânze de corăbii. Căușul linguriței - aurit. Piesa marcată cu simbolul statului britanic, cel al orașului Birmingham, anul de executare și cel al meșterului H.M.E. | Muzeul Național de Istorie a României, București | Cimec    |
|      | Linguriță                                                | Datare: 1892 Școală: Atelier englez Material: argint; aur | Linguriță de cafea cu căușul ovoidal și mâner format dintr-un fir torsionat care formează un nod la mijloc și o buclă la capăt unde se înscrie o ancoră petrecută printr-o coroană cu fleuronii în formă de pânze de corăbii. Căușul linguriței - aurit. Piesa marcată cu simbolul statului britanic, cel al orașului Birmingham, anul de executare și cel al meșterului H.M.E. | Muzeul Național de Istorie a României, București | Cimec    |
|      | Linguriță                                                | Datare: 1892 Școală: Atelier englez Material: argint; aur | Linguriță de cafea cu căușul ovoidal și mâner format dintr-un fir torsionat care formează un nod la mijloc și o buclă la capăt unde se înscrie o ancoră petrecută printr-o coroană cu fleuronii în formă de pânze de corăbii. Căușul linguriței - aurit. Piesa marcată cu simbolul statului britanic, cel al orașului Birmingham, anul de executare și cel al meșterului H.M.E. | Muzeul Național de Istorie a României, București | Cimec    |
|      | Casetă                                                   | Datare: 1892 Școală: Atelier englez Material: os; argint; catifea; email | Casetă de os dreptunghiulară gravată, la mijloc, cu două steme: una a Marii Britanii și cealaltă a Rusiei, ambele încoronate de o singură coroană. Caseta căptușită pe reversul capacului cu saten bleumarin și în interior cu catifea de aceeași culoare, prevăzută cu șase lăcașuri de fixare a lingurițelor și un lăcaș gol care a fost destinat unui clește de cuburi de zahăr. Pe reversul capacului a fost aplicată stema firmei - H.M. Emanuel et son Silversmiths et Jewellers to the Queen 12 et 13 Ordnance Row Portoca. Ponsea. | Muzeul Național de Istorie a României, București | Cimec    |
|      | Linguriță                                                | Datare: 1877 Școală: Atelier englez Material: argint; aur | Lingurița are cupa mare, lată, aurită. Mânerul e compozit: un heruvim, două C-uri, doi șerpi, un motiv floral și statueta unui bărbat cu mâinile împreunate. Pe linguriță sunt mărcile: H.H.; O; o marcă indescifrabilă; B; un leu; o marcă indescifrabilă. Pe mătasea din interiorul capacului e ștanțată marca: "C. Turner Jeweller To The Queen Et Royal Family 68 Et 69 Newbon”. | Muzeul Național de Istorie a României, București | Cimec    |
|      | Casetă                                                   | Școală: Atelier englez Material: lemn; piele; satin; catifea | Caseta de lemn cu colțurile rotunjite, îmbrăcată în piele neagră. Reversul capacului căptușit cu saten violet, cu eticheta firmei imprimată auriu în mijloc - C. Turner Jeweller To The Queen Et Royal Family 68 Et 69 Newbon. Interiorul cutiei căptușit cu catifea violet și șapte lăcașuri pentru fixarea a șase lingurițe (s-a păstrat numai o linguriță) și a unui clește de zahăr. | Muzeul Național de Istorie a României, București | Cimec    |
|      | Lingură de decor                                         | Datare: prima jumătate a secolului al XVIII-lea Material: argint | Lingură cu căușul aproape circular, mâner din bară răsucită terminată cu buton format vultur susținând un scut. Mânerul se înalță pe reversul căușului ca o nervură flancată de volute gravate. Piesă marcată pe spatele căușului. | Muzeul Național de Istorie a României, București | Cimec    |
|      | Lingură de decor                                         | Datare: prima jumătate a secolului al XVIII-lea Material: argint | Lingură cu căușul aproape circular, mâner din bară răsucită terminată cu buton format vultur susținând un scut. Mânerul se înalță pe reversul căușului ca o nervură flancată de volute gravate. Piesă marcată pe spatele căușului. | Muzeul Național de Istorie a României, București | Cimec    |
|      | Lingură de decor                                         | Datare: prima jumătate a secolului al XVIII-lea Material: argint | Lingură cu căușul aproape circular, mâner din bară răsucită terminată cu buton format vultur susținând un scut. Mânerul se înalță pe reversul căușului ca o nervură flancată de volute gravate. Piesă marcată pe spatele căușului. | Muzeul Național de Istorie a României, București | Cimec    |
|      | Lingură de decor                                         | Datare: prima jumătate a secolului al XVIII-lea Material: argint | Lingură cu căușul aproape circular, mâner din bară răsucită terminată cu buton format vultur susținând un scut. Mânerul se înalță pe reversul căușului ca o nervură flancată de volute gravate. Piesă marcată pe spatele căușului. | Muzeul Național de Istorie a României, București | Cimec    |
|      | Soborul Sfinților Arhangheli și Sfinții Petru și Pavel   | Datare: înc. sec. XVIII Școală: Atelier din Țara Românească Material: tempera pe lemn | Icoană prăznicar, populară, cu două scene: în jumătatea superioară - Soborul Sfinților Arhangheli (conform canoanelor Erminiei), în jumătatea inferioară - Sfinții Petru și Pavel, în atitudine votivă, ținând chivotul unei biserici. | Muzeul Colecțiilor de Artă, București            | Cimec    |
|      | Tavă                                                     | Datare: sf. sec. XIX Școală: Atelier francez Descoperit: București Material: argint | Platou oval cu bordura festonată cu zece semicercuri legate prin ghirlande de fructe; pe opt dintre ele cizelate buchete de flori, iar pe două, în porțiunea lungă, afrontate, cifra regelui Carol I. Piesa este marcată și inscripționată. | Muzeul Național de Istorie a României, București | Cimec    |
|      | Vas de flori                                             | Datare: începutul secolului al XX-lea Școală: Daum - Nancy Material: sticlă în straturi gravată cu acid | Vas de flori din sticlă straturi gravată cu acid. Semnat spre baza soclului din sticlă, în relief: Daum - Nancy (cu crucea de Lorena). | Muzeul Național de Artă al României, București   | Cimec    |
|      | Vas                                                      | Datare: c. 1900 Școală: Daum - Nancy Material: sticlă în straturi gravată cu acid | | Muzeul Național de Artă al României, București   | Cimec    |
|      | Vas de flori                                             | Datare: primul sfert al secolului XX Școală: Daum - Nancy Material: sticlă în straturi gravată cu acid | Vas de flori din sticlă în straturi gravată cu acid. Semnat pe perete, la mijlocul înălțimii vasului: Daum - Nancy (cu crucea de Lorena). | Muzeul Național de Artă al României, București   | Cimec    |
|      | Covor                                                    | Datare: cca. 1900 Școală: Nord-vestul Iranului Material: urzeala și nodul simetric din lână, băteala din bumbac | Medalion central pe fond bleumarin și alb de formă hexagonală decorat cu motive florale; trei chenare cu motiv fitomorf. Cromatică: alb, bleumarin, roșu, verde, frez, galben. | Muzeul Colecțiilor de Artă, București            | Cimec    |
|      | Covor de rugăciune                                       | Datare: cca. 1900 Școală: Turcia, Ladik Material: urzeala, băteala și nodul simetric din lână | Central, nișă pe fond roșu, ecoansoane pe fond verde cu motive vegetale stilizate și două ibrice care flanchează vârful mihrabului. În partea de jos a câmpului central, panou cu creneluri și cinci flori cu tije lungi. Cinci chenare cu decor floral și geometric. | Muzeul Colecțiilor de Artă, București            | Cimec    |
|      | Covor de rugăciune                                       | Datare: sec. XIX Școală: Turcia, Kula Material: urzeala, băteala și nodul simetric din lână | Nișă dublă cu arcuri în trepte, decorată pe fond ocru cu două benzi alcătuite din module florale repetate pe întreaga înălțime. Ecoansoane pe fond verde, patru borduri, cea principală pe fond de culoare violacee și parțial, pe o treime din lungime, de culoare albastru-verzui. Chilimuri la capete parțial pierdute. | Muzeul Colecțiilor de Artă, București            | Cimec    |
|      | Covor cu nișă dublă                                      | Datare: sec. XIX Școală: Turcia, Kula Material: urzeala, băteala și nodul simetric din lână | Nișă dublă pe fon vișiniu, decorată cu trei benzi alcătuite din module florale repetate pe întreaga înălțime. Patru borduri, cea principală decorată cu frunze mari, dințate și flori stilizate. | Muzeul Colecțiilor de Artă, București            | Cimec    |
|      | Covor de cimitir                                         | Datare: sec. XIX Școală: Turcia, Kula Material: urzeala, băteala și nodul simetric din lână | De-a lungul laturilor verticale ale mihrabului, pe fond verde, se repetă motivul „cimitirului”, în acest caz doi arbori stilizați. Pe centru, coborând din vârful în trepte al mihrabului, o bandă din motive vegetale. Bordura principală pe fond alb, decorată cu un motiv floral stilizat. Margini parțial desprinse. | Muzeul Colecțiilor de Artă, București            | Cimec    |
|      | Sfeșnic                                                  | Datare: Sec. XIX;4/4 Școală: Atelier românesc Material: argint; ambutisare; gravare; cizelare | Sfeșnic cu o lumină, baza patrulateră, piciorul compus din trei zone distincte. Baza cu un bandou ușor bombat, decorat cu frunze lanceolate. Central - zonă cilindrică cu trei grupaje florale aplicate, peste care se înalță o coloană canelată, având inferior și superior, sub bobeșă, o zonă ușor bombată, decorată cu frunze de acant desfășurate și frunze de palmier. Piesa este marcată pe bază cu poansoane de titlu și meșter: "XИ". | Muzeul Național Cotroceni, București             | Cimec    |
|      | Sfeșnic                                                  | Datare: Sec. XIX;4/4 Școală: Atelier românesc Material: argint; ambutisare; gravare; cizelare | Sfeșnic cu o lumină, baza patrulateră, piciorul compus din trei zone distincte. Baza cu un bandou ușor bombat, decorat cu frunze lanceolate. Central - zonă cilindrică cu trei grupaje florale aplicate, peste care se înalță o coloană canelată, având inferior și superior, sub bobeșă, o zonă ușor bombată, decorată cu frunze de acant desfășurate și frunze de palmier. Piesa este marcată pe bază cu poansoane de titlu și meșter: "XИ". | Muzeul Național Cotroceni, București             | Cimec    |
|      | Tabacheră                                                | Datare: Sec. XX;1/4 Școală: Atelier "Belmont Palace București 935" Material: argint; gravare; fotografie emailată | Piesă de formă paralelipipedică cu suprafețe ușor bombate, cu colțurile mult rotunjite. Pe capac, un medalion oval cu fotografia regelui Ferdinand I. Pe colțul din dreapta imaginii este gravată oblic semnătura regelui cu caracter cursiv: "Ferdinand". Capacul este prins prin șarnieră, iar închizătorul capacului cu arc. Piesa este marcată cu marcă de atelier: "Belmont Palace București 935". | Muzeul Național Cotroceni, București             | Cimec    |
|      | Coșuleț                                                  | Datare: sec. XIX Școală: Atelier european Material: argint; ambutisare; turnare; traforare | Piesă de formă ovală, piciorul lis arcuit în cavet, cupa evazată prezintă zona inferioară nedecorată, iar bordura lată, cu un evazeu dezvoltat, este compusă din două frize alipite de trandafiri și flori de miozotis, realizate prin presare. Ansele sunt realizate prin turnare, ce figurează volute afrontate, care susțin un buchet vegetal. Fundul coșulețului este susținut de șase cleme. În zona centrală este prezent un perete despărțitor cu rol de mâner. Piesa este marcată pe talpă "CR" și pe buză: "WP". | Muzeul Național Cotroceni, București             | Cimec    |
|      | Cană de bere Autor: Brahmfeld, H(e)inrich                | Datare: sec. XVIII Școală: Atelier german Material: argint; ambutisare; turnare; ciocănire; gravare; cizelare | Cană de bere cu capac susținută de trei piciorușe sferice, corp cilindric. Capacul este plat, cu marginea rotunjită și buton zoomorf (leu cu motiv sferic în labe), prins în șarnieră de mânerul solid în muchii, arcuit semicircular, prins sub buză și bază. Decorul este realizat prin ciocănire, gravare și cizelare. Pe capac este un medalion central cu scut heraldic, surmontat de cască cu viziera închisă văzută din față, încununată de aripi dechise și coroană. Pe corp, volute vegetale dezvoltate pe toată suprafața. Piesa este marcată pe bază cu marcă de autor: "H.B." și cu inscripția: "W.Onlod". | Muzeul Național Cotroceni, București             | Cimec    |
|      | Bol                                                      | Datare: sec. XIX Școală: Atelier german München Material: argint; ciocănire; cizelare | Piesă cu baza circulară, cupa cu pereții bombați, ușor strânși spre gură, buza teșită. Pereții piesei cu opt godroane mari, adânc conturate. Piesa este marcată pe bază cu marcă de autor, oraș, titlu, garanție: WETZLAR/MÜNCHEN, 808 C. Pe bază piesa are poanson: "MT". | Muzeul Național Cotroceni, București             | Cimec    |
|      | Spirtieră                                                | Datare: sec. XIX Școală: Atelier european Material: argint; lemn; ambutisare; gravare; cizelare; strunjire; baiț | Piesă de formă semisferică, aplatizată, cu talpa circulară și un mâner mic din lemn strunjit, băițuit negru. Decorația este alcătuită din motive florale ecusoane și volute, adânc reliefate, iar fundalul cu spații ce sugerează scoicile stilizate (rococo), talpa de melc. Piesa este nemarcată. Face parte dintr-un serviciu de ceai/cafea alcătuit din 7 piese. | Muzeul Național Cotroceni, București             | Cimec    |
|      | Suport de ceainic                                        | Datare: sec. XIX Școală: Atelier european Material: argint; ambutisare; turnare; gravare | Suportul prezintă patru picioare arcuite ușor, terminate inferior în labă de leu și unite prin baghete ce compun un suport pentru spirtieră. Superior, suportul pentru ceainic rotund, bombat, decorat cu volute ușor reliefate, pe fundal cu striații. Piesa este nemarcată. Face parte dintr-un serviciu de ceai/cafea alcătuit din 7 piese. | Muzeul Național Cotroceni, București             | Cimec    |
|      | Ceainic                                                  | Datare: sec. XIX Școală: Atelier european Material: argint; lemn; ambutisare; turnare; gravare; baiț | Corp sferoidal turtit, cioc arcuit, pornind din zona mediană. Capacul, urmărind conturul sferoidal este prins cu o balama mică, proeminentă, iar mânerul din lemn strunjit este susținut de două urechi arcuite. Decorul este alcătuit din motive florale, ecusoane și volute; fundalul cu striații, ce sugerează scoicile stilizate. Piesa este marcată pe bază. Face parte dintr-un serviciu de ceai/cafea alcătuit din 7 piese. | Muzeul Național Cotroceni, București             | Cimec    |
|      | Ceainic                                                  | Datare: sec. XIX Școală: Atelier european Material: argint; os; ambutisare; ciocănire; gravare; cizelare | Corp bulbar alungit, rotunjit în partea superioară cu ansă și cioc despicat și răsfrânt. Capacul este prins cu șarnieră mică, și are ca buton de prindere o volută măruntă. Piesa este decorată pe toată suprafața. Piesa este marcată pe bază. Face parte dintr-un serviciu de ceai/cafea alcătuit din 7 piese. | Muzeul Național Cotroceni, București             | Cimec    |
|      | Ceainic                                                  | Datare: sec. XIX Școală: Atelier european Material: argint; os; ambutisare; ciocănire; gravare; cizelare | Corp tronconic răsturnat, rotunjit la partea superioară. Ciocul robust, triunghiular, pornește aproape orizontal din zona buzei. Pe latura opusă, ansă cu anou din os la extremități. Piesa este decorată pe toată suprafața. Piesa este marcată pe bază. Face parte dintr-un serviciu de ceai/cafea alcătuit din 7 piese. | Muzeul Național Cotroceni, București             | Cimec    |
|      | Letieră                                                  | Datare: sec. XIX Școală: Atelier european Material: argint; ambutisare; ciocănire; gravare; cizelare | Piesă de formă tronconică, cioc triunghiular cu deschidere despicată, ansa arcuită. Piesa este decorată pe toată suprafața. Piesa este marcată pe bază. Face parte dintr-un serviciu de ceai/cafea alcătuit din 7 piese. | Muzeul Național Cotroceni, București             | Cimec    |
|      | Zaharniță                                                | Datare: sec. XIX Școală: Atelier european Material: argint; ambutisare; ciocănire; gravare; cizelare | Piesă de formă bulbară, turtită, capacul cu buton mărunt, anse volutate montate orizontal. Piesa este decorată pe toată suprafața. Piesa este marcată pe bază. Face parte dintr-un serviciu de ceai/cafea alcătuit din 7 piese. | Muzeul Național Cotroceni, București             | Cimec    |
|      | Tavă                                                     | Datare: sec. XIX Școală: Atelier european Material: argint; ciocănire; gravare; cizelare | Piesă de formă circulară, bordura lată, decorată "au repoussé" - friză de frunze și fructe: struguri, nuci, smochine, conuri de pin. Marginea platoului este îngustă, vălurită. Piesa este nemarcată. | Muzeul Național Cotroceni, București             | Cimec    |
|      | Casetă                                                   | Datare: sec. XIX Școală: Atelier austriac Material: argint; ambutisare; presare; ciocănire; gravare; cizelare | Casetă cu capac susținută de patru piciorușe sferice, corpul înscris într-un trunchi de piramidă cu laturile godronate. Capacul este prins în șarnieră, ușor bombat, godronat, cu buton în formă de floare de trandafir. Interiorul este aurit. Piesa este marcată pe buză. | Muzeul Național Cotroceni, București             | Cimec    |
|      | Zaharniță                                                | Datare: sec. XIX Școală: Atelier austriac Material: argint; ambutisare; ciocănire; cizelare | Zaharniță cu capac sprijinită pe patru piciorușe arcuite, baza circulară, corp piriform cu godroane ample în zona inferioară, reluate sub buză și prelungite pe capacul bombat într-o dispunere radială. Butonul este compus dintr-o frunză și un măr miniatural. Cele două anse sunt tubulare și ușor turtite, arcuite și prinse sub buză și pe corpul piesei. Piesa este marcată pe bază și pe buza capacului. | Muzeul Național Cotroceni, București             | Cimec    |
|      | Potir                                                    | Datare: 21 noiembrie 1798 Material: alamă; aurire | Potir format din cupă cu coș, nod și picior, din argint parțial aurit care provin din perioade diferite. Talpa circulară, ușor bombată, cu o retragere ușoară, decorată în porțiunea bombată prin gravare cu un șir de ghirlande cu câte un trandafir în mijloc. Nodul în formă de balustru cu caneluri. Cupa în formă de clopot, aurită în interior și împrejurul gurii la exterior, așezată într-un coș care o acoperă două treimi; coșul a fost ajurat cu motive vegetale stilizate. Pe buza cupei, în exterior, este gravată o inscripție în alfabet latin, destul de stângace: „+Acest sf(ânt) potir s-au făcut din brasailica vl. Or 1798 op noer 2”. | Muzeul Național de Istorie a României, București | Cimec    |
|      | Broderie                                                 | Datare: 1695 Material: in; mătase; bumbac | Fâșie de pânză din in, dreptunghiulară, cu marginea festonată cu fir de mătase verde deschis și ciucuri mici în colțuri din același material. Spre cele patru colțuri ale pânzei a fost brodat câte un buchet format din câte trei flori de dovleac stilizate, din fir de mătase în degrade, de la verde deschis la galben și maro, iar pe mijlocul laturilor câte un motiv vegetal mai mic, format din volute. Spre una din laturile înguste a fost brodată cu fir de mătase albastră o inscripție de danie: „CPG Susana Sebestyen Honorem Domino ofert, 1695”. Ulterior mijlocul pânzei a fost decupat și a fost introdusă o dantelă din bumbac, lucrată cu croșeta. | Muzeul Național de Istorie a României, București | Cimec    |
|      | Sfeșnic                                                  | Datare: mijlocul secolului al XIX-lea Școală: Atelier central-european Material: argint | Sfeșnic cu profil pătrat pe întreaga înălțime: pe talpa troncpiramidală cu bordura ondulată se înalță un balustru surmontat de o cupă pentru o lumânare. De pe laturile bazei, pe talpă, se ridică motive foliate. Întreaga suprafață este canelată pe înălțime. | Muzeul Național de Istorie a României, București | Cimec    |
|      | Sfeșnic                                                  | Datare: mijlocul secolului al XIX-lea Școală: Atelier central-european Material: argint | Sfeșnic cu profil pătrat pe întreaga înălțime: pe talpa troncpiramidală cu bordura ondulată se înalță un balustru surmontat de o cupă pentru o lumânare. De pe laturile bazei, pe talpă, se ridică motive foliate. Întreaga suprafață este canelată pe înălțime. Piesa este crăpată pe întreaga înălțime în mai multe locuri, la una dintre muchii. | Muzeul Național de Istorie a României, București | Cimec    |
|      | Pahar                                                    | Datare: Sec. XVII;1/2 Descoperit: Colțești Material: argint; argint aurit; ciocănire; cizelare; gravare | Pahar tronconic, decorat pe un sfert din suprafața de la bază cu o friză cizelată cu două animale într-un peisaj vegetal, deasupra căruia a fost lipit un inel în relief, cizelat cu un val. Deasupra inelului, în sus, și de la bază, în jos, sunt două benzi decorate, cu motive vegetale stilizate. Toate cele trei frize au fost aurite. Între cele două benzi decorative a fost gravată o inscripție în limba maghiară:" A TH. SZ GYORGYI EV. REF ECLA SZ VATSORAHOZ/ VALO POHARA A BETEK ES EL AGGOTT OROGEK SZAMARA". | Muzeul Național de Istorie a României, București | Cimec    |
|      | Taler                                                    | Datare: 1787 Material: argint; argint aurit; presare; aurire; gravare | Patenă / anaforniță în formă de farfurie plată cu bordura lată, cu o stemă nobiliară în centru: scut franțuzesc cu trei sectoare cu mobilier, surmontat de două coifuri cu penaj în colțuri, stema înconjurată de o inscripție în limba maghiară: "ATOROTZKO SZENT GYORGYI REFOR: EKLESIABAN AZ UR ASSZTALARATSINALTATTA GROF TOROTZKAI SIGMOND 1787 dik ESZTENDOBEN". Pe bordură o inscripție: "EMLEKEZZEL MEG URAM ARROL A MI 1784ben 11 dik NOVEMBRIS ESETT RAJTUNK TEKINTS REANK ES VEDDEL: AMI GYALAZTUNKAT JEREM: SIRAL; V: I:". | Muzeul Național de Istorie a României, București | Cimec    |
|      | Evantai liturgic                                         | Datare: 1768 Material: argint aurit; ciocănire; cizelare | Ripidă circulară fixată pe un mâner tubular, ușor tronconic. Discul cu o bordură festonată și suprafața ajurată are fixate pe ambele fețe câte șase medalioane din foaie metalică, dispuse în jurul unui medalion central, mai mare, flancat cu câte un înger în genunchi care-l susține; pe o parte medalionul a fost cizelat cu reprezentarea Fecioarei cu Iisus matur pe genunchi, pe partea cealaltă Iisus în costum liturgic. Dintre cele șase medalioane dispuse împrejur, trei dintre cele de deasupra și dedesubt sunt mai mari, cizelate cu câte un heruvim, cele laterale cu câte o corolă. Cel de al patrulea medalion de dedesubt a fost cizelat cu stema Țării Românești și o inscripție în alfabet chirilic, redat transcris: "IO/ AL/ SK/ GK/ VV, 1768," respectiv: "Io Alexandru Scarlat Ghica voievod". Mânerul a fost fixat pe disc prin două prelungiri în formă de frunză. Piesa prezintă un marcaj oriental. | Muzeul Național de Istorie a României, București | Cimec    |
|      | Colier                                                   | Datare: sf. sec. XVIII - înc. sec. XIX Școală: Atelier clujean sau budapestan Material: aur; turnare; ciocănire; cizelare; granulare                                                                                                   | Colier - lanț format din zale din bandă curbată circular, decorate cu șiruri de granule sferice, așezate pe câte un inel din fir torsionat. Închizătorul sub forma unei mărgele ovoidale, decorate cu aceleași granule, se fixează cu o lamelă. Pe lamelă este marcajul BNR. | Muzeul Național de Istorie a României, București | Cimec    |
|      | Casetă                                                   | Datare: înc. sec. XX Școală: Atelier iranian Material: argint; gravat; niello | Casetă din argint cu decorație gravată, niello. | Muzeul Național de Artă al României, București   | Cimec    |
|      | Vas                                                      | Datare: înc. sec. XX Școală: Atelier iranian Material: argint; ciocănit; cizelat; gravat; încrustat | Vas din argint, ciocănit, cizelat, gravat, încrustat cu o substanță neagră (bitum ?). | Muzeul Național de Artă al României, București   | Cimec    |
|      | Vas                                                      | Datare: înc. sec. XX Școală: Atelier iranian Material: argint; ciocănit; cizelat; gravat; încrustat | Vas din argint, ciocănit, cizelat, gravat, încrustat cu o substanță neagră (bitum ?). | Muzeul Național de Artă al României, București   | Cimec    |
|      | Vas cu două toarte                                       | Datare: înc. sec. XX Școală: Atelier iranian Material: argint; ciocănit; turnat; cizelat; gravat | Vas cu două toarte din argint, ciocănit, cizelat, gravat. | Muzeul Național de Artă al României, București   | Cimec    |
|      | Cană cu toartă                                           | Datare: înc. sec. XX Școală: Atelier iranian Material: argint; ciocănit; cizelat; gravat; încrustat | Cană cu toartă din argint, ciocănit, cizelat, gravat, încrustat cu o substanță neagră. | Muzeul Național de Artă al României, București   | Cimec    |
|      | Pahar                                                    | Datare: înc. sec. XX Școală: Atelier iranian Material: argint; ciocănit; cizelat; gravat; încrustat | Pahar din argint, ciocănit, cizelat, gravat, încrustat cu o substanță neagră. | Muzeul Național de Artă al României, București   | Cimec    |
|      | Pahar                                                    | Datare: înc. sec. XX Școală: Atelier iranian Material: argint; ciocănit; cizelat; gravat; încrustat | Pahar din argint, ciocănit, cizelat, gravat, încrustat cu o substanță neagră. | Muzeul Național de Artă al României, București   | Cimec    |
|      | Bol                                                      | Datare: 1817 Școală: Atelier armenesc Material: metal; argint (?); ciocănit | Bol de metal (argint ?), ciocănit. | Muzeul Național de Artă al României, București   | Cimec    |
|      | Bol                                                      | Datare: sec. XIX Școală: Atelier caucazian (?) Material: argint; ciocănit; cizelat; gravat | Bol din argint, ciocănit, cizelat, gravat. | Muzeul Național de Artă al României, București   | Cimec    |
|      | Pahar                                                    | Datare: înc. sec. XIX Școală: Atelier iranian Material: metal; argint (?); aurit; ciocănit; cizelat; gravat | Pahar de metal (argint ?) aurit, ciocănit, cizelat, gravat. | Muzeul Național de Artă al României, București   | Cimec    |
|      | Tavă                                                     | Datare: înc. sec. XIX Școală: Atelier iranian Material: metal; ciocănit; cizelat | Platou de metal ciocănit și cizelat. | Muzeul Național de Artă al României, București   | Cimec    |
|      | Tavă                                                     | Datare: înc. sec. XIX Școală: Atelier iranian Material: metal; ciocănit; cizelat | Platou de metal ciocănit și cizelat. | Muzeul Național de Artă al României, București   | Cimec    |
|      | Tavă                                                     | Datare: înc. sec. XIX Școală: Atelier iranian Material: metal; ciocănit; cizelat | Platou de metal ciocănit și cizelat. | Muzeul Național de Artă al României, București   | Cimec    |
|      | Tavă                                                     | Datare: înc. sec. XIX Școală: Atelier iranian Material: metal; ciocănit; cizelat | Platou de metal ciocănit și cizelat. | Muzeul Național de Artă al României, București   | Cimec    |
|      | Solniță                                                  | Datare: înc. sec. XIX Școală: Atelier iranian Material: argint; aurit; gravat; cizelat | Solniță din argint aurit, cizelat, gravat. | Muzeul Național de Artă al României, București   | Cimec    |
|      | Solniță                                                  | Datare: înc. sec. XIX Școală: Atelier iranian Material: argint; aurit; gravat; cizelat | Solniță din argint aurit, cizelat, gravat. | Muzeul Național de Artă al României, București   | Cimec    |
|      | Pafta                                                    | Datare: sf. sec. XVIII - înc. sec. XIX Școală: Atelier turcesc Material: argint; aurit; filigranat; mătase; sticlă | Pafta din argint aurit, filigranat, pe suport textil. | Muzeul Național de Artă al României, București   | Cimec    |
|      | Șal                                                      | Datare: sf. sec. XIX Școală: Atelier iranian (european?) Material: lână; țesătură | Șal, țesut din lână. | Muzeul Național de Artă al României, București   | Cimec    |
|      | Anteriu                                                  | Datare: sf. sec. XIX - înc. sec. XX Școală: Atelier turcesc Material: mătase; fir metalic; țesătură mecanică | Anteriu, țesut din mătase și fir metalic. | Muzeul Național de Artă al României, București   | Cimec    |
|      | Prosop                                                   | Datare: sec. XIX Școală: Atelier turcesc Material: mătase; fir metalic; brodat | Prosop de baie brodat cu mătase și fir metalic pe suport textil. Dimensiuni broderie: 16,5x86 cm. | Muzeul Național de Artă al României, București   | Cimec    |
|      | Ștergar                                                  | Datare: sec. XIX Școală: Atelier turcesc Material: mătase; fir metalic; broderie | Ștergar brodat la ambele capete cu mătase și fir metalic pe suport textil; franjuri. Dimensiuni broderie: 21x45 cm. | Muzeul Național de Artă al României, București   | Cimec    |
|      | Ștergar                                                  | Datare: sec. XIX Școală: Atelier turcesc Material: mătase; fir metalic; broderie | Ștergar, brodat la ambele capete cu mătase și fir metalic pe suport textil. Dimensiuni broderie: 17x54 cm. | Muzeul Național de Artă al României, București   | Cimec    |
|      | Ștergar                                                  | Datare: sec. XIX Școală: Atelier turcesc Material: mătase; fir metalic; broderie | Ștergar, brodat cu mătase și fir metalic pe suport textil. Dimensiuni broderie: 16x47 cm. | Muzeul Național de Artă al României, București   | Cimec    |
|      | Cordon                                                   | Datare: sec. XIX Școală: Atelier turcesc Material: mătase; fir metalic; broderie | Cingătoare, brodată la ambele capete cu mătase și fir metalic pe suport textil. Dimensiuni broderie: 26x23 cm. | Muzeul Național de Artă al României, București   | Cimec    |
|      | Ștergar                                                  | Datare: sec. XIX Școală: Atelier turcesc Material: mătase; fir metalic; broderie | Ștergar, brodat la ambele capete cu mătase și fir metalic pe suport textil. Dimensiuni broderie: 9,5x60 cm. | Muzeul Național de Artă al României, București   | Cimec    |
|      | Scoarță                                                  | Datare: înc. sec. XX Școală: Atelier iranian Material: lână; bumbac; țesătură chilim | Scoarță din lână și bumbac, țesătură chilim. | Muzeul Național de Artă al României, București   | Cimec    |
|      | Scoarță                                                  | Datare: înc. sec. XX Școală: Atelier iranian Material: lână; bumbac; țesătură chilim | Scoarță din lână și bumbac, țesătură chilim. | Muzeul Național de Artă al României, București   | Cimec    |
|      | Covor                                                    | Datare: înc. sec. XX Școală: Atelier iranian Material: lână; bumbac; nod asimetric | Covor din lână și bumbac. | Muzeul Național de Artă al României, București   | Cimec    |
|      | Covor                                                    | Datare: sec. XX Școală: Atelier iranian Material: lână; bumbac; nod asimetric | Covor din lână și bumbac. | Muzeul Național de Artă al României, București   | Cimec    |
|      | Covor                                                    | Datare: înc. sec. XX Școală: Atelier iranian Material: mătase; nod asimetric | Covor din mătase. | Muzeul Național de Artă al României, București   | Cimec    |
|      | Covor                                                    | Datare: sf. sec. XIX - înc. sec. XX Școală: Atelier iranian Material: lână; bumbac; nod simetric | Covor din lână și bumbac. | Muzeul Național de Artă al României, București   | Cimec    |
|      | Covor                                                    | Datare: înc. sec. XX Școală: Atelier iranian (Kirman ?) Material: lână; bumbac; nod asimetric | Covor din lână și bumbac. | Muzeul Național de Artă al României, București   | Cimec    |
|      | Covor                                                    | Datare: sf. sec. XIX Școală: Atelier Asia Mică - tribul Yomud Material: lână; nod simetric; capete chilim | Covor din lână. | Muzeul Național de Artă al României, București   | Cimec    |
|      | Pahar cu picior                                          | Datare: sf. sec. XIX - înc. sec. XX Școală: Atelier turcesc Material: argint; aurit; turnat; gravat manual și mecanic | Pahar cu picior din argint aurit; tughra și sah, marcaj în zig-zag. | Muzeul Național de Artă al României, București   | Cimec    |
|      | Pahar cu picior                                          | Datare: sf. sec. XIX - înc. sec. XX Școală: Atelier turcesc Material: argint; aurit; turnat; gravat manual și mecanic | Pahar cu picior din argint aurit; tughra și sah, marcaj în zig-zag. | Muzeul Național de Artă al României, București   | Cimec    |
|      | Pahar cu picior                                          | Datare: sf. sec. XIX - înc. sec. XX Școală: Atelier turcesc Material: argint; aurit; turnat; gravat manual și mecanic | Pahar cu picior din argint aurit; tughra și sah, marcaj în zig-zag. | Muzeul Național de Artă al României, București   | Cimec    |
|      | Pahar cu picior                                          | Datare: sf. sec. XIX - înc. sec. XX Școală: Atelier turcesc Material: argint; aurit; turnat; gravat manual și mecanic | Pahar cu picior din argint aurit; tughra și sah, marcaj în zig-zag. | Muzeul Național de Artă al României, București   | Cimec    |
|      | Pahar cu picior                                          | Datare: sf. sec. XIX - înc. sec. XX Școală: Atelier turcesc Material: argint; aurit; turnat; gravat manual și mecanic | Pahar cu picior din argint aurit; tughra și sah, marcaj în zig-zag. | Muzeul Național de Artă al României, București   | Cimec    |
|      | Pahar cu picior                                          | Datare: sf. sec. XIX - înc. sec. XX Școală: Atelier turcesc Material: argint; aurit; turnat; gravat manual și mecanic | Pahar cu picior din argint aurit; tughra și sah, marcaj în zig-zag. | Muzeul Național de Artă al României, București   | Cimec    |
|      | Cupă                                                     | Datare: înc. sec. XX Școală: Atelier turcesc Material: argint; aurit; turnat; decupat; gravat | Cupă din argint aurit; tughra și sah. | Muzeul Național de Artă al României, București   | Cimec    |
|      | Cupă                                                     | Datare: înc. sec. XX Școală: Atelier turcesc Material: argint; aurit; turnat; decupat; gravat | Cupă din argint aurit; tughra și sah. | Muzeul Național de Artă al României, București   | Cimec    |
|      | Cupă cu picior                                           | Datare: înc. sec. XX Școală: Atelier turcesc Material: argint; aurit; turnat; gravat | Cupă cu picior și capac din argint aurit; tughra și sah. | Muzeul Național de Artă al României, București   | Cimec    |
|      | Sfeșnic                                                  | Datare: sf. sec. XIX - înc. sec. XX Școală: Atelier turcesc Material: argint; ambutisat; turnat; guilloche | Sfeșnic din argint; tughra, sah și marcaje în zig-zag. | Muzeul Național de Artă al României, București   | Cimec    |
|      | Tavă ovală                                               | Datare: sf. sec. XIX - înc. sec. XX Școală: Atelier turcesc Material: argint; gravat | Tavă ovală din argint cu decor gravat; tughra și sah. | Muzeul Național de Artă al României, București   | Cimec    |
|      | Tavă ovală                                               | Datare: sf. sec. XIX - înc. sec. XX Școală: Atelier turcesc Material: argint; gravat; turnat | Tavă ovală din argint cu decor gravat; tughra și sah. | Muzeul Național de Artă al României, București   | Cimec    |
|      | Bol                                                      | Datare: sf. sec. XIX - înc. sec. XX Școală: Atelier turcesc Material: argint; aurit; guilloche; decor aplicat | Bol din argint aurit; tughra și sah, marcaj în zig-zag. | Muzeul Național de Artă al României, București   | Cimec    |
|      | Farfurie întinsă                                         | Datare: sec. XVIII (?) Școală: atelier Delft Material: faianță pictată în camaieu albastru | Farfurie pictată în camaieu albastru decor millefiori de influență orientală. Marcă neidentificată pe reversul farfuriei. | Muzeul Național de Artă al României, București   | Cimec    |
|      | Farfurie întinsă                                         | Datare: sec. XVIII (?) Școală: atelier Delft Material: faianță pictată în camaieu albastru | Farfurie pictată în camaieu albastru decor millefiori de influență orientală. Marcă neidentificată pe reversul farfuriei. | Muzeul Național de Artă al României, București   | Cimec    |
|      | Farfurie adâncă                                          | Datare: sec. XVIII (?) Școală: atelier Delft Material: faianță pictată în camaieu albastru | Farfurie pictată în camaieu albastru decor millefiori de influență orientală. Marcă neidentificată pe reversul farfuriei. | Muzeul Național de Artă al României, București   | Cimec    |
|      | Farfurie adâncă                                          | Datare: sec. XVIII (?) Școală: atelier Delft Material: faianță pictată în camaieu albastru | Farfurie pictată în camaieu albastru decor millefiori de influență orientală. Marcă neidentificată pe reversul farfuriei. | Muzeul Național de Artă al României, București   | Cimec    |
|      | Farfurie adâncă                                          | Datare: sec. XVIII (?) Școală: atelier Delft Material: faianță pictată în camaieu albastru | Farfurie ușor adâncită; decor de inspirație orientală, motiv „coadă de păun”. Marcă de meșter neidentificată. | Muzeul Național de Artă al României, București   | Cimec    |
|      | Nașterea Domnului                                        | Datare: prima jumătate a sec. XVIII Școală: Atelier grecesc Material: tempera pe lemn | Grota cu Maica Domnului îngenuncheată lângă iesle. În partea inferioară Iosif și un păstor în stânga iar baia Pruncului în dreapta. În stânga, deasupra grotei, trei magi călări urmărind steaua. În partea superioară îngeri vestind pe păstori. Chenar ștanțat cu două rânduri de cercuri. Inscripție-titlu în grecește. Blatul spart și fixat pe verso cu bride metalice; fisură longitudinală pe întreaga suprafață pictată a icoanei, parțial consolidată cu foiță. | Colecții particulare, București                  | Cimec    |
|      | Nașterea Maicii Domnului                                 | Datare: prima jumătate a sec. XVIII Școală: Atelier grecesc Material: tempera pe lemn | Pe fundalul unor arhitecturi cu multe arcade care se succed, de sus în jos, plutind, cele patru fete cu daruri și evantaie, patul Sf. Ana și pătuțul Mariei vegheat de o fată torcând. Inscripție-titlu în grecește. | Colecții particulare, București                  | Cimec    |
|      | Miruitor                                                 | Datare: sf. sec. XVIII Școală: Atelier german Material: argint; turnat; urme de aurire | Mâner scurt decupat în formă de inimă, susține un glob cruciger, apoi o mână binecuvântând, care poartă o acvilă cu aripile strânse, surmontată de o cruce greacă și simbolul Sf.Treimi. Pe mâner două poansoane, de meșter și pentru titlul metalului: PP și 12. Vagi urme de email (?) negru pe glob și acvilă. | Muzeul Național de Artă al României, București   | Cimec    |
|      | Tiplotă                                                  | Datare: sf. sec. XVIII Școală: Atelier german Material: argint; turnat; aurit parțial | De formă cilindrică, așezată pe o talpă în semicalotă (fixată cu șurub), are cioc de secțiune triunghiulară. Capac în semicalotă având prelungire pentru cioc și buton - mugure; este fixat cu balama și are dispozitiv de închidere în forma literei V; toartă în S decorată cu un mascheron. Mărci: de calitate - în zig-zag; de meșter - inițialele BM; de oraș - un leu rampant. | Muzeul Național de Artă al României, București   | Cimec    |
|      | Taler                                                    | Datare: sf. sec. XIX Școală: Atelier Țara Românească Material: argint; turnat; cizelat; urme de aurire | Tasul foarte puțin adâncit, bordura îngustă, fără decorație. G. Plăscioreanu - fost cântăreț al bisericii la sfârșitul sec. XIX. | Muzeul Național de Artă al României, București   | Cimec    |
|      | Candelă                                                  | Datare: ante 1763 Școală: Atelier Țara Românească Material: argint; turnat; cizelat; ajurat | Corpul candelei format din mai multe registre pe orizontală, cu decor ajurat (lujeri de flori, motive vegetale și inimi) dispus în medalioane ovale. Registrul cel mai mare ca diametru și înălțime este urmat de patru registre cu diametrul în descreștere, iar butonul terminal are forma conului de brad. La buza superioară, o bandă terminată cu friză de fleuroni ajurați. Inscripție de danie pe primul registru, din 1763 și trei anse turnate în S: acestea prind trei lanțuri de zale duble care țin un capac în calotă, cu inel, decor vegetal. În interior, cerc cu trei piciorușe, pentru susținerea piesei de sticlă. | Muzeul Național de Artă al României, București   | Cimec    |
|      | Cădelniță                                                | Datare: ante 1784 Școală: Atelier Țara Românească Material: argint; turnat; cizelat; ajurat; cupru | Talpă în semicalotă turtită, cu marginea îngustă; inscripție în limba greacă (pentru mănăstirea "Sf.Gheorghe" din Hanul Șerban Vodă), datarea 23 aprilie 1784. Focarul - cupă semisferică, decorat au repousse cu flori dispuse în medalioane; focarul este dublat de o cupă din cupru. Capacul cădelniței în semicalotă, de forma cupolelor rusești, surmontat de o cruce treflată așezată pe o mică sferă, ajurat cu decor floral. De marginile capacului și focarului sunt sudate câte trei inele prin care trec trei lanțuri din zale, al patrulea lanț fiind fixat de vârful crucii și având un clopoțel sferic; lanțurile prind capacul superior - o calotă mică decorată au repousse cu flori și având o margine lată și un inel. Pe marginea capacului superior și pe talpă două poansoane, de meșter și pentru titlul metalului (B și 12). | Muzeul Național de Artă al României, București   | Cimec    |
|      | Candelă cu trei pui                                      | Datare: ante 1801 Școală: Atelier Țara Românească Material: argint; turnat; cizelat; ajurat; cupru | Piriformă, cu decor ajurat și gravat, flori și motive vegetale, dispus în caneluri verticale ușor spiralate; pe unul din medalioanele canelate se află o acvilă încadrată de două animale. Candela are un gât lung terminat cu o margine cu motive vegetale ajurate și gravate. Pe corpul candelei sunt sudate trei aplice din metal turnat în forma unor îngeri, care prind lanțuri din zale de sârmă - fiecare având câte un clopoțel sferic, lanțurile țin un capac în calotă cu decor vegetal au repousse. De asemenea, pe corpul candelei sunt prevăzute trei suporturi turnate, care susțin fiecare câte o candelă mai mică, toate asemănătoare stilistic și tehnic celei mari (fiecare din ele are un braț de susținere); candelele mici sunt terminate în partea inferioră cu câte un buton în formă de ghindă, iar buza are un șir de fleuroni. Inscripție de danie, cu slove incizate, în partea superioară (sub gâtul candelei), datată 1801. | Muzeul Național de Artă al României, București   | Cimec    |
|      | Candelă                                                  | Datare: sec. XVIII Școală: Atelier Țara Românească Material: argint; turnat; ajurat; parțial aurit | Piriformă; decorul ajurat cu motive florale brâncovenești, dispuse în medalioane și pe trei registre; capătul inferior, în calotă, este terminat cu un buton în formă de con; banda metalică aurie de la registrul superior susține o friză de fleuroni și trei anse turnate în S; acestea prind cele trei lanțuri de zale de sârmă - prevăzute fiecare cu câte un clopoțel sferic auriu - care leagă cu un mic inel de sârmă un capac discoidal din metal comun. | Muzeul Național de Artă al României, București   | Cimec    |
|      | Inel sigilar                                             | Datare: sec. XVII Școală: Atelier Țara Românească Material: argint; turnat; aurit | Veriga triplu fațetată, turnată împreună cu chatonul octogonal, pastilat. Pe chaton sunt incizate o cruce și patru inițiale chirilice "Z CB Z". | Muzeul Național de Artă al României, București   | Cimec    |
|      | Văl de tâmplă                                            | Datare: sec. XVII Școală: Atelier italian Material: mătase; broșată; fir de argint; fir de argint aurit | Confecționat din țesături asemănătoare ca tehnică, dar diferite prin repertoriul decorativ. Partea centrală a piesei - țesătură din satin de mătase de culoare roșie broșată cu fir din argint aurit este decorată cu stema familiei Cantacuzino înconjurată de vrejuri, frunze și flori de acant. Țesătura care formează un chenar lat este broșată cu fir din argint și decorată cu motivul "solzi de pește". | Muzeul Național de Artă al României, București   | Cimec    |
|      | Văl de tâmplă                                            | Datare: sec. XVII Școală: Atelier italian Material: mătase; broșată; fir de argint; fir de argint aurit | Cele două fragmente din același tip de țesătură, au fost asamblate împreună, urmărindu-se continuitatea motivelor decorative la punctele de îmbinare, obținându-se, în acest fel, vălul de tâmplă. Partea centrală a piesei - țesătură din satin de mătase de culoare roșie broșată cu fir din argint aurit. Este decorată cu stema familiei Cantacuzino - vulturul bicefal înconjurat de vrejuri, frunze și flori de acant. Țesătura care formează chenarul vălului este broșată cu fir din argint și decorată cu motivul "solzi de pește". | Muzeul Național de Artă al României, București   | Cimec    |
|      | Văl de tâmplă                                            | Datare: sec. XVII Școală: Atelier italian Material: mătase; broșată; fir de argint; fir de argint aurit | Confecționat din țesătură tip satin din mătase de culoare roșie, broșat cu fir din argint aurit. în centrul compoziției este reprezentat vulturul bicefal, stema familiei Cantacuzino. În jurul motivului central - vrejuri, frunze și flori de acant. | Muzeul Național de Artă al României, București   | Cimec    |
|      | Văl de tâmplă                                            | Datare: sec. XVII Școală: Atelier italian Material: mătase; broșată; fir de argint; fir de argint aurit | Vălul este confecționat din două tipuri de țesătură: în partea centrală - țesătură din satin de mătase, broșat cu fir tubular din argint. Motivul decorativ "solzi de pește" se repetă pe întreaga suprafață. Chenarul lat care înconjoară partea centrală este din mătase ocru-auriu, decorată cu mănunchiuri de flori broșate cu fir din argint aurit. În partea de jos a piesei sunt atașați nouă ciucuri din mătase răsucită și fir metalic. Nodusul ciucurilor este confecționat din fir din argint aurit împletit. | Muzeul Național de Artă al României, București   | Cimec    |
|      | Poală de icoană                                          | Datare: sec. XVII Școală: Atelier italian Material: mătase; broșată; fir de argint | Această poală de icoană este confecționată din două fragmente ale aceluiași tip de țesătură, fragmentul mai mic aflat în partea inferioară a țesăturii. La punctele de îmbinare s-a urmărit continuitatea motivelor decorative. Țesătura din satin de mătase de culoare verde este decorată cu ample frunze și flori de acant broșate cu fir din argint. | Muzeul Național de Artă al României, București   | Cimec    |
|      | Veșmânt ecleziastic                                      | Datare: sec. XVII Școală: Atelier italian Material: mătase; broșată; fir de argint aurit | De formă aproape semicirculară, felonul este confecționat din mai multe fragmente de țesătură din satin de mătase de culoare roșie, broșat cu fir din argint aurit. Întreaga suprafață a țesăturii este decorată cu motivul "solzi de pește", în registre paralele. Pe spatele felonului este aplicată o cruce din galon țesut cu fir metalic auriu. | Muzeul Național de Artă al României, București   | Cimec    |
|      | Plângerea Domnului                                       | Datare: 1770 Școală: Atelier vienez Material: catifea; mătase; broderie; fir de argint; fir de aur; paiete | În partea centrală a compoziției este reprezentată tema Plângerea lui Iisus. În registrul median - Iisus întins pe piatra roșie din Efes, înconjurat de grupul Sfintelor Femei, de Sfântul Ioan și Nicodim, iar în mijloc, Maica Domnului. În fundal este figurată crucea și însemnele Patimilor. Scena este înconjurată de îngeri. Broderia este executată cu mătase colorată, în tonuri pastelate: roz, bleu, verde și brun. În cele patru colțuri ale scenei centrale sunt reprezentați, în medalioane circulare, evangheliștii cu simbolurile lor. În partea stângă sus, Golgota cu cele trei cruci, iar în dreapta sus este reprezentată Cetatea Ierusalimului. De-o parte și de alta a scenei centrale este reprezentată biserica Sfântului Mormânt și tema învierii lui Iisus. Suportul original a fost înlocuit, broderia fiind transpusă pe catifea roșu-vișiniu. În partea din dreapta jos a piesei este brodată inscripția de danie, în limba greacă, de la Teodosie Zotu și anul 1770. | Muzeul Național de Artă al României, București   | Cimec    |
|      | Procovăț                                                 | Datare: sec. XVIII Școală: Atelier Țara Românească Material: satin; broderie; fir de argint; fir de aur | Partea centrală a procovățului este o țesătură din satin de culoare roșie, decorată cu buchete de flori brodate cu fir metalic auriu și argintiu. Chenarul din satin de culoare verde este decorat cu motive florale și vegetale brodate cu fir metalic. | Muzeul Național de Artă al României, București   | Cimec    |
|      | Cupă cu capac                                            | Datare: 1741 Școală: Atelier european Material: Cositor; turnare, cizelare, gravare | Cupă cu capac: talpǎ rotundǎ, ușor bombatǎ, cupǎ ușor deformatǎ la bazǎ; cilindru evazat spre buzǎ; pe corp un motiv meandric faciat; pe cupǎ scut turnat, aplicat pe corp cu anul adânc incizat 1741; pe capacul ușor deformat un buton reprezentând un leu în poziție șezând, | Academia Română, București                       | Cimec    |
|      | Tavă                                                     | Datare: Sec. XVIII Școală: Atelier european, TH - FRERS; D - S Material: Cositor; turnare, cizelare, gravare | Platou: fund adâncit; bordura latǎ și buza ușor îngroșatǎ pe trei sferturi din bordurǎ; este gravat, incizie adâncǎ, o ghirlandǎ de lalele; sus ghirlanda este întreruptǎ de un scut oval, în interior floare și siglele D – S, deasupra coroanǎ; în lateral incizat adânc TH-FRERS. | Academia Română, București                       | Cimec    |
|      | Sfeșnic                                                  | Datare: Sec. XVIII Școală: Atelier european Material: Bronz, argint, metal comun; turnare, au repousse, gravare, cizelare | Sfeșnic cu picior trilobat terminat la capete cu câte o bilǎ; fusul modulat, suport de fǎclie rotund, cu marginile festonate în trafor pentru lumânǎri de dimensiuni mari; motiv decorativ bogat: frunze, vrejuri, flori, meandre, ove, fir în torsadǎ, geometrice și șase capete, sculpturi miniaturale rond bosse, repartizate pe piciorul trilobat trei și în partea superioarǎ alte trei; nemarcat; puternic patinat. | Academia Română, București                       | Cimec    |
|      | Sfeșnic                                                  | Datare: Sec. XVIII Școală: Atelier european Material: Bronz, argint, metal comun; turnare, au repousse, gravare, cizelare | Sfeșnic: picior trilobat terminat la capete cu câte o bilǎ; fusul modulat, suport de fǎclie rotund, cu marginile festonate în trafor pentru lumânǎri mari; motiv decorativ bogat: frunze, vrejuri, flori, meandre, ove, fir în torsadǎ, geometrice și șase capete de îngeri, sculpturi miniaturale rond bosse, aplicate, trei pe picior și trei la partea superioarǎ; nemarcat; puternic patinat. | Academia Română, București                       | Cimec    |
|      | Tavă                                                     | Datare: Sec. XVIII Școală: Atelier european Material: Alamă; turnare, cizelare | Platou: bordurǎ ușor înclinatǎ, buzǎ rotunjitǎ; motivul central plasat pe fund; cupe mult în relief, compuse ca o floare; circular în bandǎ continuǎ scriere cu caracter latin, majuscule, probabil în germanǎ, greu lizibilǎ; pe bordurǎ motive geometrice; nemarcat | Academia Română, București                       | Cimec    |
|      | Tavă                                                     | Datare: Sec. XVIII Școală: Atelier european Material: Alamă; turnare, cizelare | Platou cu bordurǎ ușor înclinatǎ, buzǎ rotunjitǎ; motivul central: petale piriforme compuse în jurul a douǎ cercuri dispuse în spiralǎ; un registru cu motivul în torsadǎ din opturi mai largi, frunze și vrejuri; un alt registru scriere cu caracter latin cu majuscule, greu lizibil; nemarcat. | Academia Română, București                       | Cimec    |
|      | Vas cu toartă                                            | Datare: Sec. XVIII Școală: Atelier european Material: Alamă; turnare, gravare, cositorit | Vas cu circumferințǎ maximǎ: 86 cm; picior înǎlțat bombat; corp evazat spre buzǎ; gât îngust; motiv decorativ geometric încadrat în forme mari piriforme care dau aspectul de fațetat; toartǎ simplǎ; la punctul de contact cu corpul vasului se aflǎ un surplus prea mare de cositor, dovadǎ cǎ toarta a fost reparatǎ empiric; nemarcat. | Academia Română, București                       | Cimec    |
|      | Tavă Autor: Leffers, Friedrich; D.S.                     | Datare: Sec. XVIII Școală: Atelier european Material: Cositor; turnare, gravare, cizelare | PLATOU: bordurǎ latǎ cu buza ușor îngroșatǎ; petrei sferturi din bordurǎ este gravat, incizie adâncǎ, o ghirlandǎ din lalele; sus ghirlanda este întreruptǎ de un scut oval, în interior o floare deschisǎ, coroanǎ și siglele D – S; în lateral incizat adânc: FRIEDRICH LEFFERS. | Academia Română, București                       | Cimec    |
|      | Cană cu capac                                            | Datare: Sec. XVIII Școală: Atelier european; F - C Material: Cositor; turnare, cizelare | Cană cu o toartǎ: corp ușor bombat, toartǎ cu sarnierǎ sub formǎ de ghindǎ; pe capac, partea de deasupra trei poansoane: siglele F – C înscrise în pǎtrat; între acestea o floare stilizatǎ geometric. | Academia Română, București                       | Cimec    |
|      | Pocal cu capac                                           | Datare: Sec. XVIII - XIX Școală: Atelier european Material: Argint, bronz aurit, fruct exotic (cocos); turnare, sculptat, ciocanire, traforare, gravare, cizelare                                                                      | Repertoriu: scut cu floare de crin redatǎ naturist, încadrat în medalioane meandrice, mǎști, cariatide, vegetal, floral etc.; nemarcat. | Academia Română, București                       | Cimec    |
|      | Solniță                                                  | Datare: Sec. XIX (primele decenii) Școală: Atelier franțuzesc Material: Sticlă topită; modelare, colorată albastru, monturǎ argint ajurat, cizelare                                                                                    | Solniță: sticlǎ topitǎ, modelatǎ, coloratǎ albastru, monturǎ argint ajurat, cizelat, sprijinitǎ pe patru piciorușe, G = 100 g; TL 800‰; nemarcat. | Academia Română, București                       | Cimec    |
|      | Cană cu capac                                            | Datare: Sec. XIX Școală: Atelier european Material: Cositor; turnare, cizelare | Formǎ: gât strâns, corp evazat; interesantǎ partea superioarǎ, ciocul de turnare mult strâns și capacul adâncit; toarta modulatǎ în interior pentru a nu aluneca la manipulare; nedecoratǎ; nemarcatǎ. | Academia Română, București                       | Cimec    |
|      | Vas                                                      | Datare: Sec. XIX Școală: Atelier italian Material: Faianțǎ; modelare, pictare, smǎlțuire | Vas: corp cilindric; motiv: central blazon cu scut nedespicat, surmontat de acvilǎ cu aripile desfǎcute; pe suprafața cu cracluri în bandǎ continuǎ, un motiv vegetal, meandric și geometric compus; cromatic: galben, albastru; nemarcat. | Academia Română, București                       | Cimec    |
|      | Vas                                                      | Datare: Sec. XIX Școală: Atelier italian Material: Faianțǎ; modelare, pictare, smǎlțuire | Vas: corp cilindric; motiv: central blazon cu scut scartelat, 1-2 pom și sǎbii încrucișate cu vârful în jos; 3 – leu în mers timbrat de coif; pe suprafațǎ cu cracluri; în bandǎ continuǎ, un motiv vegetal, meandric și geometric compus; cromatic: galben, albastru; nemarcat. | Academia Română, București                       | Cimec    |
|      | Călimară                                                 | Datare: Sec. XVIII-XIX Școală: Atelier european Material: Porțelan; modelare, pictare, smǎlțuire | Din porțelan de bunǎ calitate, modelat, pictat, smǎlțuit; tava și cele douǎ recipiente fac un corp comun realizat înainte de ardere; între cele douǎ recipiente se vede urma celui de-al treilea, rupt din vechime, probabil cel în care se depozitau instrumentele de scris sau cenușa sicativǎ; motiv: peisaj cu arhitecturi, flori, gâze în zbor, ghirlande; cromatic: verde, lila, brun pe fond alb; nemarcat. | Academia Română, București                       | Cimec    |
|      | Cană cu toartă                                           | Datare: Sec. XIX Școală: Atelier italian Material: Faianță; modelare, pictare, smǎlțuire | Cană cu o toartǎ: repertoriu: medalion cu peisaj și arhitecturi; motive vegetale compuse; geometrice; cromatic: verde, galben, albastru; marcat pe talpǎ smǎlțuitǎ în monogramǎ cu brun CC. | Academia Română, București                       | Cimec    |
|      | Cană cu toartă                                           | Datare: Sec. XIX Școală: Atelier italian Material: Faianțǎ; modelare, pictare, smǎlțuire | Cană cu o toartǎ, repertoriu: pǎsǎri, gâze, motive vegetale compuse; cromatic: verde, galben, albastru; nemarcat. | Academia Română, București                       | Cimec    |
|      | Farfurie                                                 | Datare: Sec. XIX Școală: Atelier italian Material: Faianțǎ; modelare, pictare, smǎlțuire | Farfurie cu fund ușor adâncit; repertoriu: personaj în peisaj; cromatic: albastru, galben, brun, negru; marcat pe fund: forme geometrice înscrise într-un pǎtrat. | Academia Română, București                       | Cimec    |
|      | Farfurie Autor: Koeks, Adriaenus                         | Datare: sec. XVIII-XIX Școală: Atelier Delft; ARK Material: Porțelan; modelare, pictare, smălțuire pe ambele fețe | Farfurie: fund ușor adâncit; repertoriu: personaj cu cornul abundenței, floral, vegetal, geometric, compus, stilizat și naturalist; cromatic: galben, albastru, roșu; marcat pe spate alb cu monogramǎ neagrǎ ARK (posibil Adriaenus Koeks?); | Academia Română, București                       | Cimec    |
|      | Farfurie                                                 | | Repertoriu: mobilier, vas, flori, vegetal compus; cromatic: albastru cobalt; pe fund marcat cu albastru, monocrom ARK (Adrieanus Koeks ?). | Academia Română, București                       | Cimec    |
|      | Solniță                                                  | Datare: Sec. XIX;1/2 Școală: Atelier franțuzesc Material: Sticlǎ topitǎ; modelatǎ, coloratǎ albastru, monturǎ argint ajurat | Solniță: monturǎ argint ajurat, sprijinitǎ pe patru piciorușe, TL 800‰; nemarcat; sec. XIX (prima jumǎtate); (face parte dintr-un set de trei piese). | Academia Română, București                       | Cimec    |
|      | Sosieră de muștar                                        | Datare: Sec. XIX Școală: Atelier franțuzesc Material: Sticlǎ topitǎ; modelatǎ | Vas: pentru muștar; sticlǎ topitǎ, modelatǎ, coloratǎ albastru; montura argint ajurat, cizelat, TL = 800‰ sprijinitǎ pe trei piciorușe, toartǎ meandricǎ, capac decupat pentru lingurițǎ (lipsește); pe capac o floare și un poanson greu lizibil; sec. XIX (prima jumǎtate); (face parte dintr-un set de trei piese). | Academia Română, București                       | Cimec    |
|      | Farfurie                                                 | Datare: Sec. XIX Școală: Atelier olandez Material: Porțelan; modelare, pictare, smǎlțuire | Farfurie: motiv decorativ: coș cu flori compus în medalioane meandrice; frunze, vrejuri; cromatic: albastru, galben, roșu, verde; nemarcat. | Academia Română, București                       | Cimec    |
|      | Vas de dulciuri                                          | Datare: Sec. XVIII-XIX Școală: Atelier european Material: Sticlǎ opalescentǎ de culoare verde; colorare, modelare | Vas pentru dulciuri; sticlǎ opalescentǎ de culoare verde, modelatǎ; fund adâncit cu marginile festonate; individualitatea sub aspectul formei este datǎ de capacul ușor bombat care acoperǎ gura mulându-se ușor și coborând pe corpul vasului; motiv decorativ: vrejuri cu flori, frunze, pǎsǎri; cromatic: fondul verde, picturǎ cu albastru, cǎrǎmiziu, aur. | Academia Română, București                       | Cimec    |
|      | Cană cu toartă Autor: Sichart, Josef                     | Datare: Sec. XIX Școală: Atelier austriac Material: Cositor; turnare, cizelare | Talpǎ rotundǎ, ușor bombat, corp mult bombat, se îngusteazǎ spre gurǎ; cioc de turnare; toartǎ simplǎ; nici un element de decor; se remarcǎ doar prin forma bine proporționatǎ; pe fund marca JOSEF SICHART WIEN VII WIMBERGER FEINZINN 90% HL; atelier austriac; | Academia Română, București                       | Cimec    |
|      | Tavă                                                     | Datare: Sec. XIX Școală: Atelier european Material: Porțelan; modelare, glazurare, pictare camaieu | Platou: porțelan; modelat în tipar; glazurǎ pe ambele fețe; pictat camaieu; cracluri; decor: pe toatǎ suprafața sunt pictate crengi cu flori, boboci și frunze, compuse, sugerând coroana unui copac, pe care stau trei fazani și fluturi în zbor; spre buzǎ un decor geometric în bandǎ continuǎ; pe spate un fazan și trei crengi plasate ca medalioane la distanțǎ egalǎ; în centru, în chenar albastru ușor șters, FASAN VIS (R ?). | Academia Română, București                       | Cimec    |
|      | Tavă                                                     | Datare: Sec. XIX Școală: Atelier european Material: Porțelan; modelare, glazurare, pictare camaieu | Platou: porțelan; modelat în tipar; glazurǎ pe ambele fețe; pictat camaieu; crocluri; decor: pe toatǎ suprafața sunt pictate crengi cu flori, boboci și frunze, compuse, sugerând coroana unui copac, pe care stau trei fazani și fluturi în zbor; spre buzǎ un decor geometric în bandǎ continuǎ; pe spate un fazan și trei crengi plasate ca medalioane la distanțǎ egalǎ; în centru, în chenar albastru ușor șters, FASAN V ( ?) B; | Academia Română, București                       | Cimec    |
|      | Vas cu trei toarte                                       | Datare: Sec. XVIII Școală: Atelier oriental Material: Ceramicǎ; modelare, smǎlțuire, pictare, cracluri | Vas cu trei torți, ceramicǎ, modelat, smǎlțuit, pictat și interior cracluri; culoare albastrǎ, lipsǎ douǎ torți; nemarcat. | Academia Română, București                       | Cimec    |
|      | Vas cu capac                                             | Datare: Sec. XVIII Școală: Atelier european Material: Aramǎ, fier și bronz; turnare, ciocǎnire, gravare,cizelare | Vas cu capac și douǎ mânere; capacul este constituit dintr-o parte fixǎ și una mobilǎ cu ajutorul a douǎ balamale decorative; pe toatǎ suprafața capacului este un decor incizat, meandric, compus; toatǎ suprafața corpului este acoperitǎ cu un motiv meandric și geometric compus și circular; mânere din bronz, fixate cu manșoane din fier; vas de provizii; nemarcat. | Academia Română, București                       | Cimec    |
|      | Pendulă Autor: Schitgaarde, Ceas Andries von             | Datare: Sec. XIX Școală: Atelier european Material: Lemn, furnir, nuc, bronz; aurit, turnat, trafor, intarsii | Pendulă de podea, cadran cu cifre romane și arabe, cu motive decorative turnate, trafor, gravate, aurite; cadranul din spate indicǎ ciclul lunar, pictat; pe cadran Andries von Schitfgaarde; nemarcat; mecanismul ceasului lipsește. | Academia Română, București                       | Cimec    |
|      | Încălzitor de pat                                        | Datare: Sec. XVIII Școală: Atelier european Material: Aramǎ; turnat, coada de lemn; ciocǎnire, gravare, cizelare | Încălzitor de pat, coada de lemn; toatǎ suprafața este bogat ornamentatǎ, central un medalion adâncit în cununǎ; în mijloc sigla I surmontat în coroanǎ, la bazǎ doi lei șezând; deasupra cruce cu brațele egale și avazate, motivul ove și meandre; nemarcat. | Academia Română, București                       | Cimec    |
|      | Ladă de valori                                           | Datare: Sec. XVIII Școală: Atelier european Material: Fier turnat, torți aplicate | Ladă: de transportat valori, cu douǎ torți; fier, turnat, torți aplicate și dublǎ securitate; pe capac și cu douǎ bare cu balamale pentru lacǎte; nemarcat. | Academia Română, București                       | Cimec    |
|      | Farfurie                                                 | Datare: Sec. XIX Școală: Atelier european Material: Porțelan; modelare, pictare, glazurare | Motiv decorativ: pe fund este pictat un fragment de gard din nuiele de bambus (inspirat din repertoriul extrem-oriental), flori, fluturi în zbor, meandru grecque în bandǎ continuǎ, vrejuri cu frunze; pe spate glazurǎ și un motiv meandric și vegetal sub buzǎ; cromatic: albastru; nemarcat. | Academia Română, București                       | Cimec    |
|      | Coș decorativ                                            | Datare: Sec. XIX Școală: Atelier european Material: Alamă; presare, traforare | Coș decorativ: de formă ovală, repertoriu decorativ: motive florale, meandrice; pe mânere motivul viței-de-vie, talpă ovală, nedecorată; nemarcată. | Academia Română, București                       | Cimec    |
|      | Farfurie                                                 | Școală: Manufactura Națională Sèvres; Atelier Avenard Material: Porțelan; modelare, pictare policrom, glazurare | Farfurie cu picior bine marcat; repertoriu: flori și frunze în medalioane, motive geometrice în rețea; cromatic: albastru, galben, negru pe fond alb, în interiorul piciorului, marcat cu negru "Man. Nat. De Sèvres, Atelier de faience Avenard 1921-1932". | Academia Română, București                       | Cimec    |
|      | Farfurie                                                 | Datare: Sec. XIX Școală: Atelier spaniol Material: Porțelan; modelare, pictare camaieu, glazurare | Farfurie de porțelan; repertoriu: floral, vrejuri, frunze, motive geometrice; nemarcat. | Academia Română, București                       | Cimec    |
|      | Cahlă                                                    | Datare: Sec. XIX Școală: Atelier european Material: Ceramică; modelată după tipar, pictată policrom, glazurare | Cahlă: ceramică; repertoriu: tema iubire, înscrisă cu negru într-un medalion; cromatic: albastru, galben, negru, verde. | Academia Română, București                       | Cimec    |
|      | Suport de făclie                                         | Datare: Sec. XIX Școală: Atelier european Material: Metal; turnare, gravare, ciocănire | Suport de făclie, repertoriu: flori, vrejuri, meandre, capete de îngeri aureolate, dispuse în bandă continuă; multă patină, nemarcat. | Academia Română, București                       | Cimec    |
|      | Cahlă                                                    | Datare: Sec. XIX Școală: Atelier european Material: Ceramicǎ; modelatǎ în tipar, pictatǎ policrom, glazurare | Cahlă: ceramicǎ; repertoriu: Profetul Daniel; cromatic: albastru, galben, brun, verde; nemarcat. | Academia Română, București                       | Cimec    |
|      | Cahlă                                                    | Datare: Sec. XIX Școală: Atelier european Material: Ceramicǎ; modelatǎ în tipar, pictare, glazurare | Cahlă: ceramicǎ modelatǎ, pictatǎ policrom, glazurǎ; sus IN VOLEM FRAB DIE (HOFF?) (H?) NAB; cromatic: albastru, verde, galben, brun; nemarcat. | Academia Română, București                       | Cimec    |
|      | Ceas                                                     | Datare: Sec. XIX Școală: Atelier european Material: Marmurǎ, porțelan biscuit, metal, email; sculptare, șlefuire | Ceas: marmurǎ; porțelan bismuit; metal; email, sculptat, șlefuit; stil istorist; ceasul (mecanism defect) în acord cu volumetria coloanelor, medalioane altorelief cu personaje antice; vase etc; nemarcat. | Academia Română, București                       | Cimec    |
|      | Farfurie                                                 | Datare: Sec. XIX Școală: Atelier Delft Material: Porțelan; modelare, pictare, smǎlțuire | Farfurie; porțelan, modelat, pictat, smǎlțuit pe ambele fețe; fund ușor adâncit; repertoriu: vegetal, floral, compus, stilizat și naturalist; cromatic: verde, albastru, lila, roșu cǎrǎmiziu pe fond alb; nemarcat. | Academia Română, București                       | Cimec    |
|      | Farfurie                                                 | Datare: Sec. XIX Material: Porțelan; modelare, pictare, smǎlțuire | Farfurie; porțelan, modelat, pictat, smǎlțuit pe ambele fețe; puternic marcatǎ de influența chinezeascǎ, realizatǎ dupǎ gustul european; cromatic: alb, albastru, auriu, nuanțe de roșu; nemarcat. | Academia Română, București                       | Cimec    |
|      | Farfurie                                                 | Datare: Sec. XIX Școală: Atelier Delft Material: Porțelan; modelare, pictare, smǎlțuire | Farfurie; porțelan, modelat, pictat, smǎlțuit pe ambele fețe; fund ușor adâncit; repertoriu: vas, gâze, coș floral, vegetal, compus, motive geometrice; cromatic: albastru; marcat cu albastru pe fund, o monogramă compusă geometric. | Academia Română, București                       | Cimec    |
|      | Farfurie                                                 | Datare: Sec. XIX Școală: Atelier Delft Material: Porțelan; modelare, pictare, smǎlțuire | Farfurie; porțelan, modelat, pictat, smǎlțuit pe ambele fețe; fund ușor adâncit; repertoriu: peisaj cu lac și pasǎre; ghirlande; geometric; cromatic: albastru; pe verso o linie suibțire albastru pe conturul buzei; nemarcat. | Academia Română, București                       | Cimec    |
|      | Farfurie                                                 | Datare: Sec. XIX Școală: Atelier Delft Material: Porțelan; modelare, pictare, smǎlțuire | Farfurie: porțelan, modelat, pictat, smǎlțuit pe ambele fețe; repertoriu: floral, vegetal compus, geometric; cromatic: albastru; nemarcat. | Academia Română, București                       | Cimec    |
|      | Farfurie                                                 | Datare: Sec. XIX Școală: Atelier Delft Material: Porțelan; modelare, pictare, smǎlțuire | Farfurie: porțelan, modelat, pictat, smǎlțuit pe ambele fețe; repertoriu: floral, vegetal compus, geometric; cromatic: albastru; nemarcat. | Academia Română, București                       | Cimec    |
|      | Casetă                                                   | Datare: Sec. XIX Școală: Atelier european Material: Lemn, sidef intarsiat | Casetă: lemn, intarsiat cu sidef, colorat, esențǎ de lemn; repertoriu: pe toatǎ suprafața motive geometrice; cruce latinǎ cu însemnele lui IIsus; la încuietoare, din sidef: inimǎ strǎpunsǎ de o sabie; nemarcat. | Academia Română, București                       | Cimec    |
|      | Farfurie                                                 | Datare: Sec. XIX Școală: Atelier spaniol Material: Faianțǎ; modelat, pictat pe ambele fețe, smălțuire | Farfurie: faianțǎ; modelat, pictat, glazurǎ pe ambele fețe; fund ușor adâncit; motiv decorativ: floral și geometric; cromatic: fond alb, verde, albastru, galben, negru, roșu; nemarcat. | Academia Română, București                       | Cimec    |
|      | Farfurie                                                 | Datare: Sec. XIX Școală: Atelier olandez Material: Porțelan; modelare, pictare, smălțuire | Farfurie: porțelan, modelat, pictat, smǎlțuit pe ambele fețe; motiv decorativ: peisaj cu lac, vegetație, pasǎre și fluture pe fund; bordura: floral, vrejuri, frunze stilizate; cromatic: albastru, galben, cǎrǎmiziu, verde; nemarcat. | Academia Română, București                       | Cimec    |
|      | Linguriță                                                | Datare: Sec. XIX Școală: Atelier unguresc Material: Metal; turnare, cizelare, aurire, email | Linguriță: metal, turnat, cizelat, aurit, email; motiv decorativ: arhitecturi de pe Dunǎre, realizat pe toatǎ cavitatea linguriței, sus scris cu negru Budapesta, în email; coadǎ; motiv geometric, spiralat aurit, lǎțitǎ la capete unde este redat în email: un medalion cu flori și stemǎ (cetate cu 5 turnuri). | Academia Română, București                       | Cimec    |
|      | Ceainic                                                  | Datare: Sec. XIX Școală: Atelier european Material: Aramǎ; turnare | Ceainic: cu capac și toartǎ, aramǎ, turnat; are foarte multǎ piatrǎ în interior, amplificându-i greutatea; a fost folosit pentru încǎlzit apǎ; nemarcat. | Academia Română, București                       | Cimec    |
|      | Vas cu toartă                                            | Datare: Sec. XIX Școală: Atelier european Material: Alamă; turnare, cizelare | Vas cu o toartǎ, aramǎ, turnat; nedecorat; nemarcat. | Academia Română, București                       | Cimec    |
|      | Vas                                                      | Datare: Sec. XIX Școală: Atelier european Material: Aramă, bronz; turnare, cizelare | Vas: aramă, turnat, cizelat, bronz. | Academia Română, București                       | Cimec    |
|      | Lighean                                                  | Datare: Sec. XIX Școală: Atelier european Material: Aramă; turnare | Lighean: aramǎ, turnat, cizelat; în formǎ de bǎrcuțǎ. | Academia Română, București                       | Cimec    |
|      | Lighean Autor: WEDGWOOD                                  | Datare: Sec. XIX Școală: Atelier englezesc Material: Porțelan; modelare, pictare, smǎlțuire | Lighean: porțelan, modelat, pictat, smălțuit; fold alb; motiv decorativ: scene de gen, compoziții florale, arhitecturi, vase cu pânze, personaje etc.; pe spate marcat Wedgwood. | Academia Română, București                       | Cimec    |
|      | Cană cu toartă Autor: WEDGWOOD                           | Datare: Sec. XIX Școală: Atelier englezesc Material: Porțelan; modelare, pictare, smǎlțuire | Cană cu o toartǎ; porțelan, modelat, pictat, smǎlțuit; fond alb; motiv decorativ: scene de gen, compoziții florale, arhitecturi etc.; marcat pe fund: sigla L și un trifoi, incizate adânc în pastǎ. | Academia Română, București                       | Cimec    |
|      | Farfurie Autor: A.T.C.W. (Wedgwood ?)                    | Datare: Sec. XX, primele decenii Școală: Atelier european Material: Porțelan; modelare, pictare, smǎlțuire | Farfurie: porțelan, modelat, pictat, smǎlțuit pe ambele fețe; fond alb-gǎlbui, cracluri; motiv decorativ: pasǎre, vegetal, floral; cromatic: albastru, verde, maro, galben; pe fund monogramǎ cu albastru ETCW (posibil Wedgwood). | Academia Română, București                       | Cimec    |
|      | Farfurie                                                 | Datare: Sec. XIX Școală: Atelier Delft Material: Porțelan; modelare, pictare, smǎlțuire | Farfurie: porțelan, modelat, pictat, smǎlțuit pe ambele fețe; repertoriu: compoziție floralǎ în vas; coloane intercalate cu motiv floral, vegetal; cromatic: albastru; nemarcat. | Academia Română, București                       | Cimec    |
|      | Anaforniță                                               | Datare: 1694-1695 Material: argint cu urme de aurire; ciocănire, cizelare | În formă de farfurie cu bordură lată, cizelată în partea adâncită cu bustul Fecioarei Maria cu pruncul Iisus pe genunchi, iar pe bordură opt figuri ale unor personaje din Vechiul Testament înscrise în câte un medalion circular; între ele cizelată câte o floare de lalea. Pe revers în jurul porțiunii bombate, este inscripția de danie a lui Constantin Basarab [Brâncoveanu] către bisericile domnești din București și Târgiviște și anul 7203 de la Facerea Lumii. | Muzeul Național de Istorie a României, București | Cimec    |
|      | Chivot                                                   | Datare: 1781 Material: argint, pietre roșii; ciocănire, cizelare | Casetă paralelipipedică dreptunghiulară așezată pe patru picioare reduse, tubulare, cu capac articulat cu două balamale, închisă cu o plăcuță care trece peste un inel. Peretele lateral cizelat cu motive vegetale dispuse în volute; capacul prezintă pe margine inscripția de danie cu alfabet chirilic, iar restul suprafeșei înscrise într-un chenar dreptunghiular din motive vegetale a fost ușor bombată, decorată cu câte o rozetă mică de filigran aplicată în colțuri, iar în interior sunt fixate alte patru rozete dispuse în jurul uneia centrale, mai mare, toate din filigran decorate cu pietre roșii. | Muzeul Național de Istorie a României, București | Cimec    |
|      | Farfurie                                                 | Datare: 1864 Școală: Manufactura Regală de Porțelan Sevres Material: Porțelan, pastă tare, modelare în tipar, glazurare, pictare manuală peste glazură, cu pensulație fină, aurire parțială.                                           | Farfuria face parte din serviciul de masă de peste 100 de piese, comandat de către domnitorul Alexandru loan Cuza (Bârlad 1820-Heidelberg 1873) Manufacturii Regale de Porțelan Sevres. Modelul decorativ, în stil Louis-Philippe, a fost creat în 1846 de către artistul ceramist Charles-Antoine Didier-fiul. De formă circulară, farfuria are bordura decorată cu entrelaque auriu și cu cinci cartușe în care se află înscrise elemente florale (trandafiri), în centru se află stema Principatelor Unite. Pe scutul scartelat, timbrat cu coroană, stânga sus și dreapta jos, pe fond albastru, este reprezentată acvila cruciată a Țării Românești; dreapta sus și stânga jos, pe fond roșu, se află capul de zimbru al Moldovei, cu stea între coarne. Suporții sunt constituiți din doi delfini afrontați, iar susținătorii sunt alcătuiți din două stindarde romane încrucișate, terminate la extremitățile superioare cu cununi de laur și câte un cartel care conține, în cifre latine, datele dublei alegeri ale domnitorului Alexandru loan Cuza pe tronul Moldovei și al Țării Românești. Mantoul domnesc, de purpură, căptușit cu hermină și bordat cu franjuri de aur, este prins în vârf într-o coroană de aur. Deviza „TOȚI ÎN UNU" este înscrisă pe o eșarfă plasată centru jos, la exteriorul mantoului domnesc. | Muzeul Național de Istorie a României, București | Cimec    |
|      | Cafetieră Autor: Christofle                              | Școală: Atelier francez Material: argint; turnare; ciocănire; cizelare; gravare; aurire parțială | Vas de formă semisferică, pe talpă bombată în retrageri succesive; buza vasului și talpa bordate cu șir perlat; țeava de scurgere terminată în cap de pasăre; ansă în consolă realizată din volute, cu două inele din os spre capete; capac plat, bombat în partea centrală, cu buton în formă de buchet de flori. Pe capac, gravată, stema Principatelor Unite; pe marginea capacului marcat "Christofle". | Muzeul Național de Istorie a României, București | Cimec    |
|      | Ceainic Autor: Christofle                                | Școală: Atelier francez Material: argint; turnare; ciocănire; cizelare; gravare | Vas de formă semisferică, pe talpă bombată în retrageri succesive; buza vasului și talpa bordate cu șir perlat; țeava de scurgere terminată în cap de pasăre; ansă în consolă realizată din volute, întreruptă de două inele din os; capac plat, bombat în partea centrală, cu buton în formă de buchet de flori. Pe capac, gravată, stema Principatelor Unite; pe marginea capacului marcat "Christofle". | Muzeul Național de Istorie a României, București | Cimec    |
|      | Solniță Autor: Odiot                                     | Școală: Atelier francez Material: argint; turnare; ciocănire; cizelare; aurire parțială | Formată din două recipiente elipsoidale cu dublou, cu câte patru picioare reduse în formă de labe de leu; recipientele sunt unite printr-o punte având la bază un motiv în formă de ciorchine, iar deasupra, servind ca mâner, monograma lui Carol I surmontată de coroana regală; pe recipiente, deasupra fiecărui picior este câte un cap de leu. Pe spatele unuia dintre cele două recipiente și al unuia dintre boluri marca atelierului: "Odiot à Paris". | Muzeul Național de Istorie a României, București | Cimec    |
|      | Legumieră Autor: Odiot                                   | Școală: Atelier francez Material: argint; turnare; ciocănire; cizelare; aurire | Vas de formă ovală susținut de patru picioare reduse în formă de labe de leu, montat pe un platou oval; capac detașabil, bombat, cu buton în formă de buchet de frunze și fructe; capacul, vasul și bordura platoului decorate cu motive vegetale reliefate; pe corpul vasului, în relief, monograma lui Carol I surmontată de coroana regală. Pe spatele platoului marca atelierului: "Odiot à Paris". | Muzeul Național de Istorie a României, București | Cimec    |
|      | Scaun                                                    | Datare: Prima jumătate a secolului al XVIII-lea Școală: București Material: lemn de păr; sculptare | Jilț domnesc din lemn de păr, sculptat cu motive vegetale. Spătarul terminat în partea superioară cu o rozetă, având în centru stema Țării Românești. Are lipsuri din lemn și se văd urme de carii. Șezutul este detașabil. | Muzeul Național de Istorie a României, București | Cimec    |
|      | Scaun                                                    | Datare: Prima jumătate a secolului al XVIII-lea Școală: București Material: lemn de păr; sculptare | Jilț domnesc din lemn de păr, sculptat cu motive vegetale. Spătarul terminat în partea superioară cu o rozetă, având în centru stema Țării Românești. Are lipsuri din lemn și se văd urme de carii. Șezutul este detașabil. | Muzeul Național de Istorie a României, București | Cimec    |
|      | Ladă                                                     | Datare: Sec. XVII Material: lemn nuc; sculptat | Cufărul este acoperit pe fața principală cu sculpturi - haut relief - simetrice față de încuietoarea din centru, cu rozete și flori stilizate. Tăblia din lemn este simplă, plană. Lateral câte o coloană masivă, sculptată, ce se continuă cu două picioare în formă de labă de leu, specifice goticului medieval și barocului francez. Ghiarele labelor sunt aurite. În partea superioară a sculpturilor, sub table, un chenar liniar cu pătrate geometrice. | Academia Română, București                       | Cimec    |
|      | Fotoliu coquetoise                                       | Datare: 1786 Școală: Școală franceză Material: lemn; sculptat | Deși este datat 1786, ca stil aparține secolului XVIII, al scaunelor coketoise cu spătarul înalt și brațele ramburate și ample pentru a fi comode rochiilor medievale. Sistemul de prindere al brațelor amintește de stilul Ludovic XIII. Pe spătar sunt incizate inscripția, anul și simbolul solar ce aparține stilului Ludovic XVI | Academia Română, București                       | Cimec    |
|      | Ladă de pâine                                            | Datare: Sf. sec. XVIII Școală: Atelier francez Material: lemn; sculptat | Panetiére este lucrată într-un atelier din sudul Franței (Bretania) și este compusă din două piese: lada în care se păstrează pâinea și în partea inferioară masa pe care stă lada. Lada are forma unui sarcofag, domină simetria. Elemente decorative și simboluri (flori, frunze, animale, unelte, semne heraldice) sunt bogat sculptate în relief. Piesa este caracteristică perioadei de tranziție de la neoclasicism la stilul Ludovic al XVI-lea, unică în mobilierul din România. | Academia Română, București                       | Cimec    |
|      | Vitrină stil Ludovic XVI                                 | Datare: Sec. XVIII Școală: Atelier francez Material: lemn nuc; mătase; sculptat | Vitrină elegantă de mici dimensiuni, ceea ce sugerează că avea un suport (o masă sau o comodă). Are o singură ușă cu geam, geamuri laterale, un singur raft, patru picioare și interiorul îmbrăcat cu mătase. Este bogat sculptată cu elemente naturale (frunze) și linii curbe geometrice - maniera secolului XVIII - stilul Ludovic XVI. | Academia Română, București                       | Cimec    |
|      | Ladă de sacristie                                        | Datare: Sf. sec. XIX Școală: Atelier românesc Material: lemn sapin; lăcuit maro-negru | Dulap, gen dressoir, care așezat în altar păstrează obiectele de cult. De forma unui bufet cu patru ușițe prinse în balamale, are două simboluri religioase în bronz (medalioane). | Academia Română, București                       | Cimec    |
|      | Covor Khorasan                                           | Datare: Sec. XIX Școală: Atelier persan Material: urzeala bumbac; băteala lână; nod Ghiordez | Patru borduri marginale, dintre care două înguste de o parte și alta a unei borduri late, toate decorate cu motive florale și vegetale înlănțuite, în nuanțe de roșu, alb, albastru și negru; pe bordura lată, în partea de sus, central, integrat între motivele florale, un cartuș pe fond roșu cu o inscripție în limba arabă, lucrată cu lână albă, consemnând probabil numele meșterului și a localității de proveniență, ceea ce poate identifica mai precis centrul de confecționare ca fiind provincia Birjand; câmpul central pe fond verde, foarte rafinată între turcoaz și oliv, are o decorație repartizată în cele patru colțuri și constă într-o combinație simbolică a motivului boteh: pe un boteh mare, suprapus spre dreapta un alt boteh mai mic, ambele pe fond roșu, cu decorații florale stilizate, iar în partea de jos, afrontate alte două botehuri mai mici pe fond negru. | Academia Română, București                       | Cimec    |
|      | Covor Shiraz                                             | Datare: Sec. XVIII - XIX Școală: Atelier persan Material: urzeala și băteala lână; nod Ghiordez | Bordura marginală alcătuită din trei benzi înguste cu motive zimțate, cu roșu, alb și albastru, care flanchează două benzi, una mai lată pe fond ocru și alta mai îngustă pe fond albastru, ambele decorate cu motive florale și stelare, geometrizate în nuanțe de roșu, alb, albastru deschis; câmpul central, pe fond albastru închis, este decorat în întregime și simetric prin șase vrejuri longitudinale roșii, sugerând probabil arborele vieții, de o parte și de alta fiind reprezentate alternativ motive florale și avimorfe, ușor geometrizate, în nuanțe de roșu, albastru, galben și chiar verde (foarte rar, ceea ce îi amplifică valoarea), dispunerea lor concentrată creând impresia unui decor luxuriant. | Academia Română, București                       | Cimec    |
|      | Covor Kuba                                               | Datare: Sec. XVII Școală: Atelier Kuba, Karabak, Shirvan Material: urzeala și băteala lână; nod Ghiordez | Fragmentul provine dintr-un covor de mari dimensiuni, din zona centrală, unde s-au păstrat integral motivele decorative; astfel într-o succesiune de medalioane romboidale fațetate pentru a sugera forma diamantului, apare motivul dragonului și a norilor de influență extrem orientală, într-o policromie bine armonizată de roșu, albastru, alb, galben, negru. Aceste motive confirmă originea caucaziană a piesei și datarea sa, ceea ce îi conferă o valoare artistică deosebită, fiind citată în literatura de specialitate și participând la expozițiile temporare. | Academia Română, București                       | Cimec    |
|      | Covor de rugăciune                                       | Datare: Sec. XIX Școală: Atelier Asia Mică Material: urzeala și băteala lână; nod Ghiordez | Câmpul covorului pe fond alb ivoriu, are bordura introdusă în câmp, fiind realizată din casete succesive, compuse jumătate cu decorații florale, garoafa și laleaua, iar cealaltă cu motive lineare jucate cromatic; în câmpul central mihrabul este conturat cu un chenar pe fond roșu închis, decorat cu motivul în S, în albastru și galben, iar arcul mult deschis, are părțile laterale în trepte; interesant că lanterna de moschee, grandioasă situată pe un medalion octogonal, întrerupe arcul mihrabului, unindu-se în interior cu aranjamentul floral care pornește de la bază, sugerând grădina paradisului cu vegetația luxuriantă, într-o policromie rafinată de roșu, albastru închis, alb, brun. Cele două frunze stilizate din ecoansoanele laterale mihrabului, în tonuri de brun, continuă aceeași simbolistică a grădinii. Piesa se remarcă prin valoarea sa artistică și prin unicitatea decorației, participând la expoziții tematice. | Academia Română, București                       | Cimec    |
|      | Covor ushak                                              | Datare: Sec. XVIII Școală: Atelier Asia Mică Material: urzeala și băteala lână; nod Ghiordez; kilim; franjuri | De formă aproape pătrată, covorul are bordura marginală alcătuită din două chenare unul mai lat, decorat cu rozete integrate în medalioane romboidale, și altul mai îngust pe fond albastru, cu motive florale simple; câmpul propriu-zis are o construcție decorativă complexă, structurată în două medalioane octogonale mari, ca ax central, în interiorul și exteriorul acestora, elemente florale și vegetale geometrizate într-o mare varietate stilistică și cromatică, predominând roșu și albastru în mai multe nuanțe, la care s-a adăugat albul și brunul. Frumusețea decorației luxuriante este tipică pentru acest tip de covoare. | Academia Română, București                       | Cimec    |
|      | Covor Bidjear                                            | Datare: Sec. XVIII Școală: Atelier persan Material: urzeala și băteala lână; nod Ghiordez | De dimensiuni mari, dreptunghiular, covorul avea funcție decorativă, de aceea și culorile sunt frumos armonizate; bordura alcătuită din două chenare mici pe fond albastru deschis, ornate cu flori mici în roșu și cafeniu, care flanchează bordura principală, lată, decorată cu palmete și frunze stilizate, într-o cromatică foarte nuanțată de roșu albastru, galben, alb, cafeniu; câmpul propriu-zis pe fond roșu cu abrașuri, are un ax median pe care sunt așezate simetric trei medalioane romboidale cu caneluri marginale, legate între ele prin alte motive decorative geometrice; contrastul între fondul roșu al câmpului și fondul albastru închis al acestor medalioane, decorate la rândul lor cu elemente florale geometrizate, creează un efect estetic aparte. Cele patru ecoasoane din colțuri sunt marcate prin linii zigzagate și sunt decorate cu alte motive geometrizate pe fond galben. Semnificația simbolică a construcției decorative completează valoarea artistică a covorului. | Academia Română, București                       | Cimec    |
|      | Covor cu nișă dublă                                      | Datare: Sec. XVIII Școală: Atelier persan Material: urzeala și băteala lână; nod Ghiordez | Bordura alcătuită din patru benzi, dintre care două succesive identice, despărțite doar printr-un chenar îngust, pe fond verde turcoaz cu motive florale galbene, cu excepția părții de jos unde terminându-se lâna galbenă, florile au fost completate cu roșu; urmează apoi banda pe fond negru cu motive geometrice și una mai îngustă pe fond alb, dar toate se îngustează în zona capetelor, ca un specific al acestor covoare; câmpul pe fond roșu, are în mijloc mihrabul dublu, amplasat mai spre centru, lăsând la colțuri spații mai mari pentru ecoasoanele decorate cu motivele stilizate ale norilor chinezești și cu garoafele geometrizate, în nuanțe de roșu și verde turcoaz; interesant și inedit este fondul albastru deschis al medalionului central, imitând lampa de moschee, astfel că motivele florale și geometrice, ca o adevărată dantelărie, creează un plăcut contrast. | Academia Română, București                       | Cimec    |
|      | Pafta                                                    | Datare: Sec. XVIII Școală: Atelier oriental Material: bronz; alamă; ciocănită; gravată | Compusă din două piese aproape identice, în formă de sămânță germinativă, cu sistem de prindere în spate și cu două benzi metalice, variate ca lățime, pentru fixarea pe cordonul propriu-zis; fiecare piesă are cu un chenar marginal cu motive vegetale, care înconjoară câmpul central, decorat cu reprezentarea reptilei - păun, un element zoomorf foarte rar întâlnit, semnificativ pentru sensurile sale simbolice (redate aici afrontate). Tehnica repousse, încântă prin măiestria modelării în relief a suprafețelor, de la ansamblul compozițional până la cele mai mici detalii, creând și variații cromatice ale suportului, cu efecte decorative deosebite. | Academia Română, București                       | Cimec    |
|      | Pafta de mireasă                                         | Datare: Sec. XVII - XVIII Școală: Atelier oriental Material: argint; alamă; sticlă; turnat; ciocănit; cizelat | Semisferică, cu decorații dispuse concentric; marginal un brâu cu motive florale pe care sunt aplicate șase motive zoomorfe și avimorfe dispuse simetric; brâul următor, delimitat prin sârmă împletită, are opt semisfere terminate cu un bumbi în solzi, și în exterior cu alți 8 bumbi mici perlați, aplicați pe un motiv vegetal, iar spre interior, patru monturi de sticlă colorată, alternativ roșie și verde (una căzută); central pe un suport circular mobil, traforat, trei pietre verzi în montură, alternând cu alte trei elemente decorative în formă de melc, în mijlocul căreia se află o piatră/sticlă violet, pătrată, prinsă într-o montură masivă. Măiestria și complexitatea execuției împreună cu rafinamentul decorativ, îi conferă valoare de unicat. | Academia Română, București                       | Cimec    |
|      | Covor Djușegan                                           | Datare: Sec. XVIII - XIX Școală: Atelier Asia Mică Material: urzeala și băteala lână; nod Ghiordez | Bordura alcătuită din două benzi înguste pe fond alb, cu motive florale și vegetale înlănțuite, care flanchează banda principală, lată, pe fond roșu, unde casetele conturate prin frunze afrontate, în centru cu motivul rodiei, alternează cu medalioanele cu fructiera sau chiar cu ibricul, ca simboluri ale abundenței; câmpul pe fond albastru închis are central un medalion cu fondul ocru, din care pornește, se pare întreaga ramificație florală de pe suprafața câmpului, ca o variantă a pomului vieții; rozetele și palmetele policrome sau monocrome, în degradeuri, așezate simetric, într-o adevărată dantelărie vegetală, creează impresia grădinii cu vegetație luxuriantă, amplificată și de dimensiunile mari ale covorului. | Academia Română, București                       | Cimec    |
|      | Farfurie                                                 | Datare: Sec. XVIII Școală: Atelier persan Material: ceramică; pictată; smălțuită | Ușor adâncită, cu o bordură marginală delimitată printr-o succesiune de cercuri concentrice și decorată cu un motiv floral stilizat, înlănțuit; câmpul central este dominat de motivul păsării așezate pe o stâncă care poartă însemnul soarelui, iar simetric, patru lujere florale. Pictarea monocromă în albastru-cobalt și elementele compoziționale cu stilizarea specifică, atestă crearea piesei într-o perioadă de maximă influență extrem orientală. Calitatea transparentă și sticloasă a smalțului rămâne cea caracteristică atelierelor persane. | Academia Română, București                       | Cimec    |
|      | Covor cu nișă dublă                                      | Datare: Sec. XVIII Școală: Atelier Asia Mică Material: urzeala bumbac; băteala lână; nod Ghiordez; kilim | Bordura alcătuită din șapte benzi variabile ca lățime, toate decorate cu garoafe și palmete stilizate, ușor geometrizate; bordura mai lată păstrează motivul stelar în opt colțuri de tradiție anatoliană în forma palmetei; câmpul central în nuanță de verde oliv, menține structura tahtei din partea de sus, reluată jos, dar ornamentele sunt aici în exclusivitate florile de crin într-o compoziție luxuriantă cu tonuri de brun; mihrabul cu dublă nișă, conservat tot ca un element specific anatolian, are arcul mult deschis și zimțat mărunt, pierzându-și astfel semnificația mistică. Decorația nișei este dispusă simetric, pe două benzi verticale, compactă, cu motivul geometrizat al garoafei. Gama cromatică a covorului este limitată la verde oliv, albastru, brun negru, specific acestui tip de covoare și care poate fi interpretat ca un rafinament artistic. | Academia Română, București                       | Cimec    |
|      | Obiect de cult iudaic                                    | Datare: Sec. XIX Școală: Atelier mozaic Material: bronz; șlefuit; ciocănit | Placa decorativă de perete, ornată cu motive cufice florale și vegetale, traforate; la bază recipienții pentru apă, modelați în formă sferică apoi alungiți. Piesa păstrează aspectul decorativ tradițional conform cultului mozaic. | Academia Română, București                       | Cimec    |
|      | Covor de rugăciune                                       | Datare: Sec. XIX Școală: Atelier anatolian Material: urzeala și băteala lână; nod Ghiordez | Covorul tip Ladyk de rugăciune, cu trei chenare, unul îngust și două borduri late, una pe fond alb cu motive florale și elemente spiralate, și alta pe fond roșu, cu motivul pieptenului și alte decorații stilizate, geometrizate, intercalate în același tip de spirală, mai amplă și neregulată, realizate în nuanțe de roșu, verde, galben, albastru și alb. Câmpul propriu-zis pe fond verde, are circumscris mihrabul alungit, cu fondul roșu, având ca ornament interior, lampa de moschee în formă de ibric și de jur împrejur, ca un lait-motiv laleaua stilizată; ecoasoanele din exteriorul mihrabului sunt acoperite decorate cu tijele de lalele, iar în dreptul mihrabului este reluat motivul lămpii de moschee sub forma ibricului, încercând asocierea simbolică dintre lumină și apă. Asimetriile în structura compoziției și chiar a dimensiunii atestă manualitatea sa. | Academia Română, București                       | Cimec    |
|      | Covor de rugăciune                                       | Datare: Sec. XVIII Școală: Atelier turcesc Material: urzeala bumbac; băteala lână; kilim | Bordura alcătuită din trei benzi diferite ca lățimi, două mai înguste, una pe fond negru și alta pe fond verde, decorate cu motivul pieptenului, flanchează banda principală, lată, pe fond alb ivoriu, cu reprezentarea geometrizată a motivului cu două garoafe în vas într-o cromatică de grupaje alternative de albastru, violet, roșu, violet; câmpul pe fond roșu este decorat cu mihrabul terminat cu volute, având în părțile laterale două intentații mici; lanterna de moschee din interiorul nișei (pe fond verde-oliv) este o reprezentare geometrizată a ibricului, în continuarea sa, dominând întreg câmpul, motivul floral cu valoare simbolică a pomului vieții. Decorațiile opulente, de o mare varietate simbolică, acoperind ecoasoanele și tot câmpul nișei, încearcă să evite acel gol copleșitor. | Academia Română, București                       | Cimec    |
|      | Vas Kirman                                               | Datare: Sec. XVIII Școală: Atelier persan Material: ceramică; pictată; smălțuită | De formă bulbară, ușor alungit spre bază, cu buza răsfrântă, cu baza dreaptă, modelată direct. Decorațiile florale specifice stilului Kirman, sunt dispuse pe întreaga suprafață exterioară a vasului, iar dezinvoltura liniilor arcuite în combinația motivelor punctate, creează un ansamblu de un deosebit rafinament artistic. Stratul de smalț transparent și sticlos amplifică aspectul estetic al piesei. | Academia Română, București                       | Cimec    |
|      | Ciubuc                                                   | Datare: Sec. XVIII Școală: Atelier turcesc Material: argint; filigranat; damaschinat | Corpul principal alcătuit dintr-o tijă, decorată la capete cu motive lineare realizate din aplicații în filigran; în mijloc, pe cele șase fațete, motivele decorative alternează cu inscripțiile în limba turcă; la unul din capete este fixat un suport de chihlimbar masiv, modelat și șlefuit. | Academia Română, București                       | Cimec    |
|      | Covor Khiva                                              | Datare: Sec. XIX Școală: Atelier Asia Centrală Material: urzeala și băteala lână; nod Senneh | Bordura marginală alcătuită din două benzi înguste, pe fond albastru închis; deși abundența motivelor decorative este copleșitoare prin diversitatea cromatică (roșu, albastru, albastru închis, alb, galben) și varietatea formelor, există o simetrie perfectă pe verticală și pe orizontală în dispunerea rozetelor și palmetelor; impresia de grădină a paradisului persistă și în această compoziție. | Academia Română, București                       | Cimec    |
|      | Covor                                                    | Datare: Sec. XVIII - XIX Școală: Atelier Asia Mică Material: urzeala și băteala lână; nod Ghiordez | Bordura este absentă, compoziția geometrică în stilul Ushak, acoperind întreaga suprafață a covorului; pe fondul roșu, motivele se grupează de o parte și de alta a unui ax median pe verticală, dar și pe orizontală; la un capăt și la celălalt, jumătăți de romburi pe fond verde închis, terminate cu volute, decorate cu alte construcții geometrizate în nuanțe de albastru, roșu, alb; central un medalion romboidal, cu alte decorații interioare; de o parte și alta, la distanțe simetrice, câte trei pătrate, variabile cromatic și dimensional, cu motivul rodiei circumscris. Armoniile cromatice și fantezia decorativă conferă covorului o prețiozitate, în pofida nodului mare, care face motivul mai lizibil. | Academia Română, București                       | Cimec    |
|      | Covor Senneh                                             | Datare: Sec. XVIII Școală: Atelier persan Material: urzeala bumbac; băteala lână; kilim | Bordura alcătuită din trei benzi una pe fond negru cu motivul zigzagat, alta pe fond ocru-bej, cu romburile jucate, iar cea de-a treia pe fond alb cu romburi mici, cromatica lor fiind de fapt un fel de legendă a scoarței; câmpul covorului pe fond negru cu motive florale geometrizate și miniaturizate în nuanțele specifice de roșu, alb, ocru-bej; central un medalion octogonal pe fond alb, cu motive florale stilizate, așezate într-o simetrie perfectă, iar în centrul său circumscris o replică identică, dar redusă a aceluiași decor, pe fond pe fond roșu, cu alte stilizări florale. Scoarța de acest tip este apreciată pentru aspectul său decorativ. | Academia Română, București                       | Cimec    |
|      | Covor Shirvan                                            | Datare: Sec. XIX Școală: Atelier caucazian Material: urzeala și băteala lână; nod Senneh; kilim; franjuri | Face parte din grupa covoarelor decorative transcaucaziene; bordura alcătuită din patru chenare marginale, unul îngust pe fond alb, două mai late pe fond albastru închis flanchează bordura lată pe fond alb, creând contraste pronunțate; această bordura principală este decorată cu motive stelare încadrate în medalioane octogonale care alternează cu cele pătrate; câmpul propriu-zis pe fond roșu, deși elementul decorativ unic este bodeh-ul, prin dimensiunile sale variate, prin cromatica diversă, bine armonizată (roșu albastru alb, verde, galben) și prin desenele interioare diferite, creează o imagine bine jucată și veselă. | Academia Română, București                       | Cimec    |
|      | Covor cu nișă                                            | Datare: Sec. XIX Școală: Atelier Asia Mică Material: urzeala și băteala lână; nod Ghiordez | Bordura alcătuită din două benzi înguste, prima pe fond roșu închis cu negru, iar alta pe fond roșu, decorată cu spirală, în nuanțe de alb și galben, flanchează banda principală, mai lată pe fond verde-oliv, unde este reluată într-o succesiune policromă alternativă, reprezentarea lalelei, în manieră figurativă; câmpul pe fond alb, decorat cu mihrabul având arcul mult alungit și laturile în trepte; conturul său este subliniat cu șapte linii în nuanțe alternative de roșu, negru, alb și ocru; interiorul său pe fond roșu, are în locul lămpii de moschee imaginea stilizată a rodiei, iar în rest combinații imaginative originale cu motivul garoafei, dispuse simetric. Armoniile cromatice calde și imperfecțiunile tehnice conferă un farmec aparte covorului. | Academia Română, București                       | Cimec    |
|      | Covor Karabak                                            | Datare: Sec. XIX Școală: Atelier caucazian Material: urzeala bumbac; băteala lână; nod Ghiordez | Deși de proveniență caucaziană, influența persană se resimte în ansamblul compozițional și decorativ; astfel există o singură bordură lată, decorată cu motivul garoafei stilizate alternând cu bodehul, redat într-o formă pronunțat geometrizată; câmpul central este decorat în întregime cu lămpi de moschee, terminate cu vase cu flori, în combinație simbolică de trei, dispuse în benzi simetrice pe orizontală în nuanțe de roșu, albastru, galben, negru, bej, ceea ce imprimă covorului un aspect plăcut, prin cromatica sa deschisă. La aceasta contribuie și geometrizarea mai puțin abordată astfel încât figurativul păstrează o anume acurateța. | Academia Română, București                       | Cimec    |
|      | Cupă Raghez                                              | Datare: Sec. XVIII Școală: Atelier persan Material: ceramică; pictată; smălțuită | Cu buza ușor răsfrântă, decorată cu un motiv simplu, linear; în interior, pe toată înălțimea bolului, motivul floral romboidal, este încadrat între cercuri concentrice; pe fundul cupei un alt motiv floral stilizat în formă de stea cu șase colțuri; în exterior o decorație lineară simplă. Pictura în culoare neagră a fost acoperită de un strat de smalț, în care concentrația de oxizi de cupru și de plumb a fost mai mare, creând o nuanță consistentă de verde închis, ce dă un aspect cu totul inedit bolului. Interesante sunt și efectele amestecării insuficiente a compoziției smalțului, care prin ardere au creat pe fundul vasului, în interior, un adevărat motiv decorativ în tonuri pastelate, în degradeuri, conferind astfel piesei o valoare decorativă deosebită. | Academia Română, București                       | Cimec    |
|      | Covor Ghiordez                                           | Datare: Sec. XIX Școală: Atelier Asia Mică Material: urzeala și băteala bumbac; nod Ghiordez; kilim | Nota parte pe care o dă acest covor este faptul că are decât o singură bordură marginală pe fond violet, decorată cu motivul palmetei cu petalele zimțate, în stilul stelei cu opt colțuri, din vechile covoare anatoliene; câmpul propriu-zis pe fond verde oliv, are ca unic element decorativ o variantă prelucrată a lanternei de moschee, din care vasul a dispărut în schimb au luat amploare aranjamentele florale; dispunerea simetrică a motivelor în două benzi pe verticală și cinci pe orizontală, creează o ritmare cu valoare estetică a suprafeței, în care asimetriile cromatice își aduc contribuția. | Academia Română, București                       | Cimec    |
|      | Vas Raghez                                               | Datare: Sec. XVIII Școală: Atelier persan Material: ceramică; pictată; smălțuită | Interesantă este forma sa, aproape sferică, ușor turtită în partea de sus și îngustându-se spre bază, având deschiderea mică și buza simplă, dreaptă. Decorația, pictată cu negru, pornește de la buză, prin motive lineare simple întretăiate, urmate apoi, pe corpul vasului, de trei cercuri concentrice la distanțe egale, iar apoi, pe partea cea mai bombată, un brâu lat cu un motiv cvadrilobat, având în centru și în exterior elemente geometrice hașurate. Smalțul, în compoziția căruia s-au introdus, alături de oxizii de cupru și oxizii de plumb, are o culoare verde specifică și a fost aplicat și în interior. Interesantă este patinarea variată, datorată consistenței concentrației pastei de smalț, dar și a utilizării sale, ca vas pentru seul de oaie. | Academia Română, București                       | Cimec    |
|      | Vas                                                      | Datare: Sec. XVIII Școală: Atelier persan Material: ceramică; pictată; smălțuită | Sferic, cu buza înaltă de 2 cm, ușor răsfrântă și plasată asimetric. Decorația pictată în albastru, cu mici accente de negru, este împărțită în două benzi despărțitoare, cu motive lineare identice, și alte două principale, unul situat imediat la baza buzei, pe fond albastru, cu un motiv floral stilizat într-o variantă inedită; cel de-al doilea, extins pe tot corpul vasului, cu motivul romboidal, trasat cu linia zigzagată, în care este circumscrisă floarea stilizată. Deosebit de interesantă este tehnica de fixare a smalțului sticlos, de diverse grosimi și cu reveniri în partea de jos, prin fixarea unor alte straturi de pastă. | Academia Română, București                       | Cimec    |
|      | Vas Raghez                                               | Datare: Sec. XVIII Școală: Atelier persan Material: ceramică; pictată; smălțuită | De formă bulbară, ușor alungit spre bază, cu buza răsfrântă. Motivele florale, de mare acuratețe, conturate cu pastă neagră și colorate cu pastă albastru-cobalt, sunt dispuse în două registre, diferite dimensional. Valoarea de unicat i-o conferă structura compozițională aparte, astfel că decorația concentrată din primul registru, este reluată la scară mărită în cel de-al doilea registru. Pasta smalțului, de bună calitate și-a menținut strălucirea și transparența, fiind turnată până la bază, unde se mai păstrează porțiuni cu împăstări excesive, netopite la ardere. | Academia Română, București                       | Cimec    |
|      | Vas Raghez                                               | Datare: Sec. XVIII Școală: Atelier persan Material: ceramică; pictată; smălțuită | De formă bulbară, cu gâtul înalt de 5 cm și cu buza răsfrântă. Decorația monocromă realizată cu pastă de culoare neagră, capătă o distincție deosebită prin acuratețea motivelor, reluate în alte dimensiuni, în cadrul celor trei benzi decorative. Motivul simplu, geometrizat, de la gâtul vasului, este amplificat în registrul următor, unde medalioanele polilobate circumscriu motivul stilizat al florii soarelui. Explozia decorativă apare pe corpul vasului, unde, același motiv este supradimensionat, iar prin elementele florale despărțitoare capătă o opulență vizibilă. Smalțul transparent și sticlos, aplicat în interior și exterior accentuează calitățile artistice ale piesei. | Academia Română, București                       | Cimec    |
|      | Vas Kashan                                               | Datare: Sec. XVIII Școală: Atelier persan Material: ceramică; pictată; smălțuită | De formă bulbară, ușor alungită spre bază, cu deschiderea îngustă, marcată printr-o buză dreaptă și un suport la bază cu înălțimea de 2 cm. Motivul decorativ stilizat, identic pe toată suprafața vasului este redat sub forma unor hașururi, imitând pasărea cu aripile deschise, fiind încadrat în carouri trasate manual, oarecum simetrice; doar brâul din jurul buzei capătă alte forme și dimensiuni datorită amplasării sale. Pictura în culoarea neagră a fost acoperită cu un strat de smalț transparent de bună calitate, în compoziția căruia concentrația de oxizi de cupru și de plumb au creat o nuanță verde închis, de un mare rafinament cromatic. | Academia Română, București                       | Cimec    |
|      | Bol                                                      | Datare: Sec. XVI Școală: Atelier persan Material: ceramică; pictată; sgrafitată în tehnica „bob de orez”; smălțuită | Rotunjirea bolului pornește chiar de la bază, creând o adâncime semisferică; decorația interioară și exterioară este aproape identică; pictura monocromă, cu pastă albastru-cobalt, trasează un brâu de 2 cm în jurul buzei, cu elemente lineare, după care urmează brâul lat, decorat cu motivul garoafei într-o stilizare deosebită, alternând cu medalioane în formă de arabesc, cu fondul alb, presărat cu motivul în cruce realizat în tehnica de influență extrem orientală a „bobului de orez", sgrafitat și transparent, și care creează un contrast cromatic spectaculos; pe fundul bolului, o construcție florală trilobată, realizată din alăturarea a trei garoafe, înconjurate de motive vegetale. Valoarea deosebită a piesei, pe lângă calitățile sale artistice evidente, constă și în faptul că aparține perioadei de influență extrem orientală manifestată în ceramica persană. | Academia Română, București                       | Cimec    |
|      | Covor Kirșierî                                           | Datare: Sec. XVIII Școală: Atelier Asia Mică Material: urzeala și băteala lână; nod Ghiordez; kilim | De formă dreptunghiulară, bordura marginală alcătuită din două chenare mici pe fond alb cu motive vegetale, care flanchează un chenar lat, pe fond albastru închis, decorat cu elemente florale în nuanțe de roșu, alb, galben, verde și albastru; câmpul central cu un motiv unic, constând în benzi paralele înguste, alternative roșii și albastre, cu motive punctate, iar aproximativ pe axul central o bandă pe fond alb cu același motiv. Motivația simbolică a acestui tip de covor decorativ de moschee, împreună cu vechimea sa, îi conferă calitățile artistice. | Academia Română, București                       | Cimec    |
|      | Covor armenesc                                           | Datare: Sec. XVIII Școală: Atelier armenesc Material: urzeala și băteala lână; nod Ghiordez | Bordura marginală pe fond orange este decorată cu floarea cu opt petale, amintind tradiția anatoliană a stelei cu opt colțuri, urmează apoi pe laterale două benzi cu motive lineare jucate, pe fond alb, cu albastru, pe toată lungimea câmpului, pentru că sus și jos, în locul tahtei, apar două benzi decorate identic, cu două arcuri laterale cu motivul bodeh circumscris, iar în mijloc un dreptunghi simbolic, înconjurat de rozete și motive vegetale; câmpul pe fond roșu, are la cele două capete câte o casetă cu inscripție în limba armeană (probabil) pe fond alb cu albastru; central, într-un medalion dreptunghiular, pe fond galben, un motiv simbolic, cu simetrii verticale și orizontale; în rest câmpul este ornat cu motivele bodeh într-o stilizare originală, neobișnuită, orânduite într-o simetrie perfectă, înconjurate de rozete variate dimensional, și redate în aceeași gamă cromatică de albastru și galben. | Academia Română, București                       | Cimec    |
|      | Covor de rugăciune                                       | Datare: Sec. XVIII Școală: Atelier Asia Mică Material: urzeala și băteala lână; nod Ghiordez; kilim | Bordura marginală alcătuită din trei benzi, prima îngustă pe fond ocru, decorată cu motivul garoafei cu tulpină și frunze; a doua bandă, mai lată, pe fond albastru, are motivele florale, paleta și laleaua, într-o succesiune alternativă; a treia bandă, mai îngustă, iese în evidență prin fondul său alb, cu stilizarea geometrizată a lalelei, așezată de-a lungul liniei cu caneluri, dar totodată creează un contrast puternic cu fondul ocru al câmpului. Mihrabul cu arcul mult alungit, terminat cu o tijă având trepte laterale în unghiuri drepte, este doar desenat cu negru, pentru că fondul ocru al câmpului se continuă în interiorul nișei; lampa de moschee este substituită cu un cartuș dreptunghiular, cu o inscripție în limba arabă, indicând anul hegirei 1212 și numele meșterului, eventual și locul. Lucrarea a participat la expoziții temporare tematice. | Academia Română, București                       | Cimec    |
|      | Ibric mare                                               | Datare: Sec. XVIII Școală: Atelier din Orientul Mijlociu Material: bronz; aramă; ciocănită; sgrafitată | De formă bulbară, cu gâtul mult alungit, cu mâner prins de buză și de corpul vasului; tot din corpul ibricului pornește tija arcuită pentru turnare; baza mult lățită și înălțată, cu un spațiu pentru fixarea pe cap, are medalioane decupate. Decorația simplă, lineară, sgrafitată, pe mâner și pe tijă, se armonizează cu corpul vasului, feliat prin muchii ușor conturate. | Academia Română, București                       | Cimec    |
|      | Vas de mirodenii                                         | Datare: Sec. XVIII Școală: Atelier persan Material: bronz; aramă; ciocănit; gravat | În formă de rață, așezată pe un suport octogonal compus din mai multe nivele în formă circulară, suprapuse; partea de sus a păsării de la nivelul aripilor, se constituie în capac pentru recipientul conceput pentru arderea mirodeniilor. Decorația, dispusă pe toată suprafața, de o mare complexitate discursivă, ca o poveste în imagini, este împărțită pe registre începând de la bază, până la nivelul capului păsării; reprezentările antropomorfe și zoomorfe, din cartușurile polilobate, se succed fără o simetrie anume, sugerând mai degrabă sensul lor simbolic, într-o compoziție de largă amplitudine, în care își găsesc locul și medalioanele cu scrierea cufică florală, plasate pe corpul principal al păsării, în dreapta și stânga, și care alternează cu mici medalioane cu reprezentări umane, redate în poziții sugestive; concentrarea simbolică s-ar putea afla în motivul solar așezat central pe pieptul păsării, realizat în tehnica a jour. | Academia Română, București                       | Cimec    |
|      | Covor Bidjear                                            | Datare: Sec. XVIII Școală: Atelier persan Material: urzeala și băteala lână; nod Ghiordez | De dimensiuni mari, creat pentru decorarea interioarelor de moschee, are o bordură marginală alcătuită din două chenare marginale înguste pe fond alb, cu motiv romboidal continuu, care flanchează un chenar principal, pe fond albastru închis, cu elemente florale și vegetale geometrizate în nuanțe de roșu, alb, galben, albastru; câmpul propriu-zis pe fond roșu este împărțit în întregime în romburi egale, cu caneluri, având fiecare circumscris motivul pomului vieții înflorit, dar prin reprezentări cromatice variate de verde, alb, albastru deschis, sugerând de fapt grădina paradisului, cu vegetația sa luxuriantă. | Academia Română, București                       | Cimec    |
|      | Covor Mossul                                             | Datare: Sec. XIX Școală: Atelier Asia Centrală Material: urzeala bumbac; băteala lână; nod Ghiordez | Bordura alcătuită din două benzi înguste pe fond alb, cu motiv geometric în nuanțe de brun, care flanchează banda principală, lată, pe fond albastru închis, decorată cu grupaje alternative în care garoafa, rozeta și laleaua apar în policromii și reprezentări variate; bordura de la cele două capete este diferită, iar stilizarea florală ușor ambiguă poate sugera reprezentarea antropomorfă; în câmpul central pe fond roșu, șapte medalioane octogonale, în nuanțe de albastru închis, legate între ele, se succed pe întreaga suprafață, într-o ordine alternativă dată de alte mici medalioane circumscrise, care au câmpul pe fond roșu și respectiv albastru; abundența și fantezia motivelor decorative, de fapt stilizări geometrizate ale florilor preferate, conferă covorului impresia de opulență și somptuozitate. | Academia Română, București                       | Cimec    |
|      | Covor Melas                                              | Datare: Sec. XVIII Școală: Atelier Asia Mică Material: urzeala și băteala lână; nod Ghiordez | Bordura alcătuită din două benzi, una mai îngustă, pe fond alb, cu motivul florii cu opt petale, o reeditare a vechiului model anatolian a stelei cu tot atâtea colțuri, și alta, banda principală, lată, pe fond roșu, decorată cu motive florale cunoscute variante ale garoafei, lalelei și rodiei, dar și altele convenționale, ușor geometrizate, într-o armonie cromatică vie de alb, roșu, albastru, indigo, verde; pe fondul alb al câmpului, se detașează pregnant mihrabul, cu cele două intentații, de o parte și de alta a arcului; decorația este specifică acestui tip de covoare, care neavând destinația de rugăciune, are o mai inspirată fantezie, înlocuind lampa de moschee cu trei rodii stilizate, așezate pe verticală, pentru ca în spațiul de dincolo de intentații, să fie reprezentate tot pe verticală, două medalioane în formă de floare, compuse din alte elemente florale și vegetale, flancate lateral de câte o coloană zigzagată. Combinația cromatică, deși în culorii vii este bine armonizată. | Academia Română, București                       | Cimec    |
|      | Vas de brânză                                            | Datare: Sec. XVIII Școală: Atelier persan Material: ceramică; pictată; smălțuită | De formă bulbară, cu gâtul înalt de 3 cm și buza răsfrântă, pe rundul vasului două găuri special făcute pentru scurgerea zerului. Decorația, monocromă în albastru, este împărțită în patru registre, primul cu motive lineare și punctiforme în jurul gâtului, urmat de un brâu cu motive decorative circulare și punctate. Cele două registre, desfășurate pe întreaga suprafață, deși despărțite evident printr-o linie circulară, conțin același motiv floral, dar situat asimetric unul față de altul. Smalțul, aplicat în interior și exterior, este transparent și sticlos, păstrându-și calitățile estetice în pofida patinării parțiale a suportului. | Academia Română, București                       | Cimec    |
|      | Covor Ghiordez                                           | Datare: Sec. XVIII Școală: Atelier Asia Mică Material: urzeala și băteala lână; nod Ghiordez | Destinația de covor de nuntă a influențat probabil și forma sa oarecum diferită de celelalte tipuri de covoare Ghiordez, fiind mai îngust, dar extins pe lungime; cele patru chenare circumscrise, diferite ca proporții, au o decorație deosebită prin asocierea motivului spiralei, a lămpii de moschee, cu construcții lineare frumos jucate; câmpul pe fond roșu are tahta repetată în partea de jos; aceasta este sus decorată cu stilizări florale îmbinate armonios cu reprezentările norilor de influență extrem orientală, iar jos cu simularea arcului de mihrab-moschee. Mihrabul cu nișă dublă are central, ca un ax simetric, lanterna de moschee, amplificată în mijloc printr-un hexagon pe fond albastru închis, în care decorația policromă, reia semnificația lămpii sacre. Ecoasoanele din afara mihrabului, prin rețeaua simetrică a dantelăriei florale lucrate în albastru, pun în valoare efectele cromatice ale mihrabului. Piesa rămâne ca un exemplar de referință în categoria covoarelor Ghiordez. | Academia Română, București                       | Cimec    |
|      | Covor cu nișă dublă                                      | Datare: Sec. XVIII - XIX Școală: Atelier Asia Mică Material: urzeala și băteala lână; nod Ghiordez | Bordura formată din trei benzi diferite ca dimensiuni, prima de lățime mediană, decorată cu tija cu două eflorescențe alternative cromatic în nuanțe de violet, brun, roșu corai; banda următoare principală, mai lată, are aceeași succesiune de casete în care apare motivul celor trei flori în vas, într-o reprezentare ușor geometrizată, dar într-o gamă alternativă limitată doar la violet și albastru; cea de-a treia bandă îngustă ca un chenar bordeză câmpul central, în care tahta pe fond roșu, apare identică în cele două poziții, cu norii de influență chineză și rozetele; nișa dublă pe fond verde oliv, frumos decorată cu un motiv floral amintind scopul inițial de lampă de moschee, este suprapusă peste un alt mihrab, simplu pe fond roșu, care în partea superioară creează două identății pronunțate, element compozițional unic, mai ales că este înconjurat de stilizări ale scorpionului. | Academia Română, București                       | Cimec    |
|      | Personaje citind și cântând                              | Datare: Sec. XIX Școală: Atelier persan Material: placă de fildeș; pictat; ramă de lemn îmbrăcată în catifea violet | Cinci personaje așezate, primul fumând din narghilea, al doilea citind, al treilea cântând din fluier, iar celelalte două ascultând, toate îmbrăcate în costume orientale. Desenul este doar conturat cu culoare neagră și albastră și parțial completat cu alte nuanțe pastelate. Abilitățile plastice ale autorului anonim exprimate în expresivitatea portretelor și redarea mișcării, la care se adaugă proveniența și vechimea, se constituie în criterii de selecție. | Academia Română, București                       | Cimec    |
|      | Covor Ispahan sabas                                      | Datare: Sec. XIX Școală: Atelier persan Material: urzeala și băteala bumbac; nod lână Ghiordez | Considerat unul din cele mai valoroase tipuri de covoare, are de fapt o funcție exclusiv decorativă; bordura marginală, alcătuită dintr-o bandă lată, pe fond roșu, cu un motiv floral și vegetal, frumos arcuit, stilizat sub forma unor arabescuri, aceasta este flancată de alte două benzi mai mici pe fond albastru închis, unul cu rozete, altul cu mici medalioane romboidale; banda interioară, care mărginește, câmpul în partea de sus, este întreruptă de o decorație în arcade. Motivele specifice tipului de covor Ispahan, cu vegetații luxuriante imitând grădina, are câmpul străbătut de o rețea simetrică de tije, terminate cu medalioane pătrate alternând cu cele rotunjite (în formă de floare), în fiecare din ele fiind circumscrise elemente florale sau avimorfe. Deși oarecum tocit din cauza tehnicii de lucru, dat fiind raritatea acestui tip de covor în țară, piesa are o reală valoare. | Academia Română, București                       | Cimec    |
|      | Ibric                                                    | Datare: Sec. XVIII Școală: Atelier turcesc Material: sticlă; suflată; modelată | Corpul vasului modelat manual din sticlă cu pigment verde, în formă bulbară, de la care pornește gâtul înalt, terminat cu buza mult răsfrântă; mânerul arcuit, prins de corpul și de gâtul ibricului, iar tija de scurgere, arcuită și terminată cu motivul peștelui, pornește tot de pe corpul său. Împrejurul bazei motivul stilizat al chiparosului modelat în relief, iar pe fund un element decorativ floral. | Academia Română, București                       | Cimec    |
|      | Covor cu nișă dublă                                      | Datare: Sec. XVIII Școală: Atelier Asia Mică Material: urzeala și băteala lână; nod Ghiordez | Bordura marginală compusă din așa-numitul motiv cubuclî, constând în șapte benzi succesive și alternative cromatic, amintind de vechea simbolistică a drumului purificator până la mihrabul moscheii; tahta, decorată cu motivul de influență chineză al norilor în combinație cu rozeta, este reluată și jos, în același aranjament compozițional. Arcul mihrabului dublu mult înălțat, este conturat cu o linie zigzagată în alb și apoi în brun, ceea ce confirmă substituirea semnificației religioase aspectului exclusiv decorativ. Există un ax simetric virtual pe orizontală în interiorul mihrabului, de unde și reproducerea identică a compoziției, în care garoafa, floarea sacră își găsește multiple stilizări. Rafinamentul cromatic al covorului rezidă și din gama cromatică, limitată la negru, indigo, brun și ocru pastelat. | Academia Română, București                       | Cimec    |
|      | Vas                                                      | Datare: Sec. XVIII Școală: Atelier persan Material: ceramică; pictată; smălțuită | În formă sferică, ușor turtită, cu buza înaltă de 3,5 cm, dar cu deschiderea mică. Decorația, pictată cu albastru și contururi în negru, este împărțită în trei registre diferite, despărțite între ele prin câte două cercuri; primul în jurul buzei înalte, este decorat cu motivul înlănțuit al florii de crin; următorul, mai lat, decorat cu floarea soarelui și motive vegetale, iar ultimul, prin varietatea motivelor o adevărată compoziție, având ca element simbolic mihrabul polilobat. Smalțul sticlos, transparent, conferă o mai mare expresivitate motivelor, conservându-le în forma lor originală. Vasul are o patină aparte datorată utilizării sale pentru depozitarea seului de oaie. | Academia Română, București                       | Cimec    |
|      | Vas                                                      | Datare: Sec. XVIII Școală: Atelier persan Material: ceramică; pictată; smălțuită | De formă bulbară, alungit spre bază, cu deschidere mică și o buză înălțată de 3 mm; un brâu decorativ în jurul bazei și probabil altul în jurul buzei; pe întreaga suprafață a vasului două motive vegetale simetrice, pictate cu negru. Compoziția smalțului, de bună calitate, păstrându-și transparența și strălucirea, conține un procent mare de oxizi de cupru, care în combinație cu oxizii de plumb, au dat o culoare consistentă de verde închis, ceea ce îi conferă piesei o valoare deosebită. | Academia Română, București                       | Cimec    |
|      | Farfurie Iznik                                           | Datare: Sec. XVIII Școală: Atelier turcesc Material: ceramică; pictată; smălțuită | De dimensiuni mari, se adâncește ușor direct de la buză, în formă de bol; în interior o bordură pe fond albastru cu floarea albă; compoziția florală în stil Iznik, din câmpul central încântă prin cromatica sa intensă a garoafelor roșii, a lalelelor albastre, frunzelor verzi, dar mai ales prin motivul florii centrale, albastre cu mici petale albe înșirate, care, în pofida aparenței figurative pregnante, are aceleași conotații simbolice. Pe verso mici motive florale așezate simetric, în nuanțe de albastru și verde. Calitatea deosebită a pastei de smalț, transparentă și sticloasă, aplicată pe ambele părți, amplifică valențele picturale ale piesei. Pe spate, etichetă lipită, cu o însemnare în limba franceză asupra culorilor. Piesa a fost cumpărată de un colecționar din Paris. | Academia Română, București                       | Cimec    |
|      | Vas decorativ                                            | Datare: Sec. XVII Școală: Atelier persan Material: ceramică; pictată; smălțuită | De formă bulbară, cu gâtul ușor alungit și cu deschiderea mai mică decât baza. Structura compozițională a decorației conferă piesei o valoare aparte, astfel că simetric pe corpul vasului, sunt redate un personaj masculin și un altul feminin, ambii purtând însemnele puterii, coroana, și tot simetric și simbolic, între cele două personaje apare bananierul și respectiv floarea soarelui. Desenul este trasat cu pastă neagră și colorat parțial cu albastru. Smalțul transparent și sticlos aplicat în exterior și interior. Decorația se constituie și în element de datare. | Academia Română, București                       | Cimec    |
|      | Bol                                                      | Datare: Sec. XVII Școală: Atelier persan Material: ceramică; pictată; smălțuită | De la suportul circular având 2 cm înălțime, corpul vasului se rotunjește pe înălțime în unghi de 25 grade. Valoarea artistică a piesei constă în originalitatea decorației. Atenția s-a concentrat în exteriorul său, astfel că, după o bordură delicată de 1,5 cm în jurul buzei, cu mici medalioane cu motive vegetale, alternând cu porțiuni mari hașurate, pe întreaga suprafață exterioară apar medalioane stilizate în formă de mihrab trilobat, decorate cu elemente florale și vegetale, reluate simetric. În interior, chiar pe fundul bolului, reprezentarea celor doi pești mari, așezați paralel, înconjurați și despărțiți de plante acvatice ușor stilizate, poate avea o semnificație pragmatică. Originală și inedită este sgrafitarea smalțului la cald, pe tot restul suprafeței interioare, simulând cracheluri mari, dar alcătuind de fapt un decor geometric interesant. Smalțul de culoare verde, specific ceramicii persane, este sticlos, iar spre bază se păstrează un brâu gros de pastă. | Academia Română, București                       | Cimec    |
|      | Covor Shiraz                                             | Datare: Sec. XIX Școală: Atelier Asia Mică Material: urzeala și băteala lână; nod Ghiordez | Bordura alcătuită din patru benzi, două identice, pe fond albastru cu motivul policrom al rozetei, celelate două decorate cu motive geometrice compacte; câmpul pe fond albastru închis, are colțurile marcate cu spații arcuite și dantelate, pe fond alb, decorate cu elemente florale stilizate și policrome, care contrastează cu restul câmpului; trei medalioane mari marchează axul central al câmpului, subliniate prin linia zimțată în nuanțe succesive de alb, roșu și albastru, pentru a înscrie un fond roșu, ornat cu variate motive florale geometrizate, predominând rodia și rozeta; alte motive florale policrome, de diverse forme și dimensiuni, completează câmpul, sugerând acea impresie de grădină a paradisului. | Academia Română, București                       | Cimec    |
|      | Cordon de mireasă                                        | Datare: Sec. XVIII Școală: Atelier oriental Material: bronz; piele; ciocănit; aurit | Alcătuit din 12 plăcuțe dreptunghiulare mari, alternând cu 12 plăcuțe dreptunghiulare mici, având central paftaua compusă din două piese, toate fixate pe un suport de piele. Fiecare plăcuță este decorată cu același motiv floral stilizat, ciocănit pe o suprafață concavă, reluat într-o altă variantă, pe paftaua centrală, unde într-un medalion ușor concav, sunt reprezentați doi porumbei afrontați, un element simbolic având semnificații evidente. Sunt vizibile urmele de aurire inițială. Piesa se remarcă prin rafinamentul execuției, în prelucrarea metalului, și în decorarea sa, iar raritatea este conferită și de motivul porumbeilor din medalionul paftalei. | Academia Română, București                       | Cimec    |
|      | Farfurie mică                                            | Datare: Sec. XVIII Școală: Atelier persan Material: ceramică; pictată; smălțuită | Cu marginea lată, după care se adâncește ușor. Decorația simplă este de un mare rafinament artistic, astfel că marginea este bordată cu un lanț de medalioane având motivul floral stilizat, pictat în negru, pe fond verde, iar aceste medalioane la rândul lor sunt pe fond negru; adâncitura este marcată de două cercuri concentrice cu motiv punctiform, iar în centru un element decorativ și desigur și simbolic. Smalțul sticlos, aplicat pe față și pe spate, are în compoziție și oxizi de plumb, de unde și culoarea verde specific. | Academia Română, București                       | Cimec    |
|      | Covor Smirna                                             | Datare: Sec. XIX Școală: Atelier Asia Mică Material: urzeala bumbac; băteala lână; nod Ghiordez | Bordura alcătuită din trei benzi, prima pe fond roz, decorată cu rozeta și garoafa, a doua mai lată, pe fond albastru turcoaz, cu motive vegetale în maniera barocului turcesc, în nuanțe de roșu galben, orange și brun; ultima bandă, îngustă cu destinația doar de a delimita câmpul central, pe fond alb, cu un motiv vegetal în formă de S; câmpul pe fond roșu, are o variantă de nișă dublă, prin colțurile pe fond verde pastel, dantelate și decorate cu motive vegetale; în mijloc un medalion, imitând lampa de moschee, în formă de arabesc, pe același fond verde-pastel, cu motive florale stilizate. Compoziția și cromatica spectaculoasă, deși ușor excentrice, sunt tipice pentru covoarele din acest centru turcesc, renumit pentru comerțul cu covoare. | Academia Română, București                       | Cimec    |
|      | Covor de rugăciune                                       | Datare: Sec. XVIII Școală: Atelier Asia Mică Material: urzeala și băteala lână; nod Ghiordez | Bordura alcătuită din două benzi, una mai îngustă, pe fond albastru închis, decorată cu floarea roșie trilobată, alta mai lată, pe fond galben, cu motive distincte între laterale și la cele două capete, în care rodia alternează cu motive geometrizate; tahta, amplasată la cele două capete ale câmpului, cu fonduri cromatice diferite, unul albastru și altul roșu, dar cu ornamente identice, încadrează mihrabul cu arcul mult alungit și cu lateralele în trepte; lanterna de moschee, preluată în forma ibricului, cu semnificația combinată de purificare prin apă și prin lumină, miniaturală, comparativ cu motivul floral simbolic ocupă aproape tot câmpul nișei. Asocierile cromatice aproape brutale între culorile complementare conferă covorului un aspect plăcut. | Academia Română, București                       | Cimec    |
|      | Covor Buchara                                            | Datare: Sec. XIX Școală: Atelier Asia Centrală Material: urzeala bumbac; băteala lână; nod Seneh | Bordura marginală laterală alcătuită din cinci benzi, dintre care patru decorate cu motive geometrice minuscule într-un adevărat mozaic, și una singură mai lată cu rozetele alternative ca dimensiuni; la capete se adaugă o terminație constituită din motive romboidale, zimțate, care reiau cromatica bordurilor; câmpul central pe fond roșu închis, cu o mare finețe conferită de desimea nodurilor, este împărțită simetric în patru șiruri de casete, fiecare casetă cu câte două rânduri de medalioane circumscrise, decorate cu motive geometrice, în nuanțe rafinate de bois de rose, alb, negru; între șirurile de casete, alte trei șiruri de motive romboidale în trepte, în aceeași gamă cromatică, toate legate printr-o rețea dantelată care îi conferă covorului un aspect impresionant. | Academia Română, București                       | Cimec    |
|      | Vas miniatural                                           | Datare: Sec. XVIII Școală: Atelier persan Material: ceramică; pictată; smălțuită | Are o formă interesantă, tronconică, cu deschiderea mică, după care se lărgește brusc, iar apoi spre bază se îngustează. Decorația, pornind de la buză, se desfășoară pe întreaga suprafață exterioară, constând într-un motiv abstract, trasat cu negru și susținut cu pastă de culoare verde-oliv în tonalități pastelate. Smalțul, sticlos și transparent, aplicat în interior și exterior, este de bună calitate, conservându-se perfect mai ales în exterior, deși reacțiile chimice incomplete, survenite prin ardere, sunt evidente la bază, oferind astfel o documentație interesantă asupra vechilor proceduri tehnologice. | Academia Română, București                       | Cimec    |
|      | Vas                                                      | Datare: Sec. XVIII Școală: Atelier persan Material: ceramică; pictată; smălțuită | De formă cilindrică, alungindu-se spre bază, cu buza înaltă de 1 cm și ușor răsfrântă, cu deschiderea largă. Decorația este împărțită pe patru registre distincte, primul în jurul buzei cu un motiv zigzagat, trasat cu negru; cel de-al doilea, mai elaborat, cu patru volute hașurate, plasate simetric, între ele delicate motive florale și vegetale, conturate cu negru și colorate în albastru; al treilea registru, cu rolul mai mult de a sublinia curbarea vasului, are motivul înlănțuit al florii de crin, conturat cu negru și colorat în albastru. Efectul estetic deosebit a fost rezervat ultimului registru, care prin motivul mihrabului-fereastră, alungit și cu fondul alb diafan, conferă vasului o suplețe și un rafinament aparte. | Academia Română, București                       | Cimec    |
|      | Vas Raghez                                               | Datare: Sec. XVIII Școală: Atelier persan Material: ceramică; pictată; smălțuită | De formă sferică, ușor alungit, cu un gât înalt de 2 cm și cu buza răsfrântă; decorația florală monocromă, împărțită pe două registre inegale, unul de la gâtul vasului până la amplificarea rotunjirii, cu motivul floral trilobat, de la care pornesc elementele vegetale, care se extind pe toată lățimea; registrul următor mai lat, coborând spre bază, reia motivul, mărindu-l și așezându-l asimetric față de primul, de aceea suprafețele albe sunt mai ample. Stratul de smalț transparent și sticlos, aplicat în interior și în exterior, conferă motivelor pictate mai multă strălucire. Acesta s-a concentrat într-un strat gros în jurul bazei. Interesantă este reacția stratului de pictură într-o anume porțiune, la turnarea smalțului, producând scurgerea culorii și diluarea motivului. | Academia Română, București                       | Cimec    |
|      | Pafta                                                    | Datare: Sec. XVIII - XIX Școală: Atelier oriental Material: argint; ciocănit; gravat | Compusă din două părți, fiecare ușor concavă, în formă de sămânță germinativă, cu închizătoare pe spate și cu câte două benzi metalice pentru fixarea pe cordon. Marginile lobate, cu un decor în volute; câmpul ornat cu motivul vasului cu flori, așezat pe orizontală și pe un suport arcuit, înconjurat pe una din laturi de creanga de măslin. Paftaua prezintă o formă de sincretism stilistic între modelul persan și cel otoman, care se manifestă și în tehnica de modelare. | Academia Română, București                       | Cimec    |
|      | Pafta                                                    | Datare: Sec. XVIII - XIX Școală: Atelier oriental Material: bronz; ciocănit; ușor argintat | Alcătuită din două părți, ușor concave, fiecare în formă de sămânță germinativă, cu sistem de prindere pe spate și tot aici, cu una, respectiv, două benzi metalice pentru fixarea cordonului; marginal și continuu, motivul ghirlandei, care circumscrie un medalion tot în formă de sămânță, terminat cu volută, în care elementul decorativ al vazei cu flori, gravat în relief, pe orizontală, este excesiv stilizat. Inițial, probabil pentru a-i da mai multă prețiozitate, pe toată suprafața (față și verso) s-a aplicat un strat superficial de argint, ale cărui urme sunt vizibile mai ales pe spate. Decorația simplă, își are rafinamentul său, dar poate atesta și calitățile mai modeste ale meșterului sau ale atelierului de proveniență. | Academia Română, București                       | Cimec    |
|      | Pafta                                                    | Datare: Sec. XIX Școală: Atelier balcanic Material: argint; ciocănit; gravat | Ușor concavă și ușor alungită în formă de pară; cu un feston marginal de-a lungul lobilor, variabili ca dimensiuni, ceea se constituie într-un motiv decorativ subtil și rafinat. Câmpul central decorat cu un motiv floral în relief, înconjurat de un scut polilobat, realizat în formă de volute, care circumscrie alte elemente florale; pe verso, cârligul cataramei și banda lată de prindere a cordonului propriu-zis, ușor arcuită și ambele terminate pe una din laturi cu lobi sugerând elemente florale. Paftaua se remarcă prin rafinamentul decorației, dar și prin abilitatea execuției. | Academia Română, București                       | Cimec    |
|      | Tavă mare                                                | Datare: Sec. XVIII - XIX Școală: Atelier oriental Material: alamă; bronz; ciocănit; cizelat | De formă rotundă, cu marginea înălțată; interiorul este decorat cu șapte benzi circulare circumscrise, cu motive florale și vegetale într-o mare diversitate; al treilea brâu, mai lat, este de o mare complexitate artistică, prin includerea ca element decorativ esențial, printre alte motive vegetale, a scrierii cufice florale, originară din arta persană și transmisă sub această formă decorativă în tot Orientul Mijlociu; textele sunt despărțite în cartușuri prin chenare elegant trasate; central steaua în opt colțuri, realizată din decorații lineare, reluată apoi în interior, la dimensiuni reduse, dar într-o manieră asemănătoare. | Academia Română, București                       | Cimec    |
|      | Covor Kazak                                              | Datare: Sec. XVIII - XIX Școală: Atelier Asia Mică Material: urzeala și băteala lână; nod Ghiordez | Bordura marginală din două benzi, una mai îngustă pe fond galben-ocru, decorată cu rozete legate printr-o linie șerpuită, alta mai lată, pe fond albastru deschis, cu abrașuri, în care motivele florale, în nuanțe de roșu, albastru, galben, alb, verde, diferite pe laterale față de cele două capete, au suferit o prelucrare și o geometrizare pronunțată; câmpul pe fond roșu, cu trei medalioane dispuse simetric pe verticală, diferite însă ca forme și decorații interioare, încântă prin contrastele cromatice; se remarcă un eclectism decorativ prin prezența stelei în opt colțuri, a rozetei, a rodiei și a volutei, dar stângăciile și asimetriile conturării lor atestă proveniența dintr-un atelier primitiv, ceea ce conferă piesei un farmec deosebit. | Academia Română, București                       | Cimec    |
|      | Masă dreptunghiulară                                     | Datare: Sec. XIX; 2/2 Școală: Atelier francez? Material: lemn sculptat; aurit; placă marmură | Centură îngustă, mulurată, decorată pe laturile lungi cu medalion oval în care se înscrie un cap de tânără susținut de volute acant; picioarele, adânc arcuite în contur patrulate, mulurate, decorate cu frunze acant și ghirlande florale, sunt unite de traverse arcuite ce compun un „X”, punctul de intersecție fiind încununat de un bulb vegetal. | Muzeul Național Cotroceni, București             | Cimec    |
|      | Canapea                                                  | Datare: Sec. XIX; 2/2 Școală: Atelier european Material: lemn; sculptare; aurire; tapițare; atlas mătase | Construcție monumentală cu decorație sculptată ce acoperă întreaga suprafață; volute vegetale ample și cap de putti prezente pe montanții spătarului și pe traversa anterioară a picioarelor; șederea și spătarul tapițate cu atlas de mătase ocru auriu. | Muzeul Național Cotroceni, București             | Cimec    |
|      | Canapea                                                  | Datare: Sec. XIX; 2/2 Școală: Atelier european Material: lemn; sculptare; aurire; tapițare; atlas mătase | Construcție monumentală cu decorație sculptată ce acoperă întreaga suprafață; volute vegetale ample și cap de putti prezente pe montanții spătarului și pe traversa anterioară a picioarelor. | Muzeul Național Cotroceni, București             | Cimec    |
|      | Fotoliu                                                  | Datare: Sec. XIX; 2/2 Școală: Atelier european Material: lemn; sculptare; aurire; tapițare; atlas mătase | Construcție monumentală cu decorație sculptată ce acoperă întreaga suprafață; volute vegetale ample și cap de putti prezente pe montanții spătarului și pe traversa anterioară a picioarelor. | Muzeul Național Cotroceni, București             | Cimec    |
|      | Fotoliu                                                  | Datare: Sec. XIX; 2/2 Școală: Atelier european Material: lemn; sculptare; aurire; tapițare; atlas mătase | Construcție monumentală cu decorație sculptată ce acoperă întreaga suprafață; volute vegetale ample și cap de putti prezente pe montanții spătarului și pe traversa anterioară a picioarelor. | Muzeul Național Cotroceni, București             | Cimec    |
|      | Fotoliu                                                  | Școală: Atelier european Material: lemn; sculptare; aurire; tapițare; atlas mătase | Construcție monumentală cu decorație sculptată ce acoperă întreaga suprafață; volute vegetale ample și cap de putti prezente pe montanții spătarului și pe traversa anterioară a picioarelor. | Muzeul Național Cotroceni, București             | Cimec    |
|      | Canapea                                                  | Datare: Începutul secolului XX Școală: Școala de Arte și Meserii Sinaia Material: lemn; sculptat; bronzat; patinat | Canapea pentru două persoane cu spătarul panou unit de brațele pline în unghi drept. Picioarele sunt patrulatere continuate în montanții; decorația este sobră redusă la arabescuri prezente pe brațe, centura șederii și pe spătar. Șederea este prevăzută cu o pernă detașabilă. | Muzeul Național Cotroceni, București             | Cimec    |
|      | Taburet                                                  | Datare: Sec. XX Școală: Școala de Arte și Meserii Sinaia Material: lemn; pirogravat; bronzat; patinat | Șederea pătrată susținută de un suport trunchi de piramidă, inferior cu o decupură profilată, reluată pe fiecare latură; decorul pirogravat acoperă picioarele - floare și frunză de ciulin; lemnul este bronzat patinat. | Muzeul Național Cotroceni, București             | Cimec    |
|      | Masă                                                     | Datare: Începutul secolului XX Școală: Școala de Arte și Meserii Sinaia Material: lemn; sculptat; bronzat; patinat | Dreptunghiulară, joasă, cu picioare panouri unite cu o poliță; crucea celtică cu raze ce se alungesc pe toată suprafața acoperă blatul și picioarele. | Muzeul Național Cotroceni, București             | Cimec    |
|      | Masă                                                     | Datare: Începutul secolului XX Școală: Scoala de Arte si Meserii - Sinaia Material: lemn; sculptat; traforat; bronzat; patinat | Masă rotundă susținută de un picior postament patrulater cu laturile traforate, decorate cu arabescuri între care se inserează un animal fantastic înscris în medalioane circulare; bronzul dispus în două nuanțe. | Muzeul Național Cotroceni, București             | Cimec    |
|      | Scaun                                                    | Datare: Sec. XX Școală: Scoala de Arte si Meserii - Sinaia Material: lemn; pirogravat; bronzat; patinat | Spătar panou trapezoidal prelungit în panoul - picior posterior; șederea reia conturul spătarului și este susținută de două panouri - picioare anterioare; suprafețele sunt pirogravate cu frunze și flori de ciulin bronzate în două nuanțe; șederea cu pernă detașabilă. | Muzeul Național Cotroceni, București             | Cimec    |
|      | Banchetă                                                 | Datare: Sec. XX Școală: Școala de Arte și Meserii - Sinaia Material: lemn; pirogravat; bronzat; patinat | Banchetă cu picioare panouri înălțate în chip de brațe scunde cu mâner decupat iar inferior unite de o traversă; pe exterior picioarele decorate cu lujeri de crin pirogravați bronzați, patinați. | Muzeul Național Cotroceni, București             | Cimec    |
|      | Fotoliu                                                  | Datare: Sec. XX Școală: Școala de Arte și Meserii - Sinaia Material: lemn; sculptat; pirogravat; bronzat; tapițat | Spătar gondolat, brațele pline; picioarele patrulatere sunt drepte anterior și evazate posterior; zona exterioară a piesei este pirogravată cu flori și frunze de ciulin; lemnul este bronzat, patinat. | Muzeul Național Cotroceni, București             | Cimec    |
|      | Comodă                                                   | Datare: Sec. XX Școală: Școala de Arte și Meserii Sinaia Material: lemn paltin; pirogravat; bronzat; patinat | Piesă scundă cu două uși decorate cu lujeri de crin; balamalele cu rol decorativ - prelungite orizontal și finalizate în cruce cu brațe despicate; lemnul bronzat, patinat. | Muzeul Național Cotroceni, București             | Cimec    |
|      | Pat                                                      | Datare: Începutul secolului XX Școală: Școala de Arte și Meserii - Sinaia Material: lemn; sculptat; bronzat; patinat | Pat cu tăblii inegale; panouri ajurate susținute de picioare masive patrulatere continuate în montanți ușor supraînălțați; piesă sculptată - motive zoomorfe fantastice înscrise în medalioane circulare. | Muzeul Național Cotroceni, București             | Cimec    |
|      | Mască de radiator                                        | Datare: Începutul secolului XX Școală: Școala de Arte și Meserii Sinaia Material: lemn; paltin; traforat; sculptat; bronzat; patinat                                                                                                   | Mască - radiator cu contur paralelipipedic cu trei laturi traforate decupate, decorate cu animale fantastice înscrise în medalion circular și arabescuri. | Muzeul Național Cotroceni, București             | Cimec    |
|      | Scaun                                                    | Datare: Începutul secolului XX Școală: Școala de Arte și Meserii Sinaia Material: lemn; sculptare; bronzare; patinare | Spătar panou înalt cu rol de picior posterior: șederea trapezoidală susținută pe lateral de două panouri unite cu traverse; brațele drepte sunt sprijinite pe câte trei montanți decorați cu lujeri crin stilizați; spătarul față - spate reliefează un lujer de crin înalt; suprafața piesei este bronzată și patinată. | Muzeul Național Cotroceni, București             | Cimec    |
|      | Banchetă cu baldachin                                    | Datare: Sec. XIX;4/4 Școală: Atelier european Material: lemn; nuc; sculptat; băițuit | Spătar supraînălțat cu baldachin; brațele drepte pe suport galerie baluști mărunți, iar picioarele patrulatere unite cu traverse în contur profilat; decorația amplă cu motive florale, dispusă în casete, acoperă întreaga suprafață. | Muzeul Național Cotroceni, București             | Cimec    |
|      | Postament                                                | Datare: Primul sfert al secolului XX Școală: Atelier francez Material: ipsos turnat; bronzat; patinat | Baza aproximativ hexagonală, picior colonetă torsadată cu muchiile proeminente, iar superior sub placa susținătoare laturile sunt decorate cu crengi de laur. | Muzeul Național Cotroceni, București             | Cimec    |
|      | Postament                                                | Datare: Primul sfert al secolului XX Școală: Atelier autohton Material: lemn brad; strunjit; sculptat; brunat | Piciorul postamentului - coloană compusă din sfere aplatizate și cilindru torsadat; superior sunt decupate patru gheruțe ce susțin elementul final în formă de vas tronconic. | Muzeul Național Cotroceni, București             | Cimec    |
|      | Consolă                                                  | Datare: Primul sfert al secolului XX Școală: Atelier autohton Material: lemn brad; sculptat; brunat | Picioarele panouri laterale (decorate cu personaje masculine încoronate reprezentate în picioare văzute din față) sunt unite de blat și un panou frontal decupat cu deschidere amplă arcuită. | Muzeul Național Cotroceni, București             | Cimec    |
|      | Postament                                                | Datare: Primul sfert al secolului XX Școală: Atelier autohton Material: lemn brad; strunjit; sculptat; brunat | Baza circulară tronconică; piciorul patrulater cu muchiile torsadate superior finalizat în balustru, ce susține placa circulară. | Muzeul Național Cotroceni, București             | Cimec    |
|      | Masă-consolă                                             | Datare: Primul sfert al secolului XX Școală: Atelier autohton Material: lemn brad; sculptat; brunat | Masă pe patru picioare patrulatere; cele din față montate oblic toate unite de panouri ce compun un compartiment cu deschidere semicirculară anterior; placa blatului compusă din două fragmente. | Muzeul Național Cotroceni, București             | Cimec    |
|      | Masă de centru                                           | Datare: Primul sfert al secolului XX Școală: Atelier autohton Material: lemn brad; sculptat; brunat | Piesă masivă pe patru picioare patrulatere montate oblic, unite prin panouri decorative amplu sculptate: registrul superior cu rinceau intercalat de un brâu cu dinți de fierăstrău; registrul inferior decupat susținut de traverse strunjite. | Muzeul Național Cotroceni, București             | Cimec    |
|      | Scaun                                                    | Datare: Primul sfert al secolului XX Școală: Atelier autohton Material: lemn stejar; sculptat; tapițat | Construcția masivă compusă din două panouri montate pe lateral, decupate, conturându-se astfel picioarele, brațele și montanții spătarului, terminați superior în element sculptat. Muchiile anterioare ale panourilor sunt crestate în zona montanților, iar în dreptul brațelor și al picioarelor sunt prezente rozete și volute realizate în meplat. | Muzeul Național Cotroceni, București             | Cimec    |
|      | Evanghelie cu ferecătură                                 | Datare: 1812 Școală: Pesta Material: lemn, catifea, argint aurit, hârtie; ferecătură, tipărire, xilogravare | Evanghelie tipărită la Pesta, în limba română, cu alfabet chirilic, pe hârtie cu filigran, cu ferecătură; 157 de file hârtie, xilogravuri, coperte de lemn, catifea brună, ferecătură parțială, cu plăcuțe de argint aurit. Textul include viețile sfinților evangheliști Ioan, Luca și Marcu. Inscripție de danie de la 1833 pentru biserica Dragomirești (p. 302). Dimensiunile blocului de carte: 34,5 x 22,5 x 2,3 cm. Lipsă un buton de pe coperta II. | Muzeul Național de Artă al României, București   | Cimec    |
|      | Ladă-bancă                                               | Datare: Sf. sec. al XIX-lea Școală: Atelier românesc Material: lemn | Piesă de formă paralelipipedică cu spătar, capac și două brațe. Pe spătar, decor ce reprezintă trei casete cu motive vegetale, iar pe margini decor cu motive geometrice; în partea inferioară a lăzii și în lateral, casete cu motive vegetale. | Muzeul Național de Artă al României, București   | Cimec    |
|      | Birou                                                    | Datare: Sf. sec. al XIX-lea Școală: Atelier european Material: lemn de nuc furniruit | Birou sprijinit pe patru picioare "titirez"; format din două corpuri, cel superior cu rulou acoperind patru sectoare și patru nișe, central, un sertar. Corpul inferior, cu doi batanți, având deasupra un sertar pe toată lungimea, lateral pe lini ade centură, planșete prevăzute cu buton. | Muzeul Național de Artă al României, București   | Cimec    |
|      | Dulap                                                    | Datare: Sf.sec XIX-încep. sec. XX Școală: Atelier european Material: lemn furniruit și marchetat | Dulap de formă paralelipipedică cu fronton ieșit în relief, pe patru picioare reduse; ușa cu panou, cu profil violonat, reluat la bază. | Muzeul Național de Artă al României, București   | Cimec    |
|      | Scaun                                                    | Datare: Sec. XIX Școală: Atelier italian Material: lemn sculptat și strunjit | Fotoliu cu spătar drept și brațe laterale decorate cu arcade și colonete. Brațele sunt susținute de doi mascheroni. | Muzeul Național de Artă al României, București   | Cimec    |
|      | Masă                                                     | Datare: Sec. XIX Școală: Atelier european Material: lemn sculptat | | Muzeul Național de Artă al României, București   | Cimec    |
|      | Măsuță                                                   | Datare: Sec. XIX Școală: Atelier francez Material: lemn | Masă cu patru picioare li tăblie pătrată. La 24 cm de bază, încă o tablie cu balustradă. | Muzeul Național de Artă al României, București   | Cimec    |
|      | Suport de partituri                                      | Datare: Sec. XX Școală: Atelier european Material: lemn | Suport din lemn pentru partituri cu fețetele laterale sculptate. | Muzeul Național de Artă al României, București   | Cimec    |
|      | Vas cu capac                                             | Datare: Sec. XIX Școală: Atelier european Material: bronz și marmură | Corp cilindric din marmură așezat pe o bază din metal cu două registre, ornamentate cu motiv de ove și duble volute. Cinci colonete în balustru fac legătura bazei cu gura vasului care este din bronz. | Muzeul Național de Artă al României, București   | Cimec    |
|      | Călimară                                                 | Datare: Sec. XIX Școală: Atelier european Material: bronz | Postament pentru tocuri cu o călimară în dreapta, mărginit în spate de trei vulturi stând unul lângă altul. Semnat pe spate dreapta jos. spre mijloc: monogramă/Mörhl. | Muzeul Național de Artă al României, București   | Cimec    |
|      | Ibric                                                    | Datare: Sec. XIX Școală: Atelier oriental Material: aramă și alamă | Pe o talpă circulară, ușor evazată, corp de formă bulbară, alungit, către gura terminat cu un cioc. Mânerul în formă de volută de care e prins capacul în formă de clopot terminat cu un buton piramidă făcut în fațete. Pe toată suprafața corpului și pe capac, elemente vegetale și florale stilizate. | Muzeul Național de Artă al României, București   | Cimec    |
|      | Ibric                                                    | Datare: Sec. XIX Școală: Atelier oriental Material: alamă | Corp bulbar sprijinit pe un picior redus, gât alungit, întrerupt de un inel în relief. Gură ușor evazată, cu capac în formă de clopot terminat cu un buton. Toartă în formă de volută și teavă de turnare arcuită. | Muzeul Național de Artă al României, București   | Cimec    |
|      | Lampă                                                    | Datare: Sec. XIX Școală: Atelier oriental Material: alamă | Lampă sprijinită pe un picior circular cu marginea festonată, cu decor având patru inimi. Corpul bulbar ornamentat cu motiv "fagure ajurat", dispus în patru casete, una formând ușa. Partea superioară cu diametrul mai mare, reia ornamentele de pe picior. Lampa se termină cu un corp de formă cilindrică, terminat în partea superioară cu un buton cu inel. În interiorul lămpii, un recipient pentru iluminat. | Muzeul Național de Artă al României, București   | Cimec    |
|      | Șevalet                                                  | Datare: Sec. XIX Școală: Atelier oriental (Japonia) Material: lemn cu aplicații de alamă | Șevalet format din trei picioare, două anterioare și unul posterior, unite prin două traverse orizontale și una verticală, pe care este așezată consola de susținere. Pe toată suprafața, aplicații de alamă, redând motive simbolice, antropomorfe și zoomorfe din Panteonul budist. | Muzeul Național de Artă al României, București   | Cimec    |
|      | Răpirea Europei Autor: Anonim francez                    | Datare: Mijlocul sec. XVIII Școală: Atelier european Dimensiuni: L: 25,5 cm; zonă pictată: 11,6 cm; anvergură: 59 cm Material: guașă pe pergament                                                                                      | Brațele evantaiului sunt din fildeș, având dimensiunea de 17 cm, pictate pe o lungime de 8 cm cu motive orientale. Pe verso, în registrul superior, este redată o delicată ghirlandă florală, pe toată lungimea desfășurată a evantaiului și în cel inferior, central, o vază cu același motiv floral. Compusă pe orizontală, zona pictată a evantaiului reprezintă central scena răpirii Europei, asistată pe deoparte, pe țărm de însoțitoarele sale, de cealaltă parte, în apa învolburată, de Neptun, un triton și o nereidă. Lucrarea se remarcă prin grația personajelor feminine, redate în spiritul rococoului francez, de derivație Boucher, a eleganței gesturilor lor, mai cu seamă ale Europei. Paleta cromatică compusă în același spirit este luminoasă și dominant caldă. | Academia Română, București                       | Cimec    |
|      | Cercel                                                   | Datare: Sf. sec. XIX - 1/2 sec. XX Școală: Atelier occidental Descoperit: jud. Sibiu, com. Sibiu, Sibiu Dimensiuni: Aur 750 ; G: 7,20 g; L: 34 mm; L :20 mm Material: aur; piatră verde | Flori cu centrul marcat de trei pietre translucide, de culoare bleu-verzuie, încadrate într-o buclă ovoidală, de care este suspendată o perlă de aur. Forma petalelor, conturată prin alternanța dintre zonele matisate și cele line; rama tubulară este matisată și ritmată de grupaje de trei frunze. Piesele sunt marcate pe tortițe. | Muzeul Național de Istorie a României, București | Cimec    |
|      | Colier                                                   | Datare: Sf. sec. XIX - înc. sec. XX Școală: Atelier occidental Descoperit: jud. Sibiu, Sibiu Dimensiuni: Aur 583 ; G:21,96 g; L:404 mm; L pandantivi: 62 mm; Pandantivi: D1:35,6/31,7 mm și D2:25/20 mm Material: aur; piatră verde | Colier dintr-un lanț împletit, închis cu șlos, de care este suspendat un pandantiv format din două flori, una mai mare în partea superioară și alta mai mică, în cea inferioară, de ultima fiind suspendată o perlă mică de aur. Fiecare floare este încadrată într-o buclă ovoidală; în mijlocul primei flori sunt 6 pietre de culoare, bleu-verzuie iar, în mijlocul celei mici, una singură. Petalele și ramele sunt matisate. Caseta închizătorii, cizelată cu motive florale; ponsoane pe verigile dinaintea sistemului de închidere. | Muzeul Național de Istorie a României, București | Cimec    |
|      | Brățară                                                  | Datare: Sf. sec. XIX - înc. sec. XX Școală: Atelier occidental Descoperit: jud. Sibiu, Sibiu Dimensiuni: Aur 583 0/00; L=17,0cm; D=3,5/3,3 cm; G=18,32 g. Material: aur; piatră verde                                                  | Formată dintr-o tresă din fire împletite, sudată la un capăt pe o montură și cu șlos la celălalt; montura, constituită din tuburi și benzi din foaie din aur, ce alcătuiesc un nod, bombat, de formă aproximativ ovoidală, în mijlocul căruia se află un șaton, pătrat, cu piatră verde; pe mijlocul benzilor convexe, longitudinal, câte un șnur; tuburile cizelate cu trandafiri. | Muzeul Național de Istorie a României, București | Cimec    |
|      | Broșă                                                    | Datare: Sf. sec. XIX - înc. sec. XX Școală: Atelier occidental Descoperit: jud. Sibiu, Sibiu Dimensiuni: Aur 583 0/00; D=3,4/4,0 cm; G=14,30 g. Material: aur; piatră verde                                                            | Constituită dintr-o montură alcătuită din tuburi și benzi din foaie din aur împletite într-un nod, bombat, de formă aproximativ ovoidală, în mijlocul căruia se află un șaton, pătrat, cu piatră verde; pe mijlocul benzilor convexe, longitudinal, câte un șnur; tuburile cizelate cu trandafiri. Pe spate, ac de prindere și cârlig. | Muzeul Național de Istorie a României, București | Cimec    |
|      | Cuțit pentru pește                                       | Școală: Atelier austriac Material: argint | Cuțit pentru pește cu mâner drept, ușor evazat spre capăt și tăiat drept. Piesa poartă marcajul statului austro-ungar. | Muzeul Național de Istorie a României, București | Cimec    |
|      | Cuțit pentru pește                                       | Școală: Atelier austriac Material: argint | Cuțit pentru pește cu mâner drept, ușor evazat spre capăt și tăiat drept. Piesa poartă marcajul statului austro-ungar. | Muzeul Național de Istorie a României, București | Cimec    |
|      | Cuțit pentru pește                                       | Școală: Atelier german Material: argint | Cuțit pentru pește redus cu mânerul alungit, decorat cu o canelură pe margine. Piesa poartă marcajul statului german. | Muzeul Național de Istorie a României, București | Cimec    |
|      | Cuțit pentru pește                                       | Școală: Atelier german Material: argint | Cuțit pentru pește redus cu mânerul alungit, decorat cu o canelură pe margine. Piesa poartă marcajul statului german. | Muzeul Național de Istorie a României, București | Cimec    |
|      | Vază decorativă                                          | Școală: Atelier francez Material: argint; aur; turnare; cizelare | Vază piriformă pe bază profilată cu o retragere și aurită pe corpul căreia a fost cizelată o creangă de măcieș, un spic și o lăcustă, pe o parte, și stema României pe mantie regală încoronată pe altă parte. Pe fundul vazei este marca argintarului - LB, și a creatorului motivului decorativ (?) - Ch. Laurent, Lyon. | Muzeul Național de Istorie a României, București | Cimec    |
|      | Vază decorativă                                          | Școală: Atelier francez Material: argint; aur; turnare; cizelare | Vază piriformă pe bază profilată cu o retragere și aurită pe corpul căreia a fost cizelată o creangă de măcieș, un spic și o lăcustă, pe o parte, și stema României pe mantie regală încoronată pe altă parte. Pe fund, marca argintarului - LB și a creatorului motivului decorativ (?) - Ch. Laurent, Lyon. | Muzeul Național de Istorie a României, București | Cimec    |
|      | Casetă pentru trei cupe                                  | Școală: Atelier german Material: lemn; piele; saten; catifea | Casetă din lemn îmbrăcată în piele, căptușită cu satin roșu sub capac și tapisată cu pluș bordo, prevăzută cu trei lăcașuri pentru reținerea a trei cupe. În interiorul capacului, în colțul din stânga, sus, este eticheta - Eduard Wollenweber/ Konigl Bayer/ Hof-Silberarbeiter/ München. | Muzeul Național de Istorie a României, București | Cimec    |
|      | Cupă                                                     | Școală: Atelier german Material: argint; sticlă; turnare; cizelare | Cupă cu talpă circulară, picior cizelat în forma unui putty care susține recipientul conic, din sticlă, albastru degrade de la bază spre vârf. Cupa este marcată pe talpă - EW 800 și coroana statului german. | Muzeul Național de Istorie a României, București | Cimec    |
|      | Cupă                                                     | Școală: Atelier german Material: argint; sticlă; turnare; cizelare | Cupă cu talpă circulară, picior cizelat în forma unui putty care susține recipientul conic, din sticlă, albastru degrade de la bază spre vârf. Cupa este marcată pe talpă - EW 800 și coroana statului german. | Muzeul Național de Istorie a României, București | Cimec    |
|      | Cupă                                                     | Școală: Atelier german Material: argint; sticlă; turnare; cizelare | Cupă cu talpă circulară, picior cizelat în forma unui putty care susține recipientul conic, din sticlă, albastru degrade de la bază spre vârf. Cupa este marcată pe talpă - EW 800 și coroana statului german. | Muzeul Național de Istorie a României, București | Cimec    |
|      | Linguriță pentru dozat ceai                              | Școală: Atelier suedez Material: argint; ambutisare; cizelare | Linguriță pentru dozat frunzele de ceai cu căușul semisferic, prelungită printr-un mâner-toartă, întors și lipit dedesubt, bifurcat, terminat cu două biluțe - puncte de sprijin. Piesa este marcată pe toartă cu simbolul statului suedez și litera S de la orașul Sala sau Svegsmon, iar sub aceasta, pe căușul lingurii, cu un cartuș circular, în care se înscrie inscripția -G?/ 830/ S, iar dedesubt GABF. | Muzeul Național de Istorie a României, București | Cimec    |
|      | Căniță                                                   | Școală: Atelier vienez Material: argint; ambutisare; cizelare | Cană redusă ca dimensiune, cu recipientul piriform cizelat cu caneluri verticale, rare, baza tăiată și toartă din bară simplă, în consolă, supra-înălțată. Piesa poartă marcajul orașului Viena și a meșterului "FT". | Muzeul Național de Istorie a României, București | Cimec    |
|      | Cană de smântână                                         | Datare: 1902 Școală: Atelier englez Material: argint; ambutisare; cizelare | Cană în format de cască antică alungită, pe bază pătrată, cu toartă în consolă supra-înălțată, canelată fin în lungime și cioc. Piesa poartă marcajul statului britanic, a meșterului: Charles Humphries și a anului de execuție. | Muzeul Național de Istorie a României, București | Cimec    |
|      | Zaharniță                                                | Școală: Atelier francez Descoperit: Franța Material: argint; aur; cizelare | Zaharniță sau legumieră cu capac pe platou fix; platoul oval, festonat și decorat pe margine cu șase ciorchini de rodii, fixează prin patru picioare de leu recipientul ovoidal, aurit în interior. Cele patru picioare se continuă pe recipient cu patru benzi cizelate cu motive vegetale, iar între ele, de o parte și de alta, sunt două cartușe încoronate care înscriu cifra regelui Carol I. Capacul, prevăzut cu deschidere pentru lingură, este ușor înălțat la mijloc unde a fost fixat cu nit și șurub butonul în forma unui ciorchine cu rodii. Piesa poartă marca bijutierului francez Odiot din Paris Odiot și seria "6258". | Muzeul Național de Istorie a României, București | Cimec    |
|      | Zaharniță                                                | Școală: Atelier francez Descoperit: Franța Material: argint; aur; cizelare | Zaharniță sau legumieră cu capac pe platou fix; platoul oval, festonat și decorat pe margine cu șase ciorchini de rodii, fixează prin patru picioare de leu recipientul ovoidal, aurit în interior. Cele patru picioare se continuă pe recipient cu patru benzi cizelate cu motive vegetale, iar între ele, de o parte și de alta, sunt două cartușe încoronate care înscriu cifra regelui Carol I. Capacul, prevăzut cu deschidere pentru lingură, este ușor înălțat la mijloc unde a fost fixat cu nit și șurub butonul în forma unui ciorchine cu rodii. Piesa poartă marca bijutierului francez Odiot din Paris Odiot și seria "6258". | Muzeul Național de Istorie a României, București | Cimec    |
|      | Zaharniță Autor: Paul Telge                              | Școală: Atelier german, berlinez Material: argint | Zaharniță cu recipientul format dintr-o calotă redusă la gură, cu buza lată și ușor evazată, așezată pe o talpă circulară. Marginea tălpii și buza au fost cizelate cu un șir de frunze dispuse vertical, stilizate. Pe suprafața exterioară a vasului este cifra regelui Carol I încoronată, dispusă într-o cunună de lauri. Pe inelul de la talpa vasului este marca statului german și inscripția cu numele meșterului: S Paul Telge Berlin C. | Muzeul Național de Istorie a României, București | Cimec    |
|      | Aplică cu granate Autor: neidentificat                   | Datare: a doua jumătate a secolului al XVI-lea - prima jumătate a secolului XVII-lea Școală: Atelier transilvănean Descoperit: jud. CĂLĂRAȘI, com. Valea Argovei, Vlădiceasca Material: argint, granate; ciocănire, cizelare, fațetare | Aplică în formă de floare cu petale din plăcuțe de granate fațetate. Petalele au fost fixate pe un suport din faianță fixat într-o casetă din argint. | Muzeul Național de Istorie a României, București | Cimec    |
|      | Bumb Autor: neidentificat                                | Datare: a doua jumătate a secolului al XVI-lea - prima jumătate a secolului XVII-lea Școală: Atelier nedeterminat Descoperit: jud. CĂLĂRAȘI, com. Valea Argovei, Vlădiceasca Material: argint; ciocănire, cizelare                     | Nasture format din două emisfere lipite, emisfera inferioară fiind turtită la pol. Pe emisfera superioară este atașată o gaică la pol. | Muzeul Național de Istorie a României, București | Cimec    |
|      | Ac de fixare fără placă ornamentală Autor: neidentificat | Datare: a doua jumătate a secolului al XVI-lea - prima jumătate a secolului XVII-lea Școală: Atelier transilvănean Descoperit: jud. CĂLĂRAȘI, com. Valea Argovei, Vlădiceasca Material: argint; ciocănire                              | Acul de fixare al unui ac de văl. Ușor deformat. | Muzeul Național de Istorie a României, București | Cimec    |
|      | Ac de fixare fără placă ornamentală Autor: neidentificat | Datare: a doua jumătate a secolului al XVI-lea - prima jumătate a secolului XVII-lea Școală: Atelier transilvănean Descoperit: jud. CĂLĂRAȘI, com. Valea Argovei, Vlădiceasca Material: argint; ciocănire                              | Acul de fixare al unui ac de văl. Ușor deformat. | Muzeul Național de Istorie a României, București | Cimec    |
|      | Sfeșnic                                                  | Școală: Atelier german Material: argint; plumb; ciocănire; cizelare | Sfeșnicul pe bază pătrată pe care se înalță coloana având postamentul cilindric completat de un fus canelat terminat cu cupa pentru lumânare. Pe postament sunt lipite patru personaje feminine - două țin în mâini câte o cunună și ulcior, două cu câte o cupă, iar fusul are la bază și la vârf o friză cu frunze. Postamentul umplut cu plumb. Piesa a fost reparată în epocă prin lipire cu cositor a fusului de postament, a părții superioare a unuia dintre personajele feminine și a capului alteia; piesa prezintă pete minuscule de coroziune pe metalul folosit la lipire. Piesa este marcată pe volanul bazei; poartă marcajul orașului Berlin - un leu rampant însoțit de litera K (1828 ?) în cartuș oval, un zigzag pentru testarea metalului și cel al meșterului - WH. | Muzeul Național de Istorie a României, București | Cimec    |
|      | Sfeșnic                                                  | Școală: Atelier german Material: argint; plumb; ciocănire; cizelare | Sfeșnicul pe bază pătrată pe care se înalță coloana având postamentul cilindric completat de un fus canelat terminat cu cupa pentru lumânare. Pe postament sunt lipite patru personaje feminine - două țin în mâini câte o cunună și ulcior, două cu câte o cupă, iar fusul are la bază și la vârf o friză cu frunze. Postamentul umplut cu plumb. Piesa a fost reparată în epocă prin lipire cu cositor a fusului de postament și a două dintre personajele feminine, aproape în întregime; piesa prezintă pete verzi de coroziune pe metalul folosit la lipire în mai multe locuri și o pată aproape neagră de natură necunoscută între două personaje. Piesa este marcată pe volanul bazei; poartă marcajul orașului Berlin - un leu rampant însoțit de litera K (1828 ?) în cartuș oval, un zigzag pentru testarea metalului și cel al meșterului - WH. | Muzeul Național de Istorie a României, București | Cimec    |
|      | Dublou pentru sosieră Autor: Paul Telge, Berlin          | Școală: Atelier german Material: argint | Dublou pentru sosieră cu format navicular, cu cioc lat pentru turnare și porțiunea opusă mai rotunjită și ușor mai înălțată; în porțiunile înguste, spre interior, sunt două aripioare în acoladă îngustă, pentru ridicarea piesei. Piesa are marcă germană și cifra II; prezintă ușoare lovituri în mai multe locuri. | Muzeul Național de Istorie a României, București | Cimec    |
|      | Dublou pentru sosieră Autor: Paul Telge, Berlin          | Școală: Atelier german Material: argint | Dublou pentru sosieră cu format navicular, cu cioc lat pentru turnare și porțiunea opusă mai rotunjită și ușor mai înălțată; în porțiunile înguste, spre interior, sunt două aripioare în acoladă îngustă, pentru ridicarea piesei. Piesa are marcă germană și cifra II. | Muzeul Național de Istorie a României, București | Cimec    |
|      | Grătar pentru pâine prăjită                              | Școală: Atelier european Material: argint; alămă; ciocănire; cizelare | Grătar pentru pâine prăjită format dintr-o ramă ovală pe patru picioare reduse, ramă pe care se sprijină opt arcuri din bare subțiri; ea este susținută de două benzi înguste, dispuse pe cele două diametre, la intersecția cărora se așează mânerul vertical, plat, cizelat cu cifra Regelui Carol I încoronată. Piesă nemarcată. Mânerul și trei bare au fost rupte și fixate cu plăcuțe mici de aramă pe reversul piesei. | Muzeul Național de Istorie a României, București | Cimec    |
|      | Vas pentru păstrarea frunzelor de ceai                   | Școală: Atelier francez Material: argint; aur; ambutisare; cizelare; ghiloșare; aurire | Recipientul pentru păstrarea frunzelor uscate de ceai piriform pe bază aplatizată, cu capac conic spre zona centrală și buton sferic. Porțiunea bombată a recipientului și capacul sunt ghiloșate, iar pe banda ghiloșată a recipientului au fost lipiți trei trandafiri cu frunze și codiță turnați în relief. Piesa a fost aurită în interior și marcată pe fundul vasului. | Muzeul Național de Istorie a României, București | Cimec    |
|      | Cană de lapte                                            | Școală: Atelier vest-european Material: argint; lemn | Cană de lapte cu recipientul cilindric, ușor bombat de la jumătatea inferioară cu cioc și toartă în consolă montată, din lemn. Corpul vasului este împărțit în registre verticale prin caneluri verticale, iar ciocul pornit de la mijlocul recipientului prezintă caneluri orizontale. în partea superioară și aproapte de baza vasului sunt două manșoane reduse în care a fost introdusă toarta de formă semidreptunghiulară cu muchiile rotunjite, din lemn vopsit negru. Piesa este marcată pe fund; nu prezintă urme vizibile de degradare dar mânerul, adăugat ulterior, joacă în manșoane. | Muzeul Național de Istorie a României, București | Cimec    |
|      | Zaharniță cu capac și mâner                              | Material: argint; aur; lemn | Casoletă cu capac prevăzut cu buton cizelat ca un fruct de ananas și mânerul din lemn strunjit; casoleta de format cilindric redus, pe bază circulară, aurită în interior, cu un tub cizelat într-o parte de la care pornește mânerul de lemn. Suprafața peretelui exterior și capacul au fost cizelate în relief plat cu patru portrete de copii în costumație de secolul al XVIII-lea și cu perucă, dispuși în câte un medalion, iar medalioanele legate între ele cu ghirlande. Mânerul format balustru alungit, vopsit negru. Piesa marcată pe fund; în stare bună de conservare fară urme vizibile de degradare. | Muzeul Național de Istorie a României, București | Cimec    |
|      | Cană mică de lapte                                       | Școală: Atelier englez Material: argint | Cana mică de lapte format coif grecesc ușor ovalizat cu cioc și toartă în consolă. Jumătate din suprafața inferioară este decorată cu caneluri verticale iar toarta este rectangulară. Pe suprafața superioară, pe o parte, a fost gravată o monogramă cu litere majuscule de mână, înlănțuite - E S I A. | Muzeul Național de Istorie a României, București | Cimec    |
|      | Linguriță de ceai și cafea                               | Școală: Atelier nord-vest european Material: argint; ambutisare; turnare; cizelare | Linguriță de ceai și cafea cu căușul în format sector de sferă și mânerul drept canelat în lungime cu o plăcuță traforată în forma unui motiv vegetal la bază și un vultur cu aripile desfăcute în vârf. Piesa este marcată cu un R într-un scut franțuzesc încoronat, o floare și cifra 800. | Muzeul Național de Istorie a României, București | Cimec    |
|      | Linguriță de ceai și cafea                               | Școală: Atelier nord-vest european Material: argint; ambutisare; turnare; cizelare | Linguriță de ceai și cafea cu căușul în format sector de sferă și mânerul drept canelat în lungime cu o plăcuță traforată în forma unui motiv vegetal la bază și un vultur cu aripile desfăcute în vârf. Piesa este marcată cu un R într-un scut franțuzesc încoronat, o floare și cifra 800. | Muzeul Național de Istorie a României, București | Cimec    |
|      | Linguriță de ceai și cafea                               | Școală: Atelier nord-vest european Material: argint; ambutisare; turnare; cizelare | Linguriță de ceai și cafea cu căușul format în sector de sferă și mânerul drept canelat în lungime cu o plăcuță traforată în forma unui motiv vegetal la bază și un vultur cu aripile desfăcute în vârf. Piesa este marcată cu un R într-un scut franțuzesc încoronat, o floare și cifra 800. | Muzeul Național de Istorie a României, București | Cimec    |
|      | Linguriță de ceai și cafea                               | Școală: Atelier nord-vest european Material: argint; ambutisare; turnare; cizelare | Linguriță de ceai și cafea cu căușul format în sector de sferă și mânerul drept canelat în lungime cu o plăcuță traforată în forma unui motiv vegetal la bază și un vultur cu aripile desfăcute în vârf. Piesa este marcată cu un R într-un scut franțuzesc încoronat, o floare și cifra 800. | Muzeul Național de Istorie a României, București | Cimec    |
|      | Linguriță de ceai și cafea                               | Școală: Atelier nord-vest european Material: argint; ambutisare; turnare; cizelare | Linguriță de ceai și cafea cu căușul format în sector de sferă și mânerul drept canelat în lungime cu o plăcuță traforată în forma unui motiv vegetal la bază și un vultur cu aripile desfăcute în vârf. Piesa este marcată cu un R într-un scut franțuzesc încoronat, o floare și cifra 800. | Muzeul Național de Istorie a României, București | Cimec    |
|      | Linguriță de ceai și cafea                               | Școală: Atelier nord-vest european Material: argint; ambutisare; turnare; cizelare | Linguriță de ceai și cafea cu căușul format în sector de sferă și mânerul drept canelat în lungime cu o plăcuță traforată în forma unui motiv vegetal la bază și un vultur cu aripile desfăcute în vârf. Piesa este marcată cu un R într-un scut franțuzesc încoronat, o floare și cifra 800. | Muzeul Național de Istorie a României, București | Cimec    |
|      | Linguriță de ceai și cafea                               | Școală: Atelier nord-vest european Material: argint; ambutisare; turnare; cizelare | Linguriță de ceai și cafea cu căușul format în sector de sferă și mânerul drept canelat în lungime cu o plăcuță traforată în forma unui motiv vegetal la bază și un vultur cu aripile desfăcute în vârf. Piesa este marcată cu un R într-un scut franțuzesc încoronat, o floare și cifra 800. | Muzeul Național de Istorie a României, București | Cimec    |
|      | Linguriță de ceai și cafea                               | Școală: Atelier nord-vest european Material: argint; ambutisare; turnare; cizelare | Linguriță de ceai și cafea cu căușul format în sector de sferă și mânerul drept canelat în lungime cu o plăcuță traforată în forma unui motiv vegetal la bază și un vultur cu aripile desfăcute în vârf. Piesa este marcată cu un R într-un scut franțuzesc încoronat, o floare și cifra 800. | Muzeul Național de Istorie a României, București | Cimec    |
|      | Linguriță de ceai și cafea                               | Școală: Atelier nord-vest european Material: argint; ambutisare; turnare; cizelare | Linguriță de ceai și cafea cu căușul format în sector de sferă și mânerul drept canelat în lungime cu o plăcuță traforată în forma unui motiv vegetal la bază și un vultur cu aripile desfăcute în vârf. Piesa este marcată cu un R într-un scut franțuzesc încoronat, o floare și cifra 800. | Muzeul Național de Istorie a României, București | Cimec    |
|      | Linguriță de ceai și cafea                               | Școală: Atelier nord-vest european Material: argint; ambutisare; turnare; cizelare | Linguriță de ceai și cafea cu căușul format în sector de sferă și mânerul drept canelat în lungime cu o plăcuță traforată în forma unui motiv vegetal la bază și un vultur cu aripile desfăcute în vârf. Piesa este marcată cu un R într-un scut franțuzesc încoronat, o floare și cifra 800. | Muzeul Național de Istorie a României, București | Cimec    |
|      | Linguriță de ceai și cafea                               | Școală: Atelier nord-vest european Material: argint; ambutisare; turnare; cizelare | Linguriță de ceai și cafea cu căușul format în sector de sferă și mânerul drept canelat în lungime cu o plăcuță traforată în forma unui motiv vegetal la bază și un vultur cu aripile desfăcute în vârf. Piesa este marcată cu un R într-un scut franțuzesc încoronat, o floare și cifra 800. | Muzeul Național de Istorie a României, București | Cimec    |
|      | Linguriță de ceai și cafea                               | Școală: Atelier nord-vest european Material: argint; ambutisare; turnare; cizelare | Linguriță de ceai și cafea cu căușul format în sector de sferă și mânerul drept canelat în lungime cu o plăcuță traforată în forma unui motiv vegetal la bază și un vultur cu aripile desfăcute în vârf. Piesa este marcată cu un R într-un scut franțuzesc încoronat, o floare și cifra 800. | Muzeul Național de Istorie a României, București | Cimec    |
|      | Vas pentru pateuri sau fursecuri                         | Școală: Atelier prusac Material: argint; aur | Vas pentru pateuri sau fursecuri format semiovoidal, navicular, pe patru picioare reduse, curbate, pe talpă ca o copită și gura cu buza evazată cizelată frânghie. Piesa aurită pe întreaga suprafață. Piesă marcată pe fund cu un grifon cu o labă ridicată - marca unui atelier prusac. Prezintă ușoare zgârieturi în mai multe locuri. | Muzeul Național de Istorie a României, București | Cimec    |
|      | Vas pentru pateuri sau fursecuri                         | Școală: Atelier prusac Material: argint; aur | Vas pentru pateuri sau fursecuri format semiovoidal, navicular, pe patru picioare reduse, curbate, pe talpă ca o copită și gura cu buza evazată cizelată frânghie. Piesa aurită pe întreaga suprafață. Piesă marcată pe fund cu un grifon cu o labă ridicată - marca unui atelier prusac. Prezintă ușoare zgârieturi în mai multe locuri. | Muzeul Național de Istorie a României, București | Cimec    |
|      | Vas pentru pateuri sau fursecuri                         | Școală: Atelier prusac Material: argint; aur | Vas pentru pateuri sau fursecuri format semiovoidal, navicular, pe patru picioare reduse, curbate, pe talpă ca o copită și gura cu buza evazată cizelată frânghie. Piesa aurită pe întreaga suprafață. Piesă marcată pe fund cu un grifon cu o labă ridicată - marca unui atelier prusac. Prezintă ușoare zgârieturi în mai multe locuri. | Muzeul Național de Istorie a României, București | Cimec    |
|      | Platou oval                                              | Școală: Atelier francez; Odiot á Paris Material: argint; ambutisare; ciocănire; cizelare | Platou oval cu bordură lată și marginea festonată de zece panouri: opt cizelate cu mănunchiuri de fructe și două, afrontate, pe laturile lungi, cu coroana României care surmontează cifra regelui Carol I cizelată pe bordură. Motivul decorativ cizelat ușor reliefat. Piesa este marcată pe fund; prezintă două lovituri dintre care una mai puternică. | Muzeul Național de Istorie a României, București | Cimec    |
|      | Platou oval                                              | Școală: Atelier francez; Odiot á Paris Material: argint; ambutisare; ciocănire; cizelare | Platou oval cu bordură lată și marginea festonată de zece panouri: opt cizelate cu mănunchiuri de fructe și două, afrontate, pe laturile lungi, cu coroana României care surmontează cifra regelui Carol I cizelată pe bordură. Motivul decorativ cizelat ușor reliefat. Piesa este marcată pe fund; prezintă mai multe lovituri ușoare în fund. | Muzeul Național de Istorie a României, București | Cimec    |
|      | Platou oval                                              | Școală: Atelier francez; Odiot á Paris Material: argint; ambutisare; ciocănire; cizelare | Platou oval cu bordură lată și marginea festonată de zece panouri: opt cizelate cu mănunchiuri de fructe și două, afrontate, pe laturile lungi, cu coroana României care surmontează cifra regelui Carol I cizelată pe bordură. Motivul decorativ cizelat ușor reliefat. Piesa este marcată pe fund; prezintă zgârieturi și ușoare lovituri pe întreaga suprafață. | Muzeul Național de Istorie a României, București | Cimec    |
|      | Platou oval                                              | Școală: Atelier francez; Odiot á Paris Material: argint; ambutisare; ciocănire; cizelare | Platou oval cu bordură lată și marginea festonată de zece mănunchiuri de fructe cizelate. Motivul decorativ cizelat ușor reliefat. Piesa este marcată pe fund; prezintă mai multe lovituri ușoare și zgârieturi. | Muzeul Național de Istorie a României, București | Cimec    |
|      | Platou oval                                              | Școală: Atelier francez; Odiot á Paris Material: argint; ambutisare; ciocănire; cizelare | Platou oval cu bordură lată și marginea festonată de zece panouri: opt cizelate cu mănunchiuri de fructe și două, afrontate, pe laturile lungi, cu coroana României care surmontează cifra regelui Carol I cizelată pe bordură. Motivul decorativ cizelat ușor reliefat. Piesa este marcată pe fund; nu prezintă urme vizibile de degradare. | Muzeul Național de Istorie a României, București | Cimec    |
|      | Platou oval                                              | Școală: Atelier francez; Odiot á Paris Material: argint; ambutisare; ciocănire; cizelare | Platou oval cu bordură lată și marginea festonată de zece panouri: opt cizelate cu mănunchiuri de fructe și două, afrontate, pe laturile lungi, cu coroana României care surmontează cifra regelui Carol I cizelată pe bordură. Motivul decorativ cizelat ușor reliefat. Piesa este marcată pe fund; nu prezintă urme vizibile de degradare. | Muzeul Național de Istorie a României, București | Cimec    |
|      | Vitrină                                                  | Datare: a doua jumătate a secolului al XIX-lea Școală: Atelier olandez Material: furnir de nuc, lemn sculptat, marchetărie, metal cizelat, cristal bizotat, catifea                                                                    | vitrină din furnir de nuc, de mari dimensiuni, piesă reprezentativă pentru mobilierul olandez, destinată păstrării pieselor valoroase ce ceramică englezească sau porțelan chinezesc. Partea superioară, cu fronton supraînălțat, are cele două uși, lataralele și rafturile interioare din sticlă iar partea inferioară, bombată, cu sertare, trei lungi si unul compartimentat în trei. Se sprijină pe patru picioare în formă de sferă aplatizată. | Muzeul Național de Artă al României, București   | Cimec    |
|      | Scaun de proporții reduse                                | Datare: secolul al XVII-lea Școală: Atelier olandez Material: nuc masiv; strunjire; piele ștanțată | scaun cu șezuta și spătarul din piele, cu un decor auster și o formă rectangulară. Picioarele anterioare strunjite în formă de bilă („en chapelet), butonii metalici și chenarul imprimat al spătarului însumează elementele ornamentale ale piesei. | Muzeul Național de Artă al României, București   | Cimec    |
|      | Scaun de proporții reduse                                | Datare: secolul al XVII-lea Școală: Atelier olandez Material: nuc masiv; strunjire; piele ștanțată | scaun cu șezuta și spătarul din piele, cu un decor auster și o formă rectangulară. Picioarele anterioare strunjite în formă de bilă („en chapelet), butonii metalici și chenarul imprimat al spătarului însumează elementele ornamentale ale piesei. | Muzeul Național de Artă al României, București   | Cimec    |